# Cent famoses vistes d'Edo
Cent famoses vistes d'Edo Meisho Edo Hyakkei (名所江戸百景) és una sèrie de gravats realitzats pel pintor japonès Utagawa Hiroshige entre 1856 i 1858. Malgrat el títol es tracta d'un total de 119 gravats, confeccionats mitjançant la tècnica de la xilografia (gravat en fusta), que pertanyen a l'estil ukiyo-e, un gènere de gravats de temes populars destinats a la classe mitjana urbana japonesa que es desenvolupà durant el període Edo (1603-1868). Algunes de les estampes foren finalitzades pel seu deixeble, Utagawa Hiroshige II.
Hiroshige fou un gran paisatgista, un dels millors del seu temps, plasmant en imatges de forma lírica i emotiva els llocs més bells i amb més renom del Japó, especialment de la seva capital, Edo (actual Tòquio). En aquesta sèrie presentà els llocs més emblemàtics de la ciutat, recentment reconstruïda després d'un devastador terratrèmol esdevingut el 1855. Malgrat això, Hiroshige no ensenyà els efectes de la destrucció, sinó que mostrà l'urbs de forma idealitzada i optimista, pretenent infondre a la població un estat d'ànim vitalista i jovial. Al mateix temps, la sèrie oferia al públic un aspecte d'actualitat, de gaseta on albirar les novetats en la reconstrucció de la ciutat. Les estampes presenten també escenes socials, ritus i costums de la població local, lligant el paisatge amb la descripció detallada de gent i ambients locals d'una gran diversitat.
| «                                             | Sobretot, vaig voler reproduir amb exactitud les famoses regions d'Edo... i pintar paisatges tal com els pot veure l'observador amb els seus propis ulls. | » |
| — Utagawa Hiroshige, Records iŀlustrats d'Edo | |   |

## Història

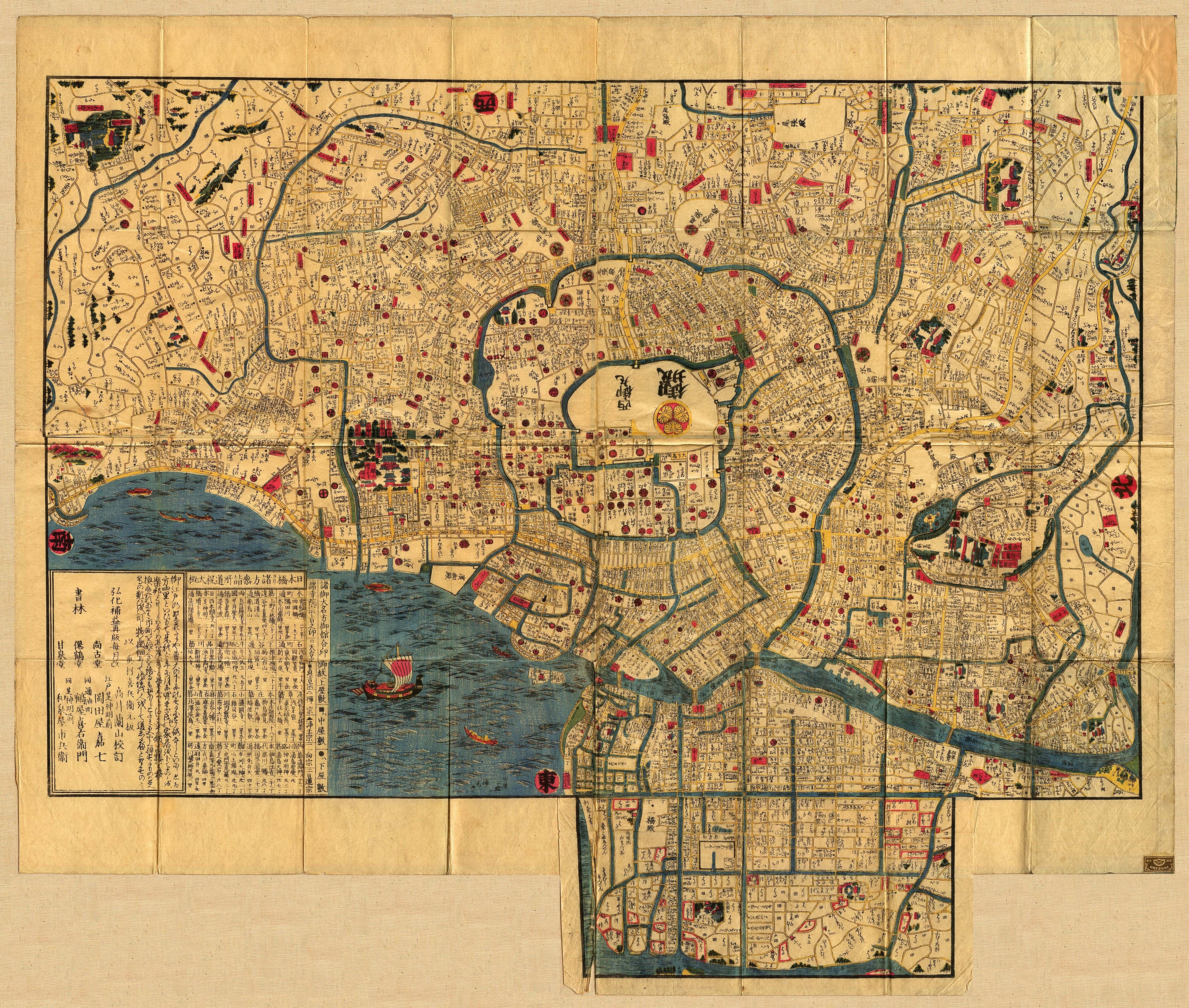
Mapa d'Edo (ca. 1840)

Durant el període Edo, el Japó estigué governat pel Shogunat Tokugawa, que tancà el país a tot contacte exterior: els cristians foren perseguits i els comerciants europeus expulsats. Aquest període suposà una etapa de pau i prosperitat després de les guerres civils patides al Japó durant els segles XV i XVI: entre 1573 i 1603 (Període Azuchi-Momoyama), Japó fou unificat per Oda Nobunaga, Toyotomi Hideyoshi i Tokugawa Ieyasu, que eliminaren als daimyō (senyors de la guerra d'origen feudal) i crearen un estat centralitzat. La capital s'establí a Edo (江戸, «estuari») (futura Tòquio), que creixé amb gran rapidesa, especialment després de la reconstrucció de la ciutat el 1657 degut a un gran incendi que la destruí quasi per complet. El 1725 la ciutat era la més populosa del món, amb més d'un milió d'habitants. En el moment de la publicació de la sèrie de Hiroshige, la ciutat tenia una població de quasi dos milions, amb una superfície d'uns 80 km².
Edo es convertí en el nucli d'una pròspera classe mitjana: malgrat el sistema de vassallatge, proliferà el comerç i l'artesania, apareixent una classe burgesa que fou creixent en poder i influència, i que es dedicà al foment de les arts, especialment gravats, ceràmica, laca i productes tèxtils. Així, cobrà un gran auge el gravat en fusta, sorgint una important indústria en nuclis urbans especialitzada en textos il·lustrats i estampes. Inicialment eren gravats en tinta negra sobre paper acolorit a mà, però a mitjan segle xviii sorgí la impressió a color (nishiki-e).

## Estil

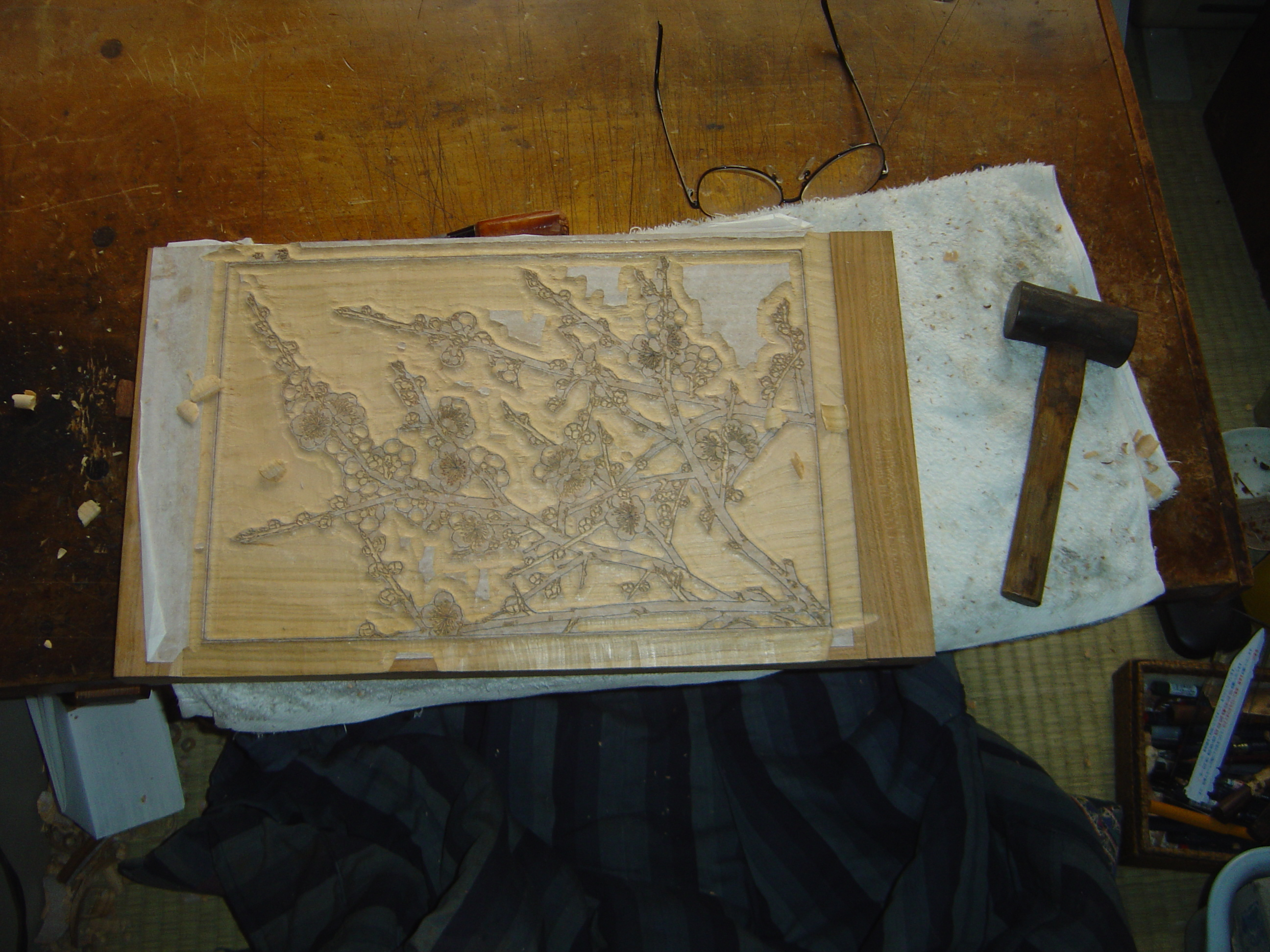
Blocs de fusta per a l'elaboració d'una xilografia estil ukiyo-e.

L'escola ukiyo-e (浮世絵, «estampes del món flotant») destacà per la representació de tipus i escenes populars. Desenvolupada al voltant de la tècnica del gravat –principalment xilografia–, fou un estil de caràcter laic i plebeu, eminentment urbà, que inspirant-se en temes anecdòtics i escenes de gènere els atorgava un lirisme i una bellesa extraordinàries, amb una subtil sensibilitat i un gust refinat de gran modernitat. Amb l'arribada de la pau després de les guerres civils i l'auge d'una classe burgesa en les grans ciutats –principalment a Edo–, la nova prosperitat es traduí en un augment del consum d'art, especialment de les estampes que retrataven la vida urbana i els ambients d'oci i entreteniment: cases de te, geishas, actors de kabuki, lluitadors de sumo, etc. Fou una època lúdica, on es valorava l'esbarjo, la diversió, el relax, tot allò que feia la vida agradable. Hi havia una sensació com de flotar en un núvol, de deixar-se portar pel plaer, l'hedonisme: d'aquí el nom ukiyo-e, «estampes del món flotant». Aquest estil tingué un gran èxit entre les classes mitjanes d'Edo, que consumien amb avidesa les estampes que retrataven de forma senzilla i amena, però al temps artística i estètica, la ciutat, els ambients i les gents que coneixien i els resultaven agradables.
El seu fundador fou Hishikawa Moronobu, al que seguiren figures com Okumura Masanobu, Suzuki Harunobu, Isoda Koryūsai i Torii Kiyonobu, fundador de l'escola Torii. Diversos artistes s'especialitzaren en la reproducció dels actors del teatre popular japonès kabuki, el yakusha-e (役者絵, «quadres d'actors»), entre ells Torii Kiyomasu, Torii Kiyomitsu i, sobretot, Tōshūsai Sharaku. Altre gènere bastant corrent fou el bijin-ga (美人画, «quadres de dones boniques»), que representava geishas i cortesanes en actituds íntimes i escenes de tocador, amb gran detallisme, principalment en els seus vestits, com es denota en l'obra de Torii Kiyonaga, Kitagawa Utamaro i Keisai Eisen. Altra variant fou el shunga (春画, «estampes primaverals»), de contingut més explícitament eròtic. El paisatgisme fou introduït per Utagawa Toyoharu –fundador de l'escola Utagawa, a la qual pertanyé Hiroshige–, que aplicà la perspectiva occidental al paisatge japonès, seguit per l'excepcional obra de Katsushika Hokusai.

## L'autor
Utagawa Hiroshige (歌川広重) (1797-1858) fou un dels darrers i millors representants del gènere ukiyo-e. Deixeble d'Utagawa Toyohiro, s'inicià en els gèneres yakusha-e i bijin-ga, encara que posteriorment s'especialitzà en el paisatgisme, generalment en format de gravat. També aprengué els estils de les escoles Kanō i Maruyama-Shijō.

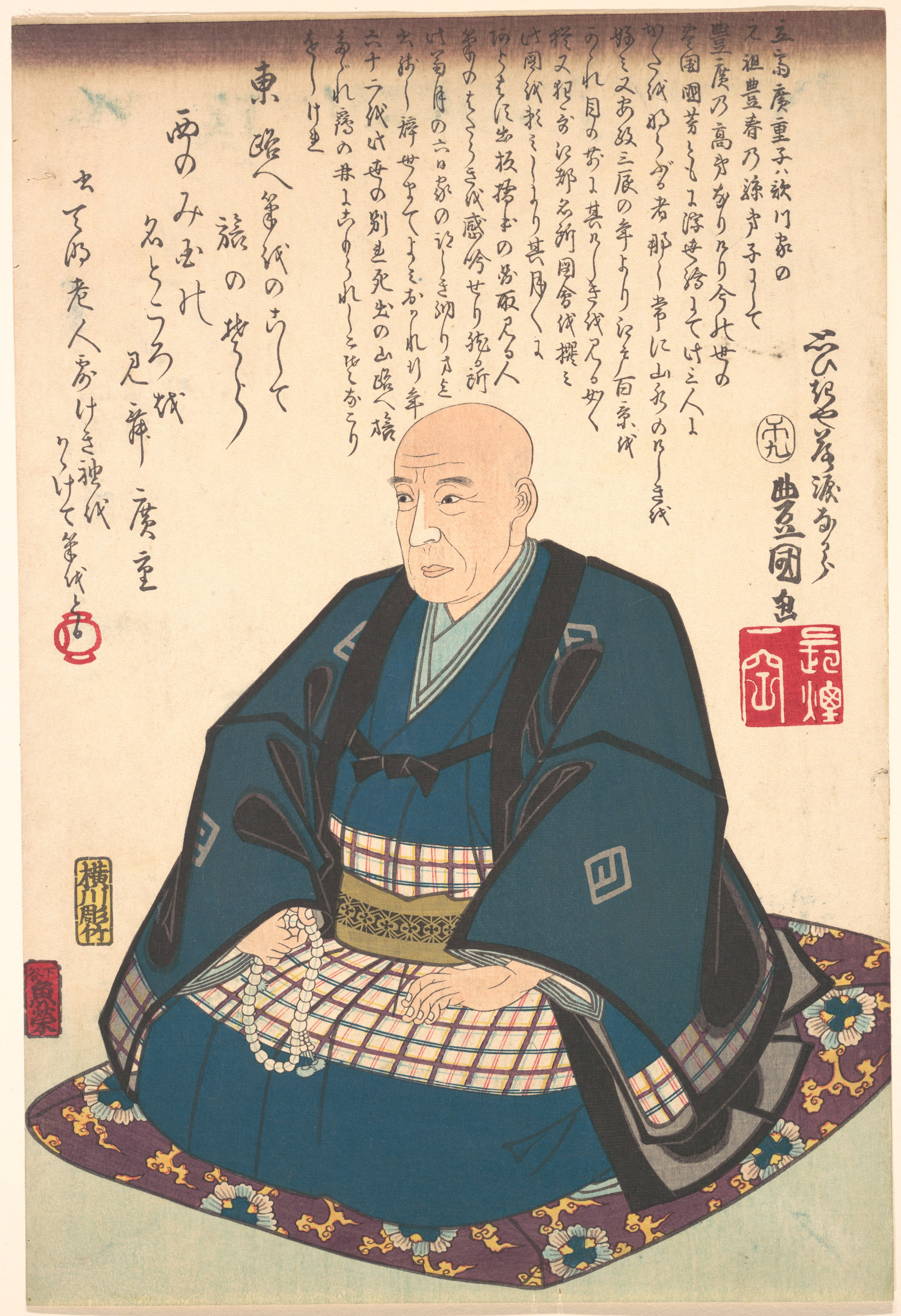
Retrat pòstum a la memòria de Hiroshige, pintat pel seu amic el també pintor Utagawa Kunisada.

El seu estil es caracteritzà per un gran realisme i el reflex de la vida quotidiana i les gents populars, així com una gran sensibilitat en el tractament atmosfèric de les seves obres i la plasmació en imatges d'estats d'ànim. Va saber captar de forma magistral la llum de diferents hores del dia, així com els canvis succeïts a la natura en el transcurs de les estacions. Reflectí la natura d'una forma lírica i evocadora, amb un cert romanticisme i una gran sensibilitat per a la bellesa efímera de la natura. Sovint introduí poemes a les seves imatges –amb una delicada cal·ligrafia–, reflex de la seva excel·lent formació tant literària com artística.
Treballà preferentment en sèries de gravats, com Cinquanta-tres etapes de la ruta de Tōkaidō (1833), Famoses vistes de Kyōto (1834) i Seixanta-nou estacions del Kisokaidō (1839). Al llarg de la seva vida realitzà unes 5400 xilografies, que li van convertir en un mestre indiscutible de l'ukiyo-e.

## La sèrie
La sèrie Cent famoses vistes d'Edo fou realitzada per Hiroshige entre 1856 i 1858 (anys Ansei 3 a Ansei 5 en el calendari japonès). Comprèn un total de 119 estampes sobre paisatges i llocs emblemàtics d'Edo (nom antic de Tòquio). Aquest projecte fou un dels més ambiciosos i el darrer en rellevància de la producció d'aquest artista. Amb ell, el famós seguidor del gènere ukiyo-e pretengué reflectir els canvis soferts per la capital nipona durant aquells darrers anys, en què el progrés i la modernitat avançaven vertiginosament destruint els costums i tradicions ancestrals del Japó. El 1853, el bloqueig naval del comodor estatunidenc Matthew Perry obligà a l'emperador a obrir Japó a Occident. Posteriorment, el 1855, Edo patí un gran terratrèmol (de magnitud 7.1), que provocà una gran destrucció, amb un saldo de 10.000 morts i uns 16.000 edificis destruïts. Aquests canvis en la fisonomia de la ciutat foren els que volgué reflectir Hiroshige a la seva sèrie.
En el moment de realitzar aquesta obra, Hiroshige es trobava en el cim de la seva carrera: el 1856, al complir seixanta anys, realitzà el ritual budista d'afaitar-se el cap, iniciant la vida de monjo. Rebé l'encàrrec de Sakanaya Eikichi, un editor que volgué reflectir els canvis esdevinguts a Edo després del terratrèmol. Hiroshige plasmà aquesta idea en més de cent vistes sobre els llocs més coneguts i pintorescs de la ciutat. Cercà sobretot imatges insòlites, enfocaments innovadors, amb perspectives poc usuals, com imatges trencades per un marc vertical, o bé mig tapades per un objecte quotidià que se situa entre el fons i la vista de l'espectador. Aquestes vistes van tenir una exitosa acollida –de cada gravat es van realitzar de 10.000 a 15.000 exemplars–, encara que malauradament la sèrie quedà interrompuda per la mort de l'autor en una epidèmia de còlera, el 1858. Alguns gravats foren terminats pel seu deixeble Utagawa Hiroshige II.
La sèrie la realitzà en format ōban (format gran, aproximadament 39,5 x 26,8 cm), i emprà la tècnica nishiki-e, un tipus de cromoxilografia introduït en el segle xviii (cap al 1765) que permeté el gravat en color. La sèrie passà la censura –segons un edicte de 1790, totes les obres devien complir la política de limitació del luxe, així com no contenir material políticament sensible– en diverses fases: el primer any (1856) presentà 37 estampes; el 1857, 71; i, el 1858, l'any de la seva mort, 7. Segons sembla, la idea de l'autor i l'editor era finalitzar la sèrie en juliol de 1858, i dues estampes d'aquest mes porten el títol de Complements entretinguts de les cent vistes d'Edo (Edo hyakkei yokyō); però al mes següent van presentar altres tres estampes sota el títol habitual. Aquestes 115 xilografies es van completar l'octubre del 1858 amb altres tres estampes, aprobades pels censors després de la mort de l'artista, probablement obres de Hiroshige II a petició de l'editor. S'encarregà llavors l'índex a Baisotei Gengyo (1817-1880), famós dissenyador de portades. En darrer lloc, el 1859 Hiroshige II realitzà una última làmina per a celebrar el seu ascens a la categoria de mestre, segellat davant el censor l'abril del 1859.
Les estampes foren agrupades segons les estacions de l'any, com s'indica a l'índex: 42 estampes de primavera, 30 d'estiu, 26 de tardor i 20 d'hivern. Encara que amb l'edat havia perdut certa força expressiva present en obres anteriors, aquesta sèrie sobreïx d'un intens colorit i una gran sensibilitat emotiva, mostra de la vinculació especial amb el paisatge de la seva ciutat natal. Al llarg de les diverses estampes emprà diverses tècniques que havia anat aprenent al llarg de la seva vida: karazuri, tècnica de gravat realçat en què s'imprimeix sobre el paper una planxa sense tinta, perquè quedi imprès el relleu; atenashi-bokashi, tècnica que barreja un líquid amb la tinta i es reparteix per tota la superfície, ideal per a l'aigua i els núvols; kimekomi, tècnica per la qual es pressiona una planxa sobre el paper, per a línies i contorns; i kirakake, gravat brillant, realitzat amb dues planxes, una de color i altra de cola d'ossos, sobre les que es col·loca el paper, que posteriorment és ruixat amb pols de mica.
En aquestes imatges Hiroshige presenta el paisatge sota el prisma de l'emotivitat, descrivint la realitat d'una forma subjectiva, interpretada segons la visió de l'artista. És una natura evocadora, que mostra el transcurs del temps y l'efímer de la vida i la bellesa, seguint el concepte zen de transitorietat (mujō). Per als japonesos existeix una innata relació entre l'art i la natura, que és reflex de la seva vida interior, i la senten amb un delicat sentiment de malenconia, quasi de tristesa (mono-no-aware), com queda patent a la festa del Hanami, basada en la contemplació dels cirerers en flor. L'autor engloba els paisatges en enquadraments insòlits, que afavoreixen una certa sensació de perspectiva, encara que sense usar la perspectiva lineal occidental –que malgrat tot coneixia i usà esporàdicament, sobretot en la recreació de teatres kabuki–. Generalment inclou petites figures humanes immerses en la grandiositat del seu entorn, junt a animals i objectes en forma d'elements anecdòtics, de vegades amb un cert to satíric i humorístic, però denotant un gran respecte pel poble planer i la vida i costums ancestrals del Japó.
En general, totes les xilografies contenen tres cartel·les: a la cantonada superior dreta, en vermell, el títol de la sèrie (Meisho Edo hyakkei), en format d'un full de poesia tanzaku; al costat, el títol de cada estampa, en format de full de poesia shikishi; i a la cantonada inferior esquerra, també en vermell, el nom de l'autor, Hiroshige. Fora del marc de l'estampa, al marge inferior esquerre, apareix freqüentment el segell de l'editor, Sakanaya Eikichi, de vegades amb la seva direcció (Shitaya Shinkuromonchō), i de vegades abreujat com «Shitaya Uoei» (on Uoei correspon a Uoya Eikichi, un nom alternatiu pel qual era també conegut l'editor). També fora del marc, però a dalt a la dreta, se sol situar el segell del censor, aratame («examinat»), generalment amb la data, representada pel signe de l'any: 1856 fou l'any del drac (tatsu), 1857 de la serp (hebi) i 1858 del cavall (uma).

### Primavera
| Primavera | | | | | | | | | |
| Índex | 0. Índex | 0. Índex | 0. Índex | Fou obra de Baisotei Gengyo, a petició de l'editor després de la mort de l'artista –el seu segell, de forma romboidal, apareix a sota a la dreta–. A la part superior apareixen dos rectangles on figuren els títols de les làmines dedicades a la primavera, els més nombrosos (42); a sota, en forma de ventall, apareixen les estampes de l'estiu (30); els dos rectangles inferiors es refereixen a la tardor (26) i a l'hivern (20). A la cartel·la vermella de l'esquerra apareix el títol de la sèrie i el nom Ichiryūsai Hiroshige –un dels primers noms artístics del mestre–, i es diu que és la seva obra més representativa (issei ichidai); també apareix el nom de l'editor, Sakanaya Eikichi, i la seva direcció, Tōeizan Hirokōji. El fons presenta motius aŀlusius a les estacions: un pruner en flor per a la primavera, un ocell hototogisu («cucú japonès») i la lluna per a l'estiu, i un paller amb set tipus d'herbes per a la tardor i l'hivern. La cal·ligrafia és amb un tipus d'escriptura dispersa anomenada chirashigaki, propi de les antologies poètiques. | Fou obra de Baisotei Gengyo, a petició de l'editor després de la mort de l'artista –el seu segell, de forma romboidal, apareix a sota a la dreta–. A la part superior apareixen dos rectangles on figuren els títols de les làmines dedicades a la primavera, els més nombrosos (42); a sota, en forma de ventall, apareixen les estampes de l'estiu (30); els dos rectangles inferiors es refereixen a la tardor (26) i a l'hivern (20). A la cartel·la vermella de l'esquerra apareix el títol de la sèrie i el nom Ichiryūsai Hiroshige –un dels primers noms artístics del mestre–, i es diu que és la seva obra més representativa (issei ichidai); també apareix el nom de l'editor, Sakanaya Eikichi, i la seva direcció, Tōeizan Hirokōji. El fons presenta motius aŀlusius a les estacions: un pruner en flor per a la primavera, un ocell hototogisu («cucú japonès») i la lluna per a l'estiu, i un paller amb set tipus d'herbes per a la tardor i l'hivern. La cal·ligrafia és amb un tipus d'escriptura dispersa anomenada chirashigaki, propi de les antologies poètiques. | Fou obra de Baisotei Gengyo, a petició de l'editor després de la mort de l'artista –el seu segell, de forma romboidal, apareix a sota a la dreta–. A la part superior apareixen dos rectangles on figuren els títols de les làmines dedicades a la primavera, els més nombrosos (42); a sota, en forma de ventall, apareixen les estampes de l'estiu (30); els dos rectangles inferiors es refereixen a la tardor (26) i a l'hivern (20). A la cartel·la vermella de l'esquerra apareix el títol de la sèrie i el nom Ichiryūsai Hiroshige –un dels primers noms artístics del mestre–, i es diu que és la seva obra més representativa (issei ichidai); també apareix el nom de l'editor, Sakanaya Eikichi, i la seva direcció, Tōeizan Hirokōji. El fons presenta motius aŀlusius a les estacions: un pruner en flor per a la primavera, un ocell hototogisu («cucú japonès») i la lluna per a l'estiu, i un paller amb set tipus d'herbes per a la tardor i l'hivern. La cal·ligrafia és amb un tipus d'escriptura dispersa anomenada chirashigaki, propi de les antologies poètiques. | Fou obra de Baisotei Gengyo, a petició de l'editor després de la mort de l'artista –el seu segell, de forma romboidal, apareix a sota a la dreta–. A la part superior apareixen dos rectangles on figuren els títols de les làmines dedicades a la primavera, els més nombrosos (42); a sota, en forma de ventall, apareixen les estampes de l'estiu (30); els dos rectangles inferiors es refereixen a la tardor (26) i a l'hivern (20). A la cartel·la vermella de l'esquerra apareix el títol de la sèrie i el nom Ichiryūsai Hiroshige –un dels primers noms artístics del mestre–, i es diu que és la seva obra més representativa (issei ichidai); també apareix el nom de l'editor, Sakanaya Eikichi, i la seva direcció, Tōeizan Hirokōji. El fons presenta motius aŀlusius a les estacions: un pruner en flor per a la primavera, un ocell hototogisu («cucú japonès») i la lluna per a l'estiu, i un paller amb set tipus d'herbes per a la tardor i l'hivern. La cal·ligrafia és amb un tipus d'escriptura dispersa anomenada chirashigaki, propi de les antologies poètiques. | Fou obra de Baisotei Gengyo, a petició de l'editor després de la mort de l'artista –el seu segell, de forma romboidal, apareix a sota a la dreta–. A la part superior apareixen dos rectangles on figuren els títols de les làmines dedicades a la primavera, els més nombrosos (42); a sota, en forma de ventall, apareixen les estampes de l'estiu (30); els dos rectangles inferiors es refereixen a la tardor (26) i a l'hivern (20). A la cartel·la vermella de l'esquerra apareix el títol de la sèrie i el nom Ichiryūsai Hiroshige –un dels primers noms artístics del mestre–, i es diu que és la seva obra més representativa (issei ichidai); també apareix el nom de l'editor, Sakanaya Eikichi, i la seva direcció, Tōeizan Hirokōji. El fons presenta motius aŀlusius a les estacions: un pruner en flor per a la primavera, un ocell hototogisu («cucú japonès») i la lluna per a l'estiu, i un paller amb set tipus d'herbes per a la tardor i l'hivern. La cal·ligrafia és amb un tipus d'escriptura dispersa anomenada chirashigaki, propi de les antologies poètiques. | Fou obra de Baisotei Gengyo, a petició de l'editor després de la mort de l'artista –el seu segell, de forma romboidal, apareix a sota a la dreta–. A la part superior apareixen dos rectangles on figuren els títols de les làmines dedicades a la primavera, els més nombrosos (42); a sota, en forma de ventall, apareixen les estampes de l'estiu (30); els dos rectangles inferiors es refereixen a la tardor (26) i a l'hivern (20). A la cartel·la vermella de l'esquerra apareix el títol de la sèrie i el nom Ichiryūsai Hiroshige –un dels primers noms artístics del mestre–, i es diu que és la seva obra més representativa (issei ichidai); també apareix el nom de l'editor, Sakanaya Eikichi, i la seva direcció, Tōeizan Hirokōji. El fons presenta motius aŀlusius a les estacions: un pruner en flor per a la primavera, un ocell hototogisu («cucú japonès») i la lluna per a l'estiu, i un paller amb set tipus d'herbes per a la tardor i l'hivern. La cal·ligrafia és amb un tipus d'escriptura dispersa anomenada chirashigaki, propi de les antologies poètiques. |
| El pont Nihonbashi: aclarit després de la nevada                                                                            | 1. El pont Nihonbashi: aclarit després de la nevada (日本橋雪晴, Nihonbashi yukibare) (5-1856) | 1. El pont Nihonbashi: aclarit després de la nevada (日本橋雪晴, Nihonbashi yukibare) (5-1856) | 1. El pont Nihonbashi: aclarit després de la nevada (日本橋雪晴, Nihonbashi yukibare) (5-1856) | En aquesta primera estampa –que s'inicia amb la primavera– Hiroshige mostra ja el més característic del seu estil, una ampla visió que es perd a la llunyania, amb múltiples elements tant naturals com arquitectònics i petites figures de gent atrafegada en el seu quefer quotidià. El centre de la làmina l'ocupa el pont Nihonbashi («pont del Japó»), un dels més grans i representatius de la ciutat, construït el 1603, que servia de quilòmetre zero per a mesurar les distàncies del país. En segon terme apareix el Palau del Shōgun i, al fons, el mont Fuji. Cal destacar l'efecte de bokashi en la gradació dels diversos tons de blau del riu. | En aquesta primera estampa –que s'inicia amb la primavera– Hiroshige mostra ja el més característic del seu estil, una ampla visió que es perd a la llunyania, amb múltiples elements tant naturals com arquitectònics i petites figures de gent atrafegada en el seu quefer quotidià. El centre de la làmina l'ocupa el pont Nihonbashi («pont del Japó»), un dels més grans i representatius de la ciutat, construït el 1603, que servia de quilòmetre zero per a mesurar les distàncies del país. En segon terme apareix el Palau del Shōgun i, al fons, el mont Fuji. Cal destacar l'efecte de bokashi en la gradació dels diversos tons de blau del riu. | En aquesta primera estampa –que s'inicia amb la primavera– Hiroshige mostra ja el més característic del seu estil, una ampla visió que es perd a la llunyania, amb múltiples elements tant naturals com arquitectònics i petites figures de gent atrafegada en el seu quefer quotidià. El centre de la làmina l'ocupa el pont Nihonbashi («pont del Japó»), un dels més grans i representatius de la ciutat, construït el 1603, que servia de quilòmetre zero per a mesurar les distàncies del país. En segon terme apareix el Palau del Shōgun i, al fons, el mont Fuji. Cal destacar l'efecte de bokashi en la gradació dels diversos tons de blau del riu. | En aquesta primera estampa –que s'inicia amb la primavera– Hiroshige mostra ja el més característic del seu estil, una ampla visió que es perd a la llunyania, amb múltiples elements tant naturals com arquitectònics i petites figures de gent atrafegada en el seu quefer quotidià. El centre de la làmina l'ocupa el pont Nihonbashi («pont del Japó»), un dels més grans i representatius de la ciutat, construït el 1603, que servia de quilòmetre zero per a mesurar les distàncies del país. En segon terme apareix el Palau del Shōgun i, al fons, el mont Fuji. Cal destacar l'efecte de bokashi en la gradació dels diversos tons de blau del riu. | En aquesta primera estampa –que s'inicia amb la primavera– Hiroshige mostra ja el més característic del seu estil, una ampla visió que es perd a la llunyania, amb múltiples elements tant naturals com arquitectònics i petites figures de gent atrafegada en el seu quefer quotidià. El centre de la làmina l'ocupa el pont Nihonbashi («pont del Japó»), un dels més grans i representatius de la ciutat, construït el 1603, que servia de quilòmetre zero per a mesurar les distàncies del país. En segon terme apareix el Palau del Shōgun i, al fons, el mont Fuji. Cal destacar l'efecte de bokashi en la gradació dels diversos tons de blau del riu. | En aquesta primera estampa –que s'inicia amb la primavera– Hiroshige mostra ja el més característic del seu estil, una ampla visió que es perd a la llunyania, amb múltiples elements tant naturals com arquitectònics i petites figures de gent atrafegada en el seu quefer quotidià. El centre de la làmina l'ocupa el pont Nihonbashi («pont del Japó»), un dels més grans i representatius de la ciutat, construït el 1603, que servia de quilòmetre zero per a mesurar les distàncies del país. En segon terme apareix el Palau del Shōgun i, al fons, el mont Fuji. Cal destacar l'efecte de bokashi en la gradació dels diversos tons de blau del riu. |
| Kasumigaseki | 2. Kasumigaseki (霞が関, Kasumigaseki) (1-1857) | 2. Kasumigaseki (霞が関, Kasumigaseki) (1-1857) | 2. Kasumigaseki (霞が関, Kasumigaseki) (1-1857) | Aquesta és una composició d'acusada verticalitat, on sobre un eix d'un populós carrer de la ciutat se superposa un ample cel amb diverses tonalitats de color. Se suggereix una certa perspectiva lineal, al carrer que flueix cap a la badia d'Edo, però aquesta queda mitigada per l'intens cromatisme. Als dos extrems del carrer es troben dues residències de senyors terratinents (daimyō): a l'esquerra, els Asano d'Hiroshima, i a la dreta els Kuroda de Fukuoka. Als marges destaquen també dos grans pins (kadomatsu). Entre la gent es pot reconèixer uns dansarins, un sacerdot i diversos samurais. Al cel vola una cometa que conté el símbol sakana («peix»), primer element del cognom de l'editor Sakanaya. | Aquesta és una composició d'acusada verticalitat, on sobre un eix d'un populós carrer de la ciutat se superposa un ample cel amb diverses tonalitats de color. Se suggereix una certa perspectiva lineal, al carrer que flueix cap a la badia d'Edo, però aquesta queda mitigada per l'intens cromatisme. Als dos extrems del carrer es troben dues residències de senyors terratinents (daimyō): a l'esquerra, els Asano d'Hiroshima, i a la dreta els Kuroda de Fukuoka. Als marges destaquen també dos grans pins (kadomatsu). Entre la gent es pot reconèixer uns dansarins, un sacerdot i diversos samurais. Al cel vola una cometa que conté el símbol sakana («peix»), primer element del cognom de l'editor Sakanaya. | Aquesta és una composició d'acusada verticalitat, on sobre un eix d'un populós carrer de la ciutat se superposa un ample cel amb diverses tonalitats de color. Se suggereix una certa perspectiva lineal, al carrer que flueix cap a la badia d'Edo, però aquesta queda mitigada per l'intens cromatisme. Als dos extrems del carrer es troben dues residències de senyors terratinents (daimyō): a l'esquerra, els Asano d'Hiroshima, i a la dreta els Kuroda de Fukuoka. Als marges destaquen també dos grans pins (kadomatsu). Entre la gent es pot reconèixer uns dansarins, un sacerdot i diversos samurais. Al cel vola una cometa que conté el símbol sakana («peix»), primer element del cognom de l'editor Sakanaya. | Aquesta és una composició d'acusada verticalitat, on sobre un eix d'un populós carrer de la ciutat se superposa un ample cel amb diverses tonalitats de color. Se suggereix una certa perspectiva lineal, al carrer que flueix cap a la badia d'Edo, però aquesta queda mitigada per l'intens cromatisme. Als dos extrems del carrer es troben dues residències de senyors terratinents (daimyō): a l'esquerra, els Asano d'Hiroshima, i a la dreta els Kuroda de Fukuoka. Als marges destaquen també dos grans pins (kadomatsu). Entre la gent es pot reconèixer uns dansarins, un sacerdot i diversos samurais. Al cel vola una cometa que conté el símbol sakana («peix»), primer element del cognom de l'editor Sakanaya. | Aquesta és una composició d'acusada verticalitat, on sobre un eix d'un populós carrer de la ciutat se superposa un ample cel amb diverses tonalitats de color. Se suggereix una certa perspectiva lineal, al carrer que flueix cap a la badia d'Edo, però aquesta queda mitigada per l'intens cromatisme. Als dos extrems del carrer es troben dues residències de senyors terratinents (daimyō): a l'esquerra, els Asano d'Hiroshima, i a la dreta els Kuroda de Fukuoka. Als marges destaquen també dos grans pins (kadomatsu). Entre la gent es pot reconèixer uns dansarins, un sacerdot i diversos samurais. Al cel vola una cometa que conté el símbol sakana («peix»), primer element del cognom de l'editor Sakanaya. | Aquesta és una composició d'acusada verticalitat, on sobre un eix d'un populós carrer de la ciutat se superposa un ample cel amb diverses tonalitats de color. Se suggereix una certa perspectiva lineal, al carrer que flueix cap a la badia d'Edo, però aquesta queda mitigada per l'intens cromatisme. Als dos extrems del carrer es troben dues residències de senyors terratinents (daimyō): a l'esquerra, els Asano d'Hiroshima, i a la dreta els Kuroda de Fukuoka. Als marges destaquen també dos grans pins (kadomatsu). Entre la gent es pot reconèixer uns dansarins, un sacerdot i diversos samurais. Al cel vola una cometa que conté el símbol sakana («peix»), primer element del cognom de l'editor Sakanaya. |
| Vista d'Hibiya i Soto-Sakurada des de Yamashita-chō                                                                         | 3. Vista d'Hibiya i Soto-Sakurada des de Yamashita-chō (山下町日比谷外さくら田, Yamashita-chō, Hibiya Soto-Sakurada) (12-1857) | 3. Vista d'Hibiya i Soto-Sakurada des de Yamashita-chō (山下町日比谷外さくら田, Yamashita-chō, Hibiya Soto-Sakurada) (12-1857) | 3. Vista d'Hibiya i Soto-Sakurada des de Yamashita-chō (山下町日比谷外さくら田, Yamashita-chō, Hibiya Soto-Sakurada) (12-1857) | De nou una composició vertical amb un paisatge de profunda visió amb el mont Fuji al fons. Està representat el canvi d'estació, amb els símbols que representen l'Any Nou. A la dreta es percep un mur pertanyent al Palau d'Edo. En ambdós marges apareixen dues raquetes de hagoita, pròpies del joc de volant hanetsuki, que es venien l'Any Nou al temple Sensōji d'Asakusa; més amunt, al cel, apareix el volant impulsat per les raquetes. Aquestes raquetes eren de bambú, i al revers tenien pintat un yakusha-e o un bijin-ga. També figuren als dos costats branques de pins. Com a la làmina anterior, també apareixen diverses cometes al cel, destacant la superior, una cometa yakko amb forma de kimono. Al fons apareix la residència del daimyō Nabeshima Kansō, un fabricant d'artilleria, amb la porta adornada amb una banda de palla d'arròs. | De nou una composició vertical amb un paisatge de profunda visió amb el mont Fuji al fons. Està representat el canvi d'estació, amb els símbols que representen l'Any Nou. A la dreta es percep un mur pertanyent al Palau d'Edo. En ambdós marges apareixen dues raquetes de hagoita, pròpies del joc de volant hanetsuki, que es venien l'Any Nou al temple Sensōji d'Asakusa; més amunt, al cel, apareix el volant impulsat per les raquetes. Aquestes raquetes eren de bambú, i al revers tenien pintat un yakusha-e o un bijin-ga. També figuren als dos costats branques de pins. Com a la làmina anterior, també apareixen diverses cometes al cel, destacant la superior, una cometa yakko amb forma de kimono. Al fons apareix la residència del daimyō Nabeshima Kansō, un fabricant d'artilleria, amb la porta adornada amb una banda de palla d'arròs. | De nou una composició vertical amb un paisatge de profunda visió amb el mont Fuji al fons. Està representat el canvi d'estació, amb els símbols que representen l'Any Nou. A la dreta es percep un mur pertanyent al Palau d'Edo. En ambdós marges apareixen dues raquetes de hagoita, pròpies del joc de volant hanetsuki, que es venien l'Any Nou al temple Sensōji d'Asakusa; més amunt, al cel, apareix el volant impulsat per les raquetes. Aquestes raquetes eren de bambú, i al revers tenien pintat un yakusha-e o un bijin-ga. També figuren als dos costats branques de pins. Com a la làmina anterior, també apareixen diverses cometes al cel, destacant la superior, una cometa yakko amb forma de kimono. Al fons apareix la residència del daimyō Nabeshima Kansō, un fabricant d'artilleria, amb la porta adornada amb una banda de palla d'arròs. | De nou una composició vertical amb un paisatge de profunda visió amb el mont Fuji al fons. Està representat el canvi d'estació, amb els símbols que representen l'Any Nou. A la dreta es percep un mur pertanyent al Palau d'Edo. En ambdós marges apareixen dues raquetes de hagoita, pròpies del joc de volant hanetsuki, que es venien l'Any Nou al temple Sensōji d'Asakusa; més amunt, al cel, apareix el volant impulsat per les raquetes. Aquestes raquetes eren de bambú, i al revers tenien pintat un yakusha-e o un bijin-ga. També figuren als dos costats branques de pins. Com a la làmina anterior, també apareixen diverses cometes al cel, destacant la superior, una cometa yakko amb forma de kimono. Al fons apareix la residència del daimyō Nabeshima Kansō, un fabricant d'artilleria, amb la porta adornada amb una banda de palla d'arròs. | De nou una composició vertical amb un paisatge de profunda visió amb el mont Fuji al fons. Està representat el canvi d'estació, amb els símbols que representen l'Any Nou. A la dreta es percep un mur pertanyent al Palau d'Edo. En ambdós marges apareixen dues raquetes de hagoita, pròpies del joc de volant hanetsuki, que es venien l'Any Nou al temple Sensōji d'Asakusa; més amunt, al cel, apareix el volant impulsat per les raquetes. Aquestes raquetes eren de bambú, i al revers tenien pintat un yakusha-e o un bijin-ga. També figuren als dos costats branques de pins. Com a la làmina anterior, també apareixen diverses cometes al cel, destacant la superior, una cometa yakko amb forma de kimono. Al fons apareix la residència del daimyō Nabeshima Kansō, un fabricant d'artilleria, amb la porta adornada amb una banda de palla d'arròs. | De nou una composició vertical amb un paisatge de profunda visió amb el mont Fuji al fons. Està representat el canvi d'estació, amb els símbols que representen l'Any Nou. A la dreta es percep un mur pertanyent al Palau d'Edo. En ambdós marges apareixen dues raquetes de hagoita, pròpies del joc de volant hanetsuki, que es venien l'Any Nou al temple Sensōji d'Asakusa; més amunt, al cel, apareix el volant impulsat per les raquetes. Aquestes raquetes eren de bambú, i al revers tenien pintat un yakusha-e o un bijin-ga. També figuren als dos costats branques de pins. Com a la làmina anterior, també apareixen diverses cometes al cel, destacant la superior, una cometa yakko amb forma de kimono. Al fons apareix la residència del daimyō Nabeshima Kansō, un fabricant d'artilleria, amb la porta adornada amb una banda de palla d'arròs. |
| Tsukudajima i el pont Eitaibashi                                                                                            | 4. Tsukudajima i el pont Eitaibashi (永代橋佃しま, Eitaibashi Tsukudajima) (2-1857) | 4. Tsukudajima i el pont Eitaibashi (永代橋佃しま, Eitaibashi Tsukudajima) (2-1857) | 4. Tsukudajima i el pont Eitaibashi (永代橋佃しま, Eitaibashi Tsukudajima) (2-1857) | Aquí s'introdueix una visió nocturna, on es percep un moll de la petita illa de Tsukuda, a la badia d'Edo, vista des del pont Eitaibashi («Pont de l'Eternitat»), perceptible en un ample pilar que ocupa el lateral esquerre. Aquest pont, construït el 1698, era el més llarg d'Edo, i travessava el riu Sumida, el principal riu de la ciutat. L'illa era un port pesquer que tenia l'encàrrec oficial de subministrar peix fresc al shōgun. A les nits d'hivern i primavera es pescava shirauo («peix blanc»), al que atreien amb torxes, com la que es pot veure en aquest gravat. | Aquí s'introdueix una visió nocturna, on es percep un moll de la petita illa de Tsukuda, a la badia d'Edo, vista des del pont Eitaibashi («Pont de l'Eternitat»), perceptible en un ample pilar que ocupa el lateral esquerre. Aquest pont, construït el 1698, era el més llarg d'Edo, i travessava el riu Sumida, el principal riu de la ciutat. L'illa era un port pesquer que tenia l'encàrrec oficial de subministrar peix fresc al shōgun. A les nits d'hivern i primavera es pescava shirauo («peix blanc»), al que atreien amb torxes, com la que es pot veure en aquest gravat. | Aquí s'introdueix una visió nocturna, on es percep un moll de la petita illa de Tsukuda, a la badia d'Edo, vista des del pont Eitaibashi («Pont de l'Eternitat»), perceptible en un ample pilar que ocupa el lateral esquerre. Aquest pont, construït el 1698, era el més llarg d'Edo, i travessava el riu Sumida, el principal riu de la ciutat. L'illa era un port pesquer que tenia l'encàrrec oficial de subministrar peix fresc al shōgun. A les nits d'hivern i primavera es pescava shirauo («peix blanc»), al que atreien amb torxes, com la que es pot veure en aquest gravat. | Aquí s'introdueix una visió nocturna, on es percep un moll de la petita illa de Tsukuda, a la badia d'Edo, vista des del pont Eitaibashi («Pont de l'Eternitat»), perceptible en un ample pilar que ocupa el lateral esquerre. Aquest pont, construït el 1698, era el més llarg d'Edo, i travessava el riu Sumida, el principal riu de la ciutat. L'illa era un port pesquer que tenia l'encàrrec oficial de subministrar peix fresc al shōgun. A les nits d'hivern i primavera es pescava shirauo («peix blanc»), al que atreien amb torxes, com la que es pot veure en aquest gravat. | Aquí s'introdueix una visió nocturna, on es percep un moll de la petita illa de Tsukuda, a la badia d'Edo, vista des del pont Eitaibashi («Pont de l'Eternitat»), perceptible en un ample pilar que ocupa el lateral esquerre. Aquest pont, construït el 1698, era el més llarg d'Edo, i travessava el riu Sumida, el principal riu de la ciutat. L'illa era un port pesquer que tenia l'encàrrec oficial de subministrar peix fresc al shōgun. A les nits d'hivern i primavera es pescava shirauo («peix blanc»), al que atreien amb torxes, com la que es pot veure en aquest gravat. | Aquí s'introdueix una visió nocturna, on es percep un moll de la petita illa de Tsukuda, a la badia d'Edo, vista des del pont Eitaibashi («Pont de l'Eternitat»), perceptible en un ample pilar que ocupa el lateral esquerre. Aquest pont, construït el 1698, era el més llarg d'Edo, i travessava el riu Sumida, el principal riu de la ciutat. L'illa era un port pesquer que tenia l'encàrrec oficial de subministrar peix fresc al shōgun. A les nits d'hivern i primavera es pescava shirauo («peix blanc»), al que atreien amb torxes, com la que es pot veure en aquest gravat. |
| El temple Ekōin de Ryōgoku i el pont Moto-Yanagi                                                                            | 5. El temple Ekōin de Ryōgoku i el pont Moto-Yanagi (両ごく回向院元柳橋, Ryōgoku Ekōin Moto-Yanagibashi) (i5-1857) | 5. El temple Ekōin de Ryōgoku i el pont Moto-Yanagi (両ごく回向院元柳橋, Ryōgoku Ekōin Moto-Yanagibashi) (i5-1857) | 5. El temple Ekōin de Ryōgoku i el pont Moto-Yanagi (両ごく回向院元柳橋, Ryōgoku Ekōin Moto-Yanagibashi) (i5-1857) | Es veu de nou una vista vertical amb el mont Fuji i un ample cel blavós, des d'una insòlita perspectiva que, encara que es realitza des del temple indicat al títol, aquest no apareix, però figura en canvi al lateral esquerre una alta bastida de fusta amb un tambor al seu cim, que mostra el gust de Hiroshige pels elements anecdòtics. Des d'aquesta bastida es tocaven els tambors en les competicions de sumo celebrades al temple –aquí se celebrà el primer torneig de sumo el 1768–. El temple Ekōin, construït el 1657, pertanyia a la secta budista de la Terra Pura (Jōdo), i fou construït per a commemorar a les 100.000 víctimes de l'incendi que arrasà la ciutat. Darrere del riu Sumida, solcat de barques i transbordadors, apareix la residència Matsudaira, del senyor feudal de Tanba, junt al pont Moto-Yanagi i un gran desmai. | Es veu de nou una vista vertical amb el mont Fuji i un ample cel blavós, des d'una insòlita perspectiva que, encara que es realitza des del temple indicat al títol, aquest no apareix, però figura en canvi al lateral esquerre una alta bastida de fusta amb un tambor al seu cim, que mostra el gust de Hiroshige pels elements anecdòtics. Des d'aquesta bastida es tocaven els tambors en les competicions de sumo celebrades al temple –aquí se celebrà el primer torneig de sumo el 1768–. El temple Ekōin, construït el 1657, pertanyia a la secta budista de la Terra Pura (Jōdo), i fou construït per a commemorar a les 100.000 víctimes de l'incendi que arrasà la ciutat. Darrere del riu Sumida, solcat de barques i transbordadors, apareix la residència Matsudaira, del senyor feudal de Tanba, junt al pont Moto-Yanagi i un gran desmai. | Es veu de nou una vista vertical amb el mont Fuji i un ample cel blavós, des d'una insòlita perspectiva que, encara que es realitza des del temple indicat al títol, aquest no apareix, però figura en canvi al lateral esquerre una alta bastida de fusta amb un tambor al seu cim, que mostra el gust de Hiroshige pels elements anecdòtics. Des d'aquesta bastida es tocaven els tambors en les competicions de sumo celebrades al temple –aquí se celebrà el primer torneig de sumo el 1768–. El temple Ekōin, construït el 1657, pertanyia a la secta budista de la Terra Pura (Jōdo), i fou construït per a commemorar a les 100.000 víctimes de l'incendi que arrasà la ciutat. Darrere del riu Sumida, solcat de barques i transbordadors, apareix la residència Matsudaira, del senyor feudal de Tanba, junt al pont Moto-Yanagi i un gran desmai. | Es veu de nou una vista vertical amb el mont Fuji i un ample cel blavós, des d'una insòlita perspectiva que, encara que es realitza des del temple indicat al títol, aquest no apareix, però figura en canvi al lateral esquerre una alta bastida de fusta amb un tambor al seu cim, que mostra el gust de Hiroshige pels elements anecdòtics. Des d'aquesta bastida es tocaven els tambors en les competicions de sumo celebrades al temple –aquí se celebrà el primer torneig de sumo el 1768–. El temple Ekōin, construït el 1657, pertanyia a la secta budista de la Terra Pura (Jōdo), i fou construït per a commemorar a les 100.000 víctimes de l'incendi que arrasà la ciutat. Darrere del riu Sumida, solcat de barques i transbordadors, apareix la residència Matsudaira, del senyor feudal de Tanba, junt al pont Moto-Yanagi i un gran desmai. | Es veu de nou una vista vertical amb el mont Fuji i un ample cel blavós, des d'una insòlita perspectiva que, encara que es realitza des del temple indicat al títol, aquest no apareix, però figura en canvi al lateral esquerre una alta bastida de fusta amb un tambor al seu cim, que mostra el gust de Hiroshige pels elements anecdòtics. Des d'aquesta bastida es tocaven els tambors en les competicions de sumo celebrades al temple –aquí se celebrà el primer torneig de sumo el 1768–. El temple Ekōin, construït el 1657, pertanyia a la secta budista de la Terra Pura (Jōdo), i fou construït per a commemorar a les 100.000 víctimes de l'incendi que arrasà la ciutat. Darrere del riu Sumida, solcat de barques i transbordadors, apareix la residència Matsudaira, del senyor feudal de Tanba, junt al pont Moto-Yanagi i un gran desmai. | Es veu de nou una vista vertical amb el mont Fuji i un ample cel blavós, des d'una insòlita perspectiva que, encara que es realitza des del temple indicat al títol, aquest no apareix, però figura en canvi al lateral esquerre una alta bastida de fusta amb un tambor al seu cim, que mostra el gust de Hiroshige pels elements anecdòtics. Des d'aquesta bastida es tocaven els tambors en les competicions de sumo celebrades al temple –aquí se celebrà el primer torneig de sumo el 1768–. El temple Ekōin, construït el 1657, pertanyia a la secta budista de la Terra Pura (Jōdo), i fou construït per a commemorar a les 100.000 víctimes de l'incendi que arrasà la ciutat. Darrere del riu Sumida, solcat de barques i transbordadors, apareix la residència Matsudaira, del senyor feudal de Tanba, junt al pont Moto-Yanagi i un gran desmai. |
| El picador de Hatsune no baba a Bakuro-chō                                                                                  | 6. El picador de Hatsune no baba a Bakuro-chō (馬喰町初音の馬場, Bakuro-chō Hatsune no baba) (9-1857) | 6. El picador de Hatsune no baba a Bakuro-chō (馬喰町初音の馬場, Bakuro-chō Hatsune no baba) (9-1857) | 6. El picador de Hatsune no baba a Bakuro-chō (馬喰町初音の馬場, Bakuro-chō Hatsune no baba) (9-1857) | El picador de Hatsune no baba –el més antic d'Edo– es veu a través d'una insòlita perspectiva, darrere d'unes teles posades a assecar pels tintorers del veí barri de Kon'ya, quins colors blanc, ocre i violeta harmonitzen amb el cel de fons. Sobre els pavellons del picador sobresurt una torre de bombers que donava servei a tota la zona, un element familiar per a Hiroshige, que havia heretat el càrrec de capità de bombers del seu pare el 1809, i que al seu cop ho llegà al seu fill el 1832 per a dedicar-se de ple a la pintura. | El picador de Hatsune no baba –el més antic d'Edo– es veu a través d'una insòlita perspectiva, darrere d'unes teles posades a assecar pels tintorers del veí barri de Kon'ya, quins colors blanc, ocre i violeta harmonitzen amb el cel de fons. Sobre els pavellons del picador sobresurt una torre de bombers que donava servei a tota la zona, un element familiar per a Hiroshige, que havia heretat el càrrec de capità de bombers del seu pare el 1809, i que al seu cop ho llegà al seu fill el 1832 per a dedicar-se de ple a la pintura. | El picador de Hatsune no baba –el més antic d'Edo– es veu a través d'una insòlita perspectiva, darrere d'unes teles posades a assecar pels tintorers del veí barri de Kon'ya, quins colors blanc, ocre i violeta harmonitzen amb el cel de fons. Sobre els pavellons del picador sobresurt una torre de bombers que donava servei a tota la zona, un element familiar per a Hiroshige, que havia heretat el càrrec de capità de bombers del seu pare el 1809, i que al seu cop ho llegà al seu fill el 1832 per a dedicar-se de ple a la pintura. | El picador de Hatsune no baba –el més antic d'Edo– es veu a través d'una insòlita perspectiva, darrere d'unes teles posades a assecar pels tintorers del veí barri de Kon'ya, quins colors blanc, ocre i violeta harmonitzen amb el cel de fons. Sobre els pavellons del picador sobresurt una torre de bombers que donava servei a tota la zona, un element familiar per a Hiroshige, que havia heretat el càrrec de capità de bombers del seu pare el 1809, i que al seu cop ho llegà al seu fill el 1832 per a dedicar-se de ple a la pintura. | El picador de Hatsune no baba –el més antic d'Edo– es veu a través d'una insòlita perspectiva, darrere d'unes teles posades a assecar pels tintorers del veí barri de Kon'ya, quins colors blanc, ocre i violeta harmonitzen amb el cel de fons. Sobre els pavellons del picador sobresurt una torre de bombers que donava servei a tota la zona, un element familiar per a Hiroshige, que havia heretat el càrrec de capità de bombers del seu pare el 1809, i que al seu cop ho llegà al seu fill el 1832 per a dedicar-se de ple a la pintura. | El picador de Hatsune no baba –el més antic d'Edo– es veu a través d'una insòlita perspectiva, darrere d'unes teles posades a assecar pels tintorers del veí barri de Kon'ya, quins colors blanc, ocre i violeta harmonitzen amb el cel de fons. Sobre els pavellons del picador sobresurt una torre de bombers que donava servei a tota la zona, un element familiar per a Hiroshige, que havia heretat el càrrec de capità de bombers del seu pare el 1809, i que al seu cop ho llegà al seu fill el 1832 per a dedicar-se de ple a la pintura. |
| Comerços amb articles de cotó a Ōdenma-chō                                                                                  | 7. Comerços amb articles de cotó a Ōdenma-chō (大てんま町木綿店, Ōdenma-chō momendana) (4-1858) | 7. Comerços amb articles de cotó a Ōdenma-chō (大てんま町木綿店, Ōdenma-chō momendana) (4-1858) | 7. Comerços amb articles de cotó a Ōdenma-chō (大てんま町木綿店, Ōdenma-chō momendana) (4-1858) | El barri d'Ōdenma-chō («gran barri de cavalls de correus») era una estació postal que centralitzava la major part del transport de mercaderies a la capital nipona. Aquí es mostra un carrer amb un punt de fuga cap a l'esquerra, jalonada de comerços dedicats al cotó, alguns dels quals els noms es mostren a les inscripcions de les portes: Tahataya, Masuya, Shimaya. Als sostres s'albiren els suports d'uns recipients que emmagatzemaven aigua de pluja per a sufocar possibles incendis. Pel carrer transiten unes geishas, amb uns kimonos grisos decorats amb libèŀlules, i rostres a penes perfilats amb unes traces essencials. En la composició general destaca la utilització del color blau en diverses gradacions, emprat amb gran mestria per aconseguir efectes d'ombreig. | El barri d'Ōdenma-chō («gran barri de cavalls de correus») era una estació postal que centralitzava la major part del transport de mercaderies a la capital nipona. Aquí es mostra un carrer amb un punt de fuga cap a l'esquerra, jalonada de comerços dedicats al cotó, alguns dels quals els noms es mostren a les inscripcions de les portes: Tahataya, Masuya, Shimaya. Als sostres s'albiren els suports d'uns recipients que emmagatzemaven aigua de pluja per a sufocar possibles incendis. Pel carrer transiten unes geishas, amb uns kimonos grisos decorats amb libèŀlules, i rostres a penes perfilats amb unes traces essencials. En la composició general destaca la utilització del color blau en diverses gradacions, emprat amb gran mestria per aconseguir efectes d'ombreig. | El barri d'Ōdenma-chō («gran barri de cavalls de correus») era una estació postal que centralitzava la major part del transport de mercaderies a la capital nipona. Aquí es mostra un carrer amb un punt de fuga cap a l'esquerra, jalonada de comerços dedicats al cotó, alguns dels quals els noms es mostren a les inscripcions de les portes: Tahataya, Masuya, Shimaya. Als sostres s'albiren els suports d'uns recipients que emmagatzemaven aigua de pluja per a sufocar possibles incendis. Pel carrer transiten unes geishas, amb uns kimonos grisos decorats amb libèŀlules, i rostres a penes perfilats amb unes traces essencials. En la composició general destaca la utilització del color blau en diverses gradacions, emprat amb gran mestria per aconseguir efectes d'ombreig. | El barri d'Ōdenma-chō («gran barri de cavalls de correus») era una estació postal que centralitzava la major part del transport de mercaderies a la capital nipona. Aquí es mostra un carrer amb un punt de fuga cap a l'esquerra, jalonada de comerços dedicats al cotó, alguns dels quals els noms es mostren a les inscripcions de les portes: Tahataya, Masuya, Shimaya. Als sostres s'albiren els suports d'uns recipients que emmagatzemaven aigua de pluja per a sufocar possibles incendis. Pel carrer transiten unes geishas, amb uns kimonos grisos decorats amb libèŀlules, i rostres a penes perfilats amb unes traces essencials. En la composició general destaca la utilització del color blau en diverses gradacions, emprat amb gran mestria per aconseguir efectes d'ombreig. | El barri d'Ōdenma-chō («gran barri de cavalls de correus») era una estació postal que centralitzava la major part del transport de mercaderies a la capital nipona. Aquí es mostra un carrer amb un punt de fuga cap a l'esquerra, jalonada de comerços dedicats al cotó, alguns dels quals els noms es mostren a les inscripcions de les portes: Tahataya, Masuya, Shimaya. Als sostres s'albiren els suports d'uns recipients que emmagatzemaven aigua de pluja per a sufocar possibles incendis. Pel carrer transiten unes geishas, amb uns kimonos grisos decorats amb libèŀlules, i rostres a penes perfilats amb unes traces essencials. En la composició general destaca la utilització del color blau en diverses gradacions, emprat amb gran mestria per aconseguir efectes d'ombreig. | El barri d'Ōdenma-chō («gran barri de cavalls de correus») era una estació postal que centralitzava la major part del transport de mercaderies a la capital nipona. Aquí es mostra un carrer amb un punt de fuga cap a l'esquerra, jalonada de comerços dedicats al cotó, alguns dels quals els noms es mostren a les inscripcions de les portes: Tahataya, Masuya, Shimaya. Als sostres s'albiren els suports d'uns recipients que emmagatzemaven aigua de pluja per a sufocar possibles incendis. Pel carrer transiten unes geishas, amb uns kimonos grisos decorats amb libèŀlules, i rostres a penes perfilats amb unes traces essencials. En la composició general destaca la utilització del color blau en diverses gradacions, emprat amb gran mestria per aconseguir efectes d'ombreig. |
| Suruga-chō | 8. Suruga-chō (する賀てふ, Suruga-chō) (9-1856) | 8. Suruga-chō (する賀てふ, Suruga-chō) (9-1856) | 8. Suruga-chō (する賀てふ, Suruga-chō) (9-1856) | En aquesta làmina l'autor utilitza novament la perspectiva lineal occidental, des d'una postura elevada que mostra un concorregut carrer el fons del qual es perd entre boirasses, sorgint darrere l'imponent figura del mont Fuji. El barri de Suruga-chō deu el seu nom a l'antiga denominació de la província on es troba el mont Fuji, i estava jalonat de comerços dedicats a la indústria tèxtil. A ambdós costats del carrer s'aprecien els caràcters dels magatzems Mitsui: mittsu («tres») i i («pou»); en l'actualitat són els grans magatzems Mitsukoshi. | En aquesta làmina l'autor utilitza novament la perspectiva lineal occidental, des d'una postura elevada que mostra un concorregut carrer el fons del qual es perd entre boirasses, sorgint darrere l'imponent figura del mont Fuji. El barri de Suruga-chō deu el seu nom a l'antiga denominació de la província on es troba el mont Fuji, i estava jalonat de comerços dedicats a la indústria tèxtil. A ambdós costats del carrer s'aprecien els caràcters dels magatzems Mitsui: mittsu («tres») i i («pou»); en l'actualitat són els grans magatzems Mitsukoshi. | En aquesta làmina l'autor utilitza novament la perspectiva lineal occidental, des d'una postura elevada que mostra un concorregut carrer el fons del qual es perd entre boirasses, sorgint darrere l'imponent figura del mont Fuji. El barri de Suruga-chō deu el seu nom a l'antiga denominació de la província on es troba el mont Fuji, i estava jalonat de comerços dedicats a la indústria tèxtil. A ambdós costats del carrer s'aprecien els caràcters dels magatzems Mitsui: mittsu («tres») i i («pou»); en l'actualitat són els grans magatzems Mitsukoshi. | En aquesta làmina l'autor utilitza novament la perspectiva lineal occidental, des d'una postura elevada que mostra un concorregut carrer el fons del qual es perd entre boirasses, sorgint darrere l'imponent figura del mont Fuji. El barri de Suruga-chō deu el seu nom a l'antiga denominació de la província on es troba el mont Fuji, i estava jalonat de comerços dedicats a la indústria tèxtil. A ambdós costats del carrer s'aprecien els caràcters dels magatzems Mitsui: mittsu («tres») i i («pou»); en l'actualitat són els grans magatzems Mitsukoshi. | En aquesta làmina l'autor utilitza novament la perspectiva lineal occidental, des d'una postura elevada que mostra un concorregut carrer el fons del qual es perd entre boirasses, sorgint darrere l'imponent figura del mont Fuji. El barri de Suruga-chō deu el seu nom a l'antiga denominació de la província on es troba el mont Fuji, i estava jalonat de comerços dedicats a la indústria tèxtil. A ambdós costats del carrer s'aprecien els caràcters dels magatzems Mitsui: mittsu («tres») i i («pou»); en l'actualitat són els grans magatzems Mitsukoshi. | En aquesta làmina l'autor utilitza novament la perspectiva lineal occidental, des d'una postura elevada que mostra un concorregut carrer el fons del qual es perd entre boirasses, sorgint darrere l'imponent figura del mont Fuji. El barri de Suruga-chō deu el seu nom a l'antiga denominació de la província on es troba el mont Fuji, i estava jalonat de comerços dedicats a la indústria tèxtil. A ambdós costats del carrer s'aprecien els caràcters dels magatzems Mitsui: mittsu («tres») i i («pou»); en l'actualitat són els grans magatzems Mitsukoshi. |
| El carrer Yatsukōji al recinte de la porta Sujikai                                                                          | 9. El carrer Yatsukōji al recinte de la porta Sujikai (筋違内八ツ小路 ※, Sujikai uchi Yatsukōji) (11-1857) | 9. El carrer Yatsukōji al recinte de la porta Sujikai (筋違内八ツ小路 ※, Sujikai uchi Yatsukōji) (11-1857) | 9. El carrer Yatsukōji al recinte de la porta Sujikai (筋違内八ツ小路 ※, Sujikai uchi Yatsukōji) (11-1857) | Es percep una ampla panoràmica a vista d'ocell, repleta de petites figures on destaca a la cantonada inferior esquerra una caravana dels múltiples viatges que els daimyō solien efectuar del camp a la ciutat i viceversa. El carrer Yatsukōji («Vuit Camins») es presenta diagonalment, i era un dels principals eixos de comunicacions de la ciutat. El gran espai buit enmig del carrer està subtilment traçat amb tonalitats marrons, verdes i grises, mentre que el cel es mostra novament amb variants de blau fins al blanc i el vermell. Al fons s'albira el santuari de Kanda Myōjin, sobre una calitja vermellosa que cobreix el riu Kandagawa. | Es percep una ampla panoràmica a vista d'ocell, repleta de petites figures on destaca a la cantonada inferior esquerra una caravana dels múltiples viatges que els daimyō solien efectuar del camp a la ciutat i viceversa. El carrer Yatsukōji («Vuit Camins») es presenta diagonalment, i era un dels principals eixos de comunicacions de la ciutat. El gran espai buit enmig del carrer està subtilment traçat amb tonalitats marrons, verdes i grises, mentre que el cel es mostra novament amb variants de blau fins al blanc i el vermell. Al fons s'albira el santuari de Kanda Myōjin, sobre una calitja vermellosa que cobreix el riu Kandagawa. | Es percep una ampla panoràmica a vista d'ocell, repleta de petites figures on destaca a la cantonada inferior esquerra una caravana dels múltiples viatges que els daimyō solien efectuar del camp a la ciutat i viceversa. El carrer Yatsukōji («Vuit Camins») es presenta diagonalment, i era un dels principals eixos de comunicacions de la ciutat. El gran espai buit enmig del carrer està subtilment traçat amb tonalitats marrons, verdes i grises, mentre que el cel es mostra novament amb variants de blau fins al blanc i el vermell. Al fons s'albira el santuari de Kanda Myōjin, sobre una calitja vermellosa que cobreix el riu Kandagawa. | Es percep una ampla panoràmica a vista d'ocell, repleta de petites figures on destaca a la cantonada inferior esquerra una caravana dels múltiples viatges que els daimyō solien efectuar del camp a la ciutat i viceversa. El carrer Yatsukōji («Vuit Camins») es presenta diagonalment, i era un dels principals eixos de comunicacions de la ciutat. El gran espai buit enmig del carrer està subtilment traçat amb tonalitats marrons, verdes i grises, mentre que el cel es mostra novament amb variants de blau fins al blanc i el vermell. Al fons s'albira el santuari de Kanda Myōjin, sobre una calitja vermellosa que cobreix el riu Kandagawa. | Es percep una ampla panoràmica a vista d'ocell, repleta de petites figures on destaca a la cantonada inferior esquerra una caravana dels múltiples viatges que els daimyō solien efectuar del camp a la ciutat i viceversa. El carrer Yatsukōji («Vuit Camins») es presenta diagonalment, i era un dels principals eixos de comunicacions de la ciutat. El gran espai buit enmig del carrer està subtilment traçat amb tonalitats marrons, verdes i grises, mentre que el cel es mostra novament amb variants de blau fins al blanc i el vermell. Al fons s'albira el santuari de Kanda Myōjin, sobre una calitja vermellosa que cobreix el riu Kandagawa. | Es percep una ampla panoràmica a vista d'ocell, repleta de petites figures on destaca a la cantonada inferior esquerra una caravana dels múltiples viatges que els daimyō solien efectuar del camp a la ciutat i viceversa. El carrer Yatsukōji («Vuit Camins») es presenta diagonalment, i era un dels principals eixos de comunicacions de la ciutat. El gran espai buit enmig del carrer està subtilment traçat amb tonalitats marrons, verdes i grises, mentre que el cel es mostra novament amb variants de blau fins al blanc i el vermell. Al fons s'albira el santuari de Kanda Myōjin, sobre una calitja vermellosa que cobreix el riu Kandagawa. |
| Albada al santuari Kanda Myōjin                                                                                             | 10. Albada al santuari Kanda Myōjin (神田明神曙之景, Kanda Myōjin akebono no-kei) (9-1857) | 10. Albada al santuari Kanda Myōjin (神田明神曙之景, Kanda Myōjin akebono no-kei) (9-1857) | 10. Albada al santuari Kanda Myōjin (神田明神曙之景, Kanda Myōjin akebono no-kei) (9-1857) | Si a la làmina anterior es veia el santuari de lluny, ara l'autor se situa al seu propi recinte, en una terrassa que ofereix una panoràmica dels sostres de la ciutat, immersos encara en la foscor, mentre al fons llostreja. En primer pla se situa un alt i majestuós cedre, que dona una visió de verticalitat a la composició. Darrere seu es perceben les figures d'un sacerdot, una serventa del temple i la seva ajudant, amb vestits de vius colors. El santuari Kanda Myōjin fou construït el 730, i era seu d'unes festes patronals en les que la població d'Edo entrava en processó al Palau del Shōgun. | Si a la làmina anterior es veia el santuari de lluny, ara l'autor se situa al seu propi recinte, en una terrassa que ofereix una panoràmica dels sostres de la ciutat, immersos encara en la foscor, mentre al fons llostreja. En primer pla se situa un alt i majestuós cedre, que dona una visió de verticalitat a la composició. Darrere seu es perceben les figures d'un sacerdot, una serventa del temple i la seva ajudant, amb vestits de vius colors. El santuari Kanda Myōjin fou construït el 730, i era seu d'unes festes patronals en les que la població d'Edo entrava en processó al Palau del Shōgun. | Si a la làmina anterior es veia el santuari de lluny, ara l'autor se situa al seu propi recinte, en una terrassa que ofereix una panoràmica dels sostres de la ciutat, immersos encara en la foscor, mentre al fons llostreja. En primer pla se situa un alt i majestuós cedre, que dona una visió de verticalitat a la composició. Darrere seu es perceben les figures d'un sacerdot, una serventa del temple i la seva ajudant, amb vestits de vius colors. El santuari Kanda Myōjin fou construït el 730, i era seu d'unes festes patronals en les que la població d'Edo entrava en processó al Palau del Shōgun. | Si a la làmina anterior es veia el santuari de lluny, ara l'autor se situa al seu propi recinte, en una terrassa que ofereix una panoràmica dels sostres de la ciutat, immersos encara en la foscor, mentre al fons llostreja. En primer pla se situa un alt i majestuós cedre, que dona una visió de verticalitat a la composició. Darrere seu es perceben les figures d'un sacerdot, una serventa del temple i la seva ajudant, amb vestits de vius colors. El santuari Kanda Myōjin fou construït el 730, i era seu d'unes festes patronals en les que la població d'Edo entrava en processó al Palau del Shōgun. | Si a la làmina anterior es veia el santuari de lluny, ara l'autor se situa al seu propi recinte, en una terrassa que ofereix una panoràmica dels sostres de la ciutat, immersos encara en la foscor, mentre al fons llostreja. En primer pla se situa un alt i majestuós cedre, que dona una visió de verticalitat a la composició. Darrere seu es perceben les figures d'un sacerdot, una serventa del temple i la seva ajudant, amb vestits de vius colors. El santuari Kanda Myōjin fou construït el 730, i era seu d'unes festes patronals en les que la població d'Edo entrava en processó al Palau del Shōgun. | Si a la làmina anterior es veia el santuari de lluny, ara l'autor se situa al seu propi recinte, en una terrassa que ofereix una panoràmica dels sostres de la ciutat, immersos encara en la foscor, mentre al fons llostreja. En primer pla se situa un alt i majestuós cedre, que dona una visió de verticalitat a la composició. Darrere seu es perceben les figures d'un sacerdot, una serventa del temple i la seva ajudant, amb vestits de vius colors. El santuari Kanda Myōjin fou construït el 730, i era seu d'unes festes patronals en les que la població d'Edo entrava en processó al Palau del Shōgun. |
| El pavelló Kiyomizudō i l'estany Shinobazu no ike a Ueno                                                                    | 11. El pavelló Kiyomizudō i l'estany Shinobazu no ike a Ueno (上野清水堂不忍ノ池, Ueno Kiyomizudō Shinobazu no ike) (4-1856) | 11. El pavelló Kiyomizudō i l'estany Shinobazu no ike a Ueno (上野清水堂不忍ノ池, Ueno Kiyomizudō Shinobazu no ike) (4-1856) | 11. El pavelló Kiyomizudō i l'estany Shinobazu no ike a Ueno (上野清水堂不忍ノ池, Ueno Kiyomizudō Shinobazu no ike) (4-1856) | De nou una insòlita perspectiva del pavelló Kiyomizudō, ubicat als terrenys del temple de Kan'ei-ji. Del pavelló es percep la terrassa, situada entre uns cirerers en flor, quina efímera bellesa admiren notablement els japonesos, com denota la festa del Hanami. La terrassa domina l'estany Shinobazu no ike, situat al Parc Ueno, d'un blau aquest cop molt suau. Enfreont dels cirerers creixen uns alts pins on destaca per la seva curiosa forma l'anomenat «pi de lluna», que apareix amb més detall a la làmina 89. | De nou una insòlita perspectiva del pavelló Kiyomizudō, ubicat als terrenys del temple de Kan'ei-ji. Del pavelló es percep la terrassa, situada entre uns cirerers en flor, quina efímera bellesa admiren notablement els japonesos, com denota la festa del Hanami. La terrassa domina l'estany Shinobazu no ike, situat al Parc Ueno, d'un blau aquest cop molt suau. Enfreont dels cirerers creixen uns alts pins on destaca per la seva curiosa forma l'anomenat «pi de lluna», que apareix amb més detall a la làmina 89. | De nou una insòlita perspectiva del pavelló Kiyomizudō, ubicat als terrenys del temple de Kan'ei-ji. Del pavelló es percep la terrassa, situada entre uns cirerers en flor, quina efímera bellesa admiren notablement els japonesos, com denota la festa del Hanami. La terrassa domina l'estany Shinobazu no ike, situat al Parc Ueno, d'un blau aquest cop molt suau. Enfreont dels cirerers creixen uns alts pins on destaca per la seva curiosa forma l'anomenat «pi de lluna», que apareix amb més detall a la làmina 89. | De nou una insòlita perspectiva del pavelló Kiyomizudō, ubicat als terrenys del temple de Kan'ei-ji. Del pavelló es percep la terrassa, situada entre uns cirerers en flor, quina efímera bellesa admiren notablement els japonesos, com denota la festa del Hanami. La terrassa domina l'estany Shinobazu no ike, situat al Parc Ueno, d'un blau aquest cop molt suau. Enfreont dels cirerers creixen uns alts pins on destaca per la seva curiosa forma l'anomenat «pi de lluna», que apareix amb més detall a la làmina 89. | De nou una insòlita perspectiva del pavelló Kiyomizudō, ubicat als terrenys del temple de Kan'ei-ji. Del pavelló es percep la terrassa, situada entre uns cirerers en flor, quina efímera bellesa admiren notablement els japonesos, com denota la festa del Hanami. La terrassa domina l'estany Shinobazu no ike, situat al Parc Ueno, d'un blau aquest cop molt suau. Enfreont dels cirerers creixen uns alts pins on destaca per la seva curiosa forma l'anomenat «pi de lluna», que apareix amb més detall a la làmina 89. | De nou una insòlita perspectiva del pavelló Kiyomizudō, ubicat als terrenys del temple de Kan'ei-ji. Del pavelló es percep la terrassa, situada entre uns cirerers en flor, quina efímera bellesa admiren notablement els japonesos, com denota la festa del Hanami. La terrassa domina l'estany Shinobazu no ike, situat al Parc Ueno, d'un blau aquest cop molt suau. Enfreont dels cirerers creixen uns alts pins on destaca per la seva curiosa forma l'anomenat «pi de lluna», que apareix amb més detall a la làmina 89. |
| Ueno Yamashita | 12. Ueno Yamashita (上野山した, Ueno Yamashita) (10-1858) | 12. Ueno Yamashita (上野山した, Ueno Yamashita) (10-1858) | 12. Ueno Yamashita (上野山した, Ueno Yamashita) (10-1858) | El principal focus d'atenció és l'establiment de la dreta, un restaurant de menjar ràpid anomenat Iseya, escrit en katakana i hiragana. Es percep també al cartell la inscripció shisomeshi, un plat d'arròs amb fulles de shiso. A la cantonada inferior esquerra apareix un conjunt d'elegants dames amb grans ombrel·les, que potser es dirigeixen al proper santuari de Ueno. Al cel destaca una bandada de corbs, que eren molt abundants en aquesta regió. Aquesta estampa es creu realitzada per Hiroshige II, després de la mort del gran mestre, tot i que segurament sobre algun esbós seu, ja què el nom de l'autor de la sèrie apareix a la cartel·la vermella del cantó superior dret. | El principal focus d'atenció és l'establiment de la dreta, un restaurant de menjar ràpid anomenat Iseya, escrit en katakana i hiragana. Es percep també al cartell la inscripció shisomeshi, un plat d'arròs amb fulles de shiso. A la cantonada inferior esquerra apareix un conjunt d'elegants dames amb grans ombrel·les, que potser es dirigeixen al proper santuari de Ueno. Al cel destaca una bandada de corbs, que eren molt abundants en aquesta regió. Aquesta estampa es creu realitzada per Hiroshige II, després de la mort del gran mestre, tot i que segurament sobre algun esbós seu, ja què el nom de l'autor de la sèrie apareix a la cartel·la vermella del cantó superior dret. | El principal focus d'atenció és l'establiment de la dreta, un restaurant de menjar ràpid anomenat Iseya, escrit en katakana i hiragana. Es percep també al cartell la inscripció shisomeshi, un plat d'arròs amb fulles de shiso. A la cantonada inferior esquerra apareix un conjunt d'elegants dames amb grans ombrel·les, que potser es dirigeixen al proper santuari de Ueno. Al cel destaca una bandada de corbs, que eren molt abundants en aquesta regió. Aquesta estampa es creu realitzada per Hiroshige II, després de la mort del gran mestre, tot i que segurament sobre algun esbós seu, ja què el nom de l'autor de la sèrie apareix a la cartel·la vermella del cantó superior dret. | El principal focus d'atenció és l'establiment de la dreta, un restaurant de menjar ràpid anomenat Iseya, escrit en katakana i hiragana. Es percep també al cartell la inscripció shisomeshi, un plat d'arròs amb fulles de shiso. A la cantonada inferior esquerra apareix un conjunt d'elegants dames amb grans ombrel·les, que potser es dirigeixen al proper santuari de Ueno. Al cel destaca una bandada de corbs, que eren molt abundants en aquesta regió. Aquesta estampa es creu realitzada per Hiroshige II, després de la mort del gran mestre, tot i que segurament sobre algun esbós seu, ja què el nom de l'autor de la sèrie apareix a la cartel·la vermella del cantó superior dret. | El principal focus d'atenció és l'establiment de la dreta, un restaurant de menjar ràpid anomenat Iseya, escrit en katakana i hiragana. Es percep també al cartell la inscripció shisomeshi, un plat d'arròs amb fulles de shiso. A la cantonada inferior esquerra apareix un conjunt d'elegants dames amb grans ombrel·les, que potser es dirigeixen al proper santuari de Ueno. Al cel destaca una bandada de corbs, que eren molt abundants en aquesta regió. Aquesta estampa es creu realitzada per Hiroshige II, després de la mort del gran mestre, tot i que segurament sobre algun esbós seu, ja què el nom de l'autor de la sèrie apareix a la cartel·la vermella del cantó superior dret. | El principal focus d'atenció és l'establiment de la dreta, un restaurant de menjar ràpid anomenat Iseya, escrit en katakana i hiragana. Es percep també al cartell la inscripció shisomeshi, un plat d'arròs amb fulles de shiso. A la cantonada inferior esquerra apareix un conjunt d'elegants dames amb grans ombrel·les, que potser es dirigeixen al proper santuari de Ueno. Al cel destaca una bandada de corbs, que eren molt abundants en aquesta regió. Aquesta estampa es creu realitzada per Hiroshige II, després de la mort del gran mestre, tot i que segurament sobre algun esbós seu, ja què el nom de l'autor de la sèrie apareix a la cartel·la vermella del cantó superior dret. |
| Shitaya Hirokōji | 13. Shitaya Hirokōji (下谷広小路, Shitaya Hirokōji) (9-1856) | 13. Shitaya Hirokōji (下谷広小路, Shitaya Hirokōji) (9-1856) | 13. Shitaya Hirokōji (下谷広小路, Shitaya Hirokōji) (9-1856) | Es veu una panoràmica del carrer Hirokōji («Carrer ample»), que conduïa al temple de Kan'ei-ji a Ueno, el recinte del qual s'albira en el punt de fuga del carrer, en un bosc immers en la boirassa. Entre la gent del carrer destaca un grup de samurais i una llarga processó de dones cobertes amb ombreŀla. En primer pla del carrer, al costat dret, destaca l'edifici dels magatzems Matsuzakaya –encara existent al mateix lloc–, dedicat al comerç tèxtil, recent reconstruït després de la seva complerta destrucció al terratrèmol de 1855. | Es veu una panoràmica del carrer Hirokōji («Carrer ample»), que conduïa al temple de Kan'ei-ji a Ueno, el recinte del qual s'albira en el punt de fuga del carrer, en un bosc immers en la boirassa. Entre la gent del carrer destaca un grup de samurais i una llarga processó de dones cobertes amb ombreŀla. En primer pla del carrer, al costat dret, destaca l'edifici dels magatzems Matsuzakaya –encara existent al mateix lloc–, dedicat al comerç tèxtil, recent reconstruït després de la seva complerta destrucció al terratrèmol de 1855. | Es veu una panoràmica del carrer Hirokōji («Carrer ample»), que conduïa al temple de Kan'ei-ji a Ueno, el recinte del qual s'albira en el punt de fuga del carrer, en un bosc immers en la boirassa. Entre la gent del carrer destaca un grup de samurais i una llarga processó de dones cobertes amb ombreŀla. En primer pla del carrer, al costat dret, destaca l'edifici dels magatzems Matsuzakaya –encara existent al mateix lloc–, dedicat al comerç tèxtil, recent reconstruït després de la seva complerta destrucció al terratrèmol de 1855. | Es veu una panoràmica del carrer Hirokōji («Carrer ample»), que conduïa al temple de Kan'ei-ji a Ueno, el recinte del qual s'albira en el punt de fuga del carrer, en un bosc immers en la boirassa. Entre la gent del carrer destaca un grup de samurais i una llarga processó de dones cobertes amb ombreŀla. En primer pla del carrer, al costat dret, destaca l'edifici dels magatzems Matsuzakaya –encara existent al mateix lloc–, dedicat al comerç tèxtil, recent reconstruït després de la seva complerta destrucció al terratrèmol de 1855. | Es veu una panoràmica del carrer Hirokōji («Carrer ample»), que conduïa al temple de Kan'ei-ji a Ueno, el recinte del qual s'albira en el punt de fuga del carrer, en un bosc immers en la boirassa. Entre la gent del carrer destaca un grup de samurais i una llarga processó de dones cobertes amb ombreŀla. En primer pla del carrer, al costat dret, destaca l'edifici dels magatzems Matsuzakaya –encara existent al mateix lloc–, dedicat al comerç tèxtil, recent reconstruït després de la seva complerta destrucció al terratrèmol de 1855. | Es veu una panoràmica del carrer Hirokōji («Carrer ample»), que conduïa al temple de Kan'ei-ji a Ueno, el recinte del qual s'albira en el punt de fuga del carrer, en un bosc immers en la boirassa. Entre la gent del carrer destaca un grup de samurais i una llarga processó de dones cobertes amb ombreŀla. En primer pla del carrer, al costat dret, destaca l'edifici dels magatzems Matsuzakaya –encara existent al mateix lloc–, dedicat al comerç tèxtil, recent reconstruït després de la seva complerta destrucció al terratrèmol de 1855. |
| Jardins d'un temple de Nippori                                                                                              | 14. Jardins d'un temple de Nippori (日暮里寺院の林泉, Nippori jiin no rinsen) (2-1857) | 14. Jardins d'un temple de Nippori (日暮里寺院の林泉, Nippori jiin no rinsen) (2-1857) | 14. Jardins d'un temple de Nippori (日暮里寺院の林泉, Nippori jiin no rinsen) (2-1857) | En aquesta composició traçada novament des d'una perspectiva aèria es perceben uns jardins pertanyents al temple de Shūshōin, on destaquen els cirerers en flor, elaborats en suaus tonalitats de rosa. L'autor es permet la llicència de fer coincidir la floració dels cirerers i les azalees, que no succeeix a la natura. En algunes tirades d'aquesta làmina el color rosa dels dos cirerers de primer pla apareix tallat degut a un error d'impressió. Al recinte de Nippori es trobaven temples budistes i xintoistes, en una pacífica convivència que fou truncada amb l'abolició del budisme i la implantació del xintoisme com a religió oficial el 1868. | En aquesta composició traçada novament des d'una perspectiva aèria es perceben uns jardins pertanyents al temple de Shūshōin, on destaquen els cirerers en flor, elaborats en suaus tonalitats de rosa. L'autor es permet la llicència de fer coincidir la floració dels cirerers i les azalees, que no succeeix a la natura. En algunes tirades d'aquesta làmina el color rosa dels dos cirerers de primer pla apareix tallat degut a un error d'impressió. Al recinte de Nippori es trobaven temples budistes i xintoistes, en una pacífica convivència que fou truncada amb l'abolició del budisme i la implantació del xintoisme com a religió oficial el 1868. | En aquesta composició traçada novament des d'una perspectiva aèria es perceben uns jardins pertanyents al temple de Shūshōin, on destaquen els cirerers en flor, elaborats en suaus tonalitats de rosa. L'autor es permet la llicència de fer coincidir la floració dels cirerers i les azalees, que no succeeix a la natura. En algunes tirades d'aquesta làmina el color rosa dels dos cirerers de primer pla apareix tallat degut a un error d'impressió. Al recinte de Nippori es trobaven temples budistes i xintoistes, en una pacífica convivència que fou truncada amb l'abolició del budisme i la implantació del xintoisme com a religió oficial el 1868. | En aquesta composició traçada novament des d'una perspectiva aèria es perceben uns jardins pertanyents al temple de Shūshōin, on destaquen els cirerers en flor, elaborats en suaus tonalitats de rosa. L'autor es permet la llicència de fer coincidir la floració dels cirerers i les azalees, que no succeeix a la natura. En algunes tirades d'aquesta làmina el color rosa dels dos cirerers de primer pla apareix tallat degut a un error d'impressió. Al recinte de Nippori es trobaven temples budistes i xintoistes, en una pacífica convivència que fou truncada amb l'abolició del budisme i la implantació del xintoisme com a religió oficial el 1868. | En aquesta composició traçada novament des d'una perspectiva aèria es perceben uns jardins pertanyents al temple de Shūshōin, on destaquen els cirerers en flor, elaborats en suaus tonalitats de rosa. L'autor es permet la llicència de fer coincidir la floració dels cirerers i les azalees, que no succeeix a la natura. En algunes tirades d'aquesta làmina el color rosa dels dos cirerers de primer pla apareix tallat degut a un error d'impressió. Al recinte de Nippori es trobaven temples budistes i xintoistes, en una pacífica convivència que fou truncada amb l'abolició del budisme i la implantació del xintoisme com a religió oficial el 1868. | En aquesta composició traçada novament des d'una perspectiva aèria es perceben uns jardins pertanyents al temple de Shūshōin, on destaquen els cirerers en flor, elaborats en suaus tonalitats de rosa. L'autor es permet la llicència de fer coincidir la floració dels cirerers i les azalees, que no succeeix a la natura. En algunes tirades d'aquesta làmina el color rosa dels dos cirerers de primer pla apareix tallat degut a un error d'impressió. Al recinte de Nippori es trobaven temples budistes i xintoistes, en una pacífica convivència que fou truncada amb l'abolició del budisme i la implantació del xintoisme com a religió oficial el 1868. |
| La pujada de Suwa a Nippori                                                                                                 | 15. La pujada de Suwa a Nippori (日暮里諏訪の台, Nippori Suwanodai) (5-1856) | 15. La pujada de Suwa a Nippori (日暮里諏訪の台, Nippori Suwanodai) (5-1856) | 15. La pujada de Suwa a Nippori (日暮里諏訪の台, Nippori Suwanodai) (5-1856) | L'autor ens mostra la zona ajardinada del recinte del temple de Suwa Myōjin, situat en plena natura però prop dels barris de Nippori, Ueno i Asakusa, pel què rebia nombroses visites, que gaudien de la vista mentre prenien el te. Destaquen novament pel seu colorit els cirerers en flor, mentre que a l'eix central s'aixequen dos magnífics cedres. Al marge dret de la línia del fons es percep la silueta del mont Tsukubasan, amb el seu doble cim, sota un cel confeccionat novament en vermell, blanc i blau, així com un violeta fosc a la part superior. | L'autor ens mostra la zona ajardinada del recinte del temple de Suwa Myōjin, situat en plena natura però prop dels barris de Nippori, Ueno i Asakusa, pel què rebia nombroses visites, que gaudien de la vista mentre prenien el te. Destaquen novament pel seu colorit els cirerers en flor, mentre que a l'eix central s'aixequen dos magnífics cedres. Al marge dret de la línia del fons es percep la silueta del mont Tsukubasan, amb el seu doble cim, sota un cel confeccionat novament en vermell, blanc i blau, així com un violeta fosc a la part superior. | L'autor ens mostra la zona ajardinada del recinte del temple de Suwa Myōjin, situat en plena natura però prop dels barris de Nippori, Ueno i Asakusa, pel què rebia nombroses visites, que gaudien de la vista mentre prenien el te. Destaquen novament pel seu colorit els cirerers en flor, mentre que a l'eix central s'aixequen dos magnífics cedres. Al marge dret de la línia del fons es percep la silueta del mont Tsukubasan, amb el seu doble cim, sota un cel confeccionat novament en vermell, blanc i blau, així com un violeta fosc a la part superior. | L'autor ens mostra la zona ajardinada del recinte del temple de Suwa Myōjin, situat en plena natura però prop dels barris de Nippori, Ueno i Asakusa, pel què rebia nombroses visites, que gaudien de la vista mentre prenien el te. Destaquen novament pel seu colorit els cirerers en flor, mentre que a l'eix central s'aixequen dos magnífics cedres. Al marge dret de la línia del fons es percep la silueta del mont Tsukubasan, amb el seu doble cim, sota un cel confeccionat novament en vermell, blanc i blau, així com un violeta fosc a la part superior. | L'autor ens mostra la zona ajardinada del recinte del temple de Suwa Myōjin, situat en plena natura però prop dels barris de Nippori, Ueno i Asakusa, pel què rebia nombroses visites, que gaudien de la vista mentre prenien el te. Destaquen novament pel seu colorit els cirerers en flor, mentre que a l'eix central s'aixequen dos magnífics cedres. Al marge dret de la línia del fons es percep la silueta del mont Tsukubasan, amb el seu doble cim, sota un cel confeccionat novament en vermell, blanc i blau, així com un violeta fosc a la part superior. | L'autor ens mostra la zona ajardinada del recinte del temple de Suwa Myōjin, situat en plena natura però prop dels barris de Nippori, Ueno i Asakusa, pel què rebia nombroses visites, que gaudien de la vista mentre prenien el te. Destaquen novament pel seu colorit els cirerers en flor, mentre que a l'eix central s'aixequen dos magnífics cedres. Al marge dret de la línia del fons es percep la silueta del mont Tsukubasan, amb el seu doble cim, sota un cel confeccionat novament en vermell, blanc i blau, així com un violeta fosc a la part superior. |
| Parc floral i vessant de Dangozaka a Sendagi                                                                                | 16. Parc floral i vessant de Dangozaka a Sendagi (千駄木団子坂花屋敷, Sendagi Dangozaka hanayashiki) (5-1856) | 16. Parc floral i vessant de Dangozaka a Sendagi (千駄木団子坂花屋敷, Sendagi Dangozaka hanayashiki) (5-1856) | 16. Parc floral i vessant de Dangozaka a Sendagi (千駄木団子坂花屋敷, Sendagi Dangozaka hanayashiki) (5-1856) | Nova mostra del mestratge de l'autor en les amples panoràmiques amb conjunció d'elements naturals i arquitectònics, i el concurs de petites figures per atorgar un factor humà al conjunt. La part inferior està novament dominada pels cirerers en flor, en un parc públic on la gent passeja, conversa i pren el te. Els arbres estan coberts per una calitja blanca amb tons blaus i vermellosos, sobre la qual s'alça al fons l'estructura del Shisentei («Pavelló de la font violeta»), que oferia una panoràmica sobre el barri de Ueno i l'estany Shinobazu no ike. El jardí havia sigut dissenyat tan sols quatre anys abans pel jardiner Kusuda Uheiji. | Nova mostra del mestratge de l'autor en les amples panoràmiques amb conjunció d'elements naturals i arquitectònics, i el concurs de petites figures per atorgar un factor humà al conjunt. La part inferior està novament dominada pels cirerers en flor, en un parc públic on la gent passeja, conversa i pren el te. Els arbres estan coberts per una calitja blanca amb tons blaus i vermellosos, sobre la qual s'alça al fons l'estructura del Shisentei («Pavelló de la font violeta»), que oferia una panoràmica sobre el barri de Ueno i l'estany Shinobazu no ike. El jardí havia sigut dissenyat tan sols quatre anys abans pel jardiner Kusuda Uheiji. | Nova mostra del mestratge de l'autor en les amples panoràmiques amb conjunció d'elements naturals i arquitectònics, i el concurs de petites figures per atorgar un factor humà al conjunt. La part inferior està novament dominada pels cirerers en flor, en un parc públic on la gent passeja, conversa i pren el te. Els arbres estan coberts per una calitja blanca amb tons blaus i vermellosos, sobre la qual s'alça al fons l'estructura del Shisentei («Pavelló de la font violeta»), que oferia una panoràmica sobre el barri de Ueno i l'estany Shinobazu no ike. El jardí havia sigut dissenyat tan sols quatre anys abans pel jardiner Kusuda Uheiji. | Nova mostra del mestratge de l'autor en les amples panoràmiques amb conjunció d'elements naturals i arquitectònics, i el concurs de petites figures per atorgar un factor humà al conjunt. La part inferior està novament dominada pels cirerers en flor, en un parc públic on la gent passeja, conversa i pren el te. Els arbres estan coberts per una calitja blanca amb tons blaus i vermellosos, sobre la qual s'alça al fons l'estructura del Shisentei («Pavelló de la font violeta»), que oferia una panoràmica sobre el barri de Ueno i l'estany Shinobazu no ike. El jardí havia sigut dissenyat tan sols quatre anys abans pel jardiner Kusuda Uheiji. | Nova mostra del mestratge de l'autor en les amples panoràmiques amb conjunció d'elements naturals i arquitectònics, i el concurs de petites figures per atorgar un factor humà al conjunt. La part inferior està novament dominada pels cirerers en flor, en un parc públic on la gent passeja, conversa i pren el te. Els arbres estan coberts per una calitja blanca amb tons blaus i vermellosos, sobre la qual s'alça al fons l'estructura del Shisentei («Pavelló de la font violeta»), que oferia una panoràmica sobre el barri de Ueno i l'estany Shinobazu no ike. El jardí havia sigut dissenyat tan sols quatre anys abans pel jardiner Kusuda Uheiji. | Nova mostra del mestratge de l'autor en les amples panoràmiques amb conjunció d'elements naturals i arquitectònics, i el concurs de petites figures per atorgar un factor humà al conjunt. La part inferior està novament dominada pels cirerers en flor, en un parc públic on la gent passeja, conversa i pren el te. Els arbres estan coberts per una calitja blanca amb tons blaus i vermellosos, sobre la qual s'alça al fons l'estructura del Shisentei («Pavelló de la font violeta»), que oferia una panoràmica sobre el barri de Ueno i l'estany Shinobazu no ike. El jardí havia sigut dissenyat tan sols quatre anys abans pel jardiner Kusuda Uheiji. |
| Vista cap al nord des del mont Asukayama                                                                                    | 17. Vista cap al nord des del mont Asukayama (飛鳥山北の眺望, Asukayama kita no chōbō) (5-1856) | 17. Vista cap al nord des del mont Asukayama (飛鳥山北の眺望, Asukayama kita no chōbō) (5-1856) | 17. Vista cap al nord des del mont Asukayama (飛鳥山北の眺望, Asukayama kita no chōbō) (5-1856) | Com en les dues làmines anteriors, es veu gent prenent el te sota els cirerers en flor, sobre un ample camp d'arrossars a penes esbosat en un to verd clar, mentre que al fons s'aixeca la característica silueta del Tsukubasan. Aquest terreny pertanyia al temple Kinrinji, tot i que era d'accés públic per ser així estipulat el 1737 pel shōgun Tokugawa Yoshimune; el 1873 es convertí en el primer parc públic del modern Japó. Hirohige realitzà aquesta estampa poc després que el shōgun Tokugawa Iesada visitara la zona el 1856, el que és un exemple del caràcter documental de moltes de les estampes d'aquesta sèrie. | Com en les dues làmines anteriors, es veu gent prenent el te sota els cirerers en flor, sobre un ample camp d'arrossars a penes esbosat en un to verd clar, mentre que al fons s'aixeca la característica silueta del Tsukubasan. Aquest terreny pertanyia al temple Kinrinji, tot i que era d'accés públic per ser així estipulat el 1737 pel shōgun Tokugawa Yoshimune; el 1873 es convertí en el primer parc públic del modern Japó. Hirohige realitzà aquesta estampa poc després que el shōgun Tokugawa Iesada visitara la zona el 1856, el que és un exemple del caràcter documental de moltes de les estampes d'aquesta sèrie. | Com en les dues làmines anteriors, es veu gent prenent el te sota els cirerers en flor, sobre un ample camp d'arrossars a penes esbosat en un to verd clar, mentre que al fons s'aixeca la característica silueta del Tsukubasan. Aquest terreny pertanyia al temple Kinrinji, tot i que era d'accés públic per ser així estipulat el 1737 pel shōgun Tokugawa Yoshimune; el 1873 es convertí en el primer parc públic del modern Japó. Hirohige realitzà aquesta estampa poc després que el shōgun Tokugawa Iesada visitara la zona el 1856, el que és un exemple del caràcter documental de moltes de les estampes d'aquesta sèrie. | Com en les dues làmines anteriors, es veu gent prenent el te sota els cirerers en flor, sobre un ample camp d'arrossars a penes esbosat en un to verd clar, mentre que al fons s'aixeca la característica silueta del Tsukubasan. Aquest terreny pertanyia al temple Kinrinji, tot i que era d'accés públic per ser així estipulat el 1737 pel shōgun Tokugawa Yoshimune; el 1873 es convertí en el primer parc públic del modern Japó. Hirohige realitzà aquesta estampa poc després que el shōgun Tokugawa Iesada visitara la zona el 1856, el que és un exemple del caràcter documental de moltes de les estampes d'aquesta sèrie. | Com en les dues làmines anteriors, es veu gent prenent el te sota els cirerers en flor, sobre un ample camp d'arrossars a penes esbosat en un to verd clar, mentre que al fons s'aixeca la característica silueta del Tsukubasan. Aquest terreny pertanyia al temple Kinrinji, tot i que era d'accés públic per ser així estipulat el 1737 pel shōgun Tokugawa Yoshimune; el 1873 es convertí en el primer parc públic del modern Japó. Hirohige realitzà aquesta estampa poc després que el shōgun Tokugawa Iesada visitara la zona el 1856, el que és un exemple del caràcter documental de moltes de les estampes d'aquesta sèrie. | Com en les dues làmines anteriors, es veu gent prenent el te sota els cirerers en flor, sobre un ample camp d'arrossars a penes esbosat en un to verd clar, mentre que al fons s'aixeca la característica silueta del Tsukubasan. Aquest terreny pertanyia al temple Kinrinji, tot i que era d'accés públic per ser així estipulat el 1737 pel shōgun Tokugawa Yoshimune; el 1873 es convertí en el primer parc públic del modern Japó. Hirohige realitzà aquesta estampa poc després que el shōgun Tokugawa Iesada visitara la zona el 1856, el que és un exemple del caràcter documental de moltes de les estampes d'aquesta sèrie. |
| El santuari d'Ōji Inari | 18. El santuari d'Ōji Inari (王子稲荷の社, Ōji Inari no yashiro) (9-1857) | 18. El santuari d'Ōji Inari (王子稲荷の社, Ōji Inari no yashiro) (9-1857) | 18. El santuari d'Ōji Inari (王子稲荷の社, Ōji Inari no yashiro) (9-1857) | Aquest santuari era una filial del de Fushimi Inari de Kyōto, situat en un turó prop d'Ōji, un poble proper a Edo. Inari era el déu de l'arròs, pel què aquest lloc era centre de pelegrinatge de camperols que demanaven una bona collita. Hiroshige ha escollit de nou una inusual perspectiva que mostra únicament un sortint de l'estructura del temple, dominat per la frondositat del bosc de cedres que l'envolta. Destaca l'intens color vermell de la fusta del temple, ja què segons el xintoisme aquest color espanta als dimonis. Al fons s'alça novament la doble silueta del Tsukubasan. | Aquest santuari era una filial del de Fushimi Inari de Kyōto, situat en un turó prop d'Ōji, un poble proper a Edo. Inari era el déu de l'arròs, pel què aquest lloc era centre de pelegrinatge de camperols que demanaven una bona collita. Hiroshige ha escollit de nou una inusual perspectiva que mostra únicament un sortint de l'estructura del temple, dominat per la frondositat del bosc de cedres que l'envolta. Destaca l'intens color vermell de la fusta del temple, ja què segons el xintoisme aquest color espanta als dimonis. Al fons s'alça novament la doble silueta del Tsukubasan. | Aquest santuari era una filial del de Fushimi Inari de Kyōto, situat en un turó prop d'Ōji, un poble proper a Edo. Inari era el déu de l'arròs, pel què aquest lloc era centre de pelegrinatge de camperols que demanaven una bona collita. Hiroshige ha escollit de nou una inusual perspectiva que mostra únicament un sortint de l'estructura del temple, dominat per la frondositat del bosc de cedres que l'envolta. Destaca l'intens color vermell de la fusta del temple, ja què segons el xintoisme aquest color espanta als dimonis. Al fons s'alça novament la doble silueta del Tsukubasan. | Aquest santuari era una filial del de Fushimi Inari de Kyōto, situat en un turó prop d'Ōji, un poble proper a Edo. Inari era el déu de l'arròs, pel què aquest lloc era centre de pelegrinatge de camperols que demanaven una bona collita. Hiroshige ha escollit de nou una inusual perspectiva que mostra únicament un sortint de l'estructura del temple, dominat per la frondositat del bosc de cedres que l'envolta. Destaca l'intens color vermell de la fusta del temple, ja què segons el xintoisme aquest color espanta als dimonis. Al fons s'alça novament la doble silueta del Tsukubasan. | Aquest santuari era una filial del de Fushimi Inari de Kyōto, situat en un turó prop d'Ōji, un poble proper a Edo. Inari era el déu de l'arròs, pel què aquest lloc era centre de pelegrinatge de camperols que demanaven una bona collita. Hiroshige ha escollit de nou una inusual perspectiva que mostra únicament un sortint de l'estructura del temple, dominat per la frondositat del bosc de cedres que l'envolta. Destaca l'intens color vermell de la fusta del temple, ja què segons el xintoisme aquest color espanta als dimonis. Al fons s'alça novament la doble silueta del Tsukubasan. | Aquest santuari era una filial del de Fushimi Inari de Kyōto, situat en un turó prop d'Ōji, un poble proper a Edo. Inari era el déu de l'arròs, pel què aquest lloc era centre de pelegrinatge de camperols que demanaven una bona collita. Hiroshige ha escollit de nou una inusual perspectiva que mostra únicament un sortint de l'estructura del temple, dominat per la frondositat del bosc de cedres que l'envolta. Destaca l'intens color vermell de la fusta del temple, ja què segons el xintoisme aquest color espanta als dimonis. Al fons s'alça novament la doble silueta del Tsukubasan. |
| El dic del riu Otonashigawa a Ōji                                                                                           | 19. El dic del riu Otonashigawa a Ōji (王子音無川堰棣, Ōji Otonashigawa entai) (2-1857) | 19. El dic del riu Otonashigawa a Ōji (王子音無川堰棣, Ōji Otonashigawa entai) (2-1857) | 19. El dic del riu Otonashigawa a Ōji (王子音無川堰棣, Ōji Otonashigawa entai) (2-1857) | Aquest dic era conegut amb el nom d'Ōtaki («La gran cascada»). L'autor ho situa entre uns jardins on destaquen novament els cirerers en flor. De la cascada surt el riu Otonashigawa («Riu silenciós»), traçat amb dues tonalitats de blau, clar i fort, per assenyalar la major profunditat de la zona central. A la cascada i al riu es perceben unes petites figures de banyistes a penes esbossades. Al bosc, sota uns alts cedres, apareix el pavelló del Buda Amida, pertanyent al temple de Kinrinji. Hiroshige realitzà aquesta estampa novament després d'una excursió del shōgun Iesada a la zona, el 1857. | Aquest dic era conegut amb el nom d'Ōtaki («La gran cascada»). L'autor ho situa entre uns jardins on destaquen novament els cirerers en flor. De la cascada surt el riu Otonashigawa («Riu silenciós»), traçat amb dues tonalitats de blau, clar i fort, per assenyalar la major profunditat de la zona central. A la cascada i al riu es perceben unes petites figures de banyistes a penes esbossades. Al bosc, sota uns alts cedres, apareix el pavelló del Buda Amida, pertanyent al temple de Kinrinji. Hiroshige realitzà aquesta estampa novament després d'una excursió del shōgun Iesada a la zona, el 1857. | Aquest dic era conegut amb el nom d'Ōtaki («La gran cascada»). L'autor ho situa entre uns jardins on destaquen novament els cirerers en flor. De la cascada surt el riu Otonashigawa («Riu silenciós»), traçat amb dues tonalitats de blau, clar i fort, per assenyalar la major profunditat de la zona central. A la cascada i al riu es perceben unes petites figures de banyistes a penes esbossades. Al bosc, sota uns alts cedres, apareix el pavelló del Buda Amida, pertanyent al temple de Kinrinji. Hiroshige realitzà aquesta estampa novament després d'una excursió del shōgun Iesada a la zona, el 1857. | Aquest dic era conegut amb el nom d'Ōtaki («La gran cascada»). L'autor ho situa entre uns jardins on destaquen novament els cirerers en flor. De la cascada surt el riu Otonashigawa («Riu silenciós»), traçat amb dues tonalitats de blau, clar i fort, per assenyalar la major profunditat de la zona central. A la cascada i al riu es perceben unes petites figures de banyistes a penes esbossades. Al bosc, sota uns alts cedres, apareix el pavelló del Buda Amida, pertanyent al temple de Kinrinji. Hiroshige realitzà aquesta estampa novament després d'una excursió del shōgun Iesada a la zona, el 1857. | Aquest dic era conegut amb el nom d'Ōtaki («La gran cascada»). L'autor ho situa entre uns jardins on destaquen novament els cirerers en flor. De la cascada surt el riu Otonashigawa («Riu silenciós»), traçat amb dues tonalitats de blau, clar i fort, per assenyalar la major profunditat de la zona central. A la cascada i al riu es perceben unes petites figures de banyistes a penes esbossades. Al bosc, sota uns alts cedres, apareix el pavelló del Buda Amida, pertanyent al temple de Kinrinji. Hiroshige realitzà aquesta estampa novament després d'una excursió del shōgun Iesada a la zona, el 1857. | Aquest dic era conegut amb el nom d'Ōtaki («La gran cascada»). L'autor ho situa entre uns jardins on destaquen novament els cirerers en flor. De la cascada surt el riu Otonashigawa («Riu silenciós»), traçat amb dues tonalitats de blau, clar i fort, per assenyalar la major profunditat de la zona central. A la cascada i al riu es perceben unes petites figures de banyistes a penes esbossades. Al bosc, sota uns alts cedres, apareix el pavelló del Buda Amida, pertanyent al temple de Kinrinji. Hiroshige realitzà aquesta estampa novament després d'una excursió del shōgun Iesada a la zona, el 1857. |
| La barca de Kawaguchi i el temple de Zenkōji                                                                                | 20. La barca de Kawaguchi i el temple de Zenkōji (川口のわたし善光寺, Kawaguchi no watashi Zenkōji) (2-1857) | 20. La barca de Kawaguchi i el temple de Zenkōji (川口のわたし善光寺, Kawaguchi no watashi Zenkōji) (2-1857) | 20. La barca de Kawaguchi i el temple de Zenkōji (川口のわたし善光寺, Kawaguchi no watashi Zenkōji) (2-1857) | Domina la composició el riu Sumida –anomenat freqüentment en aquest tram Arakawa («Riu Brau»)–, que suposava el límit septentrional d'Edo. El riu apareix en diagonal, amb una tonalitat més fosca al centre, com a la làmina anterior. Solquen les seves aigües diversos rais de fusta i una barca que exercia de ferry. La nota de color la posen els sostres grocs de les cabanes, mentre que en el fons dret apareix el temple de Zenkōji, famós pel seu hibutsu («Buda secret»), que es mostrava tan sols cada 17 anys. Potser fou aquest efecte de secretisme el que cercà l'autor al tapar parcialment el temple amb la cartel·la del títol. | Domina la composició el riu Sumida –anomenat freqüentment en aquest tram Arakawa («Riu Brau»)–, que suposava el límit septentrional d'Edo. El riu apareix en diagonal, amb una tonalitat més fosca al centre, com a la làmina anterior. Solquen les seves aigües diversos rais de fusta i una barca que exercia de ferry. La nota de color la posen els sostres grocs de les cabanes, mentre que en el fons dret apareix el temple de Zenkōji, famós pel seu hibutsu («Buda secret»), que es mostrava tan sols cada 17 anys. Potser fou aquest efecte de secretisme el que cercà l'autor al tapar parcialment el temple amb la cartel·la del títol. | Domina la composició el riu Sumida –anomenat freqüentment en aquest tram Arakawa («Riu Brau»)–, que suposava el límit septentrional d'Edo. El riu apareix en diagonal, amb una tonalitat més fosca al centre, com a la làmina anterior. Solquen les seves aigües diversos rais de fusta i una barca que exercia de ferry. La nota de color la posen els sostres grocs de les cabanes, mentre que en el fons dret apareix el temple de Zenkōji, famós pel seu hibutsu («Buda secret»), que es mostrava tan sols cada 17 anys. Potser fou aquest efecte de secretisme el que cercà l'autor al tapar parcialment el temple amb la cartel·la del títol. | Domina la composició el riu Sumida –anomenat freqüentment en aquest tram Arakawa («Riu Brau»)–, que suposava el límit septentrional d'Edo. El riu apareix en diagonal, amb una tonalitat més fosca al centre, com a la làmina anterior. Solquen les seves aigües diversos rais de fusta i una barca que exercia de ferry. La nota de color la posen els sostres grocs de les cabanes, mentre que en el fons dret apareix el temple de Zenkōji, famós pel seu hibutsu («Buda secret»), que es mostrava tan sols cada 17 anys. Potser fou aquest efecte de secretisme el que cercà l'autor al tapar parcialment el temple amb la cartel·la del títol. | Domina la composició el riu Sumida –anomenat freqüentment en aquest tram Arakawa («Riu Brau»)–, que suposava el límit septentrional d'Edo. El riu apareix en diagonal, amb una tonalitat més fosca al centre, com a la làmina anterior. Solquen les seves aigües diversos rais de fusta i una barca que exercia de ferry. La nota de color la posen els sostres grocs de les cabanes, mentre que en el fons dret apareix el temple de Zenkōji, famós pel seu hibutsu («Buda secret»), que es mostrava tan sols cada 17 anys. Potser fou aquest efecte de secretisme el que cercà l'autor al tapar parcialment el temple amb la cartel·la del títol. | Domina la composició el riu Sumida –anomenat freqüentment en aquest tram Arakawa («Riu Brau»)–, que suposava el límit septentrional d'Edo. El riu apareix en diagonal, amb una tonalitat més fosca al centre, com a la làmina anterior. Solquen les seves aigües diversos rais de fusta i una barca que exercia de ferry. La nota de color la posen els sostres grocs de les cabanes, mentre que en el fons dret apareix el temple de Zenkōji, famós pel seu hibutsu («Buda secret»), que es mostrava tan sols cada 17 anys. Potser fou aquest efecte de secretisme el que cercà l'autor al tapar parcialment el temple amb la cartel·la del títol. |
| El mont Atagoyama a Shiba                                                                                                   | 21. El mont Atagoyama a Shiba (芝愛宕山, Shiba Atagoyama) (8-1857) | 21. El mont Atagoyama a Shiba (芝愛宕山, Shiba Atagoyama) (8-1857) | 21. El mont Atagoyama a Shiba (芝愛宕山, Shiba Atagoyama) (8-1857) | El mont Atagoyama es troba al sud del Palau d'Edo, a tan sols 26 metres d'altura sobre el nivell de la badia de la ciutat. Al seu cim es troba el santuari d'Atago, a penes esbosat en el pilar del marge esquerre i en un tros de sostre al cantó superior esquerre. L'Any Nou se celebrava en aquest temple una cerimònia per demanar sort, salut i prosperitat, així com allunyar la fam i la malaltia. Apareix així un sacerdot amb un tocat cerimonial amb rodes blanques budistes, que porta en la mà dreta una gran cullera d'arròs, símbol d'exuberància, i en l'esquerra una maça, símbol de la violència que pot deslligar per a defensar la doctrina budista. Porta com a collar fulles d'alga, que després de la cerimònia es preparen com a infusió per als fidels. Aquesta és una de les figures humanes de major mida i amb millor descripció fisonòmica que Hiroshige plasmà en tota la sèrie. Al fons, es veuen les cases del barri portuari d'Edo, i la badia amb diverses veles a l'horitzó, tenyit de vermell per l'alborada. A la cartel·la groga del costat esquerre es llegeix: shōgatsu mikka, Bishamon tsukai («el tercer dia del primer mes, un enviat de Bishamon»). | El mont Atagoyama es troba al sud del Palau d'Edo, a tan sols 26 metres d'altura sobre el nivell de la badia de la ciutat. Al seu cim es troba el santuari d'Atago, a penes esbosat en el pilar del marge esquerre i en un tros de sostre al cantó superior esquerre. L'Any Nou se celebrava en aquest temple una cerimònia per demanar sort, salut i prosperitat, així com allunyar la fam i la malaltia. Apareix així un sacerdot amb un tocat cerimonial amb rodes blanques budistes, que porta en la mà dreta una gran cullera d'arròs, símbol d'exuberància, i en l'esquerra una maça, símbol de la violència que pot deslligar per a defensar la doctrina budista. Porta com a collar fulles d'alga, que després de la cerimònia es preparen com a infusió per als fidels. Aquesta és una de les figures humanes de major mida i amb millor descripció fisonòmica que Hiroshige plasmà en tota la sèrie. Al fons, es veuen les cases del barri portuari d'Edo, i la badia amb diverses veles a l'horitzó, tenyit de vermell per l'alborada. A la cartel·la groga del costat esquerre es llegeix: shōgatsu mikka, Bishamon tsukai («el tercer dia del primer mes, un enviat de Bishamon»). | El mont Atagoyama es troba al sud del Palau d'Edo, a tan sols 26 metres d'altura sobre el nivell de la badia de la ciutat. Al seu cim es troba el santuari d'Atago, a penes esbosat en el pilar del marge esquerre i en un tros de sostre al cantó superior esquerre. L'Any Nou se celebrava en aquest temple una cerimònia per demanar sort, salut i prosperitat, així com allunyar la fam i la malaltia. Apareix així un sacerdot amb un tocat cerimonial amb rodes blanques budistes, que porta en la mà dreta una gran cullera d'arròs, símbol d'exuberància, i en l'esquerra una maça, símbol de la violència que pot deslligar per a defensar la doctrina budista. Porta com a collar fulles d'alga, que després de la cerimònia es preparen com a infusió per als fidels. Aquesta és una de les figures humanes de major mida i amb millor descripció fisonòmica que Hiroshige plasmà en tota la sèrie. Al fons, es veuen les cases del barri portuari d'Edo, i la badia amb diverses veles a l'horitzó, tenyit de vermell per l'alborada. A la cartel·la groga del costat esquerre es llegeix: shōgatsu mikka, Bishamon tsukai («el tercer dia del primer mes, un enviat de Bishamon»). | El mont Atagoyama es troba al sud del Palau d'Edo, a tan sols 26 metres d'altura sobre el nivell de la badia de la ciutat. Al seu cim es troba el santuari d'Atago, a penes esbosat en el pilar del marge esquerre i en un tros de sostre al cantó superior esquerre. L'Any Nou se celebrava en aquest temple una cerimònia per demanar sort, salut i prosperitat, així com allunyar la fam i la malaltia. Apareix així un sacerdot amb un tocat cerimonial amb rodes blanques budistes, que porta en la mà dreta una gran cullera d'arròs, símbol d'exuberància, i en l'esquerra una maça, símbol de la violència que pot deslligar per a defensar la doctrina budista. Porta com a collar fulles d'alga, que després de la cerimònia es preparen com a infusió per als fidels. Aquesta és una de les figures humanes de major mida i amb millor descripció fisonòmica que Hiroshige plasmà en tota la sèrie. Al fons, es veuen les cases del barri portuari d'Edo, i la badia amb diverses veles a l'horitzó, tenyit de vermell per l'alborada. A la cartel·la groga del costat esquerre es llegeix: shōgatsu mikka, Bishamon tsukai («el tercer dia del primer mes, un enviat de Bishamon»). | El mont Atagoyama es troba al sud del Palau d'Edo, a tan sols 26 metres d'altura sobre el nivell de la badia de la ciutat. Al seu cim es troba el santuari d'Atago, a penes esbosat en el pilar del marge esquerre i en un tros de sostre al cantó superior esquerre. L'Any Nou se celebrava en aquest temple una cerimònia per demanar sort, salut i prosperitat, així com allunyar la fam i la malaltia. Apareix així un sacerdot amb un tocat cerimonial amb rodes blanques budistes, que porta en la mà dreta una gran cullera d'arròs, símbol d'exuberància, i en l'esquerra una maça, símbol de la violència que pot deslligar per a defensar la doctrina budista. Porta com a collar fulles d'alga, que després de la cerimònia es preparen com a infusió per als fidels. Aquesta és una de les figures humanes de major mida i amb millor descripció fisonòmica que Hiroshige plasmà en tota la sèrie. Al fons, es veuen les cases del barri portuari d'Edo, i la badia amb diverses veles a l'horitzó, tenyit de vermell per l'alborada. A la cartel·la groga del costat esquerre es llegeix: shōgatsu mikka, Bishamon tsukai («el tercer dia del primer mes, un enviat de Bishamon»). | El mont Atagoyama es troba al sud del Palau d'Edo, a tan sols 26 metres d'altura sobre el nivell de la badia de la ciutat. Al seu cim es troba el santuari d'Atago, a penes esbosat en el pilar del marge esquerre i en un tros de sostre al cantó superior esquerre. L'Any Nou se celebrava en aquest temple una cerimònia per demanar sort, salut i prosperitat, així com allunyar la fam i la malaltia. Apareix així un sacerdot amb un tocat cerimonial amb rodes blanques budistes, que porta en la mà dreta una gran cullera d'arròs, símbol d'exuberància, i en l'esquerra una maça, símbol de la violència que pot deslligar per a defensar la doctrina budista. Porta com a collar fulles d'alga, que després de la cerimònia es preparen com a infusió per als fidels. Aquesta és una de les figures humanes de major mida i amb millor descripció fisonòmica que Hiroshige plasmà en tota la sèrie. Al fons, es veuen les cases del barri portuari d'Edo, i la badia amb diverses veles a l'horitzó, tenyit de vermell per l'alborada. A la cartel·la groga del costat esquerre es llegeix: shōgatsu mikka, Bishamon tsukai («el tercer dia del primer mes, un enviat de Bishamon»). |
| Hiroo a la vora del riu Furukawa                                                                                            | 22. Hiroo a la vora del riu Furukawa (渋谷区広尾, Hiroo Furukawa) (7-1856) | 22. Hiroo a la vora del riu Furukawa (渋谷区広尾, Hiroo Furukawa) (7-1856) | 22. Hiroo a la vora del riu Furukawa (渋谷区広尾, Hiroo Furukawa) (7-1856) | El riu Furukawa transcorre sinuosament entre turons de color verd amb tons marró, creuat per un pont corb sobre el que transiten petites figures, algunes amb ombreŀles. El riu és d'un blau clar, amb tons més foscos a les vores. Al costat esquerre es veu la posada Kitsune («La guineu»), famosa per la seva especialitat d’unagi (anguila d'aigua dolça rostida). El cel és de to rosat, característic de l'alborada. Aquest idíŀlic paisatge no existeix actualment, ja que el riu fou canalitzat i la zona urbanitzada, essent en l'actualitat un dels barris més elegants de Tòquio. | El riu Furukawa transcorre sinuosament entre turons de color verd amb tons marró, creuat per un pont corb sobre el que transiten petites figures, algunes amb ombreŀles. El riu és d'un blau clar, amb tons més foscos a les vores. Al costat esquerre es veu la posada Kitsune («La guineu»), famosa per la seva especialitat d’unagi (anguila d'aigua dolça rostida). El cel és de to rosat, característic de l'alborada. Aquest idíŀlic paisatge no existeix actualment, ja que el riu fou canalitzat i la zona urbanitzada, essent en l'actualitat un dels barris més elegants de Tòquio. | El riu Furukawa transcorre sinuosament entre turons de color verd amb tons marró, creuat per un pont corb sobre el que transiten petites figures, algunes amb ombreŀles. El riu és d'un blau clar, amb tons més foscos a les vores. Al costat esquerre es veu la posada Kitsune («La guineu»), famosa per la seva especialitat d’unagi (anguila d'aigua dolça rostida). El cel és de to rosat, característic de l'alborada. Aquest idíŀlic paisatge no existeix actualment, ja que el riu fou canalitzat i la zona urbanitzada, essent en l'actualitat un dels barris més elegants de Tòquio. | El riu Furukawa transcorre sinuosament entre turons de color verd amb tons marró, creuat per un pont corb sobre el que transiten petites figures, algunes amb ombreŀles. El riu és d'un blau clar, amb tons més foscos a les vores. Al costat esquerre es veu la posada Kitsune («La guineu»), famosa per la seva especialitat d’unagi (anguila d'aigua dolça rostida). El cel és de to rosat, característic de l'alborada. Aquest idíŀlic paisatge no existeix actualment, ja que el riu fou canalitzat i la zona urbanitzada, essent en l'actualitat un dels barris més elegants de Tòquio. | El riu Furukawa transcorre sinuosament entre turons de color verd amb tons marró, creuat per un pont corb sobre el que transiten petites figures, algunes amb ombreŀles. El riu és d'un blau clar, amb tons més foscos a les vores. Al costat esquerre es veu la posada Kitsune («La guineu»), famosa per la seva especialitat d’unagi (anguila d'aigua dolça rostida). El cel és de to rosat, característic de l'alborada. Aquest idíŀlic paisatge no existeix actualment, ja que el riu fou canalitzat i la zona urbanitzada, essent en l'actualitat un dels barris més elegants de Tòquio. | El riu Furukawa transcorre sinuosament entre turons de color verd amb tons marró, creuat per un pont corb sobre el que transiten petites figures, algunes amb ombreŀles. El riu és d'un blau clar, amb tons més foscos a les vores. Al costat esquerre es veu la posada Kitsune («La guineu»), famosa per la seva especialitat d’unagi (anguila d'aigua dolça rostida). El cel és de to rosat, característic de l'alborada. Aquest idíŀlic paisatge no existeix actualment, ja que el riu fou canalitzat i la zona urbanitzada, essent en l'actualitat un dels barris més elegants de Tòquio. |
| L'estany de Chiyogaike a Meguro                                                                                             | 23. L'estany de Chiyogaike a Meguro (目黒千代か池, Meguro Chiyogaike) (7-1856) | 23. L'estany de Chiyogaike a Meguro (目黒千代か池, Meguro Chiyogaike) (7-1856) | 23. L'estany de Chiyogaike a Meguro (目黒千代か池, Meguro Chiyogaike) (7-1856) | Chiyogaike («estany de Chiyo») és un lloc amb una famosa llegenda: en ell es va treure la vida la dama Chiyo (segle xiv), desesperada per la mort del seu marit, el guerrer Nitta Yoshioki. Aquí l'artista compon un quadre idíŀlic amb un jardí de cirerers en flor, envoltat en una calitja blanca i vermellosa, i per on transcorren diversos salts d'aigua, que desemboquen a l'estany. Es veuen les figures de dues dames i una noia en una illa propera a la vora. Cal remarcar l'efecte de l'ombra dels arbres sobre l'aigua, rares vegades tractat per Hiroshige, i realitzat basant-se en la influència de tècniques pictòriques occidentals. | Chiyogaike («estany de Chiyo») és un lloc amb una famosa llegenda: en ell es va treure la vida la dama Chiyo (segle xiv), desesperada per la mort del seu marit, el guerrer Nitta Yoshioki. Aquí l'artista compon un quadre idíŀlic amb un jardí de cirerers en flor, envoltat en una calitja blanca i vermellosa, i per on transcorren diversos salts d'aigua, que desemboquen a l'estany. Es veuen les figures de dues dames i una noia en una illa propera a la vora. Cal remarcar l'efecte de l'ombra dels arbres sobre l'aigua, rares vegades tractat per Hiroshige, i realitzat basant-se en la influència de tècniques pictòriques occidentals. | Chiyogaike («estany de Chiyo») és un lloc amb una famosa llegenda: en ell es va treure la vida la dama Chiyo (segle xiv), desesperada per la mort del seu marit, el guerrer Nitta Yoshioki. Aquí l'artista compon un quadre idíŀlic amb un jardí de cirerers en flor, envoltat en una calitja blanca i vermellosa, i per on transcorren diversos salts d'aigua, que desemboquen a l'estany. Es veuen les figures de dues dames i una noia en una illa propera a la vora. Cal remarcar l'efecte de l'ombra dels arbres sobre l'aigua, rares vegades tractat per Hiroshige, i realitzat basant-se en la influència de tècniques pictòriques occidentals. | Chiyogaike («estany de Chiyo») és un lloc amb una famosa llegenda: en ell es va treure la vida la dama Chiyo (segle xiv), desesperada per la mort del seu marit, el guerrer Nitta Yoshioki. Aquí l'artista compon un quadre idíŀlic amb un jardí de cirerers en flor, envoltat en una calitja blanca i vermellosa, i per on transcorren diversos salts d'aigua, que desemboquen a l'estany. Es veuen les figures de dues dames i una noia en una illa propera a la vora. Cal remarcar l'efecte de l'ombra dels arbres sobre l'aigua, rares vegades tractat per Hiroshige, i realitzat basant-se en la influència de tècniques pictòriques occidentals. | Chiyogaike («estany de Chiyo») és un lloc amb una famosa llegenda: en ell es va treure la vida la dama Chiyo (segle xiv), desesperada per la mort del seu marit, el guerrer Nitta Yoshioki. Aquí l'artista compon un quadre idíŀlic amb un jardí de cirerers en flor, envoltat en una calitja blanca i vermellosa, i per on transcorren diversos salts d'aigua, que desemboquen a l'estany. Es veuen les figures de dues dames i una noia en una illa propera a la vora. Cal remarcar l'efecte de l'ombra dels arbres sobre l'aigua, rares vegades tractat per Hiroshige, i realitzat basant-se en la influència de tècniques pictòriques occidentals. | Chiyogaike («estany de Chiyo») és un lloc amb una famosa llegenda: en ell es va treure la vida la dama Chiyo (segle xiv), desesperada per la mort del seu marit, el guerrer Nitta Yoshioki. Aquí l'artista compon un quadre idíŀlic amb un jardí de cirerers en flor, envoltat en una calitja blanca i vermellosa, i per on transcorren diversos salts d'aigua, que desemboquen a l'estany. Es veuen les figures de dues dames i una noia en una illa propera a la vora. Cal remarcar l'efecte de l'ombra dels arbres sobre l'aigua, rares vegades tractat per Hiroshige, i realitzat basant-se en la influència de tècniques pictòriques occidentals. |
| El nou Mont Fuji a Meguro                                                                                                   | 24. El nou Mont Fuji a Meguro (目黒新富士, Meguro Shin-Fuji) (4-1857) | 24. El nou Mont Fuji a Meguro (目黒新富士, Meguro Shin-Fuji) (4-1857) | 24. El nou Mont Fuji a Meguro (目黒新富士, Meguro Shin-Fuji) (4-1857) | El títol fa referència a una rèplica del Mont Fuji, realitzada el 1829 en uns terrenys de Kondō Jūzō, un vassall del shōgun. Aquesta costum s'inicià el 1780 amb la primera còpia a Takata-chō, i responia al culte a la muntanya sagrada (Fuji shinkō). A la part inferior serpentegen les aigües de l'aqüeducte de Mita, entre verds prats i cirerers en flor. Diverses persones passegen pels jardins, mentre altres ascendeixen per un camí al turó i diverses més es troben ja al cim, gaudint del panorama. En terme mig s'estenen amples camps i boscos, coberts per una boira rosa i groga, mentre que al fons destaca l'autèntic mont Fuji. El cel és també d'un rosa pàŀlid, suggerint una hora primerenca. | El títol fa referència a una rèplica del Mont Fuji, realitzada el 1829 en uns terrenys de Kondō Jūzō, un vassall del shōgun. Aquesta costum s'inicià el 1780 amb la primera còpia a Takata-chō, i responia al culte a la muntanya sagrada (Fuji shinkō). A la part inferior serpentegen les aigües de l'aqüeducte de Mita, entre verds prats i cirerers en flor. Diverses persones passegen pels jardins, mentre altres ascendeixen per un camí al turó i diverses més es troben ja al cim, gaudint del panorama. En terme mig s'estenen amples camps i boscos, coberts per una boira rosa i groga, mentre que al fons destaca l'autèntic mont Fuji. El cel és també d'un rosa pàŀlid, suggerint una hora primerenca. | El títol fa referència a una rèplica del Mont Fuji, realitzada el 1829 en uns terrenys de Kondō Jūzō, un vassall del shōgun. Aquesta costum s'inicià el 1780 amb la primera còpia a Takata-chō, i responia al culte a la muntanya sagrada (Fuji shinkō). A la part inferior serpentegen les aigües de l'aqüeducte de Mita, entre verds prats i cirerers en flor. Diverses persones passegen pels jardins, mentre altres ascendeixen per un camí al turó i diverses més es troben ja al cim, gaudint del panorama. En terme mig s'estenen amples camps i boscos, coberts per una boira rosa i groga, mentre que al fons destaca l'autèntic mont Fuji. El cel és també d'un rosa pàŀlid, suggerint una hora primerenca. | El títol fa referència a una rèplica del Mont Fuji, realitzada el 1829 en uns terrenys de Kondō Jūzō, un vassall del shōgun. Aquesta costum s'inicià el 1780 amb la primera còpia a Takata-chō, i responia al culte a la muntanya sagrada (Fuji shinkō). A la part inferior serpentegen les aigües de l'aqüeducte de Mita, entre verds prats i cirerers en flor. Diverses persones passegen pels jardins, mentre altres ascendeixen per un camí al turó i diverses més es troben ja al cim, gaudint del panorama. En terme mig s'estenen amples camps i boscos, coberts per una boira rosa i groga, mentre que al fons destaca l'autèntic mont Fuji. El cel és també d'un rosa pàŀlid, suggerint una hora primerenca. | El títol fa referència a una rèplica del Mont Fuji, realitzada el 1829 en uns terrenys de Kondō Jūzō, un vassall del shōgun. Aquesta costum s'inicià el 1780 amb la primera còpia a Takata-chō, i responia al culte a la muntanya sagrada (Fuji shinkō). A la part inferior serpentegen les aigües de l'aqüeducte de Mita, entre verds prats i cirerers en flor. Diverses persones passegen pels jardins, mentre altres ascendeixen per un camí al turó i diverses més es troben ja al cim, gaudint del panorama. En terme mig s'estenen amples camps i boscos, coberts per una boira rosa i groga, mentre que al fons destaca l'autèntic mont Fuji. El cel és també d'un rosa pàŀlid, suggerint una hora primerenca. | El títol fa referència a una rèplica del Mont Fuji, realitzada el 1829 en uns terrenys de Kondō Jūzō, un vassall del shōgun. Aquesta costum s'inicià el 1780 amb la primera còpia a Takata-chō, i responia al culte a la muntanya sagrada (Fuji shinkō). A la part inferior serpentegen les aigües de l'aqüeducte de Mita, entre verds prats i cirerers en flor. Diverses persones passegen pels jardins, mentre altres ascendeixen per un camí al turó i diverses més es troben ja al cim, gaudint del panorama. En terme mig s'estenen amples camps i boscos, coberts per una boira rosa i groga, mentre que al fons destaca l'autèntic mont Fuji. El cel és també d'un rosa pàŀlid, suggerint una hora primerenca. |
| El Fuji original a Meguro                                                                                                   | 25. El Fuji original a Meguro (目黒元不二, Meguro Moto-Fuji) (4-1857) | 25. El Fuji original a Meguro (目黒元不二, Meguro Moto-Fuji) (4-1857) | 25. El Fuji original a Meguro (目黒元不二, Meguro Moto-Fuji) (4-1857) | Aquesta és una visió anàloga a la làmina anterior, on el mont Fuji es veu des d'una vessant de la seva falsa rèplica. Aquesta imitació no és la mateixa que l'anterior, sinó una de 12 metres d'altura erigida el 1812, i que per ser la primera era anomenada «original». La vessant del turó domina el costat dret i inferior de l'estampa, d'on surt un alt pi quines branques ocupen tota la part superior dreta. Aquests elements donen pas a un pla mig amb un jardí de cirerers on un grup de gent efectua un picnic campestre, mentre que a l'horitzó s'alça el majestuós volcà considerat com un déu pels japonesos. Hom remarcar que els cirerers no estan en flor, sinó que tenen fulles autumnals, confeccionades en color tan (cinabri); malgrat això, per la seva connexió temàtica amb l'estampa anterior fou englobada dins del conjunt dedicat a la primavera. El cel té una subtil gradació des del to vermellós, passant pel blanc i el groc, fins a un límpid blau que es torna més fosc a la part superior. | Aquesta és una visió anàloga a la làmina anterior, on el mont Fuji es veu des d'una vessant de la seva falsa rèplica. Aquesta imitació no és la mateixa que l'anterior, sinó una de 12 metres d'altura erigida el 1812, i que per ser la primera era anomenada «original». La vessant del turó domina el costat dret i inferior de l'estampa, d'on surt un alt pi quines branques ocupen tota la part superior dreta. Aquests elements donen pas a un pla mig amb un jardí de cirerers on un grup de gent efectua un picnic campestre, mentre que a l'horitzó s'alça el majestuós volcà considerat com un déu pels japonesos. Hom remarcar que els cirerers no estan en flor, sinó que tenen fulles autumnals, confeccionades en color tan (cinabri); malgrat això, per la seva connexió temàtica amb l'estampa anterior fou englobada dins del conjunt dedicat a la primavera. El cel té una subtil gradació des del to vermellós, passant pel blanc i el groc, fins a un límpid blau que es torna més fosc a la part superior. | Aquesta és una visió anàloga a la làmina anterior, on el mont Fuji es veu des d'una vessant de la seva falsa rèplica. Aquesta imitació no és la mateixa que l'anterior, sinó una de 12 metres d'altura erigida el 1812, i que per ser la primera era anomenada «original». La vessant del turó domina el costat dret i inferior de l'estampa, d'on surt un alt pi quines branques ocupen tota la part superior dreta. Aquests elements donen pas a un pla mig amb un jardí de cirerers on un grup de gent efectua un picnic campestre, mentre que a l'horitzó s'alça el majestuós volcà considerat com un déu pels japonesos. Hom remarcar que els cirerers no estan en flor, sinó que tenen fulles autumnals, confeccionades en color tan (cinabri); malgrat això, per la seva connexió temàtica amb l'estampa anterior fou englobada dins del conjunt dedicat a la primavera. El cel té una subtil gradació des del to vermellós, passant pel blanc i el groc, fins a un límpid blau que es torna més fosc a la part superior. | Aquesta és una visió anàloga a la làmina anterior, on el mont Fuji es veu des d'una vessant de la seva falsa rèplica. Aquesta imitació no és la mateixa que l'anterior, sinó una de 12 metres d'altura erigida el 1812, i que per ser la primera era anomenada «original». La vessant del turó domina el costat dret i inferior de l'estampa, d'on surt un alt pi quines branques ocupen tota la part superior dreta. Aquests elements donen pas a un pla mig amb un jardí de cirerers on un grup de gent efectua un picnic campestre, mentre que a l'horitzó s'alça el majestuós volcà considerat com un déu pels japonesos. Hom remarcar que els cirerers no estan en flor, sinó que tenen fulles autumnals, confeccionades en color tan (cinabri); malgrat això, per la seva connexió temàtica amb l'estampa anterior fou englobada dins del conjunt dedicat a la primavera. El cel té una subtil gradació des del to vermellós, passant pel blanc i el groc, fins a un límpid blau que es torna més fosc a la part superior. | Aquesta és una visió anàloga a la làmina anterior, on el mont Fuji es veu des d'una vessant de la seva falsa rèplica. Aquesta imitació no és la mateixa que l'anterior, sinó una de 12 metres d'altura erigida el 1812, i que per ser la primera era anomenada «original». La vessant del turó domina el costat dret i inferior de l'estampa, d'on surt un alt pi quines branques ocupen tota la part superior dreta. Aquests elements donen pas a un pla mig amb un jardí de cirerers on un grup de gent efectua un picnic campestre, mentre que a l'horitzó s'alça el majestuós volcà considerat com un déu pels japonesos. Hom remarcar que els cirerers no estan en flor, sinó que tenen fulles autumnals, confeccionades en color tan (cinabri); malgrat això, per la seva connexió temàtica amb l'estampa anterior fou englobada dins del conjunt dedicat a la primavera. El cel té una subtil gradació des del to vermellós, passant pel blanc i el groc, fins a un límpid blau que es torna més fosc a la part superior. | Aquesta és una visió anàloga a la làmina anterior, on el mont Fuji es veu des d'una vessant de la seva falsa rèplica. Aquesta imitació no és la mateixa que l'anterior, sinó una de 12 metres d'altura erigida el 1812, i que per ser la primera era anomenada «original». La vessant del turó domina el costat dret i inferior de l'estampa, d'on surt un alt pi quines branques ocupen tota la part superior dreta. Aquests elements donen pas a un pla mig amb un jardí de cirerers on un grup de gent efectua un picnic campestre, mentre que a l'horitzó s'alça el majestuós volcà considerat com un déu pels japonesos. Hom remarcar que els cirerers no estan en flor, sinó que tenen fulles autumnals, confeccionades en color tan (cinabri); malgrat això, per la seva connexió temàtica amb l'estampa anterior fou englobada dins del conjunt dedicat a la primavera. El cel té una subtil gradació des del to vermellós, passant pel blanc i el groc, fins a un límpid blau que es torna més fosc a la part superior. |
| El «pi per penjar una armadura» i la pujada d'Hakkeizaka                                                                    | 26. El «pi per penjar una armadura» i la pujada d'Hakkeizaka (八景坂鎧掛松, Hakkeizaka yoroikakematsu) (5-1856) | 26. El «pi per penjar una armadura» i la pujada d'Hakkeizaka (八景坂鎧掛松, Hakkeizaka yoroikakematsu) (5-1856) | 26. El «pi per penjar una armadura» i la pujada d'Hakkeizaka (八景坂鎧掛松, Hakkeizaka yoroikakematsu) (5-1856) | Hakkeizaka («pujada de les vuit vistes») era un famós pujol situat sobre la badia d'Edo, des d'on es podien contemplar vuit panoràmiques de bells paisatges dels voltants. El nom prové de les Vuit vistes de Xiao i Xiang (en japonès Shōshō hakkei), un famós tema poètic introduït al segle xiv que servia de base iconogràfica per a la representació de paisatges pintorescs. Sobre el pujol se situava un pi de curiosa forma: segons la llegenda, el guerrer Minamoto no Yoshiie va penjar la seva armadura en aquest arbre, abans de sotmetre a un clan rival a la província de Mutsu (actual prefectura d'Aomori). El pi domina tota la part central de la composició, sobre la badia on naveguen diversos velers. A la línia de la costa se situa el Tōkaidō, el camí d'Edo a Kyōto, que era molt transitat, com es pot veure en la làmina. Al voltant del pi se situen diverses figures més, que contemplen el panorama mentre prenen te o sake. | Hakkeizaka («pujada de les vuit vistes») era un famós pujol situat sobre la badia d'Edo, des d'on es podien contemplar vuit panoràmiques de bells paisatges dels voltants. El nom prové de les Vuit vistes de Xiao i Xiang (en japonès Shōshō hakkei), un famós tema poètic introduït al segle xiv que servia de base iconogràfica per a la representació de paisatges pintorescs. Sobre el pujol se situava un pi de curiosa forma: segons la llegenda, el guerrer Minamoto no Yoshiie va penjar la seva armadura en aquest arbre, abans de sotmetre a un clan rival a la província de Mutsu (actual prefectura d'Aomori). El pi domina tota la part central de la composició, sobre la badia on naveguen diversos velers. A la línia de la costa se situa el Tōkaidō, el camí d'Edo a Kyōto, que era molt transitat, com es pot veure en la làmina. Al voltant del pi se situen diverses figures més, que contemplen el panorama mentre prenen te o sake. | Hakkeizaka («pujada de les vuit vistes») era un famós pujol situat sobre la badia d'Edo, des d'on es podien contemplar vuit panoràmiques de bells paisatges dels voltants. El nom prové de les Vuit vistes de Xiao i Xiang (en japonès Shōshō hakkei), un famós tema poètic introduït al segle xiv que servia de base iconogràfica per a la representació de paisatges pintorescs. Sobre el pujol se situava un pi de curiosa forma: segons la llegenda, el guerrer Minamoto no Yoshiie va penjar la seva armadura en aquest arbre, abans de sotmetre a un clan rival a la província de Mutsu (actual prefectura d'Aomori). El pi domina tota la part central de la composició, sobre la badia on naveguen diversos velers. A la línia de la costa se situa el Tōkaidō, el camí d'Edo a Kyōto, que era molt transitat, com es pot veure en la làmina. Al voltant del pi se situen diverses figures més, que contemplen el panorama mentre prenen te o sake. | Hakkeizaka («pujada de les vuit vistes») era un famós pujol situat sobre la badia d'Edo, des d'on es podien contemplar vuit panoràmiques de bells paisatges dels voltants. El nom prové de les Vuit vistes de Xiao i Xiang (en japonès Shōshō hakkei), un famós tema poètic introduït al segle xiv que servia de base iconogràfica per a la representació de paisatges pintorescs. Sobre el pujol se situava un pi de curiosa forma: segons la llegenda, el guerrer Minamoto no Yoshiie va penjar la seva armadura en aquest arbre, abans de sotmetre a un clan rival a la província de Mutsu (actual prefectura d'Aomori). El pi domina tota la part central de la composició, sobre la badia on naveguen diversos velers. A la línia de la costa se situa el Tōkaidō, el camí d'Edo a Kyōto, que era molt transitat, com es pot veure en la làmina. Al voltant del pi se situen diverses figures més, que contemplen el panorama mentre prenen te o sake. | Hakkeizaka («pujada de les vuit vistes») era un famós pujol situat sobre la badia d'Edo, des d'on es podien contemplar vuit panoràmiques de bells paisatges dels voltants. El nom prové de les Vuit vistes de Xiao i Xiang (en japonès Shōshō hakkei), un famós tema poètic introduït al segle xiv que servia de base iconogràfica per a la representació de paisatges pintorescs. Sobre el pujol se situava un pi de curiosa forma: segons la llegenda, el guerrer Minamoto no Yoshiie va penjar la seva armadura en aquest arbre, abans de sotmetre a un clan rival a la província de Mutsu (actual prefectura d'Aomori). El pi domina tota la part central de la composició, sobre la badia on naveguen diversos velers. A la línia de la costa se situa el Tōkaidō, el camí d'Edo a Kyōto, que era molt transitat, com es pot veure en la làmina. Al voltant del pi se situen diverses figures més, que contemplen el panorama mentre prenen te o sake. | Hakkeizaka («pujada de les vuit vistes») era un famós pujol situat sobre la badia d'Edo, des d'on es podien contemplar vuit panoràmiques de bells paisatges dels voltants. El nom prové de les Vuit vistes de Xiao i Xiang (en japonès Shōshō hakkei), un famós tema poètic introduït al segle xiv que servia de base iconogràfica per a la representació de paisatges pintorescs. Sobre el pujol se situava un pi de curiosa forma: segons la llegenda, el guerrer Minamoto no Yoshiie va penjar la seva armadura en aquest arbre, abans de sotmetre a un clan rival a la província de Mutsu (actual prefectura d'Aomori). El pi domina tota la part central de la composició, sobre la badia on naveguen diversos velers. A la línia de la costa se situa el Tōkaidō, el camí d'Edo a Kyōto, que era molt transitat, com es pot veure en la làmina. Al voltant del pi se situen diverses figures més, que contemplen el panorama mentre prenen te o sake. |
| Jardí de pruners a Kamada                                                                                                   | 27. Jardí de pruners a Kamada (大田区蒲田, Kamada no umezono) (2-1857) | 27. Jardí de pruners a Kamada (大田区蒲田, Kamada no umezono) (2-1857) | 27. Jardí de pruners a Kamada (大田区蒲田, Kamada no umezono) (2-1857) | Aquesta és una de les més belles làmines de la sèrie, sobretot pel seu tractament atmosfèric i la seva exquisida paleta de colors pel cel, des del rosa blanquinós fins al vermell fosc, passant per totes les gradacions d'aquests colors, mostrant una alborada lírica i evocadora. L'escena es desenvolupa en un jardí de pruners florits amb les seves delicades flors blanques. Es veu en el mig fons diversos pavellons i persones passejant, mentre que en el costat dret apareix retallat un palanquí, mostra del gust del pintor pels elements anecdòtics i les perspectives inusuals. Aquesta estampa fou molt admirada a Occident, especialment pels impressionistes. | Aquesta és una de les més belles làmines de la sèrie, sobretot pel seu tractament atmosfèric i la seva exquisida paleta de colors pel cel, des del rosa blanquinós fins al vermell fosc, passant per totes les gradacions d'aquests colors, mostrant una alborada lírica i evocadora. L'escena es desenvolupa en un jardí de pruners florits amb les seves delicades flors blanques. Es veu en el mig fons diversos pavellons i persones passejant, mentre que en el costat dret apareix retallat un palanquí, mostra del gust del pintor pels elements anecdòtics i les perspectives inusuals. Aquesta estampa fou molt admirada a Occident, especialment pels impressionistes. | Aquesta és una de les més belles làmines de la sèrie, sobretot pel seu tractament atmosfèric i la seva exquisida paleta de colors pel cel, des del rosa blanquinós fins al vermell fosc, passant per totes les gradacions d'aquests colors, mostrant una alborada lírica i evocadora. L'escena es desenvolupa en un jardí de pruners florits amb les seves delicades flors blanques. Es veu en el mig fons diversos pavellons i persones passejant, mentre que en el costat dret apareix retallat un palanquí, mostra del gust del pintor pels elements anecdòtics i les perspectives inusuals. Aquesta estampa fou molt admirada a Occident, especialment pels impressionistes. | Aquesta és una de les més belles làmines de la sèrie, sobretot pel seu tractament atmosfèric i la seva exquisida paleta de colors pel cel, des del rosa blanquinós fins al vermell fosc, passant per totes les gradacions d'aquests colors, mostrant una alborada lírica i evocadora. L'escena es desenvolupa en un jardí de pruners florits amb les seves delicades flors blanques. Es veu en el mig fons diversos pavellons i persones passejant, mentre que en el costat dret apareix retallat un palanquí, mostra del gust del pintor pels elements anecdòtics i les perspectives inusuals. Aquesta estampa fou molt admirada a Occident, especialment pels impressionistes. | Aquesta és una de les més belles làmines de la sèrie, sobretot pel seu tractament atmosfèric i la seva exquisida paleta de colors pel cel, des del rosa blanquinós fins al vermell fosc, passant per totes les gradacions d'aquests colors, mostrant una alborada lírica i evocadora. L'escena es desenvolupa en un jardí de pruners florits amb les seves delicades flors blanques. Es veu en el mig fons diversos pavellons i persones passejant, mentre que en el costat dret apareix retallat un palanquí, mostra del gust del pintor pels elements anecdòtics i les perspectives inusuals. Aquesta estampa fou molt admirada a Occident, especialment pels impressionistes. | Aquesta és una de les més belles làmines de la sèrie, sobretot pel seu tractament atmosfèric i la seva exquisida paleta de colors pel cel, des del rosa blanquinós fins al vermell fosc, passant per totes les gradacions d'aquests colors, mostrant una alborada lírica i evocadora. L'escena es desenvolupa en un jardí de pruners florits amb les seves delicades flors blanques. Es veu en el mig fons diversos pavellons i persones passejant, mentre que en el costat dret apareix retallat un palanquí, mostra del gust del pintor pels elements anecdòtics i les perspectives inusuals. Aquesta estampa fou molt admirada a Occident, especialment pels impressionistes. |
| El turó del palau a Shinagawa                                                                                               | 28. El turó del palau a Shinagawa (品川御殿やま, Shinagawa Gotenyama) (4-1856) | 28. El turó del palau a Shinagawa (品川御殿やま, Shinagawa Gotenyama) (4-1856) | 28. El turó del palau a Shinagawa (品川御殿やま, Shinagawa Gotenyama) (4-1856) | Gotenyama («Turó del palau») estava junt a l'antic Palau d'Edo, construït el 1457 per Ōta Dōkan i que fou casa de camp del shōgun fins al segle xvii, quan el palau fou destruït per un incendi. Era un dels llocs més famosos per a contemplar els cirerers en flor, com es pot veure a dalt del turó, on hi ha nombrosos visitants, mentre que diverses persones més ascendeixen pel camí que condueix a dalt del pujol. En la part inferior transcorre un riu, amb un petit pont per on creuen dues dames. Als vessants del turó es veuen les cicatrius causades en el terreny per l'extracció de pedra per a les fortificacions erigides apressadament el 1853 després de l'arribada del comodor Matthew Perry. | Gotenyama («Turó del palau») estava junt a l'antic Palau d'Edo, construït el 1457 per Ōta Dōkan i que fou casa de camp del shōgun fins al segle xvii, quan el palau fou destruït per un incendi. Era un dels llocs més famosos per a contemplar els cirerers en flor, com es pot veure a dalt del turó, on hi ha nombrosos visitants, mentre que diverses persones més ascendeixen pel camí que condueix a dalt del pujol. En la part inferior transcorre un riu, amb un petit pont per on creuen dues dames. Als vessants del turó es veuen les cicatrius causades en el terreny per l'extracció de pedra per a les fortificacions erigides apressadament el 1853 després de l'arribada del comodor Matthew Perry. | Gotenyama («Turó del palau») estava junt a l'antic Palau d'Edo, construït el 1457 per Ōta Dōkan i que fou casa de camp del shōgun fins al segle xvii, quan el palau fou destruït per un incendi. Era un dels llocs més famosos per a contemplar els cirerers en flor, com es pot veure a dalt del turó, on hi ha nombrosos visitants, mentre que diverses persones més ascendeixen pel camí que condueix a dalt del pujol. En la part inferior transcorre un riu, amb un petit pont per on creuen dues dames. Als vessants del turó es veuen les cicatrius causades en el terreny per l'extracció de pedra per a les fortificacions erigides apressadament el 1853 després de l'arribada del comodor Matthew Perry. | Gotenyama («Turó del palau») estava junt a l'antic Palau d'Edo, construït el 1457 per Ōta Dōkan i que fou casa de camp del shōgun fins al segle xvii, quan el palau fou destruït per un incendi. Era un dels llocs més famosos per a contemplar els cirerers en flor, com es pot veure a dalt del turó, on hi ha nombrosos visitants, mentre que diverses persones més ascendeixen pel camí que condueix a dalt del pujol. En la part inferior transcorre un riu, amb un petit pont per on creuen dues dames. Als vessants del turó es veuen les cicatrius causades en el terreny per l'extracció de pedra per a les fortificacions erigides apressadament el 1853 després de l'arribada del comodor Matthew Perry. | Gotenyama («Turó del palau») estava junt a l'antic Palau d'Edo, construït el 1457 per Ōta Dōkan i que fou casa de camp del shōgun fins al segle xvii, quan el palau fou destruït per un incendi. Era un dels llocs més famosos per a contemplar els cirerers en flor, com es pot veure a dalt del turó, on hi ha nombrosos visitants, mentre que diverses persones més ascendeixen pel camí que condueix a dalt del pujol. En la part inferior transcorre un riu, amb un petit pont per on creuen dues dames. Als vessants del turó es veuen les cicatrius causades en el terreny per l'extracció de pedra per a les fortificacions erigides apressadament el 1853 després de l'arribada del comodor Matthew Perry. | Gotenyama («Turó del palau») estava junt a l'antic Palau d'Edo, construït el 1457 per Ōta Dōkan i que fou casa de camp del shōgun fins al segle xvii, quan el palau fou destruït per un incendi. Era un dels llocs més famosos per a contemplar els cirerers en flor, com es pot veure a dalt del turó, on hi ha nombrosos visitants, mentre que diverses persones més ascendeixen pel camí que condueix a dalt del pujol. En la part inferior transcorre un riu, amb un petit pont per on creuen dues dames. Als vessants del turó es veuen les cicatrius causades en el terreny per l'extracció de pedra per a les fortificacions erigides apressadament el 1853 després de l'arribada del comodor Matthew Perry. |
| El santuari de Moto-Hachiman an Sunamura                                                                                    | 29. El santuari de Moto-Hachiman an Sunamura (砂むら元八まん, Sunamura Moto-Hachiman) (4-1856) | 29. El santuari de Moto-Hachiman an Sunamura (砂むら元八まん, Sunamura Moto-Hachiman) (4-1856) | 29. El santuari de Moto-Hachiman an Sunamura (砂むら元八まん, Sunamura Moto-Hachiman) (4-1856) | Del santuari del títol tan sols es pot veure un torii (arc sagrat), al cantó inferior dret, mentre que es percep a vista d'ocell un ample paisatge amb un dic que travessa diagonalment la part inferior, així com la badia d'Edo solcada de velers en la superior. La vegetació està composta novament de cirerers en flor i alts pins, així com extenses jonqueres en la zona adjacent a la badia. Sunamura era una zona recentment drenada per aprofitar un terreny abans pantanós, a causa del ràpid creixement de la ciutat; actualment forma part del districte Kōtō-ku de la capital. Aquesta làmina revela certa influència de la pintura erudita xinesa, que Hiroshige conegué a través d'un dels seus mestres, Ōoka Unpō. | Del santuari del títol tan sols es pot veure un torii (arc sagrat), al cantó inferior dret, mentre que es percep a vista d'ocell un ample paisatge amb un dic que travessa diagonalment la part inferior, així com la badia d'Edo solcada de velers en la superior. La vegetació està composta novament de cirerers en flor i alts pins, així com extenses jonqueres en la zona adjacent a la badia. Sunamura era una zona recentment drenada per aprofitar un terreny abans pantanós, a causa del ràpid creixement de la ciutat; actualment forma part del districte Kōtō-ku de la capital. Aquesta làmina revela certa influència de la pintura erudita xinesa, que Hiroshige conegué a través d'un dels seus mestres, Ōoka Unpō. | Del santuari del títol tan sols es pot veure un torii (arc sagrat), al cantó inferior dret, mentre que es percep a vista d'ocell un ample paisatge amb un dic que travessa diagonalment la part inferior, així com la badia d'Edo solcada de velers en la superior. La vegetació està composta novament de cirerers en flor i alts pins, així com extenses jonqueres en la zona adjacent a la badia. Sunamura era una zona recentment drenada per aprofitar un terreny abans pantanós, a causa del ràpid creixement de la ciutat; actualment forma part del districte Kōtō-ku de la capital. Aquesta làmina revela certa influència de la pintura erudita xinesa, que Hiroshige conegué a través d'un dels seus mestres, Ōoka Unpō. | Del santuari del títol tan sols es pot veure un torii (arc sagrat), al cantó inferior dret, mentre que es percep a vista d'ocell un ample paisatge amb un dic que travessa diagonalment la part inferior, així com la badia d'Edo solcada de velers en la superior. La vegetació està composta novament de cirerers en flor i alts pins, així com extenses jonqueres en la zona adjacent a la badia. Sunamura era una zona recentment drenada per aprofitar un terreny abans pantanós, a causa del ràpid creixement de la ciutat; actualment forma part del districte Kōtō-ku de la capital. Aquesta làmina revela certa influència de la pintura erudita xinesa, que Hiroshige conegué a través d'un dels seus mestres, Ōoka Unpō. | Del santuari del títol tan sols es pot veure un torii (arc sagrat), al cantó inferior dret, mentre que es percep a vista d'ocell un ample paisatge amb un dic que travessa diagonalment la part inferior, així com la badia d'Edo solcada de velers en la superior. La vegetació està composta novament de cirerers en flor i alts pins, així com extenses jonqueres en la zona adjacent a la badia. Sunamura era una zona recentment drenada per aprofitar un terreny abans pantanós, a causa del ràpid creixement de la ciutat; actualment forma part del districte Kōtō-ku de la capital. Aquesta làmina revela certa influència de la pintura erudita xinesa, que Hiroshige conegué a través d'un dels seus mestres, Ōoka Unpō. | Del santuari del títol tan sols es pot veure un torii (arc sagrat), al cantó inferior dret, mentre que es percep a vista d'ocell un ample paisatge amb un dic que travessa diagonalment la part inferior, així com la badia d'Edo solcada de velers en la superior. La vegetació està composta novament de cirerers en flor i alts pins, així com extenses jonqueres en la zona adjacent a la badia. Sunamura era una zona recentment drenada per aprofitar un terreny abans pantanós, a causa del ràpid creixement de la ciutat; actualment forma part del districte Kōtō-ku de la capital. Aquesta làmina revela certa influència de la pintura erudita xinesa, que Hiroshige conegué a través d'un dels seus mestres, Ōoka Unpō. |
| Jardí de pruners a Kameido                                                                                                  | 30. Jardí de pruners a Kameido (亀戸梅屋舗, Kameido Umeyashiki) (11-1857) | 30. Jardí de pruners a Kameido (亀戸梅屋舗, Kameido Umeyashiki) (11-1857) | 30. Jardí de pruners a Kameido (亀戸梅屋舗, Kameido Umeyashiki) (11-1857) | Aquesta estampa té certa semblança amb la 27, si bé té com a principal característica la presència en primer pla d'un pruner, a través de quines branques es percep el fons, nova mostra del gust de l'autor pels enquadraments insòlits i els efectes òptics. Com a la 27, són de remarcar els colors blancs, roses i vermells del cel, en una subtil gradació de gran bellesa i força visual. El jardí pertanyia al santuari de Kameido Tenjinsha, i el pruner representat era famós per la seva inusual forma, essent conegut com Garyūume («drac en repòs»), i apareixia en totes les guies d'Edo; lamentablement, desaparegué en una inundació el 1910. D'ell es deia en la Relació dels llocs famosos d'Edo: «Realment sembla com si hagués un drac ajagut. Branques que creixen d'altres branques i semblen transformar-se en el terra. La copa de l'arbre s'estén a dreta i esquerra. L'aroma de les flors ombreja el de les orquídies, el blanc lluminós de les flors, creixent premudes unes junt d'altres, foragita l'ocàs». Vincent van Gogh realitzà una còpia d'aquest gravat el 1887.                                                                                            | Aquesta estampa té certa semblança amb la 27, si bé té com a principal característica la presència en primer pla d'un pruner, a través de quines branques es percep el fons, nova mostra del gust de l'autor pels enquadraments insòlits i els efectes òptics. Com a la 27, són de remarcar els colors blancs, roses i vermells del cel, en una subtil gradació de gran bellesa i força visual. El jardí pertanyia al santuari de Kameido Tenjinsha, i el pruner representat era famós per la seva inusual forma, essent conegut com Garyūume («drac en repòs»), i apareixia en totes les guies d'Edo; lamentablement, desaparegué en una inundació el 1910. D'ell es deia en la Relació dels llocs famosos d'Edo: «Realment sembla com si hagués un drac ajagut. Branques que creixen d'altres branques i semblen transformar-se en el terra. La copa de l'arbre s'estén a dreta i esquerra. L'aroma de les flors ombreja el de les orquídies, el blanc lluminós de les flors, creixent premudes unes junt d'altres, foragita l'ocàs». Vincent van Gogh realitzà una còpia d'aquest gravat el 1887.                                                                                            | Aquesta estampa té certa semblança amb la 27, si bé té com a principal característica la presència en primer pla d'un pruner, a través de quines branques es percep el fons, nova mostra del gust de l'autor pels enquadraments insòlits i els efectes òptics. Com a la 27, són de remarcar els colors blancs, roses i vermells del cel, en una subtil gradació de gran bellesa i força visual. El jardí pertanyia al santuari de Kameido Tenjinsha, i el pruner representat era famós per la seva inusual forma, essent conegut com Garyūume («drac en repòs»), i apareixia en totes les guies d'Edo; lamentablement, desaparegué en una inundació el 1910. D'ell es deia en la Relació dels llocs famosos d'Edo: «Realment sembla com si hagués un drac ajagut. Branques que creixen d'altres branques i semblen transformar-se en el terra. La copa de l'arbre s'estén a dreta i esquerra. L'aroma de les flors ombreja el de les orquídies, el blanc lluminós de les flors, creixent premudes unes junt d'altres, foragita l'ocàs». Vincent van Gogh realitzà una còpia d'aquest gravat el 1887.                                                                                            | Aquesta estampa té certa semblança amb la 27, si bé té com a principal característica la presència en primer pla d'un pruner, a través de quines branques es percep el fons, nova mostra del gust de l'autor pels enquadraments insòlits i els efectes òptics. Com a la 27, són de remarcar els colors blancs, roses i vermells del cel, en una subtil gradació de gran bellesa i força visual. El jardí pertanyia al santuari de Kameido Tenjinsha, i el pruner representat era famós per la seva inusual forma, essent conegut com Garyūume («drac en repòs»), i apareixia en totes les guies d'Edo; lamentablement, desaparegué en una inundació el 1910. D'ell es deia en la Relació dels llocs famosos d'Edo: «Realment sembla com si hagués un drac ajagut. Branques que creixen d'altres branques i semblen transformar-se en el terra. La copa de l'arbre s'estén a dreta i esquerra. L'aroma de les flors ombreja el de les orquídies, el blanc lluminós de les flors, creixent premudes unes junt d'altres, foragita l'ocàs». Vincent van Gogh realitzà una còpia d'aquest gravat el 1887.                                                                                            | Aquesta estampa té certa semblança amb la 27, si bé té com a principal característica la presència en primer pla d'un pruner, a través de quines branques es percep el fons, nova mostra del gust de l'autor pels enquadraments insòlits i els efectes òptics. Com a la 27, són de remarcar els colors blancs, roses i vermells del cel, en una subtil gradació de gran bellesa i força visual. El jardí pertanyia al santuari de Kameido Tenjinsha, i el pruner representat era famós per la seva inusual forma, essent conegut com Garyūume («drac en repòs»), i apareixia en totes les guies d'Edo; lamentablement, desaparegué en una inundació el 1910. D'ell es deia en la Relació dels llocs famosos d'Edo: «Realment sembla com si hagués un drac ajagut. Branques que creixen d'altres branques i semblen transformar-se en el terra. La copa de l'arbre s'estén a dreta i esquerra. L'aroma de les flors ombreja el de les orquídies, el blanc lluminós de les flors, creixent premudes unes junt d'altres, foragita l'ocàs». Vincent van Gogh realitzà una còpia d'aquest gravat el 1887.                                                                                            | Aquesta estampa té certa semblança amb la 27, si bé té com a principal característica la presència en primer pla d'un pruner, a través de quines branques es percep el fons, nova mostra del gust de l'autor pels enquadraments insòlits i els efectes òptics. Com a la 27, són de remarcar els colors blancs, roses i vermells del cel, en una subtil gradació de gran bellesa i força visual. El jardí pertanyia al santuari de Kameido Tenjinsha, i el pruner representat era famós per la seva inusual forma, essent conegut com Garyūume («drac en repòs»), i apareixia en totes les guies d'Edo; lamentablement, desaparegué en una inundació el 1910. D'ell es deia en la Relació dels llocs famosos d'Edo: «Realment sembla com si hagués un drac ajagut. Branques que creixen d'altres branques i semblen transformar-se en el terra. La copa de l'arbre s'estén a dreta i esquerra. L'aroma de les flors ombreja el de les orquídies, el blanc lluminós de les flors, creixent premudes unes junt d'altres, foragita l'ocàs». Vincent van Gogh realitzà una còpia d'aquest gravat el 1887.                                                                                            |
| El santuari d'Azuma no mori i el camforer entrellaçat                                                                       | 31. El santuari d'Azuma no mori i el camforer entrellaçat (吾嬬の森連理の梓, Azuma no mori renri no azusa) (7-1856) | 31. El santuari d'Azuma no mori i el camforer entrellaçat (吾嬬の森連理の梓, Azuma no mori renri no azusa) (7-1856) | 31. El santuari d'Azuma no mori i el camforer entrellaçat (吾嬬の森連理の梓, Azuma no mori renri no azusa) (7-1856) | El camforer del títol apareix al pla mitjà, dreçant-se a gran altura sobre la resta d'arbres cap al cel, per on transcorre una bandada d'ocells. Les seves dues copes eren considerades com a representacions d'ambdós sexes, el masculí i el femení. Era un arbre mític, símbol del príncep Yamatotakeru i la seva esposa Ototachibana Hime. Segons la llegenda, el pare del príncep, l'emperador Keikō, envià al seu fill a lluitar al nord, però per la seva violència despertà la ira dels déus, els quals enviaren una tempesta per a enfonsar el vaixell en què viatjava. Però llavors la princesa es llençà al mar, salvant amb el seu sacrifici al príncep, que plantà uns pals de camforer a la seva tomba. El santuari d'Azuma s'albira a penes a la densitat del bosc, destacant per la intensitat del color groc el camí que condueix al santuari. | El camforer del títol apareix al pla mitjà, dreçant-se a gran altura sobre la resta d'arbres cap al cel, per on transcorre una bandada d'ocells. Les seves dues copes eren considerades com a representacions d'ambdós sexes, el masculí i el femení. Era un arbre mític, símbol del príncep Yamatotakeru i la seva esposa Ototachibana Hime. Segons la llegenda, el pare del príncep, l'emperador Keikō, envià al seu fill a lluitar al nord, però per la seva violència despertà la ira dels déus, els quals enviaren una tempesta per a enfonsar el vaixell en què viatjava. Però llavors la princesa es llençà al mar, salvant amb el seu sacrifici al príncep, que plantà uns pals de camforer a la seva tomba. El santuari d'Azuma s'albira a penes a la densitat del bosc, destacant per la intensitat del color groc el camí que condueix al santuari. | El camforer del títol apareix al pla mitjà, dreçant-se a gran altura sobre la resta d'arbres cap al cel, per on transcorre una bandada d'ocells. Les seves dues copes eren considerades com a representacions d'ambdós sexes, el masculí i el femení. Era un arbre mític, símbol del príncep Yamatotakeru i la seva esposa Ototachibana Hime. Segons la llegenda, el pare del príncep, l'emperador Keikō, envià al seu fill a lluitar al nord, però per la seva violència despertà la ira dels déus, els quals enviaren una tempesta per a enfonsar el vaixell en què viatjava. Però llavors la princesa es llençà al mar, salvant amb el seu sacrifici al príncep, que plantà uns pals de camforer a la seva tomba. El santuari d'Azuma s'albira a penes a la densitat del bosc, destacant per la intensitat del color groc el camí que condueix al santuari. | El camforer del títol apareix al pla mitjà, dreçant-se a gran altura sobre la resta d'arbres cap al cel, per on transcorre una bandada d'ocells. Les seves dues copes eren considerades com a representacions d'ambdós sexes, el masculí i el femení. Era un arbre mític, símbol del príncep Yamatotakeru i la seva esposa Ototachibana Hime. Segons la llegenda, el pare del príncep, l'emperador Keikō, envià al seu fill a lluitar al nord, però per la seva violència despertà la ira dels déus, els quals enviaren una tempesta per a enfonsar el vaixell en què viatjava. Però llavors la princesa es llençà al mar, salvant amb el seu sacrifici al príncep, que plantà uns pals de camforer a la seva tomba. El santuari d'Azuma s'albira a penes a la densitat del bosc, destacant per la intensitat del color groc el camí que condueix al santuari. | El camforer del títol apareix al pla mitjà, dreçant-se a gran altura sobre la resta d'arbres cap al cel, per on transcorre una bandada d'ocells. Les seves dues copes eren considerades com a representacions d'ambdós sexes, el masculí i el femení. Era un arbre mític, símbol del príncep Yamatotakeru i la seva esposa Ototachibana Hime. Segons la llegenda, el pare del príncep, l'emperador Keikō, envià al seu fill a lluitar al nord, però per la seva violència despertà la ira dels déus, els quals enviaren una tempesta per a enfonsar el vaixell en què viatjava. Però llavors la princesa es llençà al mar, salvant amb el seu sacrifici al príncep, que plantà uns pals de camforer a la seva tomba. El santuari d'Azuma s'albira a penes a la densitat del bosc, destacant per la intensitat del color groc el camí que condueix al santuari. | El camforer del títol apareix al pla mitjà, dreçant-se a gran altura sobre la resta d'arbres cap al cel, per on transcorre una bandada d'ocells. Les seves dues copes eren considerades com a representacions d'ambdós sexes, el masculí i el femení. Era un arbre mític, símbol del príncep Yamatotakeru i la seva esposa Ototachibana Hime. Segons la llegenda, el pare del príncep, l'emperador Keikō, envià al seu fill a lluitar al nord, però per la seva violència despertà la ira dels déus, els quals enviaren una tempesta per a enfonsar el vaixell en què viatjava. Però llavors la princesa es llençà al mar, salvant amb el seu sacrifici al príncep, que plantà uns pals de camforer a la seva tomba. El santuari d'Azuma s'albira a penes a la densitat del bosc, destacant per la intensitat del color groc el camí que condueix al santuari. |
| L'illa de Yanagishima | 32. L'illa de Yanagishima (柳しま, Yanagishima) (4-1857) | 32. L'illa de Yanagishima (柳しま, Yanagishima) (4-1857) | 32. L'illa de Yanagishima (柳しま, Yanagishima) (4-1857) | L'illa de Yanagishima («Illa dels salzes») es troba al nord-est d'Edo, a la vora del riu Sumida. S'arriba a través del Pont Yanagibashi («Pont del salze»), de forma abombada, a quins peus es troba el restaurant Hashimotoya («al peu del pont»), que es veu clarament iŀluminat. Al costat apareix amb el típic color vermell dels temples el pavelló Myōkendō del temple Nichiren Hōshōji, famós per la seva imatge del bodhisattva Myōken, que s'invocava contra els incendis i per obtenir riquesa i llarga vida. El gran pintor Katsushika Hokusai era un gran devot d'aquest temple. A la part inferior de l'illa es veu un embarcador que donava accés fluvial al terreny del temple. A la llunyania, entre la boira, es distingeix la figura del mont Tsukubasan. | L'illa de Yanagishima («Illa dels salzes») es troba al nord-est d'Edo, a la vora del riu Sumida. S'arriba a través del Pont Yanagibashi («Pont del salze»), de forma abombada, a quins peus es troba el restaurant Hashimotoya («al peu del pont»), que es veu clarament iŀluminat. Al costat apareix amb el típic color vermell dels temples el pavelló Myōkendō del temple Nichiren Hōshōji, famós per la seva imatge del bodhisattva Myōken, que s'invocava contra els incendis i per obtenir riquesa i llarga vida. El gran pintor Katsushika Hokusai era un gran devot d'aquest temple. A la part inferior de l'illa es veu un embarcador que donava accés fluvial al terreny del temple. A la llunyania, entre la boira, es distingeix la figura del mont Tsukubasan. | L'illa de Yanagishima («Illa dels salzes») es troba al nord-est d'Edo, a la vora del riu Sumida. S'arriba a través del Pont Yanagibashi («Pont del salze»), de forma abombada, a quins peus es troba el restaurant Hashimotoya («al peu del pont»), que es veu clarament iŀluminat. Al costat apareix amb el típic color vermell dels temples el pavelló Myōkendō del temple Nichiren Hōshōji, famós per la seva imatge del bodhisattva Myōken, que s'invocava contra els incendis i per obtenir riquesa i llarga vida. El gran pintor Katsushika Hokusai era un gran devot d'aquest temple. A la part inferior de l'illa es veu un embarcador que donava accés fluvial al terreny del temple. A la llunyania, entre la boira, es distingeix la figura del mont Tsukubasan. | L'illa de Yanagishima («Illa dels salzes») es troba al nord-est d'Edo, a la vora del riu Sumida. S'arriba a través del Pont Yanagibashi («Pont del salze»), de forma abombada, a quins peus es troba el restaurant Hashimotoya («al peu del pont»), que es veu clarament iŀluminat. Al costat apareix amb el típic color vermell dels temples el pavelló Myōkendō del temple Nichiren Hōshōji, famós per la seva imatge del bodhisattva Myōken, que s'invocava contra els incendis i per obtenir riquesa i llarga vida. El gran pintor Katsushika Hokusai era un gran devot d'aquest temple. A la part inferior de l'illa es veu un embarcador que donava accés fluvial al terreny del temple. A la llunyania, entre la boira, es distingeix la figura del mont Tsukubasan. | L'illa de Yanagishima («Illa dels salzes») es troba al nord-est d'Edo, a la vora del riu Sumida. S'arriba a través del Pont Yanagibashi («Pont del salze»), de forma abombada, a quins peus es troba el restaurant Hashimotoya («al peu del pont»), que es veu clarament iŀluminat. Al costat apareix amb el típic color vermell dels temples el pavelló Myōkendō del temple Nichiren Hōshōji, famós per la seva imatge del bodhisattva Myōken, que s'invocava contra els incendis i per obtenir riquesa i llarga vida. El gran pintor Katsushika Hokusai era un gran devot d'aquest temple. A la part inferior de l'illa es veu un embarcador que donava accés fluvial al terreny del temple. A la llunyania, entre la boira, es distingeix la figura del mont Tsukubasan. | L'illa de Yanagishima («Illa dels salzes») es troba al nord-est d'Edo, a la vora del riu Sumida. S'arriba a través del Pont Yanagibashi («Pont del salze»), de forma abombada, a quins peus es troba el restaurant Hashimotoya («al peu del pont»), que es veu clarament iŀluminat. Al costat apareix amb el típic color vermell dels temples el pavelló Myōkendō del temple Nichiren Hōshōji, famós per la seva imatge del bodhisattva Myōken, que s'invocava contra els incendis i per obtenir riquesa i llarga vida. El gran pintor Katsushika Hokusai era un gran devot d'aquest temple. A la part inferior de l'illa es veu un embarcador que donava accés fluvial al terreny del temple. A la llunyania, entre la boira, es distingeix la figura del mont Tsukubasan. |
| Gavarres al canal Yotsugi-dōri                                                                                              | 33. Gavarres al canal Yotsugi-dōri (四ツ木通用水引ふね, Yotsugi-dōri yōsui hikifune) (2-1857) | 33. Gavarres al canal Yotsugi-dōri (四ツ木通用水引ふね, Yotsugi-dōri yōsui hikifune) (2-1857) | 33. Gavarres al canal Yotsugi-dōri (四ツ木通用水引ふね, Yotsugi-dōri yōsui hikifune) (2-1857) | Domina la composició el canal Yotsugi-dōri, a l'est del riu Sumida, construït a principis del segle xvii per a portar aigua potable a la ciutat –encara què després restà com a canal de rec i transport–, que forma una gran corba i es perd al fons entre la boirassa. El blau del riu i el verd de la vora contrasten amb el brillant groc del camí que circumda el riu, pel què caminen diversos viatgers, mentre diverses barques naveguen pel riu, algunes mogudes amb sogues per traginers. Encara què el canal era recte, l'autor es permet la llicència de serpentejar-lo per a donar major efecte. | Domina la composició el canal Yotsugi-dōri, a l'est del riu Sumida, construït a principis del segle xvii per a portar aigua potable a la ciutat –encara què després restà com a canal de rec i transport–, que forma una gran corba i es perd al fons entre la boirassa. El blau del riu i el verd de la vora contrasten amb el brillant groc del camí que circumda el riu, pel què caminen diversos viatgers, mentre diverses barques naveguen pel riu, algunes mogudes amb sogues per traginers. Encara què el canal era recte, l'autor es permet la llicència de serpentejar-lo per a donar major efecte. | Domina la composició el canal Yotsugi-dōri, a l'est del riu Sumida, construït a principis del segle xvii per a portar aigua potable a la ciutat –encara què després restà com a canal de rec i transport–, que forma una gran corba i es perd al fons entre la boirassa. El blau del riu i el verd de la vora contrasten amb el brillant groc del camí que circumda el riu, pel què caminen diversos viatgers, mentre diverses barques naveguen pel riu, algunes mogudes amb sogues per traginers. Encara què el canal era recte, l'autor es permet la llicència de serpentejar-lo per a donar major efecte. | Domina la composició el canal Yotsugi-dōri, a l'est del riu Sumida, construït a principis del segle xvii per a portar aigua potable a la ciutat –encara què després restà com a canal de rec i transport–, que forma una gran corba i es perd al fons entre la boirassa. El blau del riu i el verd de la vora contrasten amb el brillant groc del camí que circumda el riu, pel què caminen diversos viatgers, mentre diverses barques naveguen pel riu, algunes mogudes amb sogues per traginers. Encara què el canal era recte, l'autor es permet la llicència de serpentejar-lo per a donar major efecte. | Domina la composició el canal Yotsugi-dōri, a l'est del riu Sumida, construït a principis del segle xvii per a portar aigua potable a la ciutat –encara què després restà com a canal de rec i transport–, que forma una gran corba i es perd al fons entre la boirassa. El blau del riu i el verd de la vora contrasten amb el brillant groc del camí que circumda el riu, pel què caminen diversos viatgers, mentre diverses barques naveguen pel riu, algunes mogudes amb sogues per traginers. Encara què el canal era recte, l'autor es permet la llicència de serpentejar-lo per a donar major efecte. | Domina la composició el canal Yotsugi-dōri, a l'est del riu Sumida, construït a principis del segle xvii per a portar aigua potable a la ciutat –encara què després restà com a canal de rec i transport–, que forma una gran corba i es perd al fons entre la boirassa. El blau del riu i el verd de la vora contrasten amb el brillant groc del camí que circumda el riu, pel què caminen diversos viatgers, mentre diverses barques naveguen pel riu, algunes mogudes amb sogues per traginers. Encara què el canal era recte, l'autor es permet la llicència de serpentejar-lo per a donar major efecte. |
| Vista nocturna de Matsuchiyama amb el canal de San'yabori                                                                   | 34. Vista nocturna de Matsuchiyama amb el canal de San'yabori (真乳山山谷堀夜景, Matsuchiyama San'yabori yakei) (8-1857) | 34. Vista nocturna de Matsuchiyama amb el canal de San'yabori (真乳山山谷堀夜景, Matsuchiyama San'yabori yakei) (8-1857) | 34. Vista nocturna de Matsuchiyama amb el canal de San'yabori (真乳山山谷堀夜景, Matsuchiyama San'yabori yakei) (8-1857) | Segona imatge nocturna després de la làmina 4, i una de les poques –juntament amb la 21– que mostra una figura humana de gran mida, en aquest cas una geisha. La dona apareix de perfil, i el blanc intens del maquillatge del rostre contrasta amb el cel fosc plagat d'estrelles, que es reflecteixen a les aigües del riu Sumida. Cal destacar en la figura femenina la precisió del pentinat i del vestit, mostra de la formació del pintor a l'art del bijin-ga. Al fons es veuen els llums de diversos locals al turó de Matsuchiyama, al cim del qual es trobava el santuari de Shōten. D'aquest turó partia el canal de San'yabori, que conduïa per via fluvial al barri dels plaers de Shin-Yoshiwara. | Segona imatge nocturna després de la làmina 4, i una de les poques –juntament amb la 21– que mostra una figura humana de gran mida, en aquest cas una geisha. La dona apareix de perfil, i el blanc intens del maquillatge del rostre contrasta amb el cel fosc plagat d'estrelles, que es reflecteixen a les aigües del riu Sumida. Cal destacar en la figura femenina la precisió del pentinat i del vestit, mostra de la formació del pintor a l'art del bijin-ga. Al fons es veuen els llums de diversos locals al turó de Matsuchiyama, al cim del qual es trobava el santuari de Shōten. D'aquest turó partia el canal de San'yabori, que conduïa per via fluvial al barri dels plaers de Shin-Yoshiwara. | Segona imatge nocturna després de la làmina 4, i una de les poques –juntament amb la 21– que mostra una figura humana de gran mida, en aquest cas una geisha. La dona apareix de perfil, i el blanc intens del maquillatge del rostre contrasta amb el cel fosc plagat d'estrelles, que es reflecteixen a les aigües del riu Sumida. Cal destacar en la figura femenina la precisió del pentinat i del vestit, mostra de la formació del pintor a l'art del bijin-ga. Al fons es veuen els llums de diversos locals al turó de Matsuchiyama, al cim del qual es trobava el santuari de Shōten. D'aquest turó partia el canal de San'yabori, que conduïa per via fluvial al barri dels plaers de Shin-Yoshiwara. | Segona imatge nocturna després de la làmina 4, i una de les poques –juntament amb la 21– que mostra una figura humana de gran mida, en aquest cas una geisha. La dona apareix de perfil, i el blanc intens del maquillatge del rostre contrasta amb el cel fosc plagat d'estrelles, que es reflecteixen a les aigües del riu Sumida. Cal destacar en la figura femenina la precisió del pentinat i del vestit, mostra de la formació del pintor a l'art del bijin-ga. Al fons es veuen els llums de diversos locals al turó de Matsuchiyama, al cim del qual es trobava el santuari de Shōten. D'aquest turó partia el canal de San'yabori, que conduïa per via fluvial al barri dels plaers de Shin-Yoshiwara. | Segona imatge nocturna després de la làmina 4, i una de les poques –juntament amb la 21– que mostra una figura humana de gran mida, en aquest cas una geisha. La dona apareix de perfil, i el blanc intens del maquillatge del rostre contrasta amb el cel fosc plagat d'estrelles, que es reflecteixen a les aigües del riu Sumida. Cal destacar en la figura femenina la precisió del pentinat i del vestit, mostra de la formació del pintor a l'art del bijin-ga. Al fons es veuen els llums de diversos locals al turó de Matsuchiyama, al cim del qual es trobava el santuari de Shōten. D'aquest turó partia el canal de San'yabori, que conduïa per via fluvial al barri dels plaers de Shin-Yoshiwara. | Segona imatge nocturna després de la làmina 4, i una de les poques –juntament amb la 21– que mostra una figura humana de gran mida, en aquest cas una geisha. La dona apareix de perfil, i el blanc intens del maquillatge del rostre contrasta amb el cel fosc plagat d'estrelles, que es reflecteixen a les aigües del riu Sumida. Cal destacar en la figura femenina la precisió del pentinat i del vestit, mostra de la formació del pintor a l'art del bijin-ga. Al fons es veuen els llums de diversos locals al turó de Matsuchiyama, al cim del qual es trobava el santuari de Shōten. D'aquest turó partia el canal de San'yabori, que conduïa per via fluvial al barri dels plaers de Shin-Yoshiwara. |
| El bosc del santuari de Suijin i la regió de Massaki a la vora del riu Sumida                                               | 35. El bosc del santuari de Suijin i la regió de Massaki a la vora del riu Sumida (隅田川水神の森真崎, Sumidagawa Suijin no mori Massaki) (8-1856) | 35. El bosc del santuari de Suijin i la regió de Massaki a la vora del riu Sumida (隅田川水神の森真崎, Sumidagawa Suijin no mori Massaki) (8-1856) | 35. El bosc del santuari de Suijin i la regió de Massaki a la vora del riu Sumida (隅田川水神の森真崎, Sumidagawa Suijin no mori Massaki) (8-1856) | De nou se'ns mostra una vista des d'un primer pla ocupat per un cirerer en el costat dret, quines formoses flors en tons blancs i roses es recreen en tot detall, realitzades amb la tècnica de kimedashi («gofrat»), premsant el paper contra les marques tallades de la planxa de fusta. Als peus apareix el bosc del santuari de Suijin («divinitat aquàtica»), dedicat a la deïtat del riu Sumida, del qual es veu el torii d'entrada i un primer pavelló. Al camí, diverses persones es dirigeixen al transbordador de Hashiba –que apareix a la làmina 37–, i al fons es veu la regió de Massaki i el mont Tsukubasan. | De nou se'ns mostra una vista des d'un primer pla ocupat per un cirerer en el costat dret, quines formoses flors en tons blancs i roses es recreen en tot detall, realitzades amb la tècnica de kimedashi («gofrat»), premsant el paper contra les marques tallades de la planxa de fusta. Als peus apareix el bosc del santuari de Suijin («divinitat aquàtica»), dedicat a la deïtat del riu Sumida, del qual es veu el torii d'entrada i un primer pavelló. Al camí, diverses persones es dirigeixen al transbordador de Hashiba –que apareix a la làmina 37–, i al fons es veu la regió de Massaki i el mont Tsukubasan. | De nou se'ns mostra una vista des d'un primer pla ocupat per un cirerer en el costat dret, quines formoses flors en tons blancs i roses es recreen en tot detall, realitzades amb la tècnica de kimedashi («gofrat»), premsant el paper contra les marques tallades de la planxa de fusta. Als peus apareix el bosc del santuari de Suijin («divinitat aquàtica»), dedicat a la deïtat del riu Sumida, del qual es veu el torii d'entrada i un primer pavelló. Al camí, diverses persones es dirigeixen al transbordador de Hashiba –que apareix a la làmina 37–, i al fons es veu la regió de Massaki i el mont Tsukubasan. | De nou se'ns mostra una vista des d'un primer pla ocupat per un cirerer en el costat dret, quines formoses flors en tons blancs i roses es recreen en tot detall, realitzades amb la tècnica de kimedashi («gofrat»), premsant el paper contra les marques tallades de la planxa de fusta. Als peus apareix el bosc del santuari de Suijin («divinitat aquàtica»), dedicat a la deïtat del riu Sumida, del qual es veu el torii d'entrada i un primer pavelló. Al camí, diverses persones es dirigeixen al transbordador de Hashiba –que apareix a la làmina 37–, i al fons es veu la regió de Massaki i el mont Tsukubasan. | De nou se'ns mostra una vista des d'un primer pla ocupat per un cirerer en el costat dret, quines formoses flors en tons blancs i roses es recreen en tot detall, realitzades amb la tècnica de kimedashi («gofrat»), premsant el paper contra les marques tallades de la planxa de fusta. Als peus apareix el bosc del santuari de Suijin («divinitat aquàtica»), dedicat a la deïtat del riu Sumida, del qual es veu el torii d'entrada i un primer pavelló. Al camí, diverses persones es dirigeixen al transbordador de Hashiba –que apareix a la làmina 37–, i al fons es veu la regió de Massaki i el mont Tsukubasan. | De nou se'ns mostra una vista des d'un primer pla ocupat per un cirerer en el costat dret, quines formoses flors en tons blancs i roses es recreen en tot detall, realitzades amb la tècnica de kimedashi («gofrat»), premsant el paper contra les marques tallades de la planxa de fusta. Als peus apareix el bosc del santuari de Suijin («divinitat aquàtica»), dedicat a la deïtat del riu Sumida, del qual es veu el torii d'entrada i un primer pavelló. Al camí, diverses persones es dirigeixen al transbordador de Hashiba –que apareix a la làmina 37–, i al fons es veu la regió de Massaki i el mont Tsukubasan. |
| Vista des de la regió de Massaki al bosc del santuari de Suijin, la petita ensenada de l'Uchigawa i al poble Sekiya no sato | 36. Vista des de la regió de Massaki al bosc del santuari de Suijin, la petita ensenada de l'Uchigawa i al poble Sekiya no sato (真崎辺より水神の森内川関屋の里を見る図, Massaki atari yori Suijin no mori Uchigawa Sekiya no sato wo miru zu) (8-1857) | 36. Vista des de la regió de Massaki al bosc del santuari de Suijin, la petita ensenada de l'Uchigawa i al poble Sekiya no sato (真崎辺より水神の森内川関屋の里を見る図, Massaki atari yori Suijin no mori Uchigawa Sekiya no sato wo miru zu) (8-1857) | 36. Vista des de la regió de Massaki al bosc del santuari de Suijin, la petita ensenada de l'Uchigawa i al poble Sekiya no sato (真崎辺より水神の森内川関屋の里を見る図, Massaki atari yori Suijin no mori Uchigawa Sekiya no sato wo miru zu) (8-1857) | En aquesta estampa es percep amb intensitat el gust de l'autor per les perspectives insòlites, mostrant el paisatge a través d'una finestra tallada per la meitat per una porta corredissa, darrere de la que apareix una branca de pruner. Probablement es tracta d'una casa de te, i a la paret esquerra es veu parcialment un gerro amb una flor de magnòlia. La vista ofereix una panoràmica de la regió de Massaki, al nord del barri del plaer de Shin-Yoshiwara, circumdat pel riu Sumida, que és transitat per diverses embarcacions. Al bosc de la dreta apareix el torii del santuari de Suijin, que apareixia a l'estampa anterior. Al fons es veu el Tsukubasan, i travessa el cel una bandada d'ocells. | En aquesta estampa es percep amb intensitat el gust de l'autor per les perspectives insòlites, mostrant el paisatge a través d'una finestra tallada per la meitat per una porta corredissa, darrere de la que apareix una branca de pruner. Probablement es tracta d'una casa de te, i a la paret esquerra es veu parcialment un gerro amb una flor de magnòlia. La vista ofereix una panoràmica de la regió de Massaki, al nord del barri del plaer de Shin-Yoshiwara, circumdat pel riu Sumida, que és transitat per diverses embarcacions. Al bosc de la dreta apareix el torii del santuari de Suijin, que apareixia a l'estampa anterior. Al fons es veu el Tsukubasan, i travessa el cel una bandada d'ocells. | En aquesta estampa es percep amb intensitat el gust de l'autor per les perspectives insòlites, mostrant el paisatge a través d'una finestra tallada per la meitat per una porta corredissa, darrere de la que apareix una branca de pruner. Probablement es tracta d'una casa de te, i a la paret esquerra es veu parcialment un gerro amb una flor de magnòlia. La vista ofereix una panoràmica de la regió de Massaki, al nord del barri del plaer de Shin-Yoshiwara, circumdat pel riu Sumida, que és transitat per diverses embarcacions. Al bosc de la dreta apareix el torii del santuari de Suijin, que apareixia a l'estampa anterior. Al fons es veu el Tsukubasan, i travessa el cel una bandada d'ocells. | En aquesta estampa es percep amb intensitat el gust de l'autor per les perspectives insòlites, mostrant el paisatge a través d'una finestra tallada per la meitat per una porta corredissa, darrere de la que apareix una branca de pruner. Probablement es tracta d'una casa de te, i a la paret esquerra es veu parcialment un gerro amb una flor de magnòlia. La vista ofereix una panoràmica de la regió de Massaki, al nord del barri del plaer de Shin-Yoshiwara, circumdat pel riu Sumida, que és transitat per diverses embarcacions. Al bosc de la dreta apareix el torii del santuari de Suijin, que apareixia a l'estampa anterior. Al fons es veu el Tsukubasan, i travessa el cel una bandada d'ocells. | En aquesta estampa es percep amb intensitat el gust de l'autor per les perspectives insòlites, mostrant el paisatge a través d'una finestra tallada per la meitat per una porta corredissa, darrere de la que apareix una branca de pruner. Probablement es tracta d'una casa de te, i a la paret esquerra es veu parcialment un gerro amb una flor de magnòlia. La vista ofereix una panoràmica de la regió de Massaki, al nord del barri del plaer de Shin-Yoshiwara, circumdat pel riu Sumida, que és transitat per diverses embarcacions. Al bosc de la dreta apareix el torii del santuari de Suijin, que apareixia a l'estampa anterior. Al fons es veu el Tsukubasan, i travessa el cel una bandada d'ocells. | En aquesta estampa es percep amb intensitat el gust de l'autor per les perspectives insòlites, mostrant el paisatge a través d'una finestra tallada per la meitat per una porta corredissa, darrere de la que apareix una branca de pruner. Probablement es tracta d'una casa de te, i a la paret esquerra es veu parcialment un gerro amb una flor de magnòlia. La vista ofereix una panoràmica de la regió de Massaki, al nord del barri del plaer de Shin-Yoshiwara, circumdat pel riu Sumida, que és transitat per diverses embarcacions. Al bosc de la dreta apareix el torii del santuari de Suijin, que apareixia a l'estampa anterior. Al fons es veu el Tsukubasan, i travessa el cel una bandada d'ocells. |
| Els forns i la barca de Hashiba a la vora del riu Sumida                                                                    | 37. Els forns i la barca de Hashiba a la vora del riu Sumida (墨田河橋場の渡かわら竈, Sumidagawa hashiba no watashi kawaragama) (4-1857) | 37. Els forns i la barca de Hashiba a la vora del riu Sumida (墨田河橋場の渡かわら竈, Sumidagawa hashiba no watashi kawaragama) (4-1857) | 37. Els forns i la barca de Hashiba a la vora del riu Sumida (墨田河橋場の渡かわら竈, Sumidagawa hashiba no watashi kawaragama) (4-1857) | Apareix de nou el transbordador de Hashiba de la làmina 35, que travessa el riu Sumida, mentre que el primer pla al cantó inferior esquerre l'ocupen uns forns de rajoles, d'on surt una columna de fum que s'enlaira al cel, en una gradació de color d'un gris fosc fins a un altre quasi blanquinós. A l'aigua del riu es gronxen diverses gavines de l'especie miyakodori («au de la capital»). Al bosc del fons apareix el santuari de Suijin, i al fons a l'esquerra novament el Tsukubasan. Les franges blava i groga del cel apareixen tan sols a les primeres tirades, ja què no estaven indicades a la planxa, però es corresponen amb la tècnica atenashi bokashi. | Apareix de nou el transbordador de Hashiba de la làmina 35, que travessa el riu Sumida, mentre que el primer pla al cantó inferior esquerre l'ocupen uns forns de rajoles, d'on surt una columna de fum que s'enlaira al cel, en una gradació de color d'un gris fosc fins a un altre quasi blanquinós. A l'aigua del riu es gronxen diverses gavines de l'especie miyakodori («au de la capital»). Al bosc del fons apareix el santuari de Suijin, i al fons a l'esquerra novament el Tsukubasan. Les franges blava i groga del cel apareixen tan sols a les primeres tirades, ja què no estaven indicades a la planxa, però es corresponen amb la tècnica atenashi bokashi. | Apareix de nou el transbordador de Hashiba de la làmina 35, que travessa el riu Sumida, mentre que el primer pla al cantó inferior esquerre l'ocupen uns forns de rajoles, d'on surt una columna de fum que s'enlaira al cel, en una gradació de color d'un gris fosc fins a un altre quasi blanquinós. A l'aigua del riu es gronxen diverses gavines de l'especie miyakodori («au de la capital»). Al bosc del fons apareix el santuari de Suijin, i al fons a l'esquerra novament el Tsukubasan. Les franges blava i groga del cel apareixen tan sols a les primeres tirades, ja què no estaven indicades a la planxa, però es corresponen amb la tècnica atenashi bokashi. | Apareix de nou el transbordador de Hashiba de la làmina 35, que travessa el riu Sumida, mentre que el primer pla al cantó inferior esquerre l'ocupen uns forns de rajoles, d'on surt una columna de fum que s'enlaira al cel, en una gradació de color d'un gris fosc fins a un altre quasi blanquinós. A l'aigua del riu es gronxen diverses gavines de l'especie miyakodori («au de la capital»). Al bosc del fons apareix el santuari de Suijin, i al fons a l'esquerra novament el Tsukubasan. Les franges blava i groga del cel apareixen tan sols a les primeres tirades, ja què no estaven indicades a la planxa, però es corresponen amb la tècnica atenashi bokashi. | Apareix de nou el transbordador de Hashiba de la làmina 35, que travessa el riu Sumida, mentre que el primer pla al cantó inferior esquerre l'ocupen uns forns de rajoles, d'on surt una columna de fum que s'enlaira al cel, en una gradació de color d'un gris fosc fins a un altre quasi blanquinós. A l'aigua del riu es gronxen diverses gavines de l'especie miyakodori («au de la capital»). Al bosc del fons apareix el santuari de Suijin, i al fons a l'esquerra novament el Tsukubasan. Les franges blava i groga del cel apareixen tan sols a les primeres tirades, ja què no estaven indicades a la planxa, però es corresponen amb la tècnica atenashi bokashi. | Apareix de nou el transbordador de Hashiba de la làmina 35, que travessa el riu Sumida, mentre que el primer pla al cantó inferior esquerre l'ocupen uns forns de rajoles, d'on surt una columna de fum que s'enlaira al cel, en una gradació de color d'un gris fosc fins a un altre quasi blanquinós. A l'aigua del riu es gronxen diverses gavines de l'especie miyakodori («au de la capital»). Al bosc del fons apareix el santuari de Suijin, i al fons a l'esquerra novament el Tsukubasan. Les franges blava i groga del cel apareixen tan sols a les primeres tirades, ja què no estaven indicades a la planxa, però es corresponen amb la tècnica atenashi bokashi. |
| Al punt de l'alba a Yoshiwara                                                                                               | 38. Al punt de l'alba a Yoshiwara (廓中東雲, Kakuchū shinonome) (4-1857) | 38. Al punt de l'alba a Yoshiwara (廓中東雲, Kakuchū shinonome) (4-1857) | 38. Al punt de l'alba a Yoshiwara (廓中東雲, Kakuchū shinonome) (4-1857) | La imatge mostra el barri del plaer de Shin-Yoshiwara, situat al districte d'Asakusa, prop del temple de Kinryūzan, que havia substituït a l'anterior de Yoshiwara, a Nihonbashi prop del Palau del Shōgun, destruït al gran incendi de Meireki de 1657. Al seu cop, Shin-Yoshiwara («Nou Yoshiwara») fou destruït pel terratrèmol de 1855, acabant-se la seva reconstrucció el 1857, any d'elaboració de l'estampa, nova mostra del caràcter d'informació actual de moltes de les làmines d'aquesta sèrie. La prostitució era controlada pel govern, no tant quant a moralitat sinó per motius de salut pública i per a recaptar impostos. L'hora primerenca està suggerida pel blau de la part baixa del cel, en contrast amb el negre de la superior. El carrer i les cases apareixen en penombres, així com els cirerers en flor, d'un gris pàŀlid en lloc del rosa que tindrien durant el dia. En canvi, les figures dels vianants, iŀluminades per la farola, es mostren a tot color, aconseguint un viu contrast amb la penombra de l'entorn. | La imatge mostra el barri del plaer de Shin-Yoshiwara, situat al districte d'Asakusa, prop del temple de Kinryūzan, que havia substituït a l'anterior de Yoshiwara, a Nihonbashi prop del Palau del Shōgun, destruït al gran incendi de Meireki de 1657. Al seu cop, Shin-Yoshiwara («Nou Yoshiwara») fou destruït pel terratrèmol de 1855, acabant-se la seva reconstrucció el 1857, any d'elaboració de l'estampa, nova mostra del caràcter d'informació actual de moltes de les làmines d'aquesta sèrie. La prostitució era controlada pel govern, no tant quant a moralitat sinó per motius de salut pública i per a recaptar impostos. L'hora primerenca està suggerida pel blau de la part baixa del cel, en contrast amb el negre de la superior. El carrer i les cases apareixen en penombres, així com els cirerers en flor, d'un gris pàŀlid en lloc del rosa que tindrien durant el dia. En canvi, les figures dels vianants, iŀluminades per la farola, es mostren a tot color, aconseguint un viu contrast amb la penombra de l'entorn. | La imatge mostra el barri del plaer de Shin-Yoshiwara, situat al districte d'Asakusa, prop del temple de Kinryūzan, que havia substituït a l'anterior de Yoshiwara, a Nihonbashi prop del Palau del Shōgun, destruït al gran incendi de Meireki de 1657. Al seu cop, Shin-Yoshiwara («Nou Yoshiwara») fou destruït pel terratrèmol de 1855, acabant-se la seva reconstrucció el 1857, any d'elaboració de l'estampa, nova mostra del caràcter d'informació actual de moltes de les làmines d'aquesta sèrie. La prostitució era controlada pel govern, no tant quant a moralitat sinó per motius de salut pública i per a recaptar impostos. L'hora primerenca està suggerida pel blau de la part baixa del cel, en contrast amb el negre de la superior. El carrer i les cases apareixen en penombres, així com els cirerers en flor, d'un gris pàŀlid en lloc del rosa que tindrien durant el dia. En canvi, les figures dels vianants, iŀluminades per la farola, es mostren a tot color, aconseguint un viu contrast amb la penombra de l'entorn. | La imatge mostra el barri del plaer de Shin-Yoshiwara, situat al districte d'Asakusa, prop del temple de Kinryūzan, que havia substituït a l'anterior de Yoshiwara, a Nihonbashi prop del Palau del Shōgun, destruït al gran incendi de Meireki de 1657. Al seu cop, Shin-Yoshiwara («Nou Yoshiwara») fou destruït pel terratrèmol de 1855, acabant-se la seva reconstrucció el 1857, any d'elaboració de l'estampa, nova mostra del caràcter d'informació actual de moltes de les làmines d'aquesta sèrie. La prostitució era controlada pel govern, no tant quant a moralitat sinó per motius de salut pública i per a recaptar impostos. L'hora primerenca està suggerida pel blau de la part baixa del cel, en contrast amb el negre de la superior. El carrer i les cases apareixen en penombres, així com els cirerers en flor, d'un gris pàŀlid en lloc del rosa que tindrien durant el dia. En canvi, les figures dels vianants, iŀluminades per la farola, es mostren a tot color, aconseguint un viu contrast amb la penombra de l'entorn. | La imatge mostra el barri del plaer de Shin-Yoshiwara, situat al districte d'Asakusa, prop del temple de Kinryūzan, que havia substituït a l'anterior de Yoshiwara, a Nihonbashi prop del Palau del Shōgun, destruït al gran incendi de Meireki de 1657. Al seu cop, Shin-Yoshiwara («Nou Yoshiwara») fou destruït pel terratrèmol de 1855, acabant-se la seva reconstrucció el 1857, any d'elaboració de l'estampa, nova mostra del caràcter d'informació actual de moltes de les làmines d'aquesta sèrie. La prostitució era controlada pel govern, no tant quant a moralitat sinó per motius de salut pública i per a recaptar impostos. L'hora primerenca està suggerida pel blau de la part baixa del cel, en contrast amb el negre de la superior. El carrer i les cases apareixen en penombres, així com els cirerers en flor, d'un gris pàŀlid en lloc del rosa que tindrien durant el dia. En canvi, les figures dels vianants, iŀluminades per la farola, es mostren a tot color, aconseguint un viu contrast amb la penombra de l'entorn. | La imatge mostra el barri del plaer de Shin-Yoshiwara, situat al districte d'Asakusa, prop del temple de Kinryūzan, que havia substituït a l'anterior de Yoshiwara, a Nihonbashi prop del Palau del Shōgun, destruït al gran incendi de Meireki de 1657. Al seu cop, Shin-Yoshiwara («Nou Yoshiwara») fou destruït pel terratrèmol de 1855, acabant-se la seva reconstrucció el 1857, any d'elaboració de l'estampa, nova mostra del caràcter d'informació actual de moltes de les làmines d'aquesta sèrie. La prostitució era controlada pel govern, no tant quant a moralitat sinó per motius de salut pública i per a recaptar impostos. L'hora primerenca està suggerida pel blau de la part baixa del cel, en contrast amb el negre de la superior. El carrer i les cases apareixen en penombres, així com els cirerers en flor, d'un gris pàŀlid en lloc del rosa que tindrien durant el dia. En canvi, les figures dels vianants, iŀluminades per la farola, es mostren a tot color, aconseguint un viu contrast amb la penombra de l'entorn. |
| El temple Kinryūzan a Asakusa i el pont d'Azumabashi des de lluny                                                           | 39. El temple Kinryūzan a Asakusa i el pont d'Azumabashi des de lluny (吾妻橋金龍山遠望, Azumabashi Kinryūzan enbō) (8-1857) | 39. El temple Kinryūzan a Asakusa i el pont d'Azumabashi des de lluny (吾妻橋金龍山遠望, Azumabashi Kinryūzan enbō) (8-1857) | 39. El temple Kinryūzan a Asakusa i el pont d'Azumabashi des de lluny (吾妻橋金龍山遠望, Azumabashi Kinryūzan enbō) (8-1857) | S'aprecia de nou una insòlita visió on el paisatge és travessat per una embarcació recreativa que, tot i així, està tallada a ambdós extrems, albirant-se a l'esquerra el pentinat i el vestit d'una geisha de la que no es veu el rostre. Al fons es veu un moll i un conjunt de cases de les que sobresurt el temple de Kinryūzan («temple del drac daurat», actual Sensō-ji), al costat de l'edifici principal del qual s'alça una pagoda de cinc pisos. Més llunyà s'eleva el nevat mont Fuji. En tota la composició floten unes fulles de cirerer, donant un to poètic a tota l'estampa, a la que es percep el contrast entre allò efímer i allò etern: les efímeres fulles enfront a l'etern Fuji, l'efímer amor de la geisha enfront a l'etern misticisme del temple. | S'aprecia de nou una insòlita visió on el paisatge és travessat per una embarcació recreativa que, tot i així, està tallada a ambdós extrems, albirant-se a l'esquerra el pentinat i el vestit d'una geisha de la que no es veu el rostre. Al fons es veu un moll i un conjunt de cases de les que sobresurt el temple de Kinryūzan («temple del drac daurat», actual Sensō-ji), al costat de l'edifici principal del qual s'alça una pagoda de cinc pisos. Més llunyà s'eleva el nevat mont Fuji. En tota la composició floten unes fulles de cirerer, donant un to poètic a tota l'estampa, a la que es percep el contrast entre allò efímer i allò etern: les efímeres fulles enfront a l'etern Fuji, l'efímer amor de la geisha enfront a l'etern misticisme del temple. | S'aprecia de nou una insòlita visió on el paisatge és travessat per una embarcació recreativa que, tot i així, està tallada a ambdós extrems, albirant-se a l'esquerra el pentinat i el vestit d'una geisha de la que no es veu el rostre. Al fons es veu un moll i un conjunt de cases de les que sobresurt el temple de Kinryūzan («temple del drac daurat», actual Sensō-ji), al costat de l'edifici principal del qual s'alça una pagoda de cinc pisos. Més llunyà s'eleva el nevat mont Fuji. En tota la composició floten unes fulles de cirerer, donant un to poètic a tota l'estampa, a la que es percep el contrast entre allò efímer i allò etern: les efímeres fulles enfront a l'etern Fuji, l'efímer amor de la geisha enfront a l'etern misticisme del temple. | S'aprecia de nou una insòlita visió on el paisatge és travessat per una embarcació recreativa que, tot i així, està tallada a ambdós extrems, albirant-se a l'esquerra el pentinat i el vestit d'una geisha de la que no es veu el rostre. Al fons es veu un moll i un conjunt de cases de les que sobresurt el temple de Kinryūzan («temple del drac daurat», actual Sensō-ji), al costat de l'edifici principal del qual s'alça una pagoda de cinc pisos. Més llunyà s'eleva el nevat mont Fuji. En tota la composició floten unes fulles de cirerer, donant un to poètic a tota l'estampa, a la que es percep el contrast entre allò efímer i allò etern: les efímeres fulles enfront a l'etern Fuji, l'efímer amor de la geisha enfront a l'etern misticisme del temple. | S'aprecia de nou una insòlita visió on el paisatge és travessat per una embarcació recreativa que, tot i així, està tallada a ambdós extrems, albirant-se a l'esquerra el pentinat i el vestit d'una geisha de la que no es veu el rostre. Al fons es veu un moll i un conjunt de cases de les que sobresurt el temple de Kinryūzan («temple del drac daurat», actual Sensō-ji), al costat de l'edifici principal del qual s'alça una pagoda de cinc pisos. Més llunyà s'eleva el nevat mont Fuji. En tota la composició floten unes fulles de cirerer, donant un to poètic a tota l'estampa, a la que es percep el contrast entre allò efímer i allò etern: les efímeres fulles enfront a l'etern Fuji, l'efímer amor de la geisha enfront a l'etern misticisme del temple. | S'aprecia de nou una insòlita visió on el paisatge és travessat per una embarcació recreativa que, tot i així, està tallada a ambdós extrems, albirant-se a l'esquerra el pentinat i el vestit d'una geisha de la que no es veu el rostre. Al fons es veu un moll i un conjunt de cases de les que sobresurt el temple de Kinryūzan («temple del drac daurat», actual Sensō-ji), al costat de l'edifici principal del qual s'alça una pagoda de cinc pisos. Més llunyà s'eleva el nevat mont Fuji. En tota la composició floten unes fulles de cirerer, donant un to poètic a tota l'estampa, a la que es percep el contrast entre allò efímer i allò etern: les efímeres fulles enfront a l'etern Fuji, l'efímer amor de la geisha enfront a l'etern misticisme del temple. |
| L'ermita de Bashō i el turó de les camèlies junt a l'aqüeducte de Sekiguchi                                                 | 40. L'ermita de Bashō i el turó de les camèlies junt a l'aqüeducte de Sekiguchi (せき口上水端はせを庵椿やま, Sekiguchi jōsuibata Bashōan Tsubakiyama) (4-1857)                                                                                          | 40. L'ermita de Bashō i el turó de les camèlies junt a l'aqüeducte de Sekiguchi (せき口上水端はせを庵椿やま, Sekiguchi jōsuibata Bashōan Tsubakiyama) (4-1857)                                                                                          | 40. L'ermita de Bashō i el turó de les camèlies junt a l'aqüeducte de Sekiguchi (せき口上水端はせを庵椿やま, Sekiguchi jōsuibata Bashōan Tsubakiyama) (4-1857)                                                                                          | L'ermita estava dedicada al gran poeta Matsuo Bashō, i fou construïda pels seus deixebles al cinquanta aniversari de la seva mort, el 1743. Es trobava a Tsubakiyama («turó de les camèlies»), propietat de la família Hosokawa (a la qual pertany Morihiro Hosokawa, primer ministre del Japó entre 1993 i 1994). L'aqüeducte de Sekiguchi era un dels principals subministraments d'aigua de la ciutat, i es mantenia amb un impost anual que pagaven tots els habitants. Pel camí passegen petites figures, com és habitual a les composicions d'aquesta sèrie, per atorgar un factor humà al paisatge. | L'ermita estava dedicada al gran poeta Matsuo Bashō, i fou construïda pels seus deixebles al cinquanta aniversari de la seva mort, el 1743. Es trobava a Tsubakiyama («turó de les camèlies»), propietat de la família Hosokawa (a la qual pertany Morihiro Hosokawa, primer ministre del Japó entre 1993 i 1994). L'aqüeducte de Sekiguchi era un dels principals subministraments d'aigua de la ciutat, i es mantenia amb un impost anual que pagaven tots els habitants. Pel camí passegen petites figures, com és habitual a les composicions d'aquesta sèrie, per atorgar un factor humà al paisatge. | L'ermita estava dedicada al gran poeta Matsuo Bashō, i fou construïda pels seus deixebles al cinquanta aniversari de la seva mort, el 1743. Es trobava a Tsubakiyama («turó de les camèlies»), propietat de la família Hosokawa (a la qual pertany Morihiro Hosokawa, primer ministre del Japó entre 1993 i 1994). L'aqüeducte de Sekiguchi era un dels principals subministraments d'aigua de la ciutat, i es mantenia amb un impost anual que pagaven tots els habitants. Pel camí passegen petites figures, com és habitual a les composicions d'aquesta sèrie, per atorgar un factor humà al paisatge. | L'ermita estava dedicada al gran poeta Matsuo Bashō, i fou construïda pels seus deixebles al cinquanta aniversari de la seva mort, el 1743. Es trobava a Tsubakiyama («turó de les camèlies»), propietat de la família Hosokawa (a la qual pertany Morihiro Hosokawa, primer ministre del Japó entre 1993 i 1994). L'aqüeducte de Sekiguchi era un dels principals subministraments d'aigua de la ciutat, i es mantenia amb un impost anual que pagaven tots els habitants. Pel camí passegen petites figures, com és habitual a les composicions d'aquesta sèrie, per atorgar un factor humà al paisatge. | L'ermita estava dedicada al gran poeta Matsuo Bashō, i fou construïda pels seus deixebles al cinquanta aniversari de la seva mort, el 1743. Es trobava a Tsubakiyama («turó de les camèlies»), propietat de la família Hosokawa (a la qual pertany Morihiro Hosokawa, primer ministre del Japó entre 1993 i 1994). L'aqüeducte de Sekiguchi era un dels principals subministraments d'aigua de la ciutat, i es mantenia amb un impost anual que pagaven tots els habitants. Pel camí passegen petites figures, com és habitual a les composicions d'aquesta sèrie, per atorgar un factor humà al paisatge. | L'ermita estava dedicada al gran poeta Matsuo Bashō, i fou construïda pels seus deixebles al cinquanta aniversari de la seva mort, el 1743. Es trobava a Tsubakiyama («turó de les camèlies»), propietat de la família Hosokawa (a la qual pertany Morihiro Hosokawa, primer ministre del Japó entre 1993 i 1994). L'aqüeducte de Sekiguchi era un dels principals subministraments d'aigua de la ciutat, i es mantenia amb un impost anual que pagaven tots els habitants. Pel camí passegen petites figures, com és habitual a les composicions d'aquesta sèrie, per atorgar un factor humà al paisatge. |
| El santuari Hachiman a Ichigaya                                                                                             | 41. El santuari Hachiman a Ichigaya (市ヶ谷八幡, Ichigaya Hachiman) (10-1858) | 41. El santuari Hachiman a Ichigaya (市ヶ谷八幡, Ichigaya Hachiman) (10-1858) | 41. El santuari Hachiman a Ichigaya (市ヶ谷八幡, Ichigaya Hachiman) (10-1858) | Se sol atribuir aquesta estampa a Hiroshige II, per estar segellada pels censors un mes després de la mort del mestre, tot i que no és descartable que el deixeble treballés sobre un esbós deixat pel seu mentor. És una composició típica de la sèrie, en un format vertical on apareix en primer pla, a la part inferior, un bulliciós carrer del sector d'Ichigaya, famós per les seves cases de te i els seus locals de lenocini –actualment és una estació de la línia East Japan Railway–. Sobre aquest pla apareixen diversos núvols de color blanc vermellós, mentre que a la boscosa muntanya s'alça el santuari Hachiman, dedicat a Inari, entre uns cirerers en flor. | Se sol atribuir aquesta estampa a Hiroshige II, per estar segellada pels censors un mes després de la mort del mestre, tot i que no és descartable que el deixeble treballés sobre un esbós deixat pel seu mentor. És una composició típica de la sèrie, en un format vertical on apareix en primer pla, a la part inferior, un bulliciós carrer del sector d'Ichigaya, famós per les seves cases de te i els seus locals de lenocini –actualment és una estació de la línia East Japan Railway–. Sobre aquest pla apareixen diversos núvols de color blanc vermellós, mentre que a la boscosa muntanya s'alça el santuari Hachiman, dedicat a Inari, entre uns cirerers en flor. | Se sol atribuir aquesta estampa a Hiroshige II, per estar segellada pels censors un mes després de la mort del mestre, tot i que no és descartable que el deixeble treballés sobre un esbós deixat pel seu mentor. És una composició típica de la sèrie, en un format vertical on apareix en primer pla, a la part inferior, un bulliciós carrer del sector d'Ichigaya, famós per les seves cases de te i els seus locals de lenocini –actualment és una estació de la línia East Japan Railway–. Sobre aquest pla apareixen diversos núvols de color blanc vermellós, mentre que a la boscosa muntanya s'alça el santuari Hachiman, dedicat a Inari, entre uns cirerers en flor. | Se sol atribuir aquesta estampa a Hiroshige II, per estar segellada pels censors un mes després de la mort del mestre, tot i que no és descartable que el deixeble treballés sobre un esbós deixat pel seu mentor. És una composició típica de la sèrie, en un format vertical on apareix en primer pla, a la part inferior, un bulliciós carrer del sector d'Ichigaya, famós per les seves cases de te i els seus locals de lenocini –actualment és una estació de la línia East Japan Railway–. Sobre aquest pla apareixen diversos núvols de color blanc vermellós, mentre que a la boscosa muntanya s'alça el santuari Hachiman, dedicat a Inari, entre uns cirerers en flor. | Se sol atribuir aquesta estampa a Hiroshige II, per estar segellada pels censors un mes després de la mort del mestre, tot i que no és descartable que el deixeble treballés sobre un esbós deixat pel seu mentor. És una composició típica de la sèrie, en un format vertical on apareix en primer pla, a la part inferior, un bulliciós carrer del sector d'Ichigaya, famós per les seves cases de te i els seus locals de lenocini –actualment és una estació de la línia East Japan Railway–. Sobre aquest pla apareixen diversos núvols de color blanc vermellós, mentre que a la boscosa muntanya s'alça el santuari Hachiman, dedicat a Inari, entre uns cirerers en flor. | Se sol atribuir aquesta estampa a Hiroshige II, per estar segellada pels censors un mes després de la mort del mestre, tot i que no és descartable que el deixeble treballés sobre un esbós deixat pel seu mentor. És una composició típica de la sèrie, en un format vertical on apareix en primer pla, a la part inferior, un bulliciós carrer del sector d'Ichigaya, famós per les seves cases de te i els seus locals de lenocini –actualment és una estació de la línia East Japan Railway–. Sobre aquest pla apareixen diversos núvols de color blanc vermellós, mentre que a la boscosa muntanya s'alça el santuari Hachiman, dedicat a Inari, entre uns cirerers en flor. |
| Flors de cirerers a la vora del riu Tamagawa                                                                                | 42. Flors de cirerers a la vora del riu Tamagawa (玉川堤の花, Tamagawa tsutsumi no hana) (2-1856) | 42. Flors de cirerers a la vora del riu Tamagawa (玉川堤の花, Tamagawa tsutsumi no hana) (2-1856) | 42. Flors de cirerers a la vora del riu Tamagawa (玉川堤の花, Tamagawa tsutsumi no hana) (2-1856) | El motiu principal d'aquesta imatge són novament els cirerers en flor, que apareixen en la majoria de les estampes dedicades a la primavera. Els japonesos senten gran devoció per la floració d'aquests arbres, que celebren en la festa del Hanami. L'avinguda a la vora del Tamagawa fou realitzada el 1730 pel shōgun Tokugawa Yoshimune, creador dels primers parcs públics d'Edo. A tot el llarg de l'avinguda circula un gran nombre de persones, contrastant aquest esdeveniment familiar amb l'establiment de la dreta, un dels locals de prostitució del barri de Shinjuku. En aquesta obra destaca novament el suau cromatisme i la delicada combinació de colors. | El motiu principal d'aquesta imatge són novament els cirerers en flor, que apareixen en la majoria de les estampes dedicades a la primavera. Els japonesos senten gran devoció per la floració d'aquests arbres, que celebren en la festa del Hanami. L'avinguda a la vora del Tamagawa fou realitzada el 1730 pel shōgun Tokugawa Yoshimune, creador dels primers parcs públics d'Edo. A tot el llarg de l'avinguda circula un gran nombre de persones, contrastant aquest esdeveniment familiar amb l'establiment de la dreta, un dels locals de prostitució del barri de Shinjuku. En aquesta obra destaca novament el suau cromatisme i la delicada combinació de colors. | El motiu principal d'aquesta imatge són novament els cirerers en flor, que apareixen en la majoria de les estampes dedicades a la primavera. Els japonesos senten gran devoció per la floració d'aquests arbres, que celebren en la festa del Hanami. L'avinguda a la vora del Tamagawa fou realitzada el 1730 pel shōgun Tokugawa Yoshimune, creador dels primers parcs públics d'Edo. A tot el llarg de l'avinguda circula un gran nombre de persones, contrastant aquest esdeveniment familiar amb l'establiment de la dreta, un dels locals de prostitució del barri de Shinjuku. En aquesta obra destaca novament el suau cromatisme i la delicada combinació de colors. | El motiu principal d'aquesta imatge són novament els cirerers en flor, que apareixen en la majoria de les estampes dedicades a la primavera. Els japonesos senten gran devoció per la floració d'aquests arbres, que celebren en la festa del Hanami. L'avinguda a la vora del Tamagawa fou realitzada el 1730 pel shōgun Tokugawa Yoshimune, creador dels primers parcs públics d'Edo. A tot el llarg de l'avinguda circula un gran nombre de persones, contrastant aquest esdeveniment familiar amb l'establiment de la dreta, un dels locals de prostitució del barri de Shinjuku. En aquesta obra destaca novament el suau cromatisme i la delicada combinació de colors. | El motiu principal d'aquesta imatge són novament els cirerers en flor, que apareixen en la majoria de les estampes dedicades a la primavera. Els japonesos senten gran devoció per la floració d'aquests arbres, que celebren en la festa del Hanami. L'avinguda a la vora del Tamagawa fou realitzada el 1730 pel shōgun Tokugawa Yoshimune, creador dels primers parcs públics d'Edo. A tot el llarg de l'avinguda circula un gran nombre de persones, contrastant aquest esdeveniment familiar amb l'establiment de la dreta, un dels locals de prostitució del barri de Shinjuku. En aquesta obra destaca novament el suau cromatisme i la delicada combinació de colors. | El motiu principal d'aquesta imatge són novament els cirerers en flor, que apareixen en la majoria de les estampes dedicades a la primavera. Els japonesos senten gran devoció per la floració d'aquests arbres, que celebren en la festa del Hanami. L'avinguda a la vora del Tamagawa fou realitzada el 1730 pel shōgun Tokugawa Yoshimune, creador dels primers parcs públics d'Edo. A tot el llarg de l'avinguda circula un gran nombre de persones, contrastant aquest esdeveniment familiar amb l'establiment de la dreta, un dels locals de prostitució del barri de Shinjuku. En aquesta obra destaca novament el suau cromatisme i la delicada combinació de colors. |

### Estiu
| Estiu                                                                 | | | | | | | | | |
| Els ponts Nihonbashi i Edobashi                                       | 43. Els ponts Nihonbashi i Edobashi (日本橋江戸ばし, Nihonbashi Edobashi) (12-1857)                                                                    | 43. Els ponts Nihonbashi i Edobashi (日本橋江戸ばし, Nihonbashi Edobashi) (12-1857)                                                                    | 43. Els ponts Nihonbashi i Edobashi (日本橋江戸ばし, Nihonbashi Edobashi) (12-1857)                                                                    | De nou una curiosa composició d'un fons paisatgístic albirat a través d'un primer pla constituït pels travessers del pont, amb un alt pilar que ocupa tot el lateral esquerre i una cistella de peix (tonyina) retallada en el dret, portada per un transeünt que no apareix a la imatge. Els taulons pertanyen al pont Nihonbashi («Pont del Japó» o «Pont del sol naixent»), mentre que el que apareix al fons és l'Edobashi («Pont d'Edo»). A l'horitzó es pot veure el disc vermell del sol que llostreja. Amb aquesta làmina comença la sèrie dedicada a l'estiu, coincidint el motiu escollit (el pont Nihonbashi) amb la làmina 1 que iniciava la primavera. La vista que es veu aquí és cap a l'est, la contrària de la làmina 1. | De nou una curiosa composició d'un fons paisatgístic albirat a través d'un primer pla constituït pels travessers del pont, amb un alt pilar que ocupa tot el lateral esquerre i una cistella de peix (tonyina) retallada en el dret, portada per un transeünt que no apareix a la imatge. Els taulons pertanyen al pont Nihonbashi («Pont del Japó» o «Pont del sol naixent»), mentre que el que apareix al fons és l'Edobashi («Pont d'Edo»). A l'horitzó es pot veure el disc vermell del sol que llostreja. Amb aquesta làmina comença la sèrie dedicada a l'estiu, coincidint el motiu escollit (el pont Nihonbashi) amb la làmina 1 que iniciava la primavera. La vista que es veu aquí és cap a l'est, la contrària de la làmina 1. | De nou una curiosa composició d'un fons paisatgístic albirat a través d'un primer pla constituït pels travessers del pont, amb un alt pilar que ocupa tot el lateral esquerre i una cistella de peix (tonyina) retallada en el dret, portada per un transeünt que no apareix a la imatge. Els taulons pertanyen al pont Nihonbashi («Pont del Japó» o «Pont del sol naixent»), mentre que el que apareix al fons és l'Edobashi («Pont d'Edo»). A l'horitzó es pot veure el disc vermell del sol que llostreja. Amb aquesta làmina comença la sèrie dedicada a l'estiu, coincidint el motiu escollit (el pont Nihonbashi) amb la làmina 1 que iniciava la primavera. La vista que es veu aquí és cap a l'est, la contrària de la làmina 1. | De nou una curiosa composició d'un fons paisatgístic albirat a través d'un primer pla constituït pels travessers del pont, amb un alt pilar que ocupa tot el lateral esquerre i una cistella de peix (tonyina) retallada en el dret, portada per un transeünt que no apareix a la imatge. Els taulons pertanyen al pont Nihonbashi («Pont del Japó» o «Pont del sol naixent»), mentre que el que apareix al fons és l'Edobashi («Pont d'Edo»). A l'horitzó es pot veure el disc vermell del sol que llostreja. Amb aquesta làmina comença la sèrie dedicada a l'estiu, coincidint el motiu escollit (el pont Nihonbashi) amb la làmina 1 que iniciava la primavera. La vista que es veu aquí és cap a l'est, la contrària de la làmina 1. | De nou una curiosa composició d'un fons paisatgístic albirat a través d'un primer pla constituït pels travessers del pont, amb un alt pilar que ocupa tot el lateral esquerre i una cistella de peix (tonyina) retallada en el dret, portada per un transeünt que no apareix a la imatge. Els taulons pertanyen al pont Nihonbashi («Pont del Japó» o «Pont del sol naixent»), mentre que el que apareix al fons és l'Edobashi («Pont d'Edo»). A l'horitzó es pot veure el disc vermell del sol que llostreja. Amb aquesta làmina comença la sèrie dedicada a l'estiu, coincidint el motiu escollit (el pont Nihonbashi) amb la làmina 1 que iniciava la primavera. La vista que es veu aquí és cap a l'est, la contrària de la làmina 1. | De nou una curiosa composició d'un fons paisatgístic albirat a través d'un primer pla constituït pels travessers del pont, amb un alt pilar que ocupa tot el lateral esquerre i una cistella de peix (tonyina) retallada en el dret, portada per un transeünt que no apareix a la imatge. Els taulons pertanyen al pont Nihonbashi («Pont del Japó» o «Pont del sol naixent»), mentre que el que apareix al fons és l'Edobashi («Pont d'Edo»). A l'horitzó es pot veure el disc vermell del sol que llostreja. Amb aquesta làmina comença la sèrie dedicada a l'estiu, coincidint el motiu escollit (el pont Nihonbashi) amb la làmina 1 que iniciava la primavera. La vista que es veu aquí és cap a l'est, la contrària de la làmina 1. |
| Vista del carrer Nihonbashi itchōme                                   | 44. Vista del carrer Nihonbashi itchōme (日本橋通一丁目略図, Nihonbashi Tōri itchōme ryakuzu) (8-1858)                                                 | 44. Vista del carrer Nihonbashi itchōme (日本橋通一丁目略図, Nihonbashi Tōri itchōme ryakuzu) (8-1858)                                                 | 44. Vista del carrer Nihonbashi itchōme (日本橋通一丁目略図, Nihonbashi Tōri itchōme ryakuzu) (8-1858)                                                 | El pont Nihonbashi donava nom a un populós barri comercial d'Edo, que solia tenir molta activitat de gent passejant i comerciant, com es veu en aquesta imatge. En primer pla es veu un grup de ballarins conegut com Sumiyoshi, que feia actuacions itinerants a tot el llarg de la ciutat; van protegits per una gran ombreŀla, i els segueix una intèrpret de shamisen. Entre els edificis del fons es percep el comerç Shirokiya («arbre blanc»), fundat el 1662, un dels principals grans magatzems de la ciutat, posteriorment assimilat a la cadena Tōkyū. Davant del comerç hi ha una parada de melons, i un home major que acaba de comprar un ho està menjant. Al seu costat, un repartidor del restaurant Tōkyōan porta una safata amb sake i caixes de pasta de fajol. | El pont Nihonbashi donava nom a un populós barri comercial d'Edo, que solia tenir molta activitat de gent passejant i comerciant, com es veu en aquesta imatge. En primer pla es veu un grup de ballarins conegut com Sumiyoshi, que feia actuacions itinerants a tot el llarg de la ciutat; van protegits per una gran ombreŀla, i els segueix una intèrpret de shamisen. Entre els edificis del fons es percep el comerç Shirokiya («arbre blanc»), fundat el 1662, un dels principals grans magatzems de la ciutat, posteriorment assimilat a la cadena Tōkyū. Davant del comerç hi ha una parada de melons, i un home major que acaba de comprar un ho està menjant. Al seu costat, un repartidor del restaurant Tōkyōan porta una safata amb sake i caixes de pasta de fajol. | El pont Nihonbashi donava nom a un populós barri comercial d'Edo, que solia tenir molta activitat de gent passejant i comerciant, com es veu en aquesta imatge. En primer pla es veu un grup de ballarins conegut com Sumiyoshi, que feia actuacions itinerants a tot el llarg de la ciutat; van protegits per una gran ombreŀla, i els segueix una intèrpret de shamisen. Entre els edificis del fons es percep el comerç Shirokiya («arbre blanc»), fundat el 1662, un dels principals grans magatzems de la ciutat, posteriorment assimilat a la cadena Tōkyū. Davant del comerç hi ha una parada de melons, i un home major que acaba de comprar un ho està menjant. Al seu costat, un repartidor del restaurant Tōkyōan porta una safata amb sake i caixes de pasta de fajol. | El pont Nihonbashi donava nom a un populós barri comercial d'Edo, que solia tenir molta activitat de gent passejant i comerciant, com es veu en aquesta imatge. En primer pla es veu un grup de ballarins conegut com Sumiyoshi, que feia actuacions itinerants a tot el llarg de la ciutat; van protegits per una gran ombreŀla, i els segueix una intèrpret de shamisen. Entre els edificis del fons es percep el comerç Shirokiya («arbre blanc»), fundat el 1662, un dels principals grans magatzems de la ciutat, posteriorment assimilat a la cadena Tōkyū. Davant del comerç hi ha una parada de melons, i un home major que acaba de comprar un ho està menjant. Al seu costat, un repartidor del restaurant Tōkyōan porta una safata amb sake i caixes de pasta de fajol. | El pont Nihonbashi donava nom a un populós barri comercial d'Edo, que solia tenir molta activitat de gent passejant i comerciant, com es veu en aquesta imatge. En primer pla es veu un grup de ballarins conegut com Sumiyoshi, que feia actuacions itinerants a tot el llarg de la ciutat; van protegits per una gran ombreŀla, i els segueix una intèrpret de shamisen. Entre els edificis del fons es percep el comerç Shirokiya («arbre blanc»), fundat el 1662, un dels principals grans magatzems de la ciutat, posteriorment assimilat a la cadena Tōkyū. Davant del comerç hi ha una parada de melons, i un home major que acaba de comprar un ho està menjant. Al seu costat, un repartidor del restaurant Tōkyōan porta una safata amb sake i caixes de pasta de fajol. | El pont Nihonbashi donava nom a un populós barri comercial d'Edo, que solia tenir molta activitat de gent passejant i comerciant, com es veu en aquesta imatge. En primer pla es veu un grup de ballarins conegut com Sumiyoshi, que feia actuacions itinerants a tot el llarg de la ciutat; van protegits per una gran ombreŀla, i els segueix una intèrpret de shamisen. Entre els edificis del fons es percep el comerç Shirokiya («arbre blanc»), fundat el 1662, un dels principals grans magatzems de la ciutat, posteriorment assimilat a la cadena Tōkyū. Davant del comerç hi ha una parada de melons, i un home major que acaba de comprar un ho està menjant. Al seu costat, un repartidor del restaurant Tōkyōan porta una safata amb sake i caixes de pasta de fajol. |
| El pont Yatsumi no hashi                                              | 45. El pont Yatsumi no hashi (八ツ見のはし, Yatsumi no hashi) (8-1856)                                                                                 | 45. El pont Yatsumi no hashi (八ツ見のはし, Yatsumi no hashi) (8-1856)                                                                                 | 45. El pont Yatsumi no hashi (八ツ見のはし, Yatsumi no hashi) (8-1856)                                                                                 | Yatsumi no hashi vol dir «vista dels vuit ponts», ja què des d'allí (actualment és el Pont Ichikoku) es podien veure vuit ponts seguits al llarg del riu. Novament l'autor anteposa un primer pla al costat dret amb unes branques penjants de desmai, mentre que a la cantonada inferior esquerra apareixen uns travessers del pont. En pla mig es veu el riu solcat per diverses embarcacions, després del qual se succeeixen diversos ponts que es perden a la llunyania. Els edificis del fons corresponen al Palau del Shōgun, darrere del qual s'alça la imponent majestuositat del mont Fuji. El cel té l'habitual gradació de colors, travessat pel vol de dos ocells. | Yatsumi no hashi vol dir «vista dels vuit ponts», ja què des d'allí (actualment és el Pont Ichikoku) es podien veure vuit ponts seguits al llarg del riu. Novament l'autor anteposa un primer pla al costat dret amb unes branques penjants de desmai, mentre que a la cantonada inferior esquerra apareixen uns travessers del pont. En pla mig es veu el riu solcat per diverses embarcacions, després del qual se succeeixen diversos ponts que es perden a la llunyania. Els edificis del fons corresponen al Palau del Shōgun, darrere del qual s'alça la imponent majestuositat del mont Fuji. El cel té l'habitual gradació de colors, travessat pel vol de dos ocells. | Yatsumi no hashi vol dir «vista dels vuit ponts», ja què des d'allí (actualment és el Pont Ichikoku) es podien veure vuit ponts seguits al llarg del riu. Novament l'autor anteposa un primer pla al costat dret amb unes branques penjants de desmai, mentre que a la cantonada inferior esquerra apareixen uns travessers del pont. En pla mig es veu el riu solcat per diverses embarcacions, després del qual se succeeixen diversos ponts que es perden a la llunyania. Els edificis del fons corresponen al Palau del Shōgun, darrere del qual s'alça la imponent majestuositat del mont Fuji. El cel té l'habitual gradació de colors, travessat pel vol de dos ocells. | Yatsumi no hashi vol dir «vista dels vuit ponts», ja què des d'allí (actualment és el Pont Ichikoku) es podien veure vuit ponts seguits al llarg del riu. Novament l'autor anteposa un primer pla al costat dret amb unes branques penjants de desmai, mentre que a la cantonada inferior esquerra apareixen uns travessers del pont. En pla mig es veu el riu solcat per diverses embarcacions, després del qual se succeeixen diversos ponts que es perden a la llunyania. Els edificis del fons corresponen al Palau del Shōgun, darrere del qual s'alça la imponent majestuositat del mont Fuji. El cel té l'habitual gradació de colors, travessat pel vol de dos ocells. | Yatsumi no hashi vol dir «vista dels vuit ponts», ja què des d'allí (actualment és el Pont Ichikoku) es podien veure vuit ponts seguits al llarg del riu. Novament l'autor anteposa un primer pla al costat dret amb unes branques penjants de desmai, mentre que a la cantonada inferior esquerra apareixen uns travessers del pont. En pla mig es veu el riu solcat per diverses embarcacions, després del qual se succeeixen diversos ponts que es perden a la llunyania. Els edificis del fons corresponen al Palau del Shōgun, darrere del qual s'alça la imponent majestuositat del mont Fuji. El cel té l'habitual gradació de colors, travessat pel vol de dos ocells. | Yatsumi no hashi vol dir «vista dels vuit ponts», ja què des d'allí (actualment és el Pont Ichikoku) es podien veure vuit ponts seguits al llarg del riu. Novament l'autor anteposa un primer pla al costat dret amb unes branques penjants de desmai, mentre que a la cantonada inferior esquerra apareixen uns travessers del pont. En pla mig es veu el riu solcat per diverses embarcacions, després del qual se succeeixen diversos ponts que es perden a la llunyania. Els edificis del fons corresponen al Palau del Shōgun, darrere del qual s'alça la imponent majestuositat del mont Fuji. El cel té l'habitual gradació de colors, travessat pel vol de dos ocells. |
| La barca Yoroi i Koami-chō                                            | 46. La barca Yoroi i Koami-chō (鎧の渡し小網町, Yoroi no watashi Koami-chō) (10-1857)                                                                  | 46. La barca Yoroi i Koami-chō (鎧の渡し小網町, Yoroi no watashi Koami-chō) (10-1857)                                                                  | 46. La barca Yoroi i Koami-chō (鎧の渡し小網町, Yoroi no watashi Koami-chō) (10-1857)                                                                  | En aquesta composició Hiroshige utilitza una perspectiva molt marcada cap al fons per la llarga fila d'unes casetes de magatzems, que trenquen la imatge en dos: a la part inferior es veu un canal fluvial (el Nihonbashigawa) amb diverses barques, algunes que transporten mercaderies i altres passatgers; a la superior s'aprecia un cel de to blanc i blau als extrems, creuat per un núvol d'un curiós color groc i, com a l'estampa anterior, el vol d'uns ocells. Al costat dret, una noble dama camina per la vora, abillada amb un kimono de ric colorit i coberta per una ombreŀla, mentre que a l'esquerre es veu la proa d'una embarcació, seguint l'habitual estil de l'autor de contraposició de plans. | En aquesta composició Hiroshige utilitza una perspectiva molt marcada cap al fons per la llarga fila d'unes casetes de magatzems, que trenquen la imatge en dos: a la part inferior es veu un canal fluvial (el Nihonbashigawa) amb diverses barques, algunes que transporten mercaderies i altres passatgers; a la superior s'aprecia un cel de to blanc i blau als extrems, creuat per un núvol d'un curiós color groc i, com a l'estampa anterior, el vol d'uns ocells. Al costat dret, una noble dama camina per la vora, abillada amb un kimono de ric colorit i coberta per una ombreŀla, mentre que a l'esquerre es veu la proa d'una embarcació, seguint l'habitual estil de l'autor de contraposició de plans. | En aquesta composició Hiroshige utilitza una perspectiva molt marcada cap al fons per la llarga fila d'unes casetes de magatzems, que trenquen la imatge en dos: a la part inferior es veu un canal fluvial (el Nihonbashigawa) amb diverses barques, algunes que transporten mercaderies i altres passatgers; a la superior s'aprecia un cel de to blanc i blau als extrems, creuat per un núvol d'un curiós color groc i, com a l'estampa anterior, el vol d'uns ocells. Al costat dret, una noble dama camina per la vora, abillada amb un kimono de ric colorit i coberta per una ombreŀla, mentre que a l'esquerre es veu la proa d'una embarcació, seguint l'habitual estil de l'autor de contraposició de plans. | En aquesta composició Hiroshige utilitza una perspectiva molt marcada cap al fons per la llarga fila d'unes casetes de magatzems, que trenquen la imatge en dos: a la part inferior es veu un canal fluvial (el Nihonbashigawa) amb diverses barques, algunes que transporten mercaderies i altres passatgers; a la superior s'aprecia un cel de to blanc i blau als extrems, creuat per un núvol d'un curiós color groc i, com a l'estampa anterior, el vol d'uns ocells. Al costat dret, una noble dama camina per la vora, abillada amb un kimono de ric colorit i coberta per una ombreŀla, mentre que a l'esquerre es veu la proa d'una embarcació, seguint l'habitual estil de l'autor de contraposició de plans. | En aquesta composició Hiroshige utilitza una perspectiva molt marcada cap al fons per la llarga fila d'unes casetes de magatzems, que trenquen la imatge en dos: a la part inferior es veu un canal fluvial (el Nihonbashigawa) amb diverses barques, algunes que transporten mercaderies i altres passatgers; a la superior s'aprecia un cel de to blanc i blau als extrems, creuat per un núvol d'un curiós color groc i, com a l'estampa anterior, el vol d'uns ocells. Al costat dret, una noble dama camina per la vora, abillada amb un kimono de ric colorit i coberta per una ombreŀla, mentre que a l'esquerre es veu la proa d'una embarcació, seguint l'habitual estil de l'autor de contraposició de plans. | En aquesta composició Hiroshige utilitza una perspectiva molt marcada cap al fons per la llarga fila d'unes casetes de magatzems, que trenquen la imatge en dos: a la part inferior es veu un canal fluvial (el Nihonbashigawa) amb diverses barques, algunes que transporten mercaderies i altres passatgers; a la superior s'aprecia un cel de to blanc i blau als extrems, creuat per un núvol d'un curiós color groc i, com a l'estampa anterior, el vol d'uns ocells. Al costat dret, una noble dama camina per la vora, abillada amb un kimono de ric colorit i coberta per una ombreŀla, mentre que a l'esquerre es veu la proa d'una embarcació, seguint l'habitual estil de l'autor de contraposició de plans. |
| El pavelló Seidō i el riu Kandagawa vistos des del pont Shōheibashi   | 47. El pavelló Seidō i el riu Kandagawa vistos des del pont Shōheibashi (昌平橋聖堂神田川, Shōheibashi Seidō Kandagawa) (9-1857)                       | 47. El pavelló Seidō i el riu Kandagawa vistos des del pont Shōheibashi (昌平橋聖堂神田川, Shōheibashi Seidō Kandagawa) (9-1857)                       | 47. El pavelló Seidō i el riu Kandagawa vistos des del pont Shōheibashi (昌平橋聖堂神田川, Shōheibashi Seidō Kandagawa) (9-1857)                       | Nova composició per plans, on destaca en primer terme un turó que ocupa tot el costat esquerre, disposat en diagonal i coronat per pins. Es tracta del turó Shōheizaka, que comparteix amb el pont Shōheibashi –del qual es veuen uns taulons al cantó inferior dret– l'element Shōhei, transcripció al japonès de Xangping, el lloc de naixement de Confuci, quina doctrina moral era la base de l'administració estatal nipona. Darrere del pont apareix el riu Kandagawa solcat per diverses embarcacions, mentre que a l'altra vora diversos transeünts caminen per una senda flanquejada pel mur que delimita el pavelló Seidō («Pavelló sant»), construït el 1690 com santuari del confucianisme. Aquesta estampa és la primera que presenta la pluja, traçada amb fines línies que exigien una gran destresa per part del gravador (horishi). | Nova composició per plans, on destaca en primer terme un turó que ocupa tot el costat esquerre, disposat en diagonal i coronat per pins. Es tracta del turó Shōheizaka, que comparteix amb el pont Shōheibashi –del qual es veuen uns taulons al cantó inferior dret– l'element Shōhei, transcripció al japonès de Xangping, el lloc de naixement de Confuci, quina doctrina moral era la base de l'administració estatal nipona. Darrere del pont apareix el riu Kandagawa solcat per diverses embarcacions, mentre que a l'altra vora diversos transeünts caminen per una senda flanquejada pel mur que delimita el pavelló Seidō («Pavelló sant»), construït el 1690 com santuari del confucianisme. Aquesta estampa és la primera que presenta la pluja, traçada amb fines línies que exigien una gran destresa per part del gravador (horishi). | Nova composició per plans, on destaca en primer terme un turó que ocupa tot el costat esquerre, disposat en diagonal i coronat per pins. Es tracta del turó Shōheizaka, que comparteix amb el pont Shōheibashi –del qual es veuen uns taulons al cantó inferior dret– l'element Shōhei, transcripció al japonès de Xangping, el lloc de naixement de Confuci, quina doctrina moral era la base de l'administració estatal nipona. Darrere del pont apareix el riu Kandagawa solcat per diverses embarcacions, mentre que a l'altra vora diversos transeünts caminen per una senda flanquejada pel mur que delimita el pavelló Seidō («Pavelló sant»), construït el 1690 com santuari del confucianisme. Aquesta estampa és la primera que presenta la pluja, traçada amb fines línies que exigien una gran destresa per part del gravador (horishi). | Nova composició per plans, on destaca en primer terme un turó que ocupa tot el costat esquerre, disposat en diagonal i coronat per pins. Es tracta del turó Shōheizaka, que comparteix amb el pont Shōheibashi –del qual es veuen uns taulons al cantó inferior dret– l'element Shōhei, transcripció al japonès de Xangping, el lloc de naixement de Confuci, quina doctrina moral era la base de l'administració estatal nipona. Darrere del pont apareix el riu Kandagawa solcat per diverses embarcacions, mentre que a l'altra vora diversos transeünts caminen per una senda flanquejada pel mur que delimita el pavelló Seidō («Pavelló sant»), construït el 1690 com santuari del confucianisme. Aquesta estampa és la primera que presenta la pluja, traçada amb fines línies que exigien una gran destresa per part del gravador (horishi). | Nova composició per plans, on destaca en primer terme un turó que ocupa tot el costat esquerre, disposat en diagonal i coronat per pins. Es tracta del turó Shōheizaka, que comparteix amb el pont Shōheibashi –del qual es veuen uns taulons al cantó inferior dret– l'element Shōhei, transcripció al japonès de Xangping, el lloc de naixement de Confuci, quina doctrina moral era la base de l'administració estatal nipona. Darrere del pont apareix el riu Kandagawa solcat per diverses embarcacions, mentre que a l'altra vora diversos transeünts caminen per una senda flanquejada pel mur que delimita el pavelló Seidō («Pavelló sant»), construït el 1690 com santuari del confucianisme. Aquesta estampa és la primera que presenta la pluja, traçada amb fines línies que exigien una gran destresa per part del gravador (horishi). | Nova composició per plans, on destaca en primer terme un turó que ocupa tot el costat esquerre, disposat en diagonal i coronat per pins. Es tracta del turó Shōheizaka, que comparteix amb el pont Shōheibashi –del qual es veuen uns taulons al cantó inferior dret– l'element Shōhei, transcripció al japonès de Xangping, el lloc de naixement de Confuci, quina doctrina moral era la base de l'administració estatal nipona. Darrere del pont apareix el riu Kandagawa solcat per diverses embarcacions, mentre que a l'altra vora diversos transeünts caminen per una senda flanquejada pel mur que delimita el pavelló Seidō («Pavelló sant»), construït el 1690 com santuari del confucianisme. Aquesta estampa és la primera que presenta la pluja, traçada amb fines línies que exigien una gran destresa per part del gravador (horishi). |
| El pont Suidōbashi i el barri de Surugadai                            | 48. El pont Suidōbashi i el barri de Surugadai (水道橋駿河台, Suidōbashi Surugadai) (i5-1857)                                                          | 48. El pont Suidōbashi i el barri de Surugadai (水道橋駿河台, Suidōbashi Surugadai) (i5-1857)                                                          | 48. El pont Suidōbashi i el barri de Surugadai (水道橋駿河台, Suidōbashi Surugadai) (i5-1857)                                                          | Domina el primer pla un gran estendard en forma de carpa (koi nobori), suspès d'un pal, darrere del qual es poden veure més lluny altres dos d'igual forma. Aquests estendards es col·locaven a la «festa dels xicots», que se celebrava el cinquè dia del cinquè mes del calendari, en honor dels nois de sis o set anys, commemorant la valentia i la virilitat; les carpes simbolitzen aquests conceptes, ja què la seva capacitat de nedar contracorrent les convertien en exemples de força i resistència. Cal ressaltar la qualitat en el traçat de les escames, amb una lluentor argentada que s'aconseguia amb la tècnica d'impressió amb sorra de mica (kirazuri). A la part inferior dreta es veu el pont Suidōbashi, per on creua una processó de guerrers que es dirigeix a Surugadai, un barri de samurais. Al fons apareix novament el mont Fuji. | Domina el primer pla un gran estendard en forma de carpa (koi nobori), suspès d'un pal, darrere del qual es poden veure més lluny altres dos d'igual forma. Aquests estendards es col·locaven a la «festa dels xicots», que se celebrava el cinquè dia del cinquè mes del calendari, en honor dels nois de sis o set anys, commemorant la valentia i la virilitat; les carpes simbolitzen aquests conceptes, ja què la seva capacitat de nedar contracorrent les convertien en exemples de força i resistència. Cal ressaltar la qualitat en el traçat de les escames, amb una lluentor argentada que s'aconseguia amb la tècnica d'impressió amb sorra de mica (kirazuri). A la part inferior dreta es veu el pont Suidōbashi, per on creua una processó de guerrers que es dirigeix a Surugadai, un barri de samurais. Al fons apareix novament el mont Fuji. | Domina el primer pla un gran estendard en forma de carpa (koi nobori), suspès d'un pal, darrere del qual es poden veure més lluny altres dos d'igual forma. Aquests estendards es col·locaven a la «festa dels xicots», que se celebrava el cinquè dia del cinquè mes del calendari, en honor dels nois de sis o set anys, commemorant la valentia i la virilitat; les carpes simbolitzen aquests conceptes, ja què la seva capacitat de nedar contracorrent les convertien en exemples de força i resistència. Cal ressaltar la qualitat en el traçat de les escames, amb una lluentor argentada que s'aconseguia amb la tècnica d'impressió amb sorra de mica (kirazuri). A la part inferior dreta es veu el pont Suidōbashi, per on creua una processó de guerrers que es dirigeix a Surugadai, un barri de samurais. Al fons apareix novament el mont Fuji. | Domina el primer pla un gran estendard en forma de carpa (koi nobori), suspès d'un pal, darrere del qual es poden veure més lluny altres dos d'igual forma. Aquests estendards es col·locaven a la «festa dels xicots», que se celebrava el cinquè dia del cinquè mes del calendari, en honor dels nois de sis o set anys, commemorant la valentia i la virilitat; les carpes simbolitzen aquests conceptes, ja què la seva capacitat de nedar contracorrent les convertien en exemples de força i resistència. Cal ressaltar la qualitat en el traçat de les escames, amb una lluentor argentada que s'aconseguia amb la tècnica d'impressió amb sorra de mica (kirazuri). A la part inferior dreta es veu el pont Suidōbashi, per on creua una processó de guerrers que es dirigeix a Surugadai, un barri de samurais. Al fons apareix novament el mont Fuji. | Domina el primer pla un gran estendard en forma de carpa (koi nobori), suspès d'un pal, darrere del qual es poden veure més lluny altres dos d'igual forma. Aquests estendards es col·locaven a la «festa dels xicots», que se celebrava el cinquè dia del cinquè mes del calendari, en honor dels nois de sis o set anys, commemorant la valentia i la virilitat; les carpes simbolitzen aquests conceptes, ja què la seva capacitat de nedar contracorrent les convertien en exemples de força i resistència. Cal ressaltar la qualitat en el traçat de les escames, amb una lluentor argentada que s'aconseguia amb la tècnica d'impressió amb sorra de mica (kirazuri). A la part inferior dreta es veu el pont Suidōbashi, per on creua una processó de guerrers que es dirigeix a Surugadai, un barri de samurais. Al fons apareix novament el mont Fuji. | Domina el primer pla un gran estendard en forma de carpa (koi nobori), suspès d'un pal, darrere del qual es poden veure més lluny altres dos d'igual forma. Aquests estendards es col·locaven a la «festa dels xicots», que se celebrava el cinquè dia del cinquè mes del calendari, en honor dels nois de sis o set anys, commemorant la valentia i la virilitat; les carpes simbolitzen aquests conceptes, ja què la seva capacitat de nedar contracorrent les convertien en exemples de força i resistència. Cal ressaltar la qualitat en el traçat de les escames, amb una lluentor argentada que s'aconseguia amb la tècnica d'impressió amb sorra de mica (kirazuri). A la part inferior dreta es veu el pont Suidōbashi, per on creua una processó de guerrers que es dirigeix a Surugadai, un barri de samurais. Al fons apareix novament el mont Fuji. |
| La cascada de Fudō a Ōji                                              | 49. La cascada de Fudō a Ōji (王子不動之滝, Ōji Fudō no taki) (9-1857)                                                                                 | 49. La cascada de Fudō a Ōji (王子不動之滝, Ōji Fudō no taki) (9-1857)                                                                                 | 49. La cascada de Fudō a Ōji (王子不動之滝, Ōji Fudō no taki) (9-1857)                                                                                 | Aquesta làmina destaca per la seva verticalitat, que treu el màxim profit del format ōban, aconseguida per la llarga caiguda d'aigua de la cascada de Fudō, al nord d'Edo. Aquest accident natural deu el seu nom a Fudō Myōō, el rei de la saviesa esotèrica en el budisme. Segons una llegenda, una jove pregà cent dies nua sota la cascada per demanar la curació del seu pare malalt; des de llavors, nombrosos devots es banyaven i pregaven demanant salut. A dalt de la cascada, una corda de cànem amb borles (shimenawa) assenyala la santedat del lloc. Als peus de la cascada apareixen diverses figures: un home entrant a l'aigua, una serventa que serveix el te a un home que segurament acaba de sortir de l'estany i dues dames abillades amb rics vestits que passegen per l'indret. | Aquesta làmina destaca per la seva verticalitat, que treu el màxim profit del format ōban, aconseguida per la llarga caiguda d'aigua de la cascada de Fudō, al nord d'Edo. Aquest accident natural deu el seu nom a Fudō Myōō, el rei de la saviesa esotèrica en el budisme. Segons una llegenda, una jove pregà cent dies nua sota la cascada per demanar la curació del seu pare malalt; des de llavors, nombrosos devots es banyaven i pregaven demanant salut. A dalt de la cascada, una corda de cànem amb borles (shimenawa) assenyala la santedat del lloc. Als peus de la cascada apareixen diverses figures: un home entrant a l'aigua, una serventa que serveix el te a un home que segurament acaba de sortir de l'estany i dues dames abillades amb rics vestits que passegen per l'indret. | Aquesta làmina destaca per la seva verticalitat, que treu el màxim profit del format ōban, aconseguida per la llarga caiguda d'aigua de la cascada de Fudō, al nord d'Edo. Aquest accident natural deu el seu nom a Fudō Myōō, el rei de la saviesa esotèrica en el budisme. Segons una llegenda, una jove pregà cent dies nua sota la cascada per demanar la curació del seu pare malalt; des de llavors, nombrosos devots es banyaven i pregaven demanant salut. A dalt de la cascada, una corda de cànem amb borles (shimenawa) assenyala la santedat del lloc. Als peus de la cascada apareixen diverses figures: un home entrant a l'aigua, una serventa que serveix el te a un home que segurament acaba de sortir de l'estany i dues dames abillades amb rics vestits que passegen per l'indret. | Aquesta làmina destaca per la seva verticalitat, que treu el màxim profit del format ōban, aconseguida per la llarga caiguda d'aigua de la cascada de Fudō, al nord d'Edo. Aquest accident natural deu el seu nom a Fudō Myōō, el rei de la saviesa esotèrica en el budisme. Segons una llegenda, una jove pregà cent dies nua sota la cascada per demanar la curació del seu pare malalt; des de llavors, nombrosos devots es banyaven i pregaven demanant salut. A dalt de la cascada, una corda de cànem amb borles (shimenawa) assenyala la santedat del lloc. Als peus de la cascada apareixen diverses figures: un home entrant a l'aigua, una serventa que serveix el te a un home que segurament acaba de sortir de l'estany i dues dames abillades amb rics vestits que passegen per l'indret. | Aquesta làmina destaca per la seva verticalitat, que treu el màxim profit del format ōban, aconseguida per la llarga caiguda d'aigua de la cascada de Fudō, al nord d'Edo. Aquest accident natural deu el seu nom a Fudō Myōō, el rei de la saviesa esotèrica en el budisme. Segons una llegenda, una jove pregà cent dies nua sota la cascada per demanar la curació del seu pare malalt; des de llavors, nombrosos devots es banyaven i pregaven demanant salut. A dalt de la cascada, una corda de cànem amb borles (shimenawa) assenyala la santedat del lloc. Als peus de la cascada apareixen diverses figures: un home entrant a l'aigua, una serventa que serveix el te a un home que segurament acaba de sortir de l'estany i dues dames abillades amb rics vestits que passegen per l'indret. | Aquesta làmina destaca per la seva verticalitat, que treu el màxim profit del format ōban, aconseguida per la llarga caiguda d'aigua de la cascada de Fudō, al nord d'Edo. Aquest accident natural deu el seu nom a Fudō Myōō, el rei de la saviesa esotèrica en el budisme. Segons una llegenda, una jove pregà cent dies nua sota la cascada per demanar la curació del seu pare malalt; des de llavors, nombrosos devots es banyaven i pregaven demanant salut. A dalt de la cascada, una corda de cànem amb borles (shimenawa) assenyala la santedat del lloc. Als peus de la cascada apareixen diverses figures: un home entrant a l'aigua, una serventa que serveix el te a un home que segurament acaba de sortir de l'estany i dues dames abillades amb rics vestits que passegen per l'indret. |
| El santuari de Kumano Jūnisha a Tsunohazu, també conegut com «Jūnisō» | 50. El santuari de Kumano Jūnisha a Tsunohazu, també conegut com «Jūnisō» (角筈熊野十二社俗称十二そ, Tsunohazu Kumano Jūnisha zokushō Jūnisō) (7-1856) | 50. El santuari de Kumano Jūnisha a Tsunohazu, també conegut com «Jūnisō» (角筈熊野十二社俗称十二そ, Tsunohazu Kumano Jūnisha zokushō Jūnisō) (7-1856) | 50. El santuari de Kumano Jūnisha a Tsunohazu, també conegut com «Jūnisō» (角筈熊野十二社俗称十二そ, Tsunohazu Kumano Jūnisha zokushō Jūnisō) (7-1856) | Aquest santuari fou fundat a l'era Ōei (1394-1428) per Suzuki Kurō, natural de la província de Kii (actual prefectura de Wakayama), on es troba el santuari de Kumano original. Ho dedicà a dotze divinitats procedents d'aquella regió, pel què fou conegut com Jūnisha («dotze santuaris»). El poble de Tsunohazu es trobava a l'oest de la ciutat, formant part actualment del barri de Shinjuku. La composició està dominada per l'estany central, al voltant del qual hi ha camps amb pins i diverses casetes per a prendre el te, amb gent passejant i gaudint del paisatge. Al cantó inferior esquerre apareixen diversos edificis del santuari. El fons té un perfil muntanyós, cobert d'una boira de color blanc i groc. | Aquest santuari fou fundat a l'era Ōei (1394-1428) per Suzuki Kurō, natural de la província de Kii (actual prefectura de Wakayama), on es troba el santuari de Kumano original. Ho dedicà a dotze divinitats procedents d'aquella regió, pel què fou conegut com Jūnisha («dotze santuaris»). El poble de Tsunohazu es trobava a l'oest de la ciutat, formant part actualment del barri de Shinjuku. La composició està dominada per l'estany central, al voltant del qual hi ha camps amb pins i diverses casetes per a prendre el te, amb gent passejant i gaudint del paisatge. Al cantó inferior esquerre apareixen diversos edificis del santuari. El fons té un perfil muntanyós, cobert d'una boira de color blanc i groc. | Aquest santuari fou fundat a l'era Ōei (1394-1428) per Suzuki Kurō, natural de la província de Kii (actual prefectura de Wakayama), on es troba el santuari de Kumano original. Ho dedicà a dotze divinitats procedents d'aquella regió, pel què fou conegut com Jūnisha («dotze santuaris»). El poble de Tsunohazu es trobava a l'oest de la ciutat, formant part actualment del barri de Shinjuku. La composició està dominada per l'estany central, al voltant del qual hi ha camps amb pins i diverses casetes per a prendre el te, amb gent passejant i gaudint del paisatge. Al cantó inferior esquerre apareixen diversos edificis del santuari. El fons té un perfil muntanyós, cobert d'una boira de color blanc i groc. | Aquest santuari fou fundat a l'era Ōei (1394-1428) per Suzuki Kurō, natural de la província de Kii (actual prefectura de Wakayama), on es troba el santuari de Kumano original. Ho dedicà a dotze divinitats procedents d'aquella regió, pel què fou conegut com Jūnisha («dotze santuaris»). El poble de Tsunohazu es trobava a l'oest de la ciutat, formant part actualment del barri de Shinjuku. La composició està dominada per l'estany central, al voltant del qual hi ha camps amb pins i diverses casetes per a prendre el te, amb gent passejant i gaudint del paisatge. Al cantó inferior esquerre apareixen diversos edificis del santuari. El fons té un perfil muntanyós, cobert d'una boira de color blanc i groc. | Aquest santuari fou fundat a l'era Ōei (1394-1428) per Suzuki Kurō, natural de la província de Kii (actual prefectura de Wakayama), on es troba el santuari de Kumano original. Ho dedicà a dotze divinitats procedents d'aquella regió, pel què fou conegut com Jūnisha («dotze santuaris»). El poble de Tsunohazu es trobava a l'oest de la ciutat, formant part actualment del barri de Shinjuku. La composició està dominada per l'estany central, al voltant del qual hi ha camps amb pins i diverses casetes per a prendre el te, amb gent passejant i gaudint del paisatge. Al cantó inferior esquerre apareixen diversos edificis del santuari. El fons té un perfil muntanyós, cobert d'una boira de color blanc i groc. | Aquest santuari fou fundat a l'era Ōei (1394-1428) per Suzuki Kurō, natural de la província de Kii (actual prefectura de Wakayama), on es troba el santuari de Kumano original. Ho dedicà a dotze divinitats procedents d'aquella regió, pel què fou conegut com Jūnisha («dotze santuaris»). El poble de Tsunohazu es trobava a l'oest de la ciutat, formant part actualment del barri de Shinjuku. La composició està dominada per l'estany central, al voltant del qual hi ha camps amb pins i diverses casetes per a prendre el te, amb gent passejant i gaudint del paisatge. Al cantó inferior esquerre apareixen diversos edificis del santuari. El fons té un perfil muntanyós, cobert d'una boira de color blanc i groc. |
| La processó Sannō a Kōjimachi itchōme                                 | 51. La processó Sannō a Kōjimachi itchōme (糀町一丁目山王祭ねり込, Kōjimachi itchōme Sannō Matsuri nerikomi) (7-1856)                                  | 51. La processó Sannō a Kōjimachi itchōme (糀町一丁目山王祭ねり込, Kōjimachi itchōme Sannō Matsuri nerikomi) (7-1856)                                  | 51. La processó Sannō a Kōjimachi itchōme (糀町一丁目山王祭ねり込, Kōjimachi itchōme Sannō Matsuri nerikomi) (7-1856)                                  | L'autor mostra novament una inusual composició amb un element destacat en primer terme, en aquest cas la part superior d'un carro festiu (mikoshi) de la festa de Sannō, celebrada el 15 de juny en honor del déu Hiei Sannō. Aquesta estructura ocupa tot el costat esquerre, formada per unes bandes de color blau sobre una vara de bambú, que s'obren com veles, sobre les que apareix un gran «tambor d'amonestació» (kankadori) rematat per un gall del que tan sols es veu una pata i unes plomes blanques. Al costat del carro, a la cantonada inferior esquerra, apareixen els barrets blancs amb flors vermelles dels participants en la processó. Sobre el turó a l'altre costat de l'estany s'aprecia altre carro, en aquest cas amb la figura d'un mico, que es dirigeix al Palau Hanzōmon. Aquesta festivitat se celebrava cada dos anys des del 1681, amb processons d'unes 50 carrosses i 500 persones abillades com al període Heian (794-1185), que es dirigien des del santuari d'Hiei Sannō –prop del Palau del Shōgun– per tot el centre de la ciutat. | L'autor mostra novament una inusual composició amb un element destacat en primer terme, en aquest cas la part superior d'un carro festiu (mikoshi) de la festa de Sannō, celebrada el 15 de juny en honor del déu Hiei Sannō. Aquesta estructura ocupa tot el costat esquerre, formada per unes bandes de color blau sobre una vara de bambú, que s'obren com veles, sobre les que apareix un gran «tambor d'amonestació» (kankadori) rematat per un gall del que tan sols es veu una pata i unes plomes blanques. Al costat del carro, a la cantonada inferior esquerra, apareixen els barrets blancs amb flors vermelles dels participants en la processó. Sobre el turó a l'altre costat de l'estany s'aprecia altre carro, en aquest cas amb la figura d'un mico, que es dirigeix al Palau Hanzōmon. Aquesta festivitat se celebrava cada dos anys des del 1681, amb processons d'unes 50 carrosses i 500 persones abillades com al període Heian (794-1185), que es dirigien des del santuari d'Hiei Sannō –prop del Palau del Shōgun– per tot el centre de la ciutat. | L'autor mostra novament una inusual composició amb un element destacat en primer terme, en aquest cas la part superior d'un carro festiu (mikoshi) de la festa de Sannō, celebrada el 15 de juny en honor del déu Hiei Sannō. Aquesta estructura ocupa tot el costat esquerre, formada per unes bandes de color blau sobre una vara de bambú, que s'obren com veles, sobre les que apareix un gran «tambor d'amonestació» (kankadori) rematat per un gall del que tan sols es veu una pata i unes plomes blanques. Al costat del carro, a la cantonada inferior esquerra, apareixen els barrets blancs amb flors vermelles dels participants en la processó. Sobre el turó a l'altre costat de l'estany s'aprecia altre carro, en aquest cas amb la figura d'un mico, que es dirigeix al Palau Hanzōmon. Aquesta festivitat se celebrava cada dos anys des del 1681, amb processons d'unes 50 carrosses i 500 persones abillades com al període Heian (794-1185), que es dirigien des del santuari d'Hiei Sannō –prop del Palau del Shōgun– per tot el centre de la ciutat. | L'autor mostra novament una inusual composició amb un element destacat en primer terme, en aquest cas la part superior d'un carro festiu (mikoshi) de la festa de Sannō, celebrada el 15 de juny en honor del déu Hiei Sannō. Aquesta estructura ocupa tot el costat esquerre, formada per unes bandes de color blau sobre una vara de bambú, que s'obren com veles, sobre les que apareix un gran «tambor d'amonestació» (kankadori) rematat per un gall del que tan sols es veu una pata i unes plomes blanques. Al costat del carro, a la cantonada inferior esquerra, apareixen els barrets blancs amb flors vermelles dels participants en la processó. Sobre el turó a l'altre costat de l'estany s'aprecia altre carro, en aquest cas amb la figura d'un mico, que es dirigeix al Palau Hanzōmon. Aquesta festivitat se celebrava cada dos anys des del 1681, amb processons d'unes 50 carrosses i 500 persones abillades com al període Heian (794-1185), que es dirigien des del santuari d'Hiei Sannō –prop del Palau del Shōgun– per tot el centre de la ciutat. | L'autor mostra novament una inusual composició amb un element destacat en primer terme, en aquest cas la part superior d'un carro festiu (mikoshi) de la festa de Sannō, celebrada el 15 de juny en honor del déu Hiei Sannō. Aquesta estructura ocupa tot el costat esquerre, formada per unes bandes de color blau sobre una vara de bambú, que s'obren com veles, sobre les que apareix un gran «tambor d'amonestació» (kankadori) rematat per un gall del que tan sols es veu una pata i unes plomes blanques. Al costat del carro, a la cantonada inferior esquerra, apareixen els barrets blancs amb flors vermelles dels participants en la processó. Sobre el turó a l'altre costat de l'estany s'aprecia altre carro, en aquest cas amb la figura d'un mico, que es dirigeix al Palau Hanzōmon. Aquesta festivitat se celebrava cada dos anys des del 1681, amb processons d'unes 50 carrosses i 500 persones abillades com al període Heian (794-1185), que es dirigien des del santuari d'Hiei Sannō –prop del Palau del Shōgun– per tot el centre de la ciutat. | L'autor mostra novament una inusual composició amb un element destacat en primer terme, en aquest cas la part superior d'un carro festiu (mikoshi) de la festa de Sannō, celebrada el 15 de juny en honor del déu Hiei Sannō. Aquesta estructura ocupa tot el costat esquerre, formada per unes bandes de color blau sobre una vara de bambú, que s'obren com veles, sobre les que apareix un gran «tambor d'amonestació» (kankadori) rematat per un gall del que tan sols es veu una pata i unes plomes blanques. Al costat del carro, a la cantonada inferior esquerra, apareixen els barrets blancs amb flors vermelles dels participants en la processó. Sobre el turó a l'altre costat de l'estany s'aprecia altre carro, en aquest cas amb la figura d'un mico, que es dirigeix al Palau Hanzōmon. Aquesta festivitat se celebrava cada dos anys des del 1681, amb processons d'unes 50 carrosses i 500 persones abillades com al període Heian (794-1185), que es dirigien des del santuari d'Hiei Sannō –prop del Palau del Shōgun– per tot el centre de la ciutat. |
| Jardí de paulòwnies a Akasaka                                         | 52. Jardí de paulòwnies a Akasaka (赤坂桐畑, Akasaka kiribatake) (4-1856)                                                                              | 52. Jardí de paulòwnies a Akasaka (赤坂桐畑, Akasaka kiribatake) (4-1856)                                                                              | 52. Jardí de paulòwnies a Akasaka (赤坂桐畑, Akasaka kiribatake) (4-1856)                                                                              | Se situa en primer terme, formant l'eix central vertical, un arbre de paulòwnia (kiri), amb altre més allunyat al costat dret, donant pas a un estany i un frondós bosc a la reserva aquàtica de Tameike, al barri d'Akasaka. L'estany de Tameike era salabrós, pel que creixia el lotus, assenyalat per uns punts negres a la vora del llac. Els edificis que es veuen al caire de l'estany pertanyien al santuari d'Hiei Sannō. A la vora des de la que mirem es trobava un jardí de paulòwnies (kiribatake) pertanyent a la residència del daimyō Kuroda, de Fukuoka. L'escorça d'aquest arbre s'utilitzava per a tints, i la fusta era adequada per a mobles, sandàlies geta (les sandàlies amb plataforma alçada típiques de les geishas) i per a confeccionar cítares (koto). | Se situa en primer terme, formant l'eix central vertical, un arbre de paulòwnia (kiri), amb altre més allunyat al costat dret, donant pas a un estany i un frondós bosc a la reserva aquàtica de Tameike, al barri d'Akasaka. L'estany de Tameike era salabrós, pel que creixia el lotus, assenyalat per uns punts negres a la vora del llac. Els edificis que es veuen al caire de l'estany pertanyien al santuari d'Hiei Sannō. A la vora des de la que mirem es trobava un jardí de paulòwnies (kiribatake) pertanyent a la residència del daimyō Kuroda, de Fukuoka. L'escorça d'aquest arbre s'utilitzava per a tints, i la fusta era adequada per a mobles, sandàlies geta (les sandàlies amb plataforma alçada típiques de les geishas) i per a confeccionar cítares (koto). | Se situa en primer terme, formant l'eix central vertical, un arbre de paulòwnia (kiri), amb altre més allunyat al costat dret, donant pas a un estany i un frondós bosc a la reserva aquàtica de Tameike, al barri d'Akasaka. L'estany de Tameike era salabrós, pel que creixia el lotus, assenyalat per uns punts negres a la vora del llac. Els edificis que es veuen al caire de l'estany pertanyien al santuari d'Hiei Sannō. A la vora des de la que mirem es trobava un jardí de paulòwnies (kiribatake) pertanyent a la residència del daimyō Kuroda, de Fukuoka. L'escorça d'aquest arbre s'utilitzava per a tints, i la fusta era adequada per a mobles, sandàlies geta (les sandàlies amb plataforma alçada típiques de les geishas) i per a confeccionar cítares (koto). | Se situa en primer terme, formant l'eix central vertical, un arbre de paulòwnia (kiri), amb altre més allunyat al costat dret, donant pas a un estany i un frondós bosc a la reserva aquàtica de Tameike, al barri d'Akasaka. L'estany de Tameike era salabrós, pel que creixia el lotus, assenyalat per uns punts negres a la vora del llac. Els edificis que es veuen al caire de l'estany pertanyien al santuari d'Hiei Sannō. A la vora des de la que mirem es trobava un jardí de paulòwnies (kiribatake) pertanyent a la residència del daimyō Kuroda, de Fukuoka. L'escorça d'aquest arbre s'utilitzava per a tints, i la fusta era adequada per a mobles, sandàlies geta (les sandàlies amb plataforma alçada típiques de les geishas) i per a confeccionar cítares (koto). | Se situa en primer terme, formant l'eix central vertical, un arbre de paulòwnia (kiri), amb altre més allunyat al costat dret, donant pas a un estany i un frondós bosc a la reserva aquàtica de Tameike, al barri d'Akasaka. L'estany de Tameike era salabrós, pel que creixia el lotus, assenyalat per uns punts negres a la vora del llac. Els edificis que es veuen al caire de l'estany pertanyien al santuari d'Hiei Sannō. A la vora des de la que mirem es trobava un jardí de paulòwnies (kiribatake) pertanyent a la residència del daimyō Kuroda, de Fukuoka. L'escorça d'aquest arbre s'utilitzava per a tints, i la fusta era adequada per a mobles, sandàlies geta (les sandàlies amb plataforma alçada típiques de les geishas) i per a confeccionar cítares (koto). | Se situa en primer terme, formant l'eix central vertical, un arbre de paulòwnia (kiri), amb altre més allunyat al costat dret, donant pas a un estany i un frondós bosc a la reserva aquàtica de Tameike, al barri d'Akasaka. L'estany de Tameike era salabrós, pel que creixia el lotus, assenyalat per uns punts negres a la vora del llac. Els edificis que es veuen al caire de l'estany pertanyien al santuari d'Hiei Sannō. A la vora des de la que mirem es trobava un jardí de paulòwnies (kiribatake) pertanyent a la residència del daimyō Kuroda, de Fukuoka. L'escorça d'aquest arbre s'utilitzava per a tints, i la fusta era adequada per a mobles, sandàlies geta (les sandàlies amb plataforma alçada típiques de les geishas) i per a confeccionar cítares (koto). |
| La pagoda del temple de Zōjōji i Akabane                              | 53. La pagoda del temple de Zōjōji i Akabane (増上寺塔赤羽根, Zōjōji tō Akabane) (1-1857)                                                              | 53. La pagoda del temple de Zōjōji i Akabane (増上寺塔赤羽根, Zōjōji tō Akabane) (1-1857)                                                              | 53. La pagoda del temple de Zōjōji i Akabane (増上寺塔赤羽根, Zōjōji tō Akabane) (1-1857)                                                              | S'aprecia de nou una vista aèria dominada per la imponent figura de la pagoda ocupant tot el costat dret, amb el típic color vermell dels temples. Si antigament aquesta pagoda era l'edificació més alta de la zona, avui dia està situada entre gratacels. El temple de Zōjōji pertany a la secta budista Jōdo («Escola de la Doctrina Pura»), i fou fundat per Tokugawa Ieyasu. Es trobava al sud-oest de la ciutat, prop del Tōkaidō, la via que conduïa a Kyōto, pel que atreia a molts viatgers. En època de Hiroshige comptava amb una comunitat de 3.000 monjos. Darrere la pagoda es veu el riu Akabanegawa creuat per un pont, darrere el qual es troba un carrer ample de color groc. El llarg edifici del fons era la residència del daimyō Arima, del feu de Kurume a Kyūshū, quina alta torre de vigilància –la major d'Edo– s'alça sobre l'horitzó al costat esquerre. | S'aprecia de nou una vista aèria dominada per la imponent figura de la pagoda ocupant tot el costat dret, amb el típic color vermell dels temples. Si antigament aquesta pagoda era l'edificació més alta de la zona, avui dia està situada entre gratacels. El temple de Zōjōji pertany a la secta budista Jōdo («Escola de la Doctrina Pura»), i fou fundat per Tokugawa Ieyasu. Es trobava al sud-oest de la ciutat, prop del Tōkaidō, la via que conduïa a Kyōto, pel que atreia a molts viatgers. En època de Hiroshige comptava amb una comunitat de 3.000 monjos. Darrere la pagoda es veu el riu Akabanegawa creuat per un pont, darrere el qual es troba un carrer ample de color groc. El llarg edifici del fons era la residència del daimyō Arima, del feu de Kurume a Kyūshū, quina alta torre de vigilància –la major d'Edo– s'alça sobre l'horitzó al costat esquerre. | S'aprecia de nou una vista aèria dominada per la imponent figura de la pagoda ocupant tot el costat dret, amb el típic color vermell dels temples. Si antigament aquesta pagoda era l'edificació més alta de la zona, avui dia està situada entre gratacels. El temple de Zōjōji pertany a la secta budista Jōdo («Escola de la Doctrina Pura»), i fou fundat per Tokugawa Ieyasu. Es trobava al sud-oest de la ciutat, prop del Tōkaidō, la via que conduïa a Kyōto, pel que atreia a molts viatgers. En època de Hiroshige comptava amb una comunitat de 3.000 monjos. Darrere la pagoda es veu el riu Akabanegawa creuat per un pont, darrere el qual es troba un carrer ample de color groc. El llarg edifici del fons era la residència del daimyō Arima, del feu de Kurume a Kyūshū, quina alta torre de vigilància –la major d'Edo– s'alça sobre l'horitzó al costat esquerre. | S'aprecia de nou una vista aèria dominada per la imponent figura de la pagoda ocupant tot el costat dret, amb el típic color vermell dels temples. Si antigament aquesta pagoda era l'edificació més alta de la zona, avui dia està situada entre gratacels. El temple de Zōjōji pertany a la secta budista Jōdo («Escola de la Doctrina Pura»), i fou fundat per Tokugawa Ieyasu. Es trobava al sud-oest de la ciutat, prop del Tōkaidō, la via que conduïa a Kyōto, pel que atreia a molts viatgers. En època de Hiroshige comptava amb una comunitat de 3.000 monjos. Darrere la pagoda es veu el riu Akabanegawa creuat per un pont, darrere el qual es troba un carrer ample de color groc. El llarg edifici del fons era la residència del daimyō Arima, del feu de Kurume a Kyūshū, quina alta torre de vigilància –la major d'Edo– s'alça sobre l'horitzó al costat esquerre. | S'aprecia de nou una vista aèria dominada per la imponent figura de la pagoda ocupant tot el costat dret, amb el típic color vermell dels temples. Si antigament aquesta pagoda era l'edificació més alta de la zona, avui dia està situada entre gratacels. El temple de Zōjōji pertany a la secta budista Jōdo («Escola de la Doctrina Pura»), i fou fundat per Tokugawa Ieyasu. Es trobava al sud-oest de la ciutat, prop del Tōkaidō, la via que conduïa a Kyōto, pel que atreia a molts viatgers. En època de Hiroshige comptava amb una comunitat de 3.000 monjos. Darrere la pagoda es veu el riu Akabanegawa creuat per un pont, darrere el qual es troba un carrer ample de color groc. El llarg edifici del fons era la residència del daimyō Arima, del feu de Kurume a Kyūshū, quina alta torre de vigilància –la major d'Edo– s'alça sobre l'horitzó al costat esquerre. | S'aprecia de nou una vista aèria dominada per la imponent figura de la pagoda ocupant tot el costat dret, amb el típic color vermell dels temples. Si antigament aquesta pagoda era l'edificació més alta de la zona, avui dia està situada entre gratacels. El temple de Zōjōji pertany a la secta budista Jōdo («Escola de la Doctrina Pura»), i fou fundat per Tokugawa Ieyasu. Es trobava al sud-oest de la ciutat, prop del Tōkaidō, la via que conduïa a Kyōto, pel que atreia a molts viatgers. En època de Hiroshige comptava amb una comunitat de 3.000 monjos. Darrere la pagoda es veu el riu Akabanegawa creuat per un pont, darrere el qual es troba un carrer ample de color groc. El llarg edifici del fons era la residència del daimyō Arima, del feu de Kurume a Kyūshū, quina alta torre de vigilància –la major d'Edo– s'alça sobre l'horitzó al costat esquerre. |
| El fossat de Benkei des de Soto-Sakurada fins a Kōjimachi             | 54. El fossat de Benkei des de Soto-Sakurada fins a Kōjimachi (外桜田弁慶堀糀町, Soto-Sakurada Benkeibori Kōjimachi) (5-1856)                          | 54. El fossat de Benkei des de Soto-Sakurada fins a Kōjimachi (外桜田弁慶堀糀町, Soto-Sakurada Benkeibori Kōjimachi) (5-1856)                          | 54. El fossat de Benkei des de Soto-Sakurada fins a Kōjimachi (外桜田弁慶堀糀町, Soto-Sakurada Benkeibori Kōjimachi) (5-1856)                          | El fossat, que ara es diu Sakurada, rodejava el Palau Imperial, els alts murs del qual s'aprecien a la dreta. A la cantonada inferior esquerra un grup de persones es dirigeix a la caseta de guàrdia que apareix en segon terme més al fons, al costat d'un pou de tres cubs conegut com «Font de cireres», i darrere els quals s'alça la residència del senyor feudal Ii de Hikone (prefectura de Shiga). Al fons a la dreta, sota la cartel·la vermella del títol de la sèrie, es veu la torre de vigilància de Kōjimachi, recent construïda dos mesos abans d'aquesta estampa després del terratrèmol de 1855. En la gamma cromàtica destaquen els verds i blaus, especialment el blau intens del fossat, mentre que en el cel predomina el blanc. | El fossat, que ara es diu Sakurada, rodejava el Palau Imperial, els alts murs del qual s'aprecien a la dreta. A la cantonada inferior esquerra un grup de persones es dirigeix a la caseta de guàrdia que apareix en segon terme més al fons, al costat d'un pou de tres cubs conegut com «Font de cireres», i darrere els quals s'alça la residència del senyor feudal Ii de Hikone (prefectura de Shiga). Al fons a la dreta, sota la cartel·la vermella del títol de la sèrie, es veu la torre de vigilància de Kōjimachi, recent construïda dos mesos abans d'aquesta estampa després del terratrèmol de 1855. En la gamma cromàtica destaquen els verds i blaus, especialment el blau intens del fossat, mentre que en el cel predomina el blanc. | El fossat, que ara es diu Sakurada, rodejava el Palau Imperial, els alts murs del qual s'aprecien a la dreta. A la cantonada inferior esquerra un grup de persones es dirigeix a la caseta de guàrdia que apareix en segon terme més al fons, al costat d'un pou de tres cubs conegut com «Font de cireres», i darrere els quals s'alça la residència del senyor feudal Ii de Hikone (prefectura de Shiga). Al fons a la dreta, sota la cartel·la vermella del títol de la sèrie, es veu la torre de vigilància de Kōjimachi, recent construïda dos mesos abans d'aquesta estampa després del terratrèmol de 1855. En la gamma cromàtica destaquen els verds i blaus, especialment el blau intens del fossat, mentre que en el cel predomina el blanc. | El fossat, que ara es diu Sakurada, rodejava el Palau Imperial, els alts murs del qual s'aprecien a la dreta. A la cantonada inferior esquerra un grup de persones es dirigeix a la caseta de guàrdia que apareix en segon terme més al fons, al costat d'un pou de tres cubs conegut com «Font de cireres», i darrere els quals s'alça la residència del senyor feudal Ii de Hikone (prefectura de Shiga). Al fons a la dreta, sota la cartel·la vermella del títol de la sèrie, es veu la torre de vigilància de Kōjimachi, recent construïda dos mesos abans d'aquesta estampa després del terratrèmol de 1855. En la gamma cromàtica destaquen els verds i blaus, especialment el blau intens del fossat, mentre que en el cel predomina el blanc. | El fossat, que ara es diu Sakurada, rodejava el Palau Imperial, els alts murs del qual s'aprecien a la dreta. A la cantonada inferior esquerra un grup de persones es dirigeix a la caseta de guàrdia que apareix en segon terme més al fons, al costat d'un pou de tres cubs conegut com «Font de cireres», i darrere els quals s'alça la residència del senyor feudal Ii de Hikone (prefectura de Shiga). Al fons a la dreta, sota la cartel·la vermella del títol de la sèrie, es veu la torre de vigilància de Kōjimachi, recent construïda dos mesos abans d'aquesta estampa després del terratrèmol de 1855. En la gamma cromàtica destaquen els verds i blaus, especialment el blau intens del fossat, mentre que en el cel predomina el blanc. | El fossat, que ara es diu Sakurada, rodejava el Palau Imperial, els alts murs del qual s'aprecien a la dreta. A la cantonada inferior esquerra un grup de persones es dirigeix a la caseta de guàrdia que apareix en segon terme més al fons, al costat d'un pou de tres cubs conegut com «Font de cireres», i darrere els quals s'alça la residència del senyor feudal Ii de Hikone (prefectura de Shiga). Al fons a la dreta, sota la cartel·la vermella del títol de la sèrie, es veu la torre de vigilància de Kōjimachi, recent construïda dos mesos abans d'aquesta estampa després del terratrèmol de 1855. En la gamma cromàtica destaquen els verds i blaus, especialment el blau intens del fossat, mentre que en el cel predomina el blanc. |
| La festa de Sumiyoshi a Tsukudajima                                   | 55. La festa de Sumiyoshi a Tsukudajima (佃しま住吉の祭, Tsukudashima Sumiyoshi no matsuri) (7-1857)                                                   | 55. La festa de Sumiyoshi a Tsukudajima (佃しま住吉の祭, Tsukudashima Sumiyoshi no matsuri) (7-1857)                                                   | 55. La festa de Sumiyoshi a Tsukudajima (佃しま住吉の祭, Tsukudashima Sumiyoshi no matsuri) (7-1857)                                                   | Aquesta estampa es vertebra novament al voltant d'un eix central vertical, compost per un alt estendard blanc amb cinc grans signes caŀligràfics que indiquen Sumiyoshi daimyōjin («Gran Deïtat Sumiyoshi»), junt a d'altres més petits que indiquen la data: vint-i-novè dia del sisè mes d'Ansei 4 (1857). L'estendard està confeccionat amb la tècnica de l'estampat en sec amb estructura tèxtil (nunomezuri). Està flanquejat per un pi en el costat esquerre i una llanterna vermella i blanca en el dret, mentre que al fons transcorre la processó, encapçalada per un palanquí coronat per una au fènix, símbol del déu Sumiyoshi. Aquesta deïtat era venerada a l'aldea de Tsukudamura, com protector de pescadors i mariners. | Aquesta estampa es vertebra novament al voltant d'un eix central vertical, compost per un alt estendard blanc amb cinc grans signes caŀligràfics que indiquen Sumiyoshi daimyōjin («Gran Deïtat Sumiyoshi»), junt a d'altres més petits que indiquen la data: vint-i-novè dia del sisè mes d'Ansei 4 (1857). L'estendard està confeccionat amb la tècnica de l'estampat en sec amb estructura tèxtil (nunomezuri). Està flanquejat per un pi en el costat esquerre i una llanterna vermella i blanca en el dret, mentre que al fons transcorre la processó, encapçalada per un palanquí coronat per una au fènix, símbol del déu Sumiyoshi. Aquesta deïtat era venerada a l'aldea de Tsukudamura, com protector de pescadors i mariners. | Aquesta estampa es vertebra novament al voltant d'un eix central vertical, compost per un alt estendard blanc amb cinc grans signes caŀligràfics que indiquen Sumiyoshi daimyōjin («Gran Deïtat Sumiyoshi»), junt a d'altres més petits que indiquen la data: vint-i-novè dia del sisè mes d'Ansei 4 (1857). L'estendard està confeccionat amb la tècnica de l'estampat en sec amb estructura tèxtil (nunomezuri). Està flanquejat per un pi en el costat esquerre i una llanterna vermella i blanca en el dret, mentre que al fons transcorre la processó, encapçalada per un palanquí coronat per una au fènix, símbol del déu Sumiyoshi. Aquesta deïtat era venerada a l'aldea de Tsukudamura, com protector de pescadors i mariners. | Aquesta estampa es vertebra novament al voltant d'un eix central vertical, compost per un alt estendard blanc amb cinc grans signes caŀligràfics que indiquen Sumiyoshi daimyōjin («Gran Deïtat Sumiyoshi»), junt a d'altres més petits que indiquen la data: vint-i-novè dia del sisè mes d'Ansei 4 (1857). L'estendard està confeccionat amb la tècnica de l'estampat en sec amb estructura tèxtil (nunomezuri). Està flanquejat per un pi en el costat esquerre i una llanterna vermella i blanca en el dret, mentre que al fons transcorre la processó, encapçalada per un palanquí coronat per una au fènix, símbol del déu Sumiyoshi. Aquesta deïtat era venerada a l'aldea de Tsukudamura, com protector de pescadors i mariners. | Aquesta estampa es vertebra novament al voltant d'un eix central vertical, compost per un alt estendard blanc amb cinc grans signes caŀligràfics que indiquen Sumiyoshi daimyōjin («Gran Deïtat Sumiyoshi»), junt a d'altres més petits que indiquen la data: vint-i-novè dia del sisè mes d'Ansei 4 (1857). L'estendard està confeccionat amb la tècnica de l'estampat en sec amb estructura tèxtil (nunomezuri). Està flanquejat per un pi en el costat esquerre i una llanterna vermella i blanca en el dret, mentre que al fons transcorre la processó, encapçalada per un palanquí coronat per una au fènix, símbol del déu Sumiyoshi. Aquesta deïtat era venerada a l'aldea de Tsukudamura, com protector de pescadors i mariners. | Aquesta estampa es vertebra novament al voltant d'un eix central vertical, compost per un alt estendard blanc amb cinc grans signes caŀligràfics que indiquen Sumiyoshi daimyōjin («Gran Deïtat Sumiyoshi»), junt a d'altres més petits que indiquen la data: vint-i-novè dia del sisè mes d'Ansei 4 (1857). L'estendard està confeccionat amb la tècnica de l'estampat en sec amb estructura tèxtil (nunomezuri). Està flanquejat per un pi en el costat esquerre i una llanterna vermella i blanca en el dret, mentre que al fons transcorre la processó, encapçalada per un palanquí coronat per una au fènix, símbol del déu Sumiyoshi. Aquesta deïtat era venerada a l'aldea de Tsukudamura, com protector de pescadors i mariners. |
| El pont Mannenbashi a Fukagawa                                        | 56. El pont Mannenbashi a Fukagawa (深川萬年橋, Fukagawa Mannenbashi) (11-1857)                                                                        | 56. El pont Mannenbashi a Fukagawa (深川萬年橋, Fukagawa Mannenbashi) (11-1857)                                                                        | 56. El pont Mannenbashi a Fukagawa (深川萬年橋, Fukagawa Mannenbashi) (11-1857)                                                                        | Es mostra novament una escena emmarcada per l'estructura del pont i la fusta d'un barril, del que penja d'una corda una tortuga posada a la venda. Aquesta composició dona pas a un paisatge format en la seva part central pel riu Fukagawa, ple d'illes amb joncs i navegat per diverses barques, destacant la part superior d'un remer a l'angle inferior dret. Al fons, en el centre de la làmina, s'alça imponent el mont Fuji. Aquesta escena té un clar simbolisme, contraposant el comerç mundà representat per la tortuga en venda amb el valor sacre i etern del mont Fuji, concepte que queda remarcat pel significat del pont Mannenbashi: «pont dels deu mil anys». Al cop, la tortuga és símbol de longevitat. | Es mostra novament una escena emmarcada per l'estructura del pont i la fusta d'un barril, del que penja d'una corda una tortuga posada a la venda. Aquesta composició dona pas a un paisatge format en la seva part central pel riu Fukagawa, ple d'illes amb joncs i navegat per diverses barques, destacant la part superior d'un remer a l'angle inferior dret. Al fons, en el centre de la làmina, s'alça imponent el mont Fuji. Aquesta escena té un clar simbolisme, contraposant el comerç mundà representat per la tortuga en venda amb el valor sacre i etern del mont Fuji, concepte que queda remarcat pel significat del pont Mannenbashi: «pont dels deu mil anys». Al cop, la tortuga és símbol de longevitat. | Es mostra novament una escena emmarcada per l'estructura del pont i la fusta d'un barril, del que penja d'una corda una tortuga posada a la venda. Aquesta composició dona pas a un paisatge format en la seva part central pel riu Fukagawa, ple d'illes amb joncs i navegat per diverses barques, destacant la part superior d'un remer a l'angle inferior dret. Al fons, en el centre de la làmina, s'alça imponent el mont Fuji. Aquesta escena té un clar simbolisme, contraposant el comerç mundà representat per la tortuga en venda amb el valor sacre i etern del mont Fuji, concepte que queda remarcat pel significat del pont Mannenbashi: «pont dels deu mil anys». Al cop, la tortuga és símbol de longevitat. | Es mostra novament una escena emmarcada per l'estructura del pont i la fusta d'un barril, del que penja d'una corda una tortuga posada a la venda. Aquesta composició dona pas a un paisatge format en la seva part central pel riu Fukagawa, ple d'illes amb joncs i navegat per diverses barques, destacant la part superior d'un remer a l'angle inferior dret. Al fons, en el centre de la làmina, s'alça imponent el mont Fuji. Aquesta escena té un clar simbolisme, contraposant el comerç mundà representat per la tortuga en venda amb el valor sacre i etern del mont Fuji, concepte que queda remarcat pel significat del pont Mannenbashi: «pont dels deu mil anys». Al cop, la tortuga és símbol de longevitat. | Es mostra novament una escena emmarcada per l'estructura del pont i la fusta d'un barril, del que penja d'una corda una tortuga posada a la venda. Aquesta composició dona pas a un paisatge format en la seva part central pel riu Fukagawa, ple d'illes amb joncs i navegat per diverses barques, destacant la part superior d'un remer a l'angle inferior dret. Al fons, en el centre de la làmina, s'alça imponent el mont Fuji. Aquesta escena té un clar simbolisme, contraposant el comerç mundà representat per la tortuga en venda amb el valor sacre i etern del mont Fuji, concepte que queda remarcat pel significat del pont Mannenbashi: «pont dels deu mil anys». Al cop, la tortuga és símbol de longevitat. | Es mostra novament una escena emmarcada per l'estructura del pont i la fusta d'un barril, del que penja d'una corda una tortuga posada a la venda. Aquesta composició dona pas a un paisatge format en la seva part central pel riu Fukagawa, ple d'illes amb joncs i navegat per diverses barques, destacant la part superior d'un remer a l'angle inferior dret. Al fons, en el centre de la làmina, s'alça imponent el mont Fuji. Aquesta escena té un clar simbolisme, contraposant el comerç mundà representat per la tortuga en venda amb el valor sacre i etern del mont Fuji, concepte que queda remarcat pel significat del pont Mannenbashi: «pont dels deu mil anys». Al cop, la tortuga és símbol de longevitat. |
| Mitsumata Wakarenofuchi                                               | 57. Mitsumata Wakarenofuchi (みつまたわかれの淵, Mitsumata Wakarenofuchi) (2-1857)                                                                     | 57. Mitsumata Wakarenofuchi (みつまたわかれの淵, Mitsumata Wakarenofuchi) (2-1857)                                                                     | 57. Mitsumata Wakarenofuchi (みつまたわかれの淵, Mitsumata Wakarenofuchi) (2-1857)                                                                     | En aquesta imatge es mostra una bifurcació del riu Sumida, en una ampla perspectiva on el punt de focalització emergeix cap a la presència d'un mont Fuji envoltat de núvols grisos. Aquest efecte queda remarcat per les veles blanques de les embarcacions, que condueixen la mirada cap a la muntanya sagrada. El riu està solcat de gavarres que transporten mercaderies i barques de pescadors, mentre que en la part central apareixen unes amples jonqueres. En aquesta zona es troba l'illa de Nakazu, famosa antigament pels seus banys i cases de te, derribats el 1789 per les reformes moralistes de l'era Kansei. Hiroshige la descriví així en els seus Records iŀlustrats d'Edo: «Nakazu està situada al sud del pont de Shin-Ōhashi. Abans hi havia aquí cases de te; tot el món parlava de la vida animada que aquí regnava. Avui dia, aquesta illa s'ha convertit en una àrea pantanosa, particularment bella quan està nevada». | En aquesta imatge es mostra una bifurcació del riu Sumida, en una ampla perspectiva on el punt de focalització emergeix cap a la presència d'un mont Fuji envoltat de núvols grisos. Aquest efecte queda remarcat per les veles blanques de les embarcacions, que condueixen la mirada cap a la muntanya sagrada. El riu està solcat de gavarres que transporten mercaderies i barques de pescadors, mentre que en la part central apareixen unes amples jonqueres. En aquesta zona es troba l'illa de Nakazu, famosa antigament pels seus banys i cases de te, derribats el 1789 per les reformes moralistes de l'era Kansei. Hiroshige la descriví així en els seus Records iŀlustrats d'Edo: «Nakazu està situada al sud del pont de Shin-Ōhashi. Abans hi havia aquí cases de te; tot el món parlava de la vida animada que aquí regnava. Avui dia, aquesta illa s'ha convertit en una àrea pantanosa, particularment bella quan està nevada». | En aquesta imatge es mostra una bifurcació del riu Sumida, en una ampla perspectiva on el punt de focalització emergeix cap a la presència d'un mont Fuji envoltat de núvols grisos. Aquest efecte queda remarcat per les veles blanques de les embarcacions, que condueixen la mirada cap a la muntanya sagrada. El riu està solcat de gavarres que transporten mercaderies i barques de pescadors, mentre que en la part central apareixen unes amples jonqueres. En aquesta zona es troba l'illa de Nakazu, famosa antigament pels seus banys i cases de te, derribats el 1789 per les reformes moralistes de l'era Kansei. Hiroshige la descriví així en els seus Records iŀlustrats d'Edo: «Nakazu està situada al sud del pont de Shin-Ōhashi. Abans hi havia aquí cases de te; tot el món parlava de la vida animada que aquí regnava. Avui dia, aquesta illa s'ha convertit en una àrea pantanosa, particularment bella quan està nevada». | En aquesta imatge es mostra una bifurcació del riu Sumida, en una ampla perspectiva on el punt de focalització emergeix cap a la presència d'un mont Fuji envoltat de núvols grisos. Aquest efecte queda remarcat per les veles blanques de les embarcacions, que condueixen la mirada cap a la muntanya sagrada. El riu està solcat de gavarres que transporten mercaderies i barques de pescadors, mentre que en la part central apareixen unes amples jonqueres. En aquesta zona es troba l'illa de Nakazu, famosa antigament pels seus banys i cases de te, derribats el 1789 per les reformes moralistes de l'era Kansei. Hiroshige la descriví així en els seus Records iŀlustrats d'Edo: «Nakazu està situada al sud del pont de Shin-Ōhashi. Abans hi havia aquí cases de te; tot el món parlava de la vida animada que aquí regnava. Avui dia, aquesta illa s'ha convertit en una àrea pantanosa, particularment bella quan està nevada». | En aquesta imatge es mostra una bifurcació del riu Sumida, en una ampla perspectiva on el punt de focalització emergeix cap a la presència d'un mont Fuji envoltat de núvols grisos. Aquest efecte queda remarcat per les veles blanques de les embarcacions, que condueixen la mirada cap a la muntanya sagrada. El riu està solcat de gavarres que transporten mercaderies i barques de pescadors, mentre que en la part central apareixen unes amples jonqueres. En aquesta zona es troba l'illa de Nakazu, famosa antigament pels seus banys i cases de te, derribats el 1789 per les reformes moralistes de l'era Kansei. Hiroshige la descriví així en els seus Records iŀlustrats d'Edo: «Nakazu està situada al sud del pont de Shin-Ōhashi. Abans hi havia aquí cases de te; tot el món parlava de la vida animada que aquí regnava. Avui dia, aquesta illa s'ha convertit en una àrea pantanosa, particularment bella quan està nevada». | En aquesta imatge es mostra una bifurcació del riu Sumida, en una ampla perspectiva on el punt de focalització emergeix cap a la presència d'un mont Fuji envoltat de núvols grisos. Aquest efecte queda remarcat per les veles blanques de les embarcacions, que condueixen la mirada cap a la muntanya sagrada. El riu està solcat de gavarres que transporten mercaderies i barques de pescadors, mentre que en la part central apareixen unes amples jonqueres. En aquesta zona es troba l'illa de Nakazu, famosa antigament pels seus banys i cases de te, derribats el 1789 per les reformes moralistes de l'era Kansei. Hiroshige la descriví així en els seus Records iŀlustrats d'Edo: «Nakazu està situada al sud del pont de Shin-Ōhashi. Abans hi havia aquí cases de te; tot el món parlava de la vida animada que aquí regnava. Avui dia, aquesta illa s'ha convertit en una àrea pantanosa, particularment bella quan està nevada». |
| El pont Ōhashi a Atake sota una pluja sobtada                         | 58. El pont Ōhashi a Atake sota una pluja sobtada (大はしあたけの夕立, Ōhashi atake no yūdachi) (9-1857)                                               | 58. El pont Ōhashi a Atake sota una pluja sobtada (大はしあたけの夕立, Ōhashi atake no yūdachi) (9-1857)                                               | 58. El pont Ōhashi a Atake sota una pluja sobtada (大はしあたけの夕立, Ōhashi atake no yūdachi) (9-1857)                                               | Aquesta és una de les estampes més famoses de la sèrie, fet que corrobora la còpia que realitzà Vincent van Gogh el 1887. La part inferior està dominada per la figura del pont Shin-Ōhashi, mostrat en el seu tram central en una línia corba ascendent, pel que transiten diversos vianants que s'afanyen davant del sobtat xàfec, arrecerant-se com poden. L'ampla superfície del riu Sumida queda tallada per un rai de fusta, mentre que la vora del fons, que correspon al barri portuari d'Atake, es troba a penes esbossada en la penombra. La línia de l'horitzó és descendent, enfront a l'ascendent del pont, formant una composició triangular amb dues diagonals que conflueixen. El més destacat de la imatge és l'efecte atmosfèric magistralment aconseguit, amb fines línies de pluja que travessen tota la imatge, en un efecte de gran verticalitat que accentua la violència de la tempesta. | Aquesta és una de les estampes més famoses de la sèrie, fet que corrobora la còpia que realitzà Vincent van Gogh el 1887. La part inferior està dominada per la figura del pont Shin-Ōhashi, mostrat en el seu tram central en una línia corba ascendent, pel que transiten diversos vianants que s'afanyen davant del sobtat xàfec, arrecerant-se com poden. L'ampla superfície del riu Sumida queda tallada per un rai de fusta, mentre que la vora del fons, que correspon al barri portuari d'Atake, es troba a penes esbossada en la penombra. La línia de l'horitzó és descendent, enfront a l'ascendent del pont, formant una composició triangular amb dues diagonals que conflueixen. El més destacat de la imatge és l'efecte atmosfèric magistralment aconseguit, amb fines línies de pluja que travessen tota la imatge, en un efecte de gran verticalitat que accentua la violència de la tempesta. | Aquesta és una de les estampes més famoses de la sèrie, fet que corrobora la còpia que realitzà Vincent van Gogh el 1887. La part inferior està dominada per la figura del pont Shin-Ōhashi, mostrat en el seu tram central en una línia corba ascendent, pel que transiten diversos vianants que s'afanyen davant del sobtat xàfec, arrecerant-se com poden. L'ampla superfície del riu Sumida queda tallada per un rai de fusta, mentre que la vora del fons, que correspon al barri portuari d'Atake, es troba a penes esbossada en la penombra. La línia de l'horitzó és descendent, enfront a l'ascendent del pont, formant una composició triangular amb dues diagonals que conflueixen. El més destacat de la imatge és l'efecte atmosfèric magistralment aconseguit, amb fines línies de pluja que travessen tota la imatge, en un efecte de gran verticalitat que accentua la violència de la tempesta. | Aquesta és una de les estampes més famoses de la sèrie, fet que corrobora la còpia que realitzà Vincent van Gogh el 1887. La part inferior està dominada per la figura del pont Shin-Ōhashi, mostrat en el seu tram central en una línia corba ascendent, pel que transiten diversos vianants que s'afanyen davant del sobtat xàfec, arrecerant-se com poden. L'ampla superfície del riu Sumida queda tallada per un rai de fusta, mentre que la vora del fons, que correspon al barri portuari d'Atake, es troba a penes esbossada en la penombra. La línia de l'horitzó és descendent, enfront a l'ascendent del pont, formant una composició triangular amb dues diagonals que conflueixen. El més destacat de la imatge és l'efecte atmosfèric magistralment aconseguit, amb fines línies de pluja que travessen tota la imatge, en un efecte de gran verticalitat que accentua la violència de la tempesta. | Aquesta és una de les estampes més famoses de la sèrie, fet que corrobora la còpia que realitzà Vincent van Gogh el 1887. La part inferior està dominada per la figura del pont Shin-Ōhashi, mostrat en el seu tram central en una línia corba ascendent, pel que transiten diversos vianants que s'afanyen davant del sobtat xàfec, arrecerant-se com poden. L'ampla superfície del riu Sumida queda tallada per un rai de fusta, mentre que la vora del fons, que correspon al barri portuari d'Atake, es troba a penes esbossada en la penombra. La línia de l'horitzó és descendent, enfront a l'ascendent del pont, formant una composició triangular amb dues diagonals que conflueixen. El més destacat de la imatge és l'efecte atmosfèric magistralment aconseguit, amb fines línies de pluja que travessen tota la imatge, en un efecte de gran verticalitat que accentua la violència de la tempesta. | Aquesta és una de les estampes més famoses de la sèrie, fet que corrobora la còpia que realitzà Vincent van Gogh el 1887. La part inferior està dominada per la figura del pont Shin-Ōhashi, mostrat en el seu tram central en una línia corba ascendent, pel que transiten diversos vianants que s'afanyen davant del sobtat xàfec, arrecerant-se com poden. L'ampla superfície del riu Sumida queda tallada per un rai de fusta, mentre que la vora del fons, que correspon al barri portuari d'Atake, es troba a penes esbossada en la penombra. La línia de l'horitzó és descendent, enfront a l'ascendent del pont, formant una composició triangular amb dues diagonals que conflueixen. El més destacat de la imatge és l'efecte atmosfèric magistralment aconseguit, amb fines línies de pluja que travessen tota la imatge, en un efecte de gran verticalitat que accentua la violència de la tempesta. |
| El pont Ryōgoku amb la gran vorera                                    | 59. El pont Ryōgoku amb la gran vorera (両国橋大川ばた, Ryōgokubashi Ōkawabata) (8-1856)                                                               | 59. El pont Ryōgoku amb la gran vorera (両国橋大川ばた, Ryōgokubashi Ōkawabata) (8-1856)                                                               | 59. El pont Ryōgoku amb la gran vorera (両国橋大川ばた, Ryōgokubashi Ōkawabata) (8-1856)                                                               | La imponent estructura del pont domina tota la part central, densament transitat per una multitud de vianants. El pont Ryōgoku («dos països», anomenat així perquè unia les províncies de Shimōsa i Musashi) fou construït el 1660, i mesurava 160 metres, pel que fou el major pont del seu temps. Era el més antic que creuava el riu Sumida, pel que en principi fou anomenat Ōhashi («gran pont»); així, quan posteriorment es construí un nou pont el 1693 –que apareixia en la làmina anterior– s'anomenà Shin-Ōhashi («nou gran pont»). L'ample riu està transitat per nombroses barques i alguns velers, mentre que en la vora corresponent a la part inferior de la imatge apareixen diverses cases de te i locals de diversió, formant amb la vora oposada una composició en forma de Z. | La imponent estructura del pont domina tota la part central, densament transitat per una multitud de vianants. El pont Ryōgoku («dos països», anomenat així perquè unia les províncies de Shimōsa i Musashi) fou construït el 1660, i mesurava 160 metres, pel que fou el major pont del seu temps. Era el més antic que creuava el riu Sumida, pel que en principi fou anomenat Ōhashi («gran pont»); així, quan posteriorment es construí un nou pont el 1693 –que apareixia en la làmina anterior– s'anomenà Shin-Ōhashi («nou gran pont»). L'ample riu està transitat per nombroses barques i alguns velers, mentre que en la vora corresponent a la part inferior de la imatge apareixen diverses cases de te i locals de diversió, formant amb la vora oposada una composició en forma de Z. | La imponent estructura del pont domina tota la part central, densament transitat per una multitud de vianants. El pont Ryōgoku («dos països», anomenat així perquè unia les províncies de Shimōsa i Musashi) fou construït el 1660, i mesurava 160 metres, pel que fou el major pont del seu temps. Era el més antic que creuava el riu Sumida, pel que en principi fou anomenat Ōhashi («gran pont»); així, quan posteriorment es construí un nou pont el 1693 –que apareixia en la làmina anterior– s'anomenà Shin-Ōhashi («nou gran pont»). L'ample riu està transitat per nombroses barques i alguns velers, mentre que en la vora corresponent a la part inferior de la imatge apareixen diverses cases de te i locals de diversió, formant amb la vora oposada una composició en forma de Z. | La imponent estructura del pont domina tota la part central, densament transitat per una multitud de vianants. El pont Ryōgoku («dos països», anomenat així perquè unia les províncies de Shimōsa i Musashi) fou construït el 1660, i mesurava 160 metres, pel que fou el major pont del seu temps. Era el més antic que creuava el riu Sumida, pel que en principi fou anomenat Ōhashi («gran pont»); així, quan posteriorment es construí un nou pont el 1693 –que apareixia en la làmina anterior– s'anomenà Shin-Ōhashi («nou gran pont»). L'ample riu està transitat per nombroses barques i alguns velers, mentre que en la vora corresponent a la part inferior de la imatge apareixen diverses cases de te i locals de diversió, formant amb la vora oposada una composició en forma de Z. | La imponent estructura del pont domina tota la part central, densament transitat per una multitud de vianants. El pont Ryōgoku («dos països», anomenat així perquè unia les províncies de Shimōsa i Musashi) fou construït el 1660, i mesurava 160 metres, pel que fou el major pont del seu temps. Era el més antic que creuava el riu Sumida, pel que en principi fou anomenat Ōhashi («gran pont»); així, quan posteriorment es construí un nou pont el 1693 –que apareixia en la làmina anterior– s'anomenà Shin-Ōhashi («nou gran pont»). L'ample riu està transitat per nombroses barques i alguns velers, mentre que en la vora corresponent a la part inferior de la imatge apareixen diverses cases de te i locals de diversió, formant amb la vora oposada una composició en forma de Z. | La imponent estructura del pont domina tota la part central, densament transitat per una multitud de vianants. El pont Ryōgoku («dos països», anomenat així perquè unia les províncies de Shimōsa i Musashi) fou construït el 1660, i mesurava 160 metres, pel que fou el major pont del seu temps. Era el més antic que creuava el riu Sumida, pel que en principi fou anomenat Ōhashi («gran pont»); així, quan posteriorment es construí un nou pont el 1693 –que apareixia en la làmina anterior– s'anomenà Shin-Ōhashi («nou gran pont»). L'ample riu està transitat per nombroses barques i alguns velers, mentre que en la vora corresponent a la part inferior de la imatge apareixen diverses cases de te i locals de diversió, formant amb la vora oposada una composició en forma de Z. |
| Els rius Asakusagawa i Miyatogawa i la vora de l'Ōkawa                | 60. Els rius Asakusagawa i Miyatogawa i la vora de l'Ōkawa (浅草川大川端宮戸川, Asakusagawa Ōkawabata Miyatogawa) (7-1857)                             | 60. Els rius Asakusagawa i Miyatogawa i la vora de l'Ōkawa (浅草川大川端宮戸川, Asakusagawa Ōkawabata Miyatogawa) (7-1857)                             | 60. Els rius Asakusagawa i Miyatogawa i la vora de l'Ōkawa (浅草川大川端宮戸川, Asakusagawa Ōkawabata Miyatogawa) (7-1857)                             | L'accentuada verticalitat d'aquesta imatge queda remarcada per l'amplitud del cel i la reducció del paisatge a una franja en la part inferior, mentre que el costat esquerre està cobert novament en un primer pla per un llarg pal format per papers vermells i blancs, propi de la peregrinació al mont Ōyama, en la prefectura de Kanagawa, 60 quilòmetres al sud d'Edo. El mont s'obria als pelegrins el dia 27 del sisè mes, realitzant-se abans de la partida una cerimònia de purificació en el riu Sumida, sota el pont Ryōgoku, fet mostrat en aquesta imatge. A l'angle inferior esquerre apareixen els caps de diversos pelegrins, amb mocadors de color blanc i blau, mentre que al costat dret altra barcassa transporta més passatgers, encapçalada per un asceta del mont (yamabushi), que toca una cargola. Aquest tram del riu Sumida rebia diversos noms, plasmats al títol; en tirades posteriors, es canvià per Vaixells prop de Ryōgoku amb una vista d'Asakusa a la llunyania (Ryōgoku senchū Asakusa enkei), de més actualitat. | L'accentuada verticalitat d'aquesta imatge queda remarcada per l'amplitud del cel i la reducció del paisatge a una franja en la part inferior, mentre que el costat esquerre està cobert novament en un primer pla per un llarg pal format per papers vermells i blancs, propi de la peregrinació al mont Ōyama, en la prefectura de Kanagawa, 60 quilòmetres al sud d'Edo. El mont s'obria als pelegrins el dia 27 del sisè mes, realitzant-se abans de la partida una cerimònia de purificació en el riu Sumida, sota el pont Ryōgoku, fet mostrat en aquesta imatge. A l'angle inferior esquerre apareixen els caps de diversos pelegrins, amb mocadors de color blanc i blau, mentre que al costat dret altra barcassa transporta més passatgers, encapçalada per un asceta del mont (yamabushi), que toca una cargola. Aquest tram del riu Sumida rebia diversos noms, plasmats al títol; en tirades posteriors, es canvià per Vaixells prop de Ryōgoku amb una vista d'Asakusa a la llunyania (Ryōgoku senchū Asakusa enkei), de més actualitat. | L'accentuada verticalitat d'aquesta imatge queda remarcada per l'amplitud del cel i la reducció del paisatge a una franja en la part inferior, mentre que el costat esquerre està cobert novament en un primer pla per un llarg pal format per papers vermells i blancs, propi de la peregrinació al mont Ōyama, en la prefectura de Kanagawa, 60 quilòmetres al sud d'Edo. El mont s'obria als pelegrins el dia 27 del sisè mes, realitzant-se abans de la partida una cerimònia de purificació en el riu Sumida, sota el pont Ryōgoku, fet mostrat en aquesta imatge. A l'angle inferior esquerre apareixen els caps de diversos pelegrins, amb mocadors de color blanc i blau, mentre que al costat dret altra barcassa transporta més passatgers, encapçalada per un asceta del mont (yamabushi), que toca una cargola. Aquest tram del riu Sumida rebia diversos noms, plasmats al títol; en tirades posteriors, es canvià per Vaixells prop de Ryōgoku amb una vista d'Asakusa a la llunyania (Ryōgoku senchū Asakusa enkei), de més actualitat. | L'accentuada verticalitat d'aquesta imatge queda remarcada per l'amplitud del cel i la reducció del paisatge a una franja en la part inferior, mentre que el costat esquerre està cobert novament en un primer pla per un llarg pal format per papers vermells i blancs, propi de la peregrinació al mont Ōyama, en la prefectura de Kanagawa, 60 quilòmetres al sud d'Edo. El mont s'obria als pelegrins el dia 27 del sisè mes, realitzant-se abans de la partida una cerimònia de purificació en el riu Sumida, sota el pont Ryōgoku, fet mostrat en aquesta imatge. A l'angle inferior esquerre apareixen els caps de diversos pelegrins, amb mocadors de color blanc i blau, mentre que al costat dret altra barcassa transporta més passatgers, encapçalada per un asceta del mont (yamabushi), que toca una cargola. Aquest tram del riu Sumida rebia diversos noms, plasmats al títol; en tirades posteriors, es canvià per Vaixells prop de Ryōgoku amb una vista d'Asakusa a la llunyania (Ryōgoku senchū Asakusa enkei), de més actualitat. | L'accentuada verticalitat d'aquesta imatge queda remarcada per l'amplitud del cel i la reducció del paisatge a una franja en la part inferior, mentre que el costat esquerre està cobert novament en un primer pla per un llarg pal format per papers vermells i blancs, propi de la peregrinació al mont Ōyama, en la prefectura de Kanagawa, 60 quilòmetres al sud d'Edo. El mont s'obria als pelegrins el dia 27 del sisè mes, realitzant-se abans de la partida una cerimònia de purificació en el riu Sumida, sota el pont Ryōgoku, fet mostrat en aquesta imatge. A l'angle inferior esquerre apareixen els caps de diversos pelegrins, amb mocadors de color blanc i blau, mentre que al costat dret altra barcassa transporta més passatgers, encapçalada per un asceta del mont (yamabushi), que toca una cargola. Aquest tram del riu Sumida rebia diversos noms, plasmats al títol; en tirades posteriors, es canvià per Vaixells prop de Ryōgoku amb una vista d'Asakusa a la llunyania (Ryōgoku senchū Asakusa enkei), de més actualitat. | L'accentuada verticalitat d'aquesta imatge queda remarcada per l'amplitud del cel i la reducció del paisatge a una franja en la part inferior, mentre que el costat esquerre està cobert novament en un primer pla per un llarg pal format per papers vermells i blancs, propi de la peregrinació al mont Ōyama, en la prefectura de Kanagawa, 60 quilòmetres al sud d'Edo. El mont s'obria als pelegrins el dia 27 del sisè mes, realitzant-se abans de la partida una cerimònia de purificació en el riu Sumida, sota el pont Ryōgoku, fet mostrat en aquesta imatge. A l'angle inferior esquerre apareixen els caps de diversos pelegrins, amb mocadors de color blanc i blau, mentre que al costat dret altra barcassa transporta més passatgers, encapçalada per un asceta del mont (yamabushi), que toca una cargola. Aquest tram del riu Sumida rebia diversos noms, plasmats al títol; en tirades posteriors, es canvià per Vaixells prop de Ryōgoku amb una vista d'Asakusa a la llunyania (Ryōgoku senchū Asakusa enkei), de més actualitat. |
| El «pi de l'èxit» i Oumayagashi sobre el riu Asakusagawa              | 61. El «pi de l'èxit» i Oumayagashi sobre el riu Asakusagawa (浅草川首尾の松御厩河岸, Asakusagawa Shubi no matsu Oumayagashi) (8-1856)                 | 61. El «pi de l'èxit» i Oumayagashi sobre el riu Asakusagawa (浅草川首尾の松御厩河岸, Asakusagawa Shubi no matsu Oumayagashi) (8-1856)                 | 61. El «pi de l'èxit» i Oumayagashi sobre el riu Asakusagawa (浅草川首尾の松御厩河岸, Asakusagawa Shubi no matsu Oumayagashi) (8-1856)                 | El «pi de l'èxit» (Shubi no matsu) del títol s'alçava sobre un embarcador del riu Sumida, prop del magatzem d'arròs del barri d'Asakusa. Aquí es reunien parelles d'amants, circumstància que queda emfatitzada per l'ambient nocturn d'aquesta estampa. Al costat esquerre apareix entretallat el transbordador d'Oumayagashi –que feia la ruta d'Asakusa al barri del plaer de Shin-Yoshiwara–, darrere de quina persiana tancada s'aprecia una silueta femenina, que potser es dirigeix al lloc de cites. Sobre la barca s'enlairen les branques del pi, que arriben fins al centre de la imatge, mentre que a l'empallissada de bambú de l'esquerra acaba d'atracar una barca de plaer (yanebune). A la línia de l'horitzó s'albira encara la llum del vespre, per damunt del pont Azumabashi, mentre que a dalt el cel vespertí comença a plagar-se d'estrelles, atorgant al conjunt una atmosfera de gran romanticisme. | El «pi de l'èxit» (Shubi no matsu) del títol s'alçava sobre un embarcador del riu Sumida, prop del magatzem d'arròs del barri d'Asakusa. Aquí es reunien parelles d'amants, circumstància que queda emfatitzada per l'ambient nocturn d'aquesta estampa. Al costat esquerre apareix entretallat el transbordador d'Oumayagashi –que feia la ruta d'Asakusa al barri del plaer de Shin-Yoshiwara–, darrere de quina persiana tancada s'aprecia una silueta femenina, que potser es dirigeix al lloc de cites. Sobre la barca s'enlairen les branques del pi, que arriben fins al centre de la imatge, mentre que a l'empallissada de bambú de l'esquerra acaba d'atracar una barca de plaer (yanebune). A la línia de l'horitzó s'albira encara la llum del vespre, per damunt del pont Azumabashi, mentre que a dalt el cel vespertí comença a plagar-se d'estrelles, atorgant al conjunt una atmosfera de gran romanticisme. | El «pi de l'èxit» (Shubi no matsu) del títol s'alçava sobre un embarcador del riu Sumida, prop del magatzem d'arròs del barri d'Asakusa. Aquí es reunien parelles d'amants, circumstància que queda emfatitzada per l'ambient nocturn d'aquesta estampa. Al costat esquerre apareix entretallat el transbordador d'Oumayagashi –que feia la ruta d'Asakusa al barri del plaer de Shin-Yoshiwara–, darrere de quina persiana tancada s'aprecia una silueta femenina, que potser es dirigeix al lloc de cites. Sobre la barca s'enlairen les branques del pi, que arriben fins al centre de la imatge, mentre que a l'empallissada de bambú de l'esquerra acaba d'atracar una barca de plaer (yanebune). A la línia de l'horitzó s'albira encara la llum del vespre, per damunt del pont Azumabashi, mentre que a dalt el cel vespertí comença a plagar-se d'estrelles, atorgant al conjunt una atmosfera de gran romanticisme. | El «pi de l'èxit» (Shubi no matsu) del títol s'alçava sobre un embarcador del riu Sumida, prop del magatzem d'arròs del barri d'Asakusa. Aquí es reunien parelles d'amants, circumstància que queda emfatitzada per l'ambient nocturn d'aquesta estampa. Al costat esquerre apareix entretallat el transbordador d'Oumayagashi –que feia la ruta d'Asakusa al barri del plaer de Shin-Yoshiwara–, darrere de quina persiana tancada s'aprecia una silueta femenina, que potser es dirigeix al lloc de cites. Sobre la barca s'enlairen les branques del pi, que arriben fins al centre de la imatge, mentre que a l'empallissada de bambú de l'esquerra acaba d'atracar una barca de plaer (yanebune). A la línia de l'horitzó s'albira encara la llum del vespre, per damunt del pont Azumabashi, mentre que a dalt el cel vespertí comença a plagar-se d'estrelles, atorgant al conjunt una atmosfera de gran romanticisme. | El «pi de l'èxit» (Shubi no matsu) del títol s'alçava sobre un embarcador del riu Sumida, prop del magatzem d'arròs del barri d'Asakusa. Aquí es reunien parelles d'amants, circumstància que queda emfatitzada per l'ambient nocturn d'aquesta estampa. Al costat esquerre apareix entretallat el transbordador d'Oumayagashi –que feia la ruta d'Asakusa al barri del plaer de Shin-Yoshiwara–, darrere de quina persiana tancada s'aprecia una silueta femenina, que potser es dirigeix al lloc de cites. Sobre la barca s'enlairen les branques del pi, que arriben fins al centre de la imatge, mentre que a l'empallissada de bambú de l'esquerra acaba d'atracar una barca de plaer (yanebune). A la línia de l'horitzó s'albira encara la llum del vespre, per damunt del pont Azumabashi, mentre que a dalt el cel vespertí comença a plagar-se d'estrelles, atorgant al conjunt una atmosfera de gran romanticisme. | El «pi de l'èxit» (Shubi no matsu) del títol s'alçava sobre un embarcador del riu Sumida, prop del magatzem d'arròs del barri d'Asakusa. Aquí es reunien parelles d'amants, circumstància que queda emfatitzada per l'ambient nocturn d'aquesta estampa. Al costat esquerre apareix entretallat el transbordador d'Oumayagashi –que feia la ruta d'Asakusa al barri del plaer de Shin-Yoshiwara–, darrere de quina persiana tancada s'aprecia una silueta femenina, que potser es dirigeix al lloc de cites. Sobre la barca s'enlairen les branques del pi, que arriben fins al centre de la imatge, mentre que a l'empallissada de bambú de l'esquerra acaba d'atracar una barca de plaer (yanebune). A la línia de l'horitzó s'albira encara la llum del vespre, per damunt del pont Azumabashi, mentre que a dalt el cel vespertí comença a plagar-se d'estrelles, atorgant al conjunt una atmosfera de gran romanticisme. |
| El pavelló Komakatadō i el pont Azumabashi                            | 62. El pavelló Komakatadō i el pont Azumabashi (駒形堂吾嬬橋, Komakatadō Azumabashi) (1-1857)                                                          | 62. El pavelló Komakatadō i el pont Azumabashi (駒形堂吾嬬橋, Komakatadō Azumabashi) (1-1857)                                                          | 62. El pavelló Komakatadō i el pont Azumabashi (駒形堂吾嬬橋, Komakatadō Azumabashi) (1-1857)                                                          | El pavelló Komakatadō apareix a l'angle inferior esquerre, a penes esbossat en un sortint del seu sostre. El seu dia conservava una imatge del bodhisattva Kannon amb cap de cavall (Batō Kannon). Des d'aquesta panoràmica s'alça un alt pal amb una bandera vermella, presumiblement d'un comerç de cosmètica. Al fons s'obre el riu Sumida, amb el barri d'Asakusa al fons i el pont Azumabashi a l'esquerra, damunt del sostre del temple. El cel està cobert, i sembla plovisquejar, mentre que una au hototogisu («cucú japonès») passa volant apressadament. La conjunció de l'au i el temple fa referència a un conegut poema d'amor del teatre kabuki: la cortesana Takao (1640-1659), amant del daimyō de Sendai, Date Tsunamune, morí consumida d'amor, pronunciant aquests versos: «Heu vingut ja, mon senyor, fins a Komakata? Oïu la crida del hototogisu!» (Kimi wa ima, Komakata atari, Hototogisu). | El pavelló Komakatadō apareix a l'angle inferior esquerre, a penes esbossat en un sortint del seu sostre. El seu dia conservava una imatge del bodhisattva Kannon amb cap de cavall (Batō Kannon). Des d'aquesta panoràmica s'alça un alt pal amb una bandera vermella, presumiblement d'un comerç de cosmètica. Al fons s'obre el riu Sumida, amb el barri d'Asakusa al fons i el pont Azumabashi a l'esquerra, damunt del sostre del temple. El cel està cobert, i sembla plovisquejar, mentre que una au hototogisu («cucú japonès») passa volant apressadament. La conjunció de l'au i el temple fa referència a un conegut poema d'amor del teatre kabuki: la cortesana Takao (1640-1659), amant del daimyō de Sendai, Date Tsunamune, morí consumida d'amor, pronunciant aquests versos: «Heu vingut ja, mon senyor, fins a Komakata? Oïu la crida del hototogisu!» (Kimi wa ima, Komakata atari, Hototogisu). | El pavelló Komakatadō apareix a l'angle inferior esquerre, a penes esbossat en un sortint del seu sostre. El seu dia conservava una imatge del bodhisattva Kannon amb cap de cavall (Batō Kannon). Des d'aquesta panoràmica s'alça un alt pal amb una bandera vermella, presumiblement d'un comerç de cosmètica. Al fons s'obre el riu Sumida, amb el barri d'Asakusa al fons i el pont Azumabashi a l'esquerra, damunt del sostre del temple. El cel està cobert, i sembla plovisquejar, mentre que una au hototogisu («cucú japonès») passa volant apressadament. La conjunció de l'au i el temple fa referència a un conegut poema d'amor del teatre kabuki: la cortesana Takao (1640-1659), amant del daimyō de Sendai, Date Tsunamune, morí consumida d'amor, pronunciant aquests versos: «Heu vingut ja, mon senyor, fins a Komakata? Oïu la crida del hototogisu!» (Kimi wa ima, Komakata atari, Hototogisu). | El pavelló Komakatadō apareix a l'angle inferior esquerre, a penes esbossat en un sortint del seu sostre. El seu dia conservava una imatge del bodhisattva Kannon amb cap de cavall (Batō Kannon). Des d'aquesta panoràmica s'alça un alt pal amb una bandera vermella, presumiblement d'un comerç de cosmètica. Al fons s'obre el riu Sumida, amb el barri d'Asakusa al fons i el pont Azumabashi a l'esquerra, damunt del sostre del temple. El cel està cobert, i sembla plovisquejar, mentre que una au hototogisu («cucú japonès») passa volant apressadament. La conjunció de l'au i el temple fa referència a un conegut poema d'amor del teatre kabuki: la cortesana Takao (1640-1659), amant del daimyō de Sendai, Date Tsunamune, morí consumida d'amor, pronunciant aquests versos: «Heu vingut ja, mon senyor, fins a Komakata? Oïu la crida del hototogisu!» (Kimi wa ima, Komakata atari, Hototogisu). | El pavelló Komakatadō apareix a l'angle inferior esquerre, a penes esbossat en un sortint del seu sostre. El seu dia conservava una imatge del bodhisattva Kannon amb cap de cavall (Batō Kannon). Des d'aquesta panoràmica s'alça un alt pal amb una bandera vermella, presumiblement d'un comerç de cosmètica. Al fons s'obre el riu Sumida, amb el barri d'Asakusa al fons i el pont Azumabashi a l'esquerra, damunt del sostre del temple. El cel està cobert, i sembla plovisquejar, mentre que una au hototogisu («cucú japonès») passa volant apressadament. La conjunció de l'au i el temple fa referència a un conegut poema d'amor del teatre kabuki: la cortesana Takao (1640-1659), amant del daimyō de Sendai, Date Tsunamune, morí consumida d'amor, pronunciant aquests versos: «Heu vingut ja, mon senyor, fins a Komakata? Oïu la crida del hototogisu!» (Kimi wa ima, Komakata atari, Hototogisu). | El pavelló Komakatadō apareix a l'angle inferior esquerre, a penes esbossat en un sortint del seu sostre. El seu dia conservava una imatge del bodhisattva Kannon amb cap de cavall (Batō Kannon). Des d'aquesta panoràmica s'alça un alt pal amb una bandera vermella, presumiblement d'un comerç de cosmètica. Al fons s'obre el riu Sumida, amb el barri d'Asakusa al fons i el pont Azumabashi a l'esquerra, damunt del sostre del temple. El cel està cobert, i sembla plovisquejar, mentre que una au hototogisu («cucú japonès») passa volant apressadament. La conjunció de l'au i el temple fa referència a un conegut poema d'amor del teatre kabuki: la cortesana Takao (1640-1659), amant del daimyō de Sendai, Date Tsunamune, morí consumida d'amor, pronunciant aquests versos: «Heu vingut ja, mon senyor, fins a Komakata? Oïu la crida del hototogisu!» (Kimi wa ima, Komakata atari, Hototogisu). |
| El riu Ayasegawa i Kanegafuchi                                        | 63. El riu Ayasegawa i Kanegafuchi (綾瀬川鐘か淵, Ayasekawa Kanegafuchi) (7-1857)                                                                      | 63. El riu Ayasegawa i Kanegafuchi (綾瀬川鐘か淵, Ayasekawa Kanegafuchi) (7-1857)                                                                      | 63. El riu Ayasegawa i Kanegafuchi (綾瀬川鐘か淵, Ayasekawa Kanegafuchi) (7-1857)                                                                      | Bucòlica escena on el principal protagonisme ho tenen unes branques i flors color rosa en forma de ventall d'un arbre de mimosa (nemunoki), a la part superior. A l'inferior es veu un raier que travessa unes jonqueres al riu Sumida, en direcció a l'Ayasegawa, un afluent del Sumida que té just enfront. El cel mostra l'habitual gradació de colors en bokashi, nou exemple del mestratge de l'autor en el cromatisme i en la interpretació d'elements atmosfèrics. | Bucòlica escena on el principal protagonisme ho tenen unes branques i flors color rosa en forma de ventall d'un arbre de mimosa (nemunoki), a la part superior. A l'inferior es veu un raier que travessa unes jonqueres al riu Sumida, en direcció a l'Ayasegawa, un afluent del Sumida que té just enfront. El cel mostra l'habitual gradació de colors en bokashi, nou exemple del mestratge de l'autor en el cromatisme i en la interpretació d'elements atmosfèrics. | Bucòlica escena on el principal protagonisme ho tenen unes branques i flors color rosa en forma de ventall d'un arbre de mimosa (nemunoki), a la part superior. A l'inferior es veu un raier que travessa unes jonqueres al riu Sumida, en direcció a l'Ayasegawa, un afluent del Sumida que té just enfront. El cel mostra l'habitual gradació de colors en bokashi, nou exemple del mestratge de l'autor en el cromatisme i en la interpretació d'elements atmosfèrics. | Bucòlica escena on el principal protagonisme ho tenen unes branques i flors color rosa en forma de ventall d'un arbre de mimosa (nemunoki), a la part superior. A l'inferior es veu un raier que travessa unes jonqueres al riu Sumida, en direcció a l'Ayasegawa, un afluent del Sumida que té just enfront. El cel mostra l'habitual gradació de colors en bokashi, nou exemple del mestratge de l'autor en el cromatisme i en la interpretació d'elements atmosfèrics. | Bucòlica escena on el principal protagonisme ho tenen unes branques i flors color rosa en forma de ventall d'un arbre de mimosa (nemunoki), a la part superior. A l'inferior es veu un raier que travessa unes jonqueres al riu Sumida, en direcció a l'Ayasegawa, un afluent del Sumida que té just enfront. El cel mostra l'habitual gradació de colors en bokashi, nou exemple del mestratge de l'autor en el cromatisme i en la interpretació d'elements atmosfèrics. | Bucòlica escena on el principal protagonisme ho tenen unes branques i flors color rosa en forma de ventall d'un arbre de mimosa (nemunoki), a la part superior. A l'inferior es veu un raier que travessa unes jonqueres al riu Sumida, en direcció a l'Ayasegawa, un afluent del Sumida que té just enfront. El cel mostra l'habitual gradació de colors en bokashi, nou exemple del mestratge de l'autor en el cromatisme i en la interpretació d'elements atmosfèrics. |
| Jardí de lliris a Horikiri                                            | 64. Jardí de lliris a Horikiri (堀切の花菖蒲, Horikiri no hanashōbu) (i5-1857)                                                                         | 64. Jardí de lliris a Horikiri (堀切の花菖蒲, Horikiri no hanashōbu) (i5-1857)                                                                         | 64. Jardí de lliris a Horikiri (堀切の花菖蒲, Horikiri no hanashōbu) (i5-1857)                                                                         | Com indica el títol, es veuen en primer pla, quasi arran de terra, uns lliris, quines magnífiques flors s'obren cap al cel. Es tracta de l'espècie shōbu florent, que fou portada per primer cop a Europa el 1712 per Engelbert Kaempfer, pel que aquí s'anomenà iris kaempferi. Aquesta flor tingué molt d'èxit sobretot durant el modernisme, servint d'element decoratiu en moltes obres ornamentals modernistes. Al Japó, aquesta flor s'associava a la bellesa femenina, el qual queda reflectit a la imatge per les dones que es veuen en pla mitjà, quasi amb cert voyeurisme. | Com indica el títol, es veuen en primer pla, quasi arran de terra, uns lliris, quines magnífiques flors s'obren cap al cel. Es tracta de l'espècie shōbu florent, que fou portada per primer cop a Europa el 1712 per Engelbert Kaempfer, pel que aquí s'anomenà iris kaempferi. Aquesta flor tingué molt d'èxit sobretot durant el modernisme, servint d'element decoratiu en moltes obres ornamentals modernistes. Al Japó, aquesta flor s'associava a la bellesa femenina, el qual queda reflectit a la imatge per les dones que es veuen en pla mitjà, quasi amb cert voyeurisme. | Com indica el títol, es veuen en primer pla, quasi arran de terra, uns lliris, quines magnífiques flors s'obren cap al cel. Es tracta de l'espècie shōbu florent, que fou portada per primer cop a Europa el 1712 per Engelbert Kaempfer, pel que aquí s'anomenà iris kaempferi. Aquesta flor tingué molt d'èxit sobretot durant el modernisme, servint d'element decoratiu en moltes obres ornamentals modernistes. Al Japó, aquesta flor s'associava a la bellesa femenina, el qual queda reflectit a la imatge per les dones que es veuen en pla mitjà, quasi amb cert voyeurisme. | Com indica el títol, es veuen en primer pla, quasi arran de terra, uns lliris, quines magnífiques flors s'obren cap al cel. Es tracta de l'espècie shōbu florent, que fou portada per primer cop a Europa el 1712 per Engelbert Kaempfer, pel que aquí s'anomenà iris kaempferi. Aquesta flor tingué molt d'èxit sobretot durant el modernisme, servint d'element decoratiu en moltes obres ornamentals modernistes. Al Japó, aquesta flor s'associava a la bellesa femenina, el qual queda reflectit a la imatge per les dones que es veuen en pla mitjà, quasi amb cert voyeurisme. | Com indica el títol, es veuen en primer pla, quasi arran de terra, uns lliris, quines magnífiques flors s'obren cap al cel. Es tracta de l'espècie shōbu florent, que fou portada per primer cop a Europa el 1712 per Engelbert Kaempfer, pel que aquí s'anomenà iris kaempferi. Aquesta flor tingué molt d'èxit sobretot durant el modernisme, servint d'element decoratiu en moltes obres ornamentals modernistes. Al Japó, aquesta flor s'associava a la bellesa femenina, el qual queda reflectit a la imatge per les dones que es veuen en pla mitjà, quasi amb cert voyeurisme. | Com indica el títol, es veuen en primer pla, quasi arran de terra, uns lliris, quines magnífiques flors s'obren cap al cel. Es tracta de l'espècie shōbu florent, que fou portada per primer cop a Europa el 1712 per Engelbert Kaempfer, pel que aquí s'anomenà iris kaempferi. Aquesta flor tingué molt d'èxit sobretot durant el modernisme, servint d'element decoratiu en moltes obres ornamentals modernistes. Al Japó, aquesta flor s'associava a la bellesa femenina, el qual queda reflectit a la imatge per les dones que es veuen en pla mitjà, quasi amb cert voyeurisme. |
| Al santuari de Kameido Tenjin                                         | 65. Al santuari de Kameido Tenjin (亀戸天神境内, Kameido Tenjin keidai) (7-1856)                                                                       | 65. Al santuari de Kameido Tenjin (亀戸天神境内, Kameido Tenjin keidai) (7-1856)                                                                       | 65. Al santuari de Kameido Tenjin (亀戸天神境内, Kameido Tenjin keidai) (7-1856)                                                                       | Aquesta estampa és una de les més conegudes de la sèrie, amb molt d'èxit a Europa, sobretot per a l'impressionisme: Claude Monet s'inspirà en aquesta imatge per a dissenyar el seu jardí de Giverny. S'aprecia novament una composició de gran verticalitat, on el primer pla l'ocupa a la seva part superior unes flors de glicines color violeta, que cauen com en cascada, i a través del qual es percep el paisatge del fons, dominat per un pont de gran curvatura. Es tracta d'un taikobashi («pont tambor»), un tipus de pont d'influència xinesa, quina forma semicircular, en conjunció amb el seu reflex a l'aigua, atorguen la forma d'un tambor –efecte que tot i així no ha plasmat Hiroshige en aquesta làmina–. El seu rang queda evidenciat per les rematades de coure (gibōshi) als pals del pont, que estaven reservats als ponts d'alt rang, com el Nihonbashi i el Kyōbashi. El santuari de Kameido Tenjin, que malgrat donar nom a l'estampa no apareix a la imatge, es construí el 1660, com incentiu per a repoblar els terrenys a l'est del riu Sumida. En la impressió d'aquesta estampa el gravador va cometre un perceptible error, continuant el color blau del riu més enllà de l'horitzó, a la zona sota el pont. | Aquesta estampa és una de les més conegudes de la sèrie, amb molt d'èxit a Europa, sobretot per a l'impressionisme: Claude Monet s'inspirà en aquesta imatge per a dissenyar el seu jardí de Giverny. S'aprecia novament una composició de gran verticalitat, on el primer pla l'ocupa a la seva part superior unes flors de glicines color violeta, que cauen com en cascada, i a través del qual es percep el paisatge del fons, dominat per un pont de gran curvatura. Es tracta d'un taikobashi («pont tambor»), un tipus de pont d'influència xinesa, quina forma semicircular, en conjunció amb el seu reflex a l'aigua, atorguen la forma d'un tambor –efecte que tot i així no ha plasmat Hiroshige en aquesta làmina–. El seu rang queda evidenciat per les rematades de coure (gibōshi) als pals del pont, que estaven reservats als ponts d'alt rang, com el Nihonbashi i el Kyōbashi. El santuari de Kameido Tenjin, que malgrat donar nom a l'estampa no apareix a la imatge, es construí el 1660, com incentiu per a repoblar els terrenys a l'est del riu Sumida. En la impressió d'aquesta estampa el gravador va cometre un perceptible error, continuant el color blau del riu més enllà de l'horitzó, a la zona sota el pont. | Aquesta estampa és una de les més conegudes de la sèrie, amb molt d'èxit a Europa, sobretot per a l'impressionisme: Claude Monet s'inspirà en aquesta imatge per a dissenyar el seu jardí de Giverny. S'aprecia novament una composició de gran verticalitat, on el primer pla l'ocupa a la seva part superior unes flors de glicines color violeta, que cauen com en cascada, i a través del qual es percep el paisatge del fons, dominat per un pont de gran curvatura. Es tracta d'un taikobashi («pont tambor»), un tipus de pont d'influència xinesa, quina forma semicircular, en conjunció amb el seu reflex a l'aigua, atorguen la forma d'un tambor –efecte que tot i així no ha plasmat Hiroshige en aquesta làmina–. El seu rang queda evidenciat per les rematades de coure (gibōshi) als pals del pont, que estaven reservats als ponts d'alt rang, com el Nihonbashi i el Kyōbashi. El santuari de Kameido Tenjin, que malgrat donar nom a l'estampa no apareix a la imatge, es construí el 1660, com incentiu per a repoblar els terrenys a l'est del riu Sumida. En la impressió d'aquesta estampa el gravador va cometre un perceptible error, continuant el color blau del riu més enllà de l'horitzó, a la zona sota el pont. | Aquesta estampa és una de les més conegudes de la sèrie, amb molt d'èxit a Europa, sobretot per a l'impressionisme: Claude Monet s'inspirà en aquesta imatge per a dissenyar el seu jardí de Giverny. S'aprecia novament una composició de gran verticalitat, on el primer pla l'ocupa a la seva part superior unes flors de glicines color violeta, que cauen com en cascada, i a través del qual es percep el paisatge del fons, dominat per un pont de gran curvatura. Es tracta d'un taikobashi («pont tambor»), un tipus de pont d'influència xinesa, quina forma semicircular, en conjunció amb el seu reflex a l'aigua, atorguen la forma d'un tambor –efecte que tot i així no ha plasmat Hiroshige en aquesta làmina–. El seu rang queda evidenciat per les rematades de coure (gibōshi) als pals del pont, que estaven reservats als ponts d'alt rang, com el Nihonbashi i el Kyōbashi. El santuari de Kameido Tenjin, que malgrat donar nom a l'estampa no apareix a la imatge, es construí el 1660, com incentiu per a repoblar els terrenys a l'est del riu Sumida. En la impressió d'aquesta estampa el gravador va cometre un perceptible error, continuant el color blau del riu més enllà de l'horitzó, a la zona sota el pont. | Aquesta estampa és una de les més conegudes de la sèrie, amb molt d'èxit a Europa, sobretot per a l'impressionisme: Claude Monet s'inspirà en aquesta imatge per a dissenyar el seu jardí de Giverny. S'aprecia novament una composició de gran verticalitat, on el primer pla l'ocupa a la seva part superior unes flors de glicines color violeta, que cauen com en cascada, i a través del qual es percep el paisatge del fons, dominat per un pont de gran curvatura. Es tracta d'un taikobashi («pont tambor»), un tipus de pont d'influència xinesa, quina forma semicircular, en conjunció amb el seu reflex a l'aigua, atorguen la forma d'un tambor –efecte que tot i així no ha plasmat Hiroshige en aquesta làmina–. El seu rang queda evidenciat per les rematades de coure (gibōshi) als pals del pont, que estaven reservats als ponts d'alt rang, com el Nihonbashi i el Kyōbashi. El santuari de Kameido Tenjin, que malgrat donar nom a l'estampa no apareix a la imatge, es construí el 1660, com incentiu per a repoblar els terrenys a l'est del riu Sumida. En la impressió d'aquesta estampa el gravador va cometre un perceptible error, continuant el color blau del riu més enllà de l'horitzó, a la zona sota el pont. | Aquesta estampa és una de les més conegudes de la sèrie, amb molt d'èxit a Europa, sobretot per a l'impressionisme: Claude Monet s'inspirà en aquesta imatge per a dissenyar el seu jardí de Giverny. S'aprecia novament una composició de gran verticalitat, on el primer pla l'ocupa a la seva part superior unes flors de glicines color violeta, que cauen com en cascada, i a través del qual es percep el paisatge del fons, dominat per un pont de gran curvatura. Es tracta d'un taikobashi («pont tambor»), un tipus de pont d'influència xinesa, quina forma semicircular, en conjunció amb el seu reflex a l'aigua, atorguen la forma d'un tambor –efecte que tot i així no ha plasmat Hiroshige en aquesta làmina–. El seu rang queda evidenciat per les rematades de coure (gibōshi) als pals del pont, que estaven reservats als ponts d'alt rang, com el Nihonbashi i el Kyōbashi. El santuari de Kameido Tenjin, que malgrat donar nom a l'estampa no apareix a la imatge, es construí el 1660, com incentiu per a repoblar els terrenys a l'est del riu Sumida. En la impressió d'aquesta estampa el gravador va cometre un perceptible error, continuant el color blau del riu més enllà de l'horitzó, a la zona sota el pont. |
| El pavelló de Sazaidō al temple dels 500 rakan                        | 66. El pavelló de Sazaidō al temple dels 500 rakan (五百羅漢さゞゐ堂, Gohyaku Rakan Sazaidō) (8-1857)                                                  | 66. El pavelló de Sazaidō al temple dels 500 rakan (五百羅漢さゞゐ堂, Gohyaku Rakan Sazaidō) (8-1857)                                                  | 66. El pavelló de Sazaidō al temple dels 500 rakan (五百羅漢さゞゐ堂, Gohyaku Rakan Sazaidō) (8-1857)                                                  | S'aprecia novament una composició vertical a vista d'ocell, on el primer element, a la dreta de la imatge, es el pavelló de Sazaidō, de tres pisos d'un to groc brillant, amb un balcó superior on s'aboquen diversos visitants per a contemplar el paisatge. En realitat, aquest edifici es deia Sansōdō («pavelló de les tres peregrinacions»), ja què entre els seus tres pisos es podien obtenir tants mèrits com en tres peregrinacions distintes. Fou construït el 1741 com a part del temple dels 500 rakan, els sants budistes alliberats del cicle de reencarnacions. Aquesta zona era un dels barris perifèrics d'Edo, assimilada a la ciutat després de la construcció dels ponts Ryōgoku i Shin-Ōhashi. En terme mitjà es veu una ampla prada verda, mentre al fons es distingeixen diverses cases i magatzems de fusta que bordejaven el canal Tategawa. | S'aprecia novament una composició vertical a vista d'ocell, on el primer element, a la dreta de la imatge, es el pavelló de Sazaidō, de tres pisos d'un to groc brillant, amb un balcó superior on s'aboquen diversos visitants per a contemplar el paisatge. En realitat, aquest edifici es deia Sansōdō («pavelló de les tres peregrinacions»), ja què entre els seus tres pisos es podien obtenir tants mèrits com en tres peregrinacions distintes. Fou construït el 1741 com a part del temple dels 500 rakan, els sants budistes alliberats del cicle de reencarnacions. Aquesta zona era un dels barris perifèrics d'Edo, assimilada a la ciutat després de la construcció dels ponts Ryōgoku i Shin-Ōhashi. En terme mitjà es veu una ampla prada verda, mentre al fons es distingeixen diverses cases i magatzems de fusta que bordejaven el canal Tategawa. | S'aprecia novament una composició vertical a vista d'ocell, on el primer element, a la dreta de la imatge, es el pavelló de Sazaidō, de tres pisos d'un to groc brillant, amb un balcó superior on s'aboquen diversos visitants per a contemplar el paisatge. En realitat, aquest edifici es deia Sansōdō («pavelló de les tres peregrinacions»), ja què entre els seus tres pisos es podien obtenir tants mèrits com en tres peregrinacions distintes. Fou construït el 1741 com a part del temple dels 500 rakan, els sants budistes alliberats del cicle de reencarnacions. Aquesta zona era un dels barris perifèrics d'Edo, assimilada a la ciutat després de la construcció dels ponts Ryōgoku i Shin-Ōhashi. En terme mitjà es veu una ampla prada verda, mentre al fons es distingeixen diverses cases i magatzems de fusta que bordejaven el canal Tategawa. | S'aprecia novament una composició vertical a vista d'ocell, on el primer element, a la dreta de la imatge, es el pavelló de Sazaidō, de tres pisos d'un to groc brillant, amb un balcó superior on s'aboquen diversos visitants per a contemplar el paisatge. En realitat, aquest edifici es deia Sansōdō («pavelló de les tres peregrinacions»), ja què entre els seus tres pisos es podien obtenir tants mèrits com en tres peregrinacions distintes. Fou construït el 1741 com a part del temple dels 500 rakan, els sants budistes alliberats del cicle de reencarnacions. Aquesta zona era un dels barris perifèrics d'Edo, assimilada a la ciutat després de la construcció dels ponts Ryōgoku i Shin-Ōhashi. En terme mitjà es veu una ampla prada verda, mentre al fons es distingeixen diverses cases i magatzems de fusta que bordejaven el canal Tategawa. | S'aprecia novament una composició vertical a vista d'ocell, on el primer element, a la dreta de la imatge, es el pavelló de Sazaidō, de tres pisos d'un to groc brillant, amb un balcó superior on s'aboquen diversos visitants per a contemplar el paisatge. En realitat, aquest edifici es deia Sansōdō («pavelló de les tres peregrinacions»), ja què entre els seus tres pisos es podien obtenir tants mèrits com en tres peregrinacions distintes. Fou construït el 1741 com a part del temple dels 500 rakan, els sants budistes alliberats del cicle de reencarnacions. Aquesta zona era un dels barris perifèrics d'Edo, assimilada a la ciutat després de la construcció dels ponts Ryōgoku i Shin-Ōhashi. En terme mitjà es veu una ampla prada verda, mentre al fons es distingeixen diverses cases i magatzems de fusta que bordejaven el canal Tategawa. | S'aprecia novament una composició vertical a vista d'ocell, on el primer element, a la dreta de la imatge, es el pavelló de Sazaidō, de tres pisos d'un to groc brillant, amb un balcó superior on s'aboquen diversos visitants per a contemplar el paisatge. En realitat, aquest edifici es deia Sansōdō («pavelló de les tres peregrinacions»), ja què entre els seus tres pisos es podien obtenir tants mèrits com en tres peregrinacions distintes. Fou construït el 1741 com a part del temple dels 500 rakan, els sants budistes alliberats del cicle de reencarnacions. Aquesta zona era un dels barris perifèrics d'Edo, assimilada a la ciutat després de la construcció dels ponts Ryōgoku i Shin-Ōhashi. En terme mitjà es veu una ampla prada verda, mentre al fons es distingeixen diverses cases i magatzems de fusta que bordejaven el canal Tategawa. |
| El transbordador de Sakasai                                           | 67. El transbordador de Sakasai (逆井のわたし, Sakasai no watashi) (2-1857)                                                                            | 67. El transbordador de Sakasai (逆井のわたし, Sakasai no watashi) (2-1857)                                                                            | 67. El transbordador de Sakasai (逆井のわたし, Sakasai no watashi) (2-1857)                                                                            | Domina la composició el riu Nakagawa («riu mitjà»), en diversos tons de blau, més fosc el central per ser la part més fonda del riu, i amb un to verd-blavós a la zona de canyars de la part inferior. Al riu i sobrevolant-lo apareixen unes garses reials, d'un límpid color blanc, estucat sense pigments (karazuri). A la franja de l'horitzó es veu una zona boscosa a l'esquerra i un petit poblat a la dreta, on atraca el transbordador al que aŀludeix el títol. Al fons apareix la cadena muntanyenca de la península de Chiba, a l'est d'Edo, envoltada en la calitja, sota un cel en tons blancs i vermellosos. | Domina la composició el riu Nakagawa («riu mitjà»), en diversos tons de blau, més fosc el central per ser la part més fonda del riu, i amb un to verd-blavós a la zona de canyars de la part inferior. Al riu i sobrevolant-lo apareixen unes garses reials, d'un límpid color blanc, estucat sense pigments (karazuri). A la franja de l'horitzó es veu una zona boscosa a l'esquerra i un petit poblat a la dreta, on atraca el transbordador al que aŀludeix el títol. Al fons apareix la cadena muntanyenca de la península de Chiba, a l'est d'Edo, envoltada en la calitja, sota un cel en tons blancs i vermellosos. | Domina la composició el riu Nakagawa («riu mitjà»), en diversos tons de blau, més fosc el central per ser la part més fonda del riu, i amb un to verd-blavós a la zona de canyars de la part inferior. Al riu i sobrevolant-lo apareixen unes garses reials, d'un límpid color blanc, estucat sense pigments (karazuri). A la franja de l'horitzó es veu una zona boscosa a l'esquerra i un petit poblat a la dreta, on atraca el transbordador al que aŀludeix el títol. Al fons apareix la cadena muntanyenca de la península de Chiba, a l'est d'Edo, envoltada en la calitja, sota un cel en tons blancs i vermellosos. | Domina la composició el riu Nakagawa («riu mitjà»), en diversos tons de blau, més fosc el central per ser la part més fonda del riu, i amb un to verd-blavós a la zona de canyars de la part inferior. Al riu i sobrevolant-lo apareixen unes garses reials, d'un límpid color blanc, estucat sense pigments (karazuri). A la franja de l'horitzó es veu una zona boscosa a l'esquerra i un petit poblat a la dreta, on atraca el transbordador al que aŀludeix el títol. Al fons apareix la cadena muntanyenca de la península de Chiba, a l'est d'Edo, envoltada en la calitja, sota un cel en tons blancs i vermellosos. | Domina la composició el riu Nakagawa («riu mitjà»), en diversos tons de blau, més fosc el central per ser la part més fonda del riu, i amb un to verd-blavós a la zona de canyars de la part inferior. Al riu i sobrevolant-lo apareixen unes garses reials, d'un límpid color blanc, estucat sense pigments (karazuri). A la franja de l'horitzó es veu una zona boscosa a l'esquerra i un petit poblat a la dreta, on atraca el transbordador al que aŀludeix el títol. Al fons apareix la cadena muntanyenca de la península de Chiba, a l'est d'Edo, envoltada en la calitja, sota un cel en tons blancs i vermellosos. | Domina la composició el riu Nakagawa («riu mitjà»), en diversos tons de blau, més fosc el central per ser la part més fonda del riu, i amb un to verd-blavós a la zona de canyars de la part inferior. Al riu i sobrevolant-lo apareixen unes garses reials, d'un límpid color blanc, estucat sense pigments (karazuri). A la franja de l'horitzó es veu una zona boscosa a l'esquerra i un petit poblat a la dreta, on atraca el transbordador al que aŀludeix el títol. Al fons apareix la cadena muntanyenca de la península de Chiba, a l'est d'Edo, envoltada en la calitja, sota un cel en tons blancs i vermellosos. |
| L'obertura del jardí al santuari Hachiman de Fukagawa                 | 68. L'obertura del jardí al santuari Hachiman de Fukagawa (深川八まん山ひらき, Fukagawa Hachiman yamabiraki) (8-1857)                                  | 68. L'obertura del jardí al santuari Hachiman de Fukagawa (深川八まん山ひらき, Fukagawa Hachiman yamabiraki) (8-1857)                                  | 68. L'obertura del jardí al santuari Hachiman de Fukagawa (深川八まん山ひらき, Fukagawa Hachiman yamabiraki) (8-1857)                                  | Aquesta estampa destaca per la diversitat de plans i el contrast cromàtic dels seus elements, especialment per l'intens color vermell de les azalees i el rosa dels cirerers en flor –imatge que malgrat tot resulta anacrònica, ja què azalees i cirerers floregen amb més d'un mes de diferència–. El colorit dels arbres contrasta amb el verd del camp i el blau clar del riu, que serpenteja cap al fons, creuat per diversos ponts. Petites figures de passejants gaudeixen de l'entorn, perceptibles des de la zona més propera, a la part inferior, fins al fons, on s'alça un dels turons artificials que emulaven al mont Fuji (anomenats fujizuka), dels que es trobaven uns 58 a la regió d'Edo, osciŀlant entre un i deu metres d'altura. | Aquesta estampa destaca per la diversitat de plans i el contrast cromàtic dels seus elements, especialment per l'intens color vermell de les azalees i el rosa dels cirerers en flor –imatge que malgrat tot resulta anacrònica, ja què azalees i cirerers floregen amb més d'un mes de diferència–. El colorit dels arbres contrasta amb el verd del camp i el blau clar del riu, que serpenteja cap al fons, creuat per diversos ponts. Petites figures de passejants gaudeixen de l'entorn, perceptibles des de la zona més propera, a la part inferior, fins al fons, on s'alça un dels turons artificials que emulaven al mont Fuji (anomenats fujizuka), dels que es trobaven uns 58 a la regió d'Edo, osciŀlant entre un i deu metres d'altura. | Aquesta estampa destaca per la diversitat de plans i el contrast cromàtic dels seus elements, especialment per l'intens color vermell de les azalees i el rosa dels cirerers en flor –imatge que malgrat tot resulta anacrònica, ja què azalees i cirerers floregen amb més d'un mes de diferència–. El colorit dels arbres contrasta amb el verd del camp i el blau clar del riu, que serpenteja cap al fons, creuat per diversos ponts. Petites figures de passejants gaudeixen de l'entorn, perceptibles des de la zona més propera, a la part inferior, fins al fons, on s'alça un dels turons artificials que emulaven al mont Fuji (anomenats fujizuka), dels que es trobaven uns 58 a la regió d'Edo, osciŀlant entre un i deu metres d'altura. | Aquesta estampa destaca per la diversitat de plans i el contrast cromàtic dels seus elements, especialment per l'intens color vermell de les azalees i el rosa dels cirerers en flor –imatge que malgrat tot resulta anacrònica, ja què azalees i cirerers floregen amb més d'un mes de diferència–. El colorit dels arbres contrasta amb el verd del camp i el blau clar del riu, que serpenteja cap al fons, creuat per diversos ponts. Petites figures de passejants gaudeixen de l'entorn, perceptibles des de la zona més propera, a la part inferior, fins al fons, on s'alça un dels turons artificials que emulaven al mont Fuji (anomenats fujizuka), dels que es trobaven uns 58 a la regió d'Edo, osciŀlant entre un i deu metres d'altura. | Aquesta estampa destaca per la diversitat de plans i el contrast cromàtic dels seus elements, especialment per l'intens color vermell de les azalees i el rosa dels cirerers en flor –imatge que malgrat tot resulta anacrònica, ja què azalees i cirerers floregen amb més d'un mes de diferència–. El colorit dels arbres contrasta amb el verd del camp i el blau clar del riu, que serpenteja cap al fons, creuat per diversos ponts. Petites figures de passejants gaudeixen de l'entorn, perceptibles des de la zona més propera, a la part inferior, fins al fons, on s'alça un dels turons artificials que emulaven al mont Fuji (anomenats fujizuka), dels que es trobaven uns 58 a la regió d'Edo, osciŀlant entre un i deu metres d'altura. | Aquesta estampa destaca per la diversitat de plans i el contrast cromàtic dels seus elements, especialment per l'intens color vermell de les azalees i el rosa dels cirerers en flor –imatge que malgrat tot resulta anacrònica, ja què azalees i cirerers floregen amb més d'un mes de diferència–. El colorit dels arbres contrasta amb el verd del camp i el blau clar del riu, que serpenteja cap al fons, creuat per diversos ponts. Petites figures de passejants gaudeixen de l'entorn, perceptibles des de la zona més propera, a la part inferior, fins al fons, on s'alça un dels turons artificials que emulaven al mont Fuji (anomenats fujizuka), dels que es trobaven uns 58 a la regió d'Edo, osciŀlant entre un i deu metres d'altura. |
| El pavelló Sanjūsangendō a Fukagawa                                   | 69. El pavelló Sanjūsangendō a Fukagawa (深川三十三間堂, Fukagawa Sanjūsangendō) (8-1857)                                                              | 69. El pavelló Sanjūsangendō a Fukagawa (深川三十三間堂, Fukagawa Sanjūsangendō) (8-1857)                                                              | 69. El pavelló Sanjūsangendō a Fukagawa (深川三十三間堂, Fukagawa Sanjūsangendō) (8-1857)                                                              | Aquest pavelló es construí com una rèplica del temple de Sanjūsangen-dō a Kyōto (1266), famós per les seves 1001 estàtues de Kannon. Fou construït el 1642 al barri de Fukagawa, i amb els seus 120 metres de longitud era una de les estructures més grans de la ciutat. A part de ser un lloc sagrat, la seva longitud era aprofitada per la pràctica del tir amb arc. Malgrat tot, el 1870 fou enderrocat durant la persecució del budisme (Shinbutsu bunri) de l'era Meiji. A la imatge es veu a penes la meitat de l'edifici, que creua l'escena en diagonal, donant idea de les seves enormes dimensions. Diversos transeünts caminen a ambdós costats del pavelló, que a la seva part superior delimita amb el riu, on se situen uns magatzems de fusta del dipòsit de Kiba, que estan a penes esbossats endinsant-se al blau de l'aigua. | Aquest pavelló es construí com una rèplica del temple de Sanjūsangen-dō a Kyōto (1266), famós per les seves 1001 estàtues de Kannon. Fou construït el 1642 al barri de Fukagawa, i amb els seus 120 metres de longitud era una de les estructures més grans de la ciutat. A part de ser un lloc sagrat, la seva longitud era aprofitada per la pràctica del tir amb arc. Malgrat tot, el 1870 fou enderrocat durant la persecució del budisme (Shinbutsu bunri) de l'era Meiji. A la imatge es veu a penes la meitat de l'edifici, que creua l'escena en diagonal, donant idea de les seves enormes dimensions. Diversos transeünts caminen a ambdós costats del pavelló, que a la seva part superior delimita amb el riu, on se situen uns magatzems de fusta del dipòsit de Kiba, que estan a penes esbossats endinsant-se al blau de l'aigua. | Aquest pavelló es construí com una rèplica del temple de Sanjūsangen-dō a Kyōto (1266), famós per les seves 1001 estàtues de Kannon. Fou construït el 1642 al barri de Fukagawa, i amb els seus 120 metres de longitud era una de les estructures més grans de la ciutat. A part de ser un lloc sagrat, la seva longitud era aprofitada per la pràctica del tir amb arc. Malgrat tot, el 1870 fou enderrocat durant la persecució del budisme (Shinbutsu bunri) de l'era Meiji. A la imatge es veu a penes la meitat de l'edifici, que creua l'escena en diagonal, donant idea de les seves enormes dimensions. Diversos transeünts caminen a ambdós costats del pavelló, que a la seva part superior delimita amb el riu, on se situen uns magatzems de fusta del dipòsit de Kiba, que estan a penes esbossats endinsant-se al blau de l'aigua. | Aquest pavelló es construí com una rèplica del temple de Sanjūsangen-dō a Kyōto (1266), famós per les seves 1001 estàtues de Kannon. Fou construït el 1642 al barri de Fukagawa, i amb els seus 120 metres de longitud era una de les estructures més grans de la ciutat. A part de ser un lloc sagrat, la seva longitud era aprofitada per la pràctica del tir amb arc. Malgrat tot, el 1870 fou enderrocat durant la persecució del budisme (Shinbutsu bunri) de l'era Meiji. A la imatge es veu a penes la meitat de l'edifici, que creua l'escena en diagonal, donant idea de les seves enormes dimensions. Diversos transeünts caminen a ambdós costats del pavelló, que a la seva part superior delimita amb el riu, on se situen uns magatzems de fusta del dipòsit de Kiba, que estan a penes esbossats endinsant-se al blau de l'aigua. | Aquest pavelló es construí com una rèplica del temple de Sanjūsangen-dō a Kyōto (1266), famós per les seves 1001 estàtues de Kannon. Fou construït el 1642 al barri de Fukagawa, i amb els seus 120 metres de longitud era una de les estructures més grans de la ciutat. A part de ser un lloc sagrat, la seva longitud era aprofitada per la pràctica del tir amb arc. Malgrat tot, el 1870 fou enderrocat durant la persecució del budisme (Shinbutsu bunri) de l'era Meiji. A la imatge es veu a penes la meitat de l'edifici, que creua l'escena en diagonal, donant idea de les seves enormes dimensions. Diversos transeünts caminen a ambdós costats del pavelló, que a la seva part superior delimita amb el riu, on se situen uns magatzems de fusta del dipòsit de Kiba, que estan a penes esbossats endinsant-se al blau de l'aigua. | Aquest pavelló es construí com una rèplica del temple de Sanjūsangen-dō a Kyōto (1266), famós per les seves 1001 estàtues de Kannon. Fou construït el 1642 al barri de Fukagawa, i amb els seus 120 metres de longitud era una de les estructures més grans de la ciutat. A part de ser un lloc sagrat, la seva longitud era aprofitada per la pràctica del tir amb arc. Malgrat tot, el 1870 fou enderrocat durant la persecució del budisme (Shinbutsu bunri) de l'era Meiji. A la imatge es veu a penes la meitat de l'edifici, que creua l'escena en diagonal, donant idea de les seves enormes dimensions. Diversos transeünts caminen a ambdós costats del pavelló, que a la seva part superior delimita amb el riu, on se situen uns magatzems de fusta del dipòsit de Kiba, que estan a penes esbossats endinsant-se al blau de l'aigua. |
| La desembocadura del riu Nakagawa                                     | 70. La desembocadura del riu Nakagawa (中川口, Nakagawaguchi) (2-1857)                                                                                 | 70. La desembocadura del riu Nakagawa (中川口, Nakagawaguchi) (2-1857)                                                                                 | 70. La desembocadura del riu Nakagawa (中川口, Nakagawaguchi) (2-1857)                                                                                 | El protagonista de l'estampa és el riu, que domina la composició al seu eix vertical, així com a la seva zona central. El Nakagawa és el que transcorre horitzontalment, desembocant a la dreta a la badia d'Edo, fora d'aquesta imatge. Apareixen a les seves aigües diverses barques de pescadors i uns rais de fusta transportats per raiers. El tram inferior, pel que naveguen dues barques de passatgers, és el canal Onagigawa, on hi havia un post de control militar. A l'extrem oposat es veu el canal Shinkawa, amb unes barques cobertes de palla que transportaven sal, que es produïa als voltants. Aquest canal es perd a la llunyania entre una espessa boirassa de color blanc, graduada en ichimonji bokashi. | El protagonista de l'estampa és el riu, que domina la composició al seu eix vertical, així com a la seva zona central. El Nakagawa és el que transcorre horitzontalment, desembocant a la dreta a la badia d'Edo, fora d'aquesta imatge. Apareixen a les seves aigües diverses barques de pescadors i uns rais de fusta transportats per raiers. El tram inferior, pel que naveguen dues barques de passatgers, és el canal Onagigawa, on hi havia un post de control militar. A l'extrem oposat es veu el canal Shinkawa, amb unes barques cobertes de palla que transportaven sal, que es produïa als voltants. Aquest canal es perd a la llunyania entre una espessa boirassa de color blanc, graduada en ichimonji bokashi. | El protagonista de l'estampa és el riu, que domina la composició al seu eix vertical, així com a la seva zona central. El Nakagawa és el que transcorre horitzontalment, desembocant a la dreta a la badia d'Edo, fora d'aquesta imatge. Apareixen a les seves aigües diverses barques de pescadors i uns rais de fusta transportats per raiers. El tram inferior, pel que naveguen dues barques de passatgers, és el canal Onagigawa, on hi havia un post de control militar. A l'extrem oposat es veu el canal Shinkawa, amb unes barques cobertes de palla que transportaven sal, que es produïa als voltants. Aquest canal es perd a la llunyania entre una espessa boirassa de color blanc, graduada en ichimonji bokashi. | El protagonista de l'estampa és el riu, que domina la composició al seu eix vertical, així com a la seva zona central. El Nakagawa és el que transcorre horitzontalment, desembocant a la dreta a la badia d'Edo, fora d'aquesta imatge. Apareixen a les seves aigües diverses barques de pescadors i uns rais de fusta transportats per raiers. El tram inferior, pel que naveguen dues barques de passatgers, és el canal Onagigawa, on hi havia un post de control militar. A l'extrem oposat es veu el canal Shinkawa, amb unes barques cobertes de palla que transportaven sal, que es produïa als voltants. Aquest canal es perd a la llunyania entre una espessa boirassa de color blanc, graduada en ichimonji bokashi. | El protagonista de l'estampa és el riu, que domina la composició al seu eix vertical, així com a la seva zona central. El Nakagawa és el que transcorre horitzontalment, desembocant a la dreta a la badia d'Edo, fora d'aquesta imatge. Apareixen a les seves aigües diverses barques de pescadors i uns rais de fusta transportats per raiers. El tram inferior, pel que naveguen dues barques de passatgers, és el canal Onagigawa, on hi havia un post de control militar. A l'extrem oposat es veu el canal Shinkawa, amb unes barques cobertes de palla que transportaven sal, que es produïa als voltants. Aquest canal es perd a la llunyania entre una espessa boirassa de color blanc, graduada en ichimonji bokashi. | El protagonista de l'estampa és el riu, que domina la composició al seu eix vertical, així com a la seva zona central. El Nakagawa és el que transcorre horitzontalment, desembocant a la dreta a la badia d'Edo, fora d'aquesta imatge. Apareixen a les seves aigües diverses barques de pescadors i uns rais de fusta transportats per raiers. El tram inferior, pel que naveguen dues barques de passatgers, és el canal Onagigawa, on hi havia un post de control militar. A l'extrem oposat es veu el canal Shinkawa, amb unes barques cobertes de palla que transportaven sal, que es produïa als voltants. Aquest canal es perd a la llunyania entre una espessa boirassa de color blanc, graduada en ichimonji bokashi. |
| Pins disseminats a la vora del riu Tonegawa                           | 71. Pins disseminats a la vora del riu Tonegawa (利根川ばらばらま, Tonegawa barabara matsu) (8-1856)                                                   | 71. Pins disseminats a la vora del riu Tonegawa (利根川ばらばらま, Tonegawa barabara matsu) (8-1856)                                                   | 71. Pins disseminats a la vora del riu Tonegawa (利根川ばらばらま, Tonegawa barabara matsu) (8-1856)                                                   | En aquesta imatge s'aprecia de nou la genial concepció compositiva de l'autor, que mostra un paisatge a través d'una xarxa de pescador, que domina tot el costat dret. Així, l'aparent insubstancialitat d'un paisatge fluvial sense excessiu encant es veu realçada per l'original punt de vista, un dels segells estilístics de Hiroshige i de la sèrie de Cent vistes especialment. Darrere de la xarxa la imatge es compon de dos espais dividits per la franja de l'horitzó, amb el riu a sota, amb un marcat onatge i una zona de canyars a l'angle inferior esquerre, i el cel amunt, en l'habitual gradació entre blanc i blau, solcat pel vol de dues garses. Al centre, mig tapada per la xarxa, destaca una barca de vela, potser pescant carpes, que eren famoses per la seva qualitat al riu Tonegawa. | En aquesta imatge s'aprecia de nou la genial concepció compositiva de l'autor, que mostra un paisatge a través d'una xarxa de pescador, que domina tot el costat dret. Així, l'aparent insubstancialitat d'un paisatge fluvial sense excessiu encant es veu realçada per l'original punt de vista, un dels segells estilístics de Hiroshige i de la sèrie de Cent vistes especialment. Darrere de la xarxa la imatge es compon de dos espais dividits per la franja de l'horitzó, amb el riu a sota, amb un marcat onatge i una zona de canyars a l'angle inferior esquerre, i el cel amunt, en l'habitual gradació entre blanc i blau, solcat pel vol de dues garses. Al centre, mig tapada per la xarxa, destaca una barca de vela, potser pescant carpes, que eren famoses per la seva qualitat al riu Tonegawa. | En aquesta imatge s'aprecia de nou la genial concepció compositiva de l'autor, que mostra un paisatge a través d'una xarxa de pescador, que domina tot el costat dret. Així, l'aparent insubstancialitat d'un paisatge fluvial sense excessiu encant es veu realçada per l'original punt de vista, un dels segells estilístics de Hiroshige i de la sèrie de Cent vistes especialment. Darrere de la xarxa la imatge es compon de dos espais dividits per la franja de l'horitzó, amb el riu a sota, amb un marcat onatge i una zona de canyars a l'angle inferior esquerre, i el cel amunt, en l'habitual gradació entre blanc i blau, solcat pel vol de dues garses. Al centre, mig tapada per la xarxa, destaca una barca de vela, potser pescant carpes, que eren famoses per la seva qualitat al riu Tonegawa. | En aquesta imatge s'aprecia de nou la genial concepció compositiva de l'autor, que mostra un paisatge a través d'una xarxa de pescador, que domina tot el costat dret. Així, l'aparent insubstancialitat d'un paisatge fluvial sense excessiu encant es veu realçada per l'original punt de vista, un dels segells estilístics de Hiroshige i de la sèrie de Cent vistes especialment. Darrere de la xarxa la imatge es compon de dos espais dividits per la franja de l'horitzó, amb el riu a sota, amb un marcat onatge i una zona de canyars a l'angle inferior esquerre, i el cel amunt, en l'habitual gradació entre blanc i blau, solcat pel vol de dues garses. Al centre, mig tapada per la xarxa, destaca una barca de vela, potser pescant carpes, que eren famoses per la seva qualitat al riu Tonegawa. | En aquesta imatge s'aprecia de nou la genial concepció compositiva de l'autor, que mostra un paisatge a través d'una xarxa de pescador, que domina tot el costat dret. Així, l'aparent insubstancialitat d'un paisatge fluvial sense excessiu encant es veu realçada per l'original punt de vista, un dels segells estilístics de Hiroshige i de la sèrie de Cent vistes especialment. Darrere de la xarxa la imatge es compon de dos espais dividits per la franja de l'horitzó, amb el riu a sota, amb un marcat onatge i una zona de canyars a l'angle inferior esquerre, i el cel amunt, en l'habitual gradació entre blanc i blau, solcat pel vol de dues garses. Al centre, mig tapada per la xarxa, destaca una barca de vela, potser pescant carpes, que eren famoses per la seva qualitat al riu Tonegawa. | En aquesta imatge s'aprecia de nou la genial concepció compositiva de l'autor, que mostra un paisatge a través d'una xarxa de pescador, que domina tot el costat dret. Així, l'aparent insubstancialitat d'un paisatge fluvial sense excessiu encant es veu realçada per l'original punt de vista, un dels segells estilístics de Hiroshige i de la sèrie de Cent vistes especialment. Darrere de la xarxa la imatge es compon de dos espais dividits per la franja de l'horitzó, amb el riu a sota, amb un marcat onatge i una zona de canyars a l'angle inferior esquerre, i el cel amunt, en l'habitual gradació entre blanc i blau, solcat pel vol de dues garses. Al centre, mig tapada per la xarxa, destaca una barca de vela, potser pescant carpes, que eren famoses per la seva qualitat al riu Tonegawa. |
| El transbordador de Haneda i el santuari de Benten                    | 72. El transbordador de Haneda i el santuari de Benten (はねたのわたし弁天の社, Haneda no watashi Benten no yashiro) (8-1858)                          | 72. El transbordador de Haneda i el santuari de Benten (はねたのわたし弁天の社, Haneda no watashi Benten no yashiro) (8-1858)                          | 72. El transbordador de Haneda i el santuari de Benten (はねたのわたし弁天の社, Haneda no watashi Benten no yashiro) (8-1858)                          | Es contempla un cop més una insòlita perspectiva on es percep el paisatge entre la figura d'un remer, del que tan sols es veuen cames i braços, al costat esquerre. Aquesta obra va rebre algunes crítiques per l'inusitat de la seva concepció: Basil Stewart, autor de Subjects Portrayed in Japanese Colour-Prints (1922), opinava que era una mostra de la «primerenca senilitat» de l'autor, mentre que l'historiador de l'art japonès Uchida Minoru ho qualificà d'«absolut error». En canvi, per a Takahashi Seiichirō era una «prova de l'extraordinària genialitat de Hiroshige». La perspectiva de l'espectador coincideix amb la del passatger de la barca, del que es veu un tros d'ombreŀla a la cantonada inferior dreta. Al fons apareix a l'esquerra el santuari de Benten, una deïtat protectora de les aigües, mentre que en el centre s'alça un far. Aquest santuari s'enderrocà després de la Segona Guerra Mundial per a construir un aeroport, tot i que al seu lloc es deixà un torii sagrat. | Es contempla un cop més una insòlita perspectiva on es percep el paisatge entre la figura d'un remer, del que tan sols es veuen cames i braços, al costat esquerre. Aquesta obra va rebre algunes crítiques per l'inusitat de la seva concepció: Basil Stewart, autor de Subjects Portrayed in Japanese Colour-Prints (1922), opinava que era una mostra de la «primerenca senilitat» de l'autor, mentre que l'historiador de l'art japonès Uchida Minoru ho qualificà d'«absolut error». En canvi, per a Takahashi Seiichirō era una «prova de l'extraordinària genialitat de Hiroshige». La perspectiva de l'espectador coincideix amb la del passatger de la barca, del que es veu un tros d'ombreŀla a la cantonada inferior dreta. Al fons apareix a l'esquerra el santuari de Benten, una deïtat protectora de les aigües, mentre que en el centre s'alça un far. Aquest santuari s'enderrocà després de la Segona Guerra Mundial per a construir un aeroport, tot i que al seu lloc es deixà un torii sagrat. | Es contempla un cop més una insòlita perspectiva on es percep el paisatge entre la figura d'un remer, del que tan sols es veuen cames i braços, al costat esquerre. Aquesta obra va rebre algunes crítiques per l'inusitat de la seva concepció: Basil Stewart, autor de Subjects Portrayed in Japanese Colour-Prints (1922), opinava que era una mostra de la «primerenca senilitat» de l'autor, mentre que l'historiador de l'art japonès Uchida Minoru ho qualificà d'«absolut error». En canvi, per a Takahashi Seiichirō era una «prova de l'extraordinària genialitat de Hiroshige». La perspectiva de l'espectador coincideix amb la del passatger de la barca, del que es veu un tros d'ombreŀla a la cantonada inferior dreta. Al fons apareix a l'esquerra el santuari de Benten, una deïtat protectora de les aigües, mentre que en el centre s'alça un far. Aquest santuari s'enderrocà després de la Segona Guerra Mundial per a construir un aeroport, tot i que al seu lloc es deixà un torii sagrat. | Es contempla un cop més una insòlita perspectiva on es percep el paisatge entre la figura d'un remer, del que tan sols es veuen cames i braços, al costat esquerre. Aquesta obra va rebre algunes crítiques per l'inusitat de la seva concepció: Basil Stewart, autor de Subjects Portrayed in Japanese Colour-Prints (1922), opinava que era una mostra de la «primerenca senilitat» de l'autor, mentre que l'historiador de l'art japonès Uchida Minoru ho qualificà d'«absolut error». En canvi, per a Takahashi Seiichirō era una «prova de l'extraordinària genialitat de Hiroshige». La perspectiva de l'espectador coincideix amb la del passatger de la barca, del que es veu un tros d'ombreŀla a la cantonada inferior dreta. Al fons apareix a l'esquerra el santuari de Benten, una deïtat protectora de les aigües, mentre que en el centre s'alça un far. Aquest santuari s'enderrocà després de la Segona Guerra Mundial per a construir un aeroport, tot i que al seu lloc es deixà un torii sagrat. | Es contempla un cop més una insòlita perspectiva on es percep el paisatge entre la figura d'un remer, del que tan sols es veuen cames i braços, al costat esquerre. Aquesta obra va rebre algunes crítiques per l'inusitat de la seva concepció: Basil Stewart, autor de Subjects Portrayed in Japanese Colour-Prints (1922), opinava que era una mostra de la «primerenca senilitat» de l'autor, mentre que l'historiador de l'art japonès Uchida Minoru ho qualificà d'«absolut error». En canvi, per a Takahashi Seiichirō era una «prova de l'extraordinària genialitat de Hiroshige». La perspectiva de l'espectador coincideix amb la del passatger de la barca, del que es veu un tros d'ombreŀla a la cantonada inferior dreta. Al fons apareix a l'esquerra el santuari de Benten, una deïtat protectora de les aigües, mentre que en el centre s'alça un far. Aquest santuari s'enderrocà després de la Segona Guerra Mundial per a construir un aeroport, tot i que al seu lloc es deixà un torii sagrat. | Es contempla un cop més una insòlita perspectiva on es percep el paisatge entre la figura d'un remer, del que tan sols es veuen cames i braços, al costat esquerre. Aquesta obra va rebre algunes crítiques per l'inusitat de la seva concepció: Basil Stewart, autor de Subjects Portrayed in Japanese Colour-Prints (1922), opinava que era una mostra de la «primerenca senilitat» de l'autor, mentre que l'historiador de l'art japonès Uchida Minoru ho qualificà d'«absolut error». En canvi, per a Takahashi Seiichirō era una «prova de l'extraordinària genialitat de Hiroshige». La perspectiva de l'espectador coincideix amb la del passatger de la barca, del que es veu un tros d'ombreŀla a la cantonada inferior dreta. Al fons apareix a l'esquerra el santuari de Benten, una deïtat protectora de les aigües, mentre que en el centre s'alça un far. Aquest santuari s'enderrocà després de la Segona Guerra Mundial per a construir un aeroport, tot i que al seu lloc es deixà un torii sagrat. |

### Tardor
| Tardor                                                             | | | | | | | | | |
| La ciutat en plena floració, la festa Tanabata                     | 73. La ciutat en plena floració, la festa Tanabata (市中繁栄七夕祭, Shichū han'ei Tanabata matsuri) (7-1857)                                      | 73. La ciutat en plena floració, la festa Tanabata (市中繁栄七夕祭, Shichū han'ei Tanabata matsuri) (7-1857)                                      | 73. La ciutat en plena floració, la festa Tanabata (市中繁栄七夕祭, Shichū han'ei Tanabata matsuri) (7-1857)                                      | Aquesta estampa comença la sèrie de la tardor, si bé la festa que es representa era pròpia dels dies càlids de l'estiu. La festa Tanabata era una de les cinc festes oficials de les estacions de l'any (gosekku). En aquesta ocasió l'autor ens ofereix una perspectiva des de la seva pròpia casa: en la part inferior apareixen diversos sostres de cases del barri de Minami Denma-chō, entre els que es perfila en segon terme, a la dreta, la torre de bombers del districte de Yayosu, que el seu pare llegà a Hiroshige, i aquest al seu cop al seu fill. Potser aquesta aŀlusió personal expliqui l'absència en el títol del lloc representat, un fet únic en tota la sèrie. Més al fons i a la dreta es veuen diversos edificis del Palau del Shōgun, mentre al fons s'alça la gran massa del mont Fuji. Sobre els sostres i enlairant-se al cel es mostren nombrosos estendards i arranjaments florals del festival, sobre vares de bambú, del que pengen objectes com papers, serpentines, una xarxa de pescar, una carbassa, una copa de sake o inclús un peix i una rodanxa de síndria. Es veuen bressolats pel vent, potser un avanç de l'incipient tardor. | Aquesta estampa comença la sèrie de la tardor, si bé la festa que es representa era pròpia dels dies càlids de l'estiu. La festa Tanabata era una de les cinc festes oficials de les estacions de l'any (gosekku). En aquesta ocasió l'autor ens ofereix una perspectiva des de la seva pròpia casa: en la part inferior apareixen diversos sostres de cases del barri de Minami Denma-chō, entre els que es perfila en segon terme, a la dreta, la torre de bombers del districte de Yayosu, que el seu pare llegà a Hiroshige, i aquest al seu cop al seu fill. Potser aquesta aŀlusió personal expliqui l'absència en el títol del lloc representat, un fet únic en tota la sèrie. Més al fons i a la dreta es veuen diversos edificis del Palau del Shōgun, mentre al fons s'alça la gran massa del mont Fuji. Sobre els sostres i enlairant-se al cel es mostren nombrosos estendards i arranjaments florals del festival, sobre vares de bambú, del que pengen objectes com papers, serpentines, una xarxa de pescar, una carbassa, una copa de sake o inclús un peix i una rodanxa de síndria. Es veuen bressolats pel vent, potser un avanç de l'incipient tardor. | Aquesta estampa comença la sèrie de la tardor, si bé la festa que es representa era pròpia dels dies càlids de l'estiu. La festa Tanabata era una de les cinc festes oficials de les estacions de l'any (gosekku). En aquesta ocasió l'autor ens ofereix una perspectiva des de la seva pròpia casa: en la part inferior apareixen diversos sostres de cases del barri de Minami Denma-chō, entre els que es perfila en segon terme, a la dreta, la torre de bombers del districte de Yayosu, que el seu pare llegà a Hiroshige, i aquest al seu cop al seu fill. Potser aquesta aŀlusió personal expliqui l'absència en el títol del lloc representat, un fet únic en tota la sèrie. Més al fons i a la dreta es veuen diversos edificis del Palau del Shōgun, mentre al fons s'alça la gran massa del mont Fuji. Sobre els sostres i enlairant-se al cel es mostren nombrosos estendards i arranjaments florals del festival, sobre vares de bambú, del que pengen objectes com papers, serpentines, una xarxa de pescar, una carbassa, una copa de sake o inclús un peix i una rodanxa de síndria. Es veuen bressolats pel vent, potser un avanç de l'incipient tardor. | Aquesta estampa comença la sèrie de la tardor, si bé la festa que es representa era pròpia dels dies càlids de l'estiu. La festa Tanabata era una de les cinc festes oficials de les estacions de l'any (gosekku). En aquesta ocasió l'autor ens ofereix una perspectiva des de la seva pròpia casa: en la part inferior apareixen diversos sostres de cases del barri de Minami Denma-chō, entre els que es perfila en segon terme, a la dreta, la torre de bombers del districte de Yayosu, que el seu pare llegà a Hiroshige, i aquest al seu cop al seu fill. Potser aquesta aŀlusió personal expliqui l'absència en el títol del lloc representat, un fet únic en tota la sèrie. Més al fons i a la dreta es veuen diversos edificis del Palau del Shōgun, mentre al fons s'alça la gran massa del mont Fuji. Sobre els sostres i enlairant-se al cel es mostren nombrosos estendards i arranjaments florals del festival, sobre vares de bambú, del que pengen objectes com papers, serpentines, una xarxa de pescar, una carbassa, una copa de sake o inclús un peix i una rodanxa de síndria. Es veuen bressolats pel vent, potser un avanç de l'incipient tardor. | Aquesta estampa comença la sèrie de la tardor, si bé la festa que es representa era pròpia dels dies càlids de l'estiu. La festa Tanabata era una de les cinc festes oficials de les estacions de l'any (gosekku). En aquesta ocasió l'autor ens ofereix una perspectiva des de la seva pròpia casa: en la part inferior apareixen diversos sostres de cases del barri de Minami Denma-chō, entre els que es perfila en segon terme, a la dreta, la torre de bombers del districte de Yayosu, que el seu pare llegà a Hiroshige, i aquest al seu cop al seu fill. Potser aquesta aŀlusió personal expliqui l'absència en el títol del lloc representat, un fet únic en tota la sèrie. Més al fons i a la dreta es veuen diversos edificis del Palau del Shōgun, mentre al fons s'alça la gran massa del mont Fuji. Sobre els sostres i enlairant-se al cel es mostren nombrosos estendards i arranjaments florals del festival, sobre vares de bambú, del que pengen objectes com papers, serpentines, una xarxa de pescar, una carbassa, una copa de sake o inclús un peix i una rodanxa de síndria. Es veuen bressolats pel vent, potser un avanç de l'incipient tardor. | Aquesta estampa comença la sèrie de la tardor, si bé la festa que es representa era pròpia dels dies càlids de l'estiu. La festa Tanabata era una de les cinc festes oficials de les estacions de l'any (gosekku). En aquesta ocasió l'autor ens ofereix una perspectiva des de la seva pròpia casa: en la part inferior apareixen diversos sostres de cases del barri de Minami Denma-chō, entre els que es perfila en segon terme, a la dreta, la torre de bombers del districte de Yayosu, que el seu pare llegà a Hiroshige, i aquest al seu cop al seu fill. Potser aquesta aŀlusió personal expliqui l'absència en el títol del lloc representat, un fet únic en tota la sèrie. Més al fons i a la dreta es veuen diversos edificis del Palau del Shōgun, mentre al fons s'alça la gran massa del mont Fuji. Sobre els sostres i enlairant-se al cel es mostren nombrosos estendards i arranjaments florals del festival, sobre vares de bambú, del que pengen objectes com papers, serpentines, una xarxa de pescar, una carbassa, una copa de sake o inclús un peix i una rodanxa de síndria. Es veuen bressolats pel vent, potser un avanç de l'incipient tardor. |
| Comerç de sedes a Ōdenma-chō                                       | 74. Comerç de sedes a Ōdenma-chō (大伝馬町ごふく店, Ōdenma-chō gofukudana) (7-1858)                                                               | 74. Comerç de sedes a Ōdenma-chō (大伝馬町ごふく店, Ōdenma-chō gofukudana) (7-1858)                                                               | 74. Comerç de sedes a Ōdenma-chō (大伝馬町ごふく店, Ōdenma-chō gofukudana) (7-1858)                                                               | En aquesta obra destaquen els personatges en processó de la dreta, que porten vestits cerimonials i estendards de festa. És una de les escasses làmines on apareixen persones d'una certa mida, en contraposició a les petites figures habituals immerses al paisatge. Malgrat el seu vestit de samurai, compost de pantaló i jaqueta amb el mateix dibuix (kamishimo) i el vestit kosode damunt, es tracta de fusters, que celebren el tancament d'aigües d'un edifici –degut al terratrèmol de 1855, els fusters tenien molta feina en aquesta època–. Els celebradors van evidentment ebris, fet que l'autor reflecteix de forma magistral als seus rostres, donant mostres del sentit de l'humor i prospecció psicològica de l'artista. Al fons es veu el comerç de sedes Daimaru, alternant cortinatges negres i vermells amb el signe caŀligràfic de la botiga, junt a la inscripció del seu fundador, Shimomura Hikouemon. | En aquesta obra destaquen els personatges en processó de la dreta, que porten vestits cerimonials i estendards de festa. És una de les escasses làmines on apareixen persones d'una certa mida, en contraposició a les petites figures habituals immerses al paisatge. Malgrat el seu vestit de samurai, compost de pantaló i jaqueta amb el mateix dibuix (kamishimo) i el vestit kosode damunt, es tracta de fusters, que celebren el tancament d'aigües d'un edifici –degut al terratrèmol de 1855, els fusters tenien molta feina en aquesta època–. Els celebradors van evidentment ebris, fet que l'autor reflecteix de forma magistral als seus rostres, donant mostres del sentit de l'humor i prospecció psicològica de l'artista. Al fons es veu el comerç de sedes Daimaru, alternant cortinatges negres i vermells amb el signe caŀligràfic de la botiga, junt a la inscripció del seu fundador, Shimomura Hikouemon. | En aquesta obra destaquen els personatges en processó de la dreta, que porten vestits cerimonials i estendards de festa. És una de les escasses làmines on apareixen persones d'una certa mida, en contraposició a les petites figures habituals immerses al paisatge. Malgrat el seu vestit de samurai, compost de pantaló i jaqueta amb el mateix dibuix (kamishimo) i el vestit kosode damunt, es tracta de fusters, que celebren el tancament d'aigües d'un edifici –degut al terratrèmol de 1855, els fusters tenien molta feina en aquesta època–. Els celebradors van evidentment ebris, fet que l'autor reflecteix de forma magistral als seus rostres, donant mostres del sentit de l'humor i prospecció psicològica de l'artista. Al fons es veu el comerç de sedes Daimaru, alternant cortinatges negres i vermells amb el signe caŀligràfic de la botiga, junt a la inscripció del seu fundador, Shimomura Hikouemon. | En aquesta obra destaquen els personatges en processó de la dreta, que porten vestits cerimonials i estendards de festa. És una de les escasses làmines on apareixen persones d'una certa mida, en contraposició a les petites figures habituals immerses al paisatge. Malgrat el seu vestit de samurai, compost de pantaló i jaqueta amb el mateix dibuix (kamishimo) i el vestit kosode damunt, es tracta de fusters, que celebren el tancament d'aigües d'un edifici –degut al terratrèmol de 1855, els fusters tenien molta feina en aquesta època–. Els celebradors van evidentment ebris, fet que l'autor reflecteix de forma magistral als seus rostres, donant mostres del sentit de l'humor i prospecció psicològica de l'artista. Al fons es veu el comerç de sedes Daimaru, alternant cortinatges negres i vermells amb el signe caŀligràfic de la botiga, junt a la inscripció del seu fundador, Shimomura Hikouemon. | En aquesta obra destaquen els personatges en processó de la dreta, que porten vestits cerimonials i estendards de festa. És una de les escasses làmines on apareixen persones d'una certa mida, en contraposició a les petites figures habituals immerses al paisatge. Malgrat el seu vestit de samurai, compost de pantaló i jaqueta amb el mateix dibuix (kamishimo) i el vestit kosode damunt, es tracta de fusters, que celebren el tancament d'aigües d'un edifici –degut al terratrèmol de 1855, els fusters tenien molta feina en aquesta època–. Els celebradors van evidentment ebris, fet que l'autor reflecteix de forma magistral als seus rostres, donant mostres del sentit de l'humor i prospecció psicològica de l'artista. Al fons es veu el comerç de sedes Daimaru, alternant cortinatges negres i vermells amb el signe caŀligràfic de la botiga, junt a la inscripció del seu fundador, Shimomura Hikouemon. | En aquesta obra destaquen els personatges en processó de la dreta, que porten vestits cerimonials i estendards de festa. És una de les escasses làmines on apareixen persones d'una certa mida, en contraposició a les petites figures habituals immerses al paisatge. Malgrat el seu vestit de samurai, compost de pantaló i jaqueta amb el mateix dibuix (kamishimo) i el vestit kosode damunt, es tracta de fusters, que celebren el tancament d'aigües d'un edifici –degut al terratrèmol de 1855, els fusters tenien molta feina en aquesta època–. Els celebradors van evidentment ebris, fet que l'autor reflecteix de forma magistral als seus rostres, donant mostres del sentit de l'humor i prospecció psicològica de l'artista. Al fons es veu el comerç de sedes Daimaru, alternant cortinatges negres i vermells amb el signe caŀligràfic de la botiga, junt a la inscripció del seu fundador, Shimomura Hikouemon. |
| El barri dels tintorers de Kanda                                   | 75. El barri dels tintorers de Kanda (神田紺屋町, Kanda Kon'ya-chō) (11-1857)                                                                     | 75. El barri dels tintorers de Kanda (神田紺屋町, Kanda Kon'ya-chō) (11-1857)                                                                     | 75. El barri dels tintorers de Kanda (神田紺屋町, Kanda Kon'ya-chō) (11-1857)                                                                     | Es mostra un cop més una composició de gran verticalitat, que denota el màxim profit que l'autor sabia treure del format ōban. El motiu principal de la imatge són unes grans teles penjades a assecar pels tintorers del barri de Kanda, el principal de la ciutat on s'exercia aquest ofici, famós per la qualitat de les seves teles. En ambdós costats es veuen uns draps color marró i anyil, amb dibuixos de damer i flors, destinats a kimonos yukata. En canvi, al centre i amb el doble d'alçada ressalten unes llargues teles que es tallaven en tires i servien de cintes pel front, en colors blanc i blau. Les de color blanc en primer pla tenen el signe de «peix» (sakana), probable aŀlusió al cognom de l'editor, Sakanaya Eikichi, mentre que les del fons mostren el monograma de Hiroshige, compost de la síŀlaba hi dins d'un rombe, ro. Al paisatge del fons es poden apreciar el Palau del Shōgun i el mont Fuji. Katsushika Hokusai havia fet una composició semblant a aquesta a la seva sèrie Cent vistes del Fuji (1830-1835), pel que aquesta estampa segurament la realitzà Hiroshige com homenatge al mestre de l'ukiyo-e. | Es mostra un cop més una composició de gran verticalitat, que denota el màxim profit que l'autor sabia treure del format ōban. El motiu principal de la imatge són unes grans teles penjades a assecar pels tintorers del barri de Kanda, el principal de la ciutat on s'exercia aquest ofici, famós per la qualitat de les seves teles. En ambdós costats es veuen uns draps color marró i anyil, amb dibuixos de damer i flors, destinats a kimonos yukata. En canvi, al centre i amb el doble d'alçada ressalten unes llargues teles que es tallaven en tires i servien de cintes pel front, en colors blanc i blau. Les de color blanc en primer pla tenen el signe de «peix» (sakana), probable aŀlusió al cognom de l'editor, Sakanaya Eikichi, mentre que les del fons mostren el monograma de Hiroshige, compost de la síŀlaba hi dins d'un rombe, ro. Al paisatge del fons es poden apreciar el Palau del Shōgun i el mont Fuji. Katsushika Hokusai havia fet una composició semblant a aquesta a la seva sèrie Cent vistes del Fuji (1830-1835), pel que aquesta estampa segurament la realitzà Hiroshige com homenatge al mestre de l'ukiyo-e. | Es mostra un cop més una composició de gran verticalitat, que denota el màxim profit que l'autor sabia treure del format ōban. El motiu principal de la imatge són unes grans teles penjades a assecar pels tintorers del barri de Kanda, el principal de la ciutat on s'exercia aquest ofici, famós per la qualitat de les seves teles. En ambdós costats es veuen uns draps color marró i anyil, amb dibuixos de damer i flors, destinats a kimonos yukata. En canvi, al centre i amb el doble d'alçada ressalten unes llargues teles que es tallaven en tires i servien de cintes pel front, en colors blanc i blau. Les de color blanc en primer pla tenen el signe de «peix» (sakana), probable aŀlusió al cognom de l'editor, Sakanaya Eikichi, mentre que les del fons mostren el monograma de Hiroshige, compost de la síŀlaba hi dins d'un rombe, ro. Al paisatge del fons es poden apreciar el Palau del Shōgun i el mont Fuji. Katsushika Hokusai havia fet una composició semblant a aquesta a la seva sèrie Cent vistes del Fuji (1830-1835), pel que aquesta estampa segurament la realitzà Hiroshige com homenatge al mestre de l'ukiyo-e. | Es mostra un cop més una composició de gran verticalitat, que denota el màxim profit que l'autor sabia treure del format ōban. El motiu principal de la imatge són unes grans teles penjades a assecar pels tintorers del barri de Kanda, el principal de la ciutat on s'exercia aquest ofici, famós per la qualitat de les seves teles. En ambdós costats es veuen uns draps color marró i anyil, amb dibuixos de damer i flors, destinats a kimonos yukata. En canvi, al centre i amb el doble d'alçada ressalten unes llargues teles que es tallaven en tires i servien de cintes pel front, en colors blanc i blau. Les de color blanc en primer pla tenen el signe de «peix» (sakana), probable aŀlusió al cognom de l'editor, Sakanaya Eikichi, mentre que les del fons mostren el monograma de Hiroshige, compost de la síŀlaba hi dins d'un rombe, ro. Al paisatge del fons es poden apreciar el Palau del Shōgun i el mont Fuji. Katsushika Hokusai havia fet una composició semblant a aquesta a la seva sèrie Cent vistes del Fuji (1830-1835), pel que aquesta estampa segurament la realitzà Hiroshige com homenatge al mestre de l'ukiyo-e. | Es mostra un cop més una composició de gran verticalitat, que denota el màxim profit que l'autor sabia treure del format ōban. El motiu principal de la imatge són unes grans teles penjades a assecar pels tintorers del barri de Kanda, el principal de la ciutat on s'exercia aquest ofici, famós per la qualitat de les seves teles. En ambdós costats es veuen uns draps color marró i anyil, amb dibuixos de damer i flors, destinats a kimonos yukata. En canvi, al centre i amb el doble d'alçada ressalten unes llargues teles que es tallaven en tires i servien de cintes pel front, en colors blanc i blau. Les de color blanc en primer pla tenen el signe de «peix» (sakana), probable aŀlusió al cognom de l'editor, Sakanaya Eikichi, mentre que les del fons mostren el monograma de Hiroshige, compost de la síŀlaba hi dins d'un rombe, ro. Al paisatge del fons es poden apreciar el Palau del Shōgun i el mont Fuji. Katsushika Hokusai havia fet una composició semblant a aquesta a la seva sèrie Cent vistes del Fuji (1830-1835), pel que aquesta estampa segurament la realitzà Hiroshige com homenatge al mestre de l'ukiyo-e. | Es mostra un cop més una composició de gran verticalitat, que denota el màxim profit que l'autor sabia treure del format ōban. El motiu principal de la imatge són unes grans teles penjades a assecar pels tintorers del barri de Kanda, el principal de la ciutat on s'exercia aquest ofici, famós per la qualitat de les seves teles. En ambdós costats es veuen uns draps color marró i anyil, amb dibuixos de damer i flors, destinats a kimonos yukata. En canvi, al centre i amb el doble d'alçada ressalten unes llargues teles que es tallaven en tires i servien de cintes pel front, en colors blanc i blau. Les de color blanc en primer pla tenen el signe de «peix» (sakana), probable aŀlusió al cognom de l'editor, Sakanaya Eikichi, mentre que les del fons mostren el monograma de Hiroshige, compost de la síŀlaba hi dins d'un rombe, ro. Al paisatge del fons es poden apreciar el Palau del Shōgun i el mont Fuji. Katsushika Hokusai havia fet una composició semblant a aquesta a la seva sèrie Cent vistes del Fuji (1830-1835), pel que aquesta estampa segurament la realitzà Hiroshige com homenatge al mestre de l'ukiyo-e. |
| Dic de bambú prop del pont Kyōbashi                                | 76. Dic de bambú prop del pont Kyōbashi (京橋竹がし, Kyōbashi Takegashi) (12-1857)                                                                | 76. Dic de bambú prop del pont Kyōbashi (京橋竹がし, Kyōbashi Takegashi) (12-1857)                                                                | 76. Dic de bambú prop del pont Kyōbashi (京橋竹がし, Kyōbashi Takegashi) (12-1857)                                                                | En una vista nocturna dominada per la lluna plena, que apareix per darrere de la cartel·la del títol, destaca en primer pla la imponent figura del pont Kyōbashi, darrere el que s'alça un mur de bambú pertanyent a l'atracador de Takegashi, on s'emmagatzemava el bambú posat a assecar. Sobre el pont es veu a la dreta una processó de pelegrins amb llanternes, junt a d'altres transeünts que caminen en ambdues direccions, mentre que destaquen als pilars centrals els gibōshi, els coronaments de metall que indicaven ponts d'alt rang. Els pelegrins regressen del mont Ōyama (vegeu làmina 60), i en el que porta una llàntia vermella s'aprecien els caràcters hori («gravar») i take («bambú»), propis del gravador, Yokogawa Horitake, essent aquesta l'única estampa de la sèrie on apareix. Aquesta imatge inspirà a James McNeill Whistler la seva obra Nocturne in Blue and Gold: Old Battersea Bridge (1872-1875). | En una vista nocturna dominada per la lluna plena, que apareix per darrere de la cartel·la del títol, destaca en primer pla la imponent figura del pont Kyōbashi, darrere el que s'alça un mur de bambú pertanyent a l'atracador de Takegashi, on s'emmagatzemava el bambú posat a assecar. Sobre el pont es veu a la dreta una processó de pelegrins amb llanternes, junt a d'altres transeünts que caminen en ambdues direccions, mentre que destaquen als pilars centrals els gibōshi, els coronaments de metall que indicaven ponts d'alt rang. Els pelegrins regressen del mont Ōyama (vegeu làmina 60), i en el que porta una llàntia vermella s'aprecien els caràcters hori («gravar») i take («bambú»), propis del gravador, Yokogawa Horitake, essent aquesta l'única estampa de la sèrie on apareix. Aquesta imatge inspirà a James McNeill Whistler la seva obra Nocturne in Blue and Gold: Old Battersea Bridge (1872-1875). | En una vista nocturna dominada per la lluna plena, que apareix per darrere de la cartel·la del títol, destaca en primer pla la imponent figura del pont Kyōbashi, darrere el que s'alça un mur de bambú pertanyent a l'atracador de Takegashi, on s'emmagatzemava el bambú posat a assecar. Sobre el pont es veu a la dreta una processó de pelegrins amb llanternes, junt a d'altres transeünts que caminen en ambdues direccions, mentre que destaquen als pilars centrals els gibōshi, els coronaments de metall que indicaven ponts d'alt rang. Els pelegrins regressen del mont Ōyama (vegeu làmina 60), i en el que porta una llàntia vermella s'aprecien els caràcters hori («gravar») i take («bambú»), propis del gravador, Yokogawa Horitake, essent aquesta l'única estampa de la sèrie on apareix. Aquesta imatge inspirà a James McNeill Whistler la seva obra Nocturne in Blue and Gold: Old Battersea Bridge (1872-1875). | En una vista nocturna dominada per la lluna plena, que apareix per darrere de la cartel·la del títol, destaca en primer pla la imponent figura del pont Kyōbashi, darrere el que s'alça un mur de bambú pertanyent a l'atracador de Takegashi, on s'emmagatzemava el bambú posat a assecar. Sobre el pont es veu a la dreta una processó de pelegrins amb llanternes, junt a d'altres transeünts que caminen en ambdues direccions, mentre que destaquen als pilars centrals els gibōshi, els coronaments de metall que indicaven ponts d'alt rang. Els pelegrins regressen del mont Ōyama (vegeu làmina 60), i en el que porta una llàntia vermella s'aprecien els caràcters hori («gravar») i take («bambú»), propis del gravador, Yokogawa Horitake, essent aquesta l'única estampa de la sèrie on apareix. Aquesta imatge inspirà a James McNeill Whistler la seva obra Nocturne in Blue and Gold: Old Battersea Bridge (1872-1875). | En una vista nocturna dominada per la lluna plena, que apareix per darrere de la cartel·la del títol, destaca en primer pla la imponent figura del pont Kyōbashi, darrere el que s'alça un mur de bambú pertanyent a l'atracador de Takegashi, on s'emmagatzemava el bambú posat a assecar. Sobre el pont es veu a la dreta una processó de pelegrins amb llanternes, junt a d'altres transeünts que caminen en ambdues direccions, mentre que destaquen als pilars centrals els gibōshi, els coronaments de metall que indicaven ponts d'alt rang. Els pelegrins regressen del mont Ōyama (vegeu làmina 60), i en el que porta una llàntia vermella s'aprecien els caràcters hori («gravar») i take («bambú»), propis del gravador, Yokogawa Horitake, essent aquesta l'única estampa de la sèrie on apareix. Aquesta imatge inspirà a James McNeill Whistler la seva obra Nocturne in Blue and Gold: Old Battersea Bridge (1872-1875). | En una vista nocturna dominada per la lluna plena, que apareix per darrere de la cartel·la del títol, destaca en primer pla la imponent figura del pont Kyōbashi, darrere el que s'alça un mur de bambú pertanyent a l'atracador de Takegashi, on s'emmagatzemava el bambú posat a assecar. Sobre el pont es veu a la dreta una processó de pelegrins amb llanternes, junt a d'altres transeünts que caminen en ambdues direccions, mentre que destaquen als pilars centrals els gibōshi, els coronaments de metall que indicaven ponts d'alt rang. Els pelegrins regressen del mont Ōyama (vegeu làmina 60), i en el que porta una llàntia vermella s'aprecien els caràcters hori («gravar») i take («bambú»), propis del gravador, Yokogawa Horitake, essent aquesta l'única estampa de la sèrie on apareix. Aquesta imatge inspirà a James McNeill Whistler la seva obra Nocturne in Blue and Gold: Old Battersea Bridge (1872-1875). |
| El pont Inaribashi i el santuari de Minato Jinja a Teppōzu         | 77. El pont Inaribashi i el santuari de Minato Jinja a Teppōzu (鉄砲洲稲荷橋湊神社, Teppōzu Inaribashi Minato Jinja) (2-1857)                     | 77. El pont Inaribashi i el santuari de Minato Jinja a Teppōzu (鉄砲洲稲荷橋湊神社, Teppōzu Inaribashi Minato Jinja) (2-1857)                     | 77. El pont Inaribashi i el santuari de Minato Jinja a Teppōzu (鉄砲洲稲荷橋湊神社, Teppōzu Inaribashi Minato Jinja) (2-1857)                     | La imatge s'estructura a través dels pals d'un carregador situat en primer pla, nou exemple de l'efectisme cercat per l'autor a tot el llarg de la sèrie. Així, la imatge queda dividida en tres franges verticals, darrere les quals s'aprecia el fons, compost a la seva part inferior pel riu (es tracta del canal Hatchōbori) solcat de barques de mercaderies i de passatgers, mentre que en pla mitjà es veu la forma corba del pont Inaribashi, que dona pas al costat esquerre a un reixat vermell que es correspon amb el santuari de Minato Jinja, i en el dret a unes casetes blanques de magatzems portuaris –la badia d'Edo era poc profunda, pel que els vaixells ancoraven a distància, i es descarregaven les mercaderies en barques que després s'emmagatzemaven en aquestes casetes–. En darrer lloc, s'alça a l'horitzó la silueta familiar del mont Fuji. | La imatge s'estructura a través dels pals d'un carregador situat en primer pla, nou exemple de l'efectisme cercat per l'autor a tot el llarg de la sèrie. Així, la imatge queda dividida en tres franges verticals, darrere les quals s'aprecia el fons, compost a la seva part inferior pel riu (es tracta del canal Hatchōbori) solcat de barques de mercaderies i de passatgers, mentre que en pla mitjà es veu la forma corba del pont Inaribashi, que dona pas al costat esquerre a un reixat vermell que es correspon amb el santuari de Minato Jinja, i en el dret a unes casetes blanques de magatzems portuaris –la badia d'Edo era poc profunda, pel que els vaixells ancoraven a distància, i es descarregaven les mercaderies en barques que després s'emmagatzemaven en aquestes casetes–. En darrer lloc, s'alça a l'horitzó la silueta familiar del mont Fuji. | La imatge s'estructura a través dels pals d'un carregador situat en primer pla, nou exemple de l'efectisme cercat per l'autor a tot el llarg de la sèrie. Així, la imatge queda dividida en tres franges verticals, darrere les quals s'aprecia el fons, compost a la seva part inferior pel riu (es tracta del canal Hatchōbori) solcat de barques de mercaderies i de passatgers, mentre que en pla mitjà es veu la forma corba del pont Inaribashi, que dona pas al costat esquerre a un reixat vermell que es correspon amb el santuari de Minato Jinja, i en el dret a unes casetes blanques de magatzems portuaris –la badia d'Edo era poc profunda, pel que els vaixells ancoraven a distància, i es descarregaven les mercaderies en barques que després s'emmagatzemaven en aquestes casetes–. En darrer lloc, s'alça a l'horitzó la silueta familiar del mont Fuji. | La imatge s'estructura a través dels pals d'un carregador situat en primer pla, nou exemple de l'efectisme cercat per l'autor a tot el llarg de la sèrie. Així, la imatge queda dividida en tres franges verticals, darrere les quals s'aprecia el fons, compost a la seva part inferior pel riu (es tracta del canal Hatchōbori) solcat de barques de mercaderies i de passatgers, mentre que en pla mitjà es veu la forma corba del pont Inaribashi, que dona pas al costat esquerre a un reixat vermell que es correspon amb el santuari de Minato Jinja, i en el dret a unes casetes blanques de magatzems portuaris –la badia d'Edo era poc profunda, pel que els vaixells ancoraven a distància, i es descarregaven les mercaderies en barques que després s'emmagatzemaven en aquestes casetes–. En darrer lloc, s'alça a l'horitzó la silueta familiar del mont Fuji. | La imatge s'estructura a través dels pals d'un carregador situat en primer pla, nou exemple de l'efectisme cercat per l'autor a tot el llarg de la sèrie. Així, la imatge queda dividida en tres franges verticals, darrere les quals s'aprecia el fons, compost a la seva part inferior pel riu (es tracta del canal Hatchōbori) solcat de barques de mercaderies i de passatgers, mentre que en pla mitjà es veu la forma corba del pont Inaribashi, que dona pas al costat esquerre a un reixat vermell que es correspon amb el santuari de Minato Jinja, i en el dret a unes casetes blanques de magatzems portuaris –la badia d'Edo era poc profunda, pel que els vaixells ancoraven a distància, i es descarregaven les mercaderies en barques que després s'emmagatzemaven en aquestes casetes–. En darrer lloc, s'alça a l'horitzó la silueta familiar del mont Fuji. | La imatge s'estructura a través dels pals d'un carregador situat en primer pla, nou exemple de l'efectisme cercat per l'autor a tot el llarg de la sèrie. Així, la imatge queda dividida en tres franges verticals, darrere les quals s'aprecia el fons, compost a la seva part inferior pel riu (es tracta del canal Hatchōbori) solcat de barques de mercaderies i de passatgers, mentre que en pla mitjà es veu la forma corba del pont Inaribashi, que dona pas al costat esquerre a un reixat vermell que es correspon amb el santuari de Minato Jinja, i en el dret a unes casetes blanques de magatzems portuaris –la badia d'Edo era poc profunda, pel que els vaixells ancoraven a distància, i es descarregaven les mercaderies en barques que després s'emmagatzemaven en aquestes casetes–. En darrer lloc, s'alça a l'horitzó la silueta familiar del mont Fuji. |
| Teppōzu i el temple Tsukiji Monzeki                                | 78. Teppōzu i el temple Tsukiji Monzeki (鉄砲洲築地門跡, Teppōzu Tsukiji Monzeki) (7-1858)                                                        | 78. Teppōzu i el temple Tsukiji Monzeki (鉄砲洲築地門跡, Teppōzu Tsukiji Monzeki) (7-1858)                                                        | 78. Teppōzu i el temple Tsukiji Monzeki (鉄砲洲築地門跡, Teppōzu Tsukiji Monzeki) (7-1858)                                                        | En una ampla panoràmica elevada es veuen a la part inferior dues veles d'una embarcació mercant, darrere les que apareixen diverses barques de pescadors i un poblat a la vora del riu. Al fons, entre núvols, destaca l'impressionant sostre del temple Nishi Honganji, de la secta budista Jōdo-Shinshū, filial del temple homònim de Kyōto. Fou fundat el 1617 al barri d'Hamachō, al sud d'Asakusa, però després del gran incendi de Meireki de 1657 fou traslladat al barri de Tsukiji («nou terreny»), rebent el nom de Tsukiji Monzeki. Quan es va fer aquesta estampa, el temple estava en reconstrucció després de ser destruït per una tempesta el 1854; malgrat això, l'artista va preferir plasmar-lo en la seva forma ideal, seguint el concepte de «belles vistes» que impregna tota la sèrie. Aquesta làmina, junt a la 79, porten com a títol de sèrie el de Complements entretinguts de les cent vistes d'Edo (Edo hyakkei yokyō), possible mostra de la voluntat de l'autor de finalitzar la sèrie, que malgrat tot continuà a instàncies de l'editor i gràcies a l'èxit d'acollida entre el públic d'aquestes estampes. | En una ampla panoràmica elevada es veuen a la part inferior dues veles d'una embarcació mercant, darrere les que apareixen diverses barques de pescadors i un poblat a la vora del riu. Al fons, entre núvols, destaca l'impressionant sostre del temple Nishi Honganji, de la secta budista Jōdo-Shinshū, filial del temple homònim de Kyōto. Fou fundat el 1617 al barri d'Hamachō, al sud d'Asakusa, però després del gran incendi de Meireki de 1657 fou traslladat al barri de Tsukiji («nou terreny»), rebent el nom de Tsukiji Monzeki. Quan es va fer aquesta estampa, el temple estava en reconstrucció després de ser destruït per una tempesta el 1854; malgrat això, l'artista va preferir plasmar-lo en la seva forma ideal, seguint el concepte de «belles vistes» que impregna tota la sèrie. Aquesta làmina, junt a la 79, porten com a títol de sèrie el de Complements entretinguts de les cent vistes d'Edo (Edo hyakkei yokyō), possible mostra de la voluntat de l'autor de finalitzar la sèrie, que malgrat tot continuà a instàncies de l'editor i gràcies a l'èxit d'acollida entre el públic d'aquestes estampes. | En una ampla panoràmica elevada es veuen a la part inferior dues veles d'una embarcació mercant, darrere les que apareixen diverses barques de pescadors i un poblat a la vora del riu. Al fons, entre núvols, destaca l'impressionant sostre del temple Nishi Honganji, de la secta budista Jōdo-Shinshū, filial del temple homònim de Kyōto. Fou fundat el 1617 al barri d'Hamachō, al sud d'Asakusa, però després del gran incendi de Meireki de 1657 fou traslladat al barri de Tsukiji («nou terreny»), rebent el nom de Tsukiji Monzeki. Quan es va fer aquesta estampa, el temple estava en reconstrucció després de ser destruït per una tempesta el 1854; malgrat això, l'artista va preferir plasmar-lo en la seva forma ideal, seguint el concepte de «belles vistes» que impregna tota la sèrie. Aquesta làmina, junt a la 79, porten com a títol de sèrie el de Complements entretinguts de les cent vistes d'Edo (Edo hyakkei yokyō), possible mostra de la voluntat de l'autor de finalitzar la sèrie, que malgrat tot continuà a instàncies de l'editor i gràcies a l'èxit d'acollida entre el públic d'aquestes estampes. | En una ampla panoràmica elevada es veuen a la part inferior dues veles d'una embarcació mercant, darrere les que apareixen diverses barques de pescadors i un poblat a la vora del riu. Al fons, entre núvols, destaca l'impressionant sostre del temple Nishi Honganji, de la secta budista Jōdo-Shinshū, filial del temple homònim de Kyōto. Fou fundat el 1617 al barri d'Hamachō, al sud d'Asakusa, però després del gran incendi de Meireki de 1657 fou traslladat al barri de Tsukiji («nou terreny»), rebent el nom de Tsukiji Monzeki. Quan es va fer aquesta estampa, el temple estava en reconstrucció després de ser destruït per una tempesta el 1854; malgrat això, l'artista va preferir plasmar-lo en la seva forma ideal, seguint el concepte de «belles vistes» que impregna tota la sèrie. Aquesta làmina, junt a la 79, porten com a títol de sèrie el de Complements entretinguts de les cent vistes d'Edo (Edo hyakkei yokyō), possible mostra de la voluntat de l'autor de finalitzar la sèrie, que malgrat tot continuà a instàncies de l'editor i gràcies a l'èxit d'acollida entre el públic d'aquestes estampes. | En una ampla panoràmica elevada es veuen a la part inferior dues veles d'una embarcació mercant, darrere les que apareixen diverses barques de pescadors i un poblat a la vora del riu. Al fons, entre núvols, destaca l'impressionant sostre del temple Nishi Honganji, de la secta budista Jōdo-Shinshū, filial del temple homònim de Kyōto. Fou fundat el 1617 al barri d'Hamachō, al sud d'Asakusa, però després del gran incendi de Meireki de 1657 fou traslladat al barri de Tsukiji («nou terreny»), rebent el nom de Tsukiji Monzeki. Quan es va fer aquesta estampa, el temple estava en reconstrucció després de ser destruït per una tempesta el 1854; malgrat això, l'artista va preferir plasmar-lo en la seva forma ideal, seguint el concepte de «belles vistes» que impregna tota la sèrie. Aquesta làmina, junt a la 79, porten com a títol de sèrie el de Complements entretinguts de les cent vistes d'Edo (Edo hyakkei yokyō), possible mostra de la voluntat de l'autor de finalitzar la sèrie, que malgrat tot continuà a instàncies de l'editor i gràcies a l'èxit d'acollida entre el públic d'aquestes estampes. | En una ampla panoràmica elevada es veuen a la part inferior dues veles d'una embarcació mercant, darrere les que apareixen diverses barques de pescadors i un poblat a la vora del riu. Al fons, entre núvols, destaca l'impressionant sostre del temple Nishi Honganji, de la secta budista Jōdo-Shinshū, filial del temple homònim de Kyōto. Fou fundat el 1617 al barri d'Hamachō, al sud d'Asakusa, però després del gran incendi de Meireki de 1657 fou traslladat al barri de Tsukiji («nou terreny»), rebent el nom de Tsukiji Monzeki. Quan es va fer aquesta estampa, el temple estava en reconstrucció després de ser destruït per una tempesta el 1854; malgrat això, l'artista va preferir plasmar-lo en la seva forma ideal, seguint el concepte de «belles vistes» que impregna tota la sèrie. Aquesta làmina, junt a la 79, porten com a títol de sèrie el de Complements entretinguts de les cent vistes d'Edo (Edo hyakkei yokyō), possible mostra de la voluntat de l'autor de finalitzar la sèrie, que malgrat tot continuà a instàncies de l'editor i gràcies a l'èxit d'acollida entre el públic d'aquestes estampes. |
| El santuari Shiba Shinmei i el temple Zōjōji                       | 79. El santuari Shiba Shinmei i el temple Zōjōji (芝神明増上寺, Shiba Shinmei Zōjōji) (7-1858)                                                    | 79. El santuari Shiba Shinmei i el temple Zōjōji (芝神明増上寺, Shiba Shinmei Zōjōji) (7-1858)                                                    | 79. El santuari Shiba Shinmei i el temple Zōjōji (芝神明増上寺, Shiba Shinmei Zōjōji) (7-1858)                                                    | En aquesta imatge destaca un grup de turistes que han viatjat del camp per a veure la capital, precedits d'un guia que els va indicant el camí. L'artista mostra novament els seus dots per a la fisonomia i la diferenciació de tipus, així com per a la caracterització psicològica. Darrere d'ells, un grup de monjos amb barrets de palla venen igualment de visitar el temple. El temple Zōjōji pertanyia a la secta de la Terra Pura, i era el panteó del clan Tokugawa. El de la dreta és el santuari Shiba Shinmei, del que destaquen la seva traceria creuada (chigi) i les seves vigues transversals (katsuogi). Fou construït en el segle xi, en l'estil arcaic originari del santuari d'Ise. | En aquesta imatge destaca un grup de turistes que han viatjat del camp per a veure la capital, precedits d'un guia que els va indicant el camí. L'artista mostra novament els seus dots per a la fisonomia i la diferenciació de tipus, així com per a la caracterització psicològica. Darrere d'ells, un grup de monjos amb barrets de palla venen igualment de visitar el temple. El temple Zōjōji pertanyia a la secta de la Terra Pura, i era el panteó del clan Tokugawa. El de la dreta és el santuari Shiba Shinmei, del que destaquen la seva traceria creuada (chigi) i les seves vigues transversals (katsuogi). Fou construït en el segle xi, en l'estil arcaic originari del santuari d'Ise. | En aquesta imatge destaca un grup de turistes que han viatjat del camp per a veure la capital, precedits d'un guia que els va indicant el camí. L'artista mostra novament els seus dots per a la fisonomia i la diferenciació de tipus, així com per a la caracterització psicològica. Darrere d'ells, un grup de monjos amb barrets de palla venen igualment de visitar el temple. El temple Zōjōji pertanyia a la secta de la Terra Pura, i era el panteó del clan Tokugawa. El de la dreta és el santuari Shiba Shinmei, del que destaquen la seva traceria creuada (chigi) i les seves vigues transversals (katsuogi). Fou construït en el segle xi, en l'estil arcaic originari del santuari d'Ise. | En aquesta imatge destaca un grup de turistes que han viatjat del camp per a veure la capital, precedits d'un guia que els va indicant el camí. L'artista mostra novament els seus dots per a la fisonomia i la diferenciació de tipus, així com per a la caracterització psicològica. Darrere d'ells, un grup de monjos amb barrets de palla venen igualment de visitar el temple. El temple Zōjōji pertanyia a la secta de la Terra Pura, i era el panteó del clan Tokugawa. El de la dreta és el santuari Shiba Shinmei, del que destaquen la seva traceria creuada (chigi) i les seves vigues transversals (katsuogi). Fou construït en el segle xi, en l'estil arcaic originari del santuari d'Ise. | En aquesta imatge destaca un grup de turistes que han viatjat del camp per a veure la capital, precedits d'un guia que els va indicant el camí. L'artista mostra novament els seus dots per a la fisonomia i la diferenciació de tipus, així com per a la caracterització psicològica. Darrere d'ells, un grup de monjos amb barrets de palla venen igualment de visitar el temple. El temple Zōjōji pertanyia a la secta de la Terra Pura, i era el panteó del clan Tokugawa. El de la dreta és el santuari Shiba Shinmei, del que destaquen la seva traceria creuada (chigi) i les seves vigues transversals (katsuogi). Fou construït en el segle xi, en l'estil arcaic originari del santuari d'Ise. | En aquesta imatge destaca un grup de turistes que han viatjat del camp per a veure la capital, precedits d'un guia que els va indicant el camí. L'artista mostra novament els seus dots per a la fisonomia i la diferenciació de tipus, així com per a la caracterització psicològica. Darrere d'ells, un grup de monjos amb barrets de palla venen igualment de visitar el temple. El temple Zōjōji pertanyia a la secta de la Terra Pura, i era el panteó del clan Tokugawa. El de la dreta és el santuari Shiba Shinmei, del que destaquen la seva traceria creuada (chigi) i les seves vigues transversals (katsuogi). Fou construït en el segle xi, en l'estil arcaic originari del santuari d'Ise. |
| El pont Kanasugi i Shibaura                                        | 80. El pont Kanasugi i Shibaura (金杉橋芝浦, Kanasugibashi Shibaura) (7-1857)                                                                     | 80. El pont Kanasugi i Shibaura (金杉橋芝浦, Kanasugibashi Shibaura) (7-1857)                                                                     | 80. El pont Kanasugi i Shibaura (金杉橋芝浦, Kanasugibashi Shibaura) (7-1857)                                                                     | Es percep una nova mostra d'un paisatge vist a través de diversos elements en primer pla, un dels principals segells d'identitat de l'artista en aquesta sèrie. En aquesta ocasió es tracta de diversos estendards processionals, d'un grup de pelegrins que avança pel pont Kanasugi –en la desembocadura del riu Furukawa–, que per les seves inscripcions es revelen com membres de la secta budista Nichiren, el símbol de la qual era una flor de taronger dins d'un pou quadrat (izutsu tachibana). El grup, bastant estret, es denota per les ombreŀles al cantó inferior esquerre, sobre les que apareixen una sèrie de teles blanque i marrons amb la inscripció Uoei, relativa a l'editor, Uoya Eikichi –altre nom de Sakanaya Eikichi–. A l'estendard vermell es pot llegir Namu Myōhō Rengekyō («la salvació està en tu, meravellosa llei sūtra del lotus»). La processó es dirigeix al temple de Honmonji, al barri d'Ikegami, on morí el fundador de l'escola, Nichiren (1222-1282). | Es percep una nova mostra d'un paisatge vist a través de diversos elements en primer pla, un dels principals segells d'identitat de l'artista en aquesta sèrie. En aquesta ocasió es tracta de diversos estendards processionals, d'un grup de pelegrins que avança pel pont Kanasugi –en la desembocadura del riu Furukawa–, que per les seves inscripcions es revelen com membres de la secta budista Nichiren, el símbol de la qual era una flor de taronger dins d'un pou quadrat (izutsu tachibana). El grup, bastant estret, es denota per les ombreŀles al cantó inferior esquerre, sobre les que apareixen una sèrie de teles blanque i marrons amb la inscripció Uoei, relativa a l'editor, Uoya Eikichi –altre nom de Sakanaya Eikichi–. A l'estendard vermell es pot llegir Namu Myōhō Rengekyō («la salvació està en tu, meravellosa llei sūtra del lotus»). La processó es dirigeix al temple de Honmonji, al barri d'Ikegami, on morí el fundador de l'escola, Nichiren (1222-1282). | Es percep una nova mostra d'un paisatge vist a través de diversos elements en primer pla, un dels principals segells d'identitat de l'artista en aquesta sèrie. En aquesta ocasió es tracta de diversos estendards processionals, d'un grup de pelegrins que avança pel pont Kanasugi –en la desembocadura del riu Furukawa–, que per les seves inscripcions es revelen com membres de la secta budista Nichiren, el símbol de la qual era una flor de taronger dins d'un pou quadrat (izutsu tachibana). El grup, bastant estret, es denota per les ombreŀles al cantó inferior esquerre, sobre les que apareixen una sèrie de teles blanque i marrons amb la inscripció Uoei, relativa a l'editor, Uoya Eikichi –altre nom de Sakanaya Eikichi–. A l'estendard vermell es pot llegir Namu Myōhō Rengekyō («la salvació està en tu, meravellosa llei sūtra del lotus»). La processó es dirigeix al temple de Honmonji, al barri d'Ikegami, on morí el fundador de l'escola, Nichiren (1222-1282). | Es percep una nova mostra d'un paisatge vist a través de diversos elements en primer pla, un dels principals segells d'identitat de l'artista en aquesta sèrie. En aquesta ocasió es tracta de diversos estendards processionals, d'un grup de pelegrins que avança pel pont Kanasugi –en la desembocadura del riu Furukawa–, que per les seves inscripcions es revelen com membres de la secta budista Nichiren, el símbol de la qual era una flor de taronger dins d'un pou quadrat (izutsu tachibana). El grup, bastant estret, es denota per les ombreŀles al cantó inferior esquerre, sobre les que apareixen una sèrie de teles blanque i marrons amb la inscripció Uoei, relativa a l'editor, Uoya Eikichi –altre nom de Sakanaya Eikichi–. A l'estendard vermell es pot llegir Namu Myōhō Rengekyō («la salvació està en tu, meravellosa llei sūtra del lotus»). La processó es dirigeix al temple de Honmonji, al barri d'Ikegami, on morí el fundador de l'escola, Nichiren (1222-1282). | Es percep una nova mostra d'un paisatge vist a través de diversos elements en primer pla, un dels principals segells d'identitat de l'artista en aquesta sèrie. En aquesta ocasió es tracta de diversos estendards processionals, d'un grup de pelegrins que avança pel pont Kanasugi –en la desembocadura del riu Furukawa–, que per les seves inscripcions es revelen com membres de la secta budista Nichiren, el símbol de la qual era una flor de taronger dins d'un pou quadrat (izutsu tachibana). El grup, bastant estret, es denota per les ombreŀles al cantó inferior esquerre, sobre les que apareixen una sèrie de teles blanque i marrons amb la inscripció Uoei, relativa a l'editor, Uoya Eikichi –altre nom de Sakanaya Eikichi–. A l'estendard vermell es pot llegir Namu Myōhō Rengekyō («la salvació està en tu, meravellosa llei sūtra del lotus»). La processó es dirigeix al temple de Honmonji, al barri d'Ikegami, on morí el fundador de l'escola, Nichiren (1222-1282). | Es percep una nova mostra d'un paisatge vist a través de diversos elements en primer pla, un dels principals segells d'identitat de l'artista en aquesta sèrie. En aquesta ocasió es tracta de diversos estendards processionals, d'un grup de pelegrins que avança pel pont Kanasugi –en la desembocadura del riu Furukawa–, que per les seves inscripcions es revelen com membres de la secta budista Nichiren, el símbol de la qual era una flor de taronger dins d'un pou quadrat (izutsu tachibana). El grup, bastant estret, es denota per les ombreŀles al cantó inferior esquerre, sobre les que apareixen una sèrie de teles blanque i marrons amb la inscripció Uoei, relativa a l'editor, Uoya Eikichi –altre nom de Sakanaya Eikichi–. A l'estendard vermell es pot llegir Namu Myōhō Rengekyō («la salvació està en tu, meravellosa llei sūtra del lotus»). La processó es dirigeix al temple de Honmonji, al barri d'Ikegami, on morí el fundador de l'escola, Nichiren (1222-1282). |
| Ushimachi a Takanawa                                               | 81. Ushimachi a Takanawa (高輪うしまち, Takanawa Ushimachi) (4-1857)                                                                              | 81. Ushimachi a Takanawa (高輪うしまち, Takanawa Ushimachi) (4-1857)                                                                              | 81. Ushimachi a Takanawa (高輪うしまち, Takanawa Ushimachi) (4-1857)                                                                              | Seguint el model compositiu per plans contrastats, es veu en primera línia a la dreta mitja roda i el timó d'un carro, en aŀlusió al barri d'Ushimachi («barri del bou»). El nom prové de 1634, any en què es van portar a Edo nombrosos bous per a participar en els treballs de construcció del temple familiar dels Tokugawa, el Zōjōji. Takanawa era la porta sud d'Edo, que a través de la via del Tōkaidō conduïa a Kyōto. A través de la roda es veu la badia d'Edo, plagada de velers, on s'aprecien els terraplens daiba construïts com a mesura defensiva entre 1853 i 1855, després de l'arribada de la flota estatunidenca de l'almirall Perry. Als peus de la roda es troben dos gossos, entre algunes deixalles com rodanxes de síndria i una sandàlia de palla, que mossega un dels gossos. Al cel apareix un arc de sant Martí, que s'entrecreua amb el timó del carro. Així, tant la roda com l'arc de sant Martí aŀludeixen a Takanawa, que significa «roda alta». | Seguint el model compositiu per plans contrastats, es veu en primera línia a la dreta mitja roda i el timó d'un carro, en aŀlusió al barri d'Ushimachi («barri del bou»). El nom prové de 1634, any en què es van portar a Edo nombrosos bous per a participar en els treballs de construcció del temple familiar dels Tokugawa, el Zōjōji. Takanawa era la porta sud d'Edo, que a través de la via del Tōkaidō conduïa a Kyōto. A través de la roda es veu la badia d'Edo, plagada de velers, on s'aprecien els terraplens daiba construïts com a mesura defensiva entre 1853 i 1855, després de l'arribada de la flota estatunidenca de l'almirall Perry. Als peus de la roda es troben dos gossos, entre algunes deixalles com rodanxes de síndria i una sandàlia de palla, que mossega un dels gossos. Al cel apareix un arc de sant Martí, que s'entrecreua amb el timó del carro. Així, tant la roda com l'arc de sant Martí aŀludeixen a Takanawa, que significa «roda alta». | Seguint el model compositiu per plans contrastats, es veu en primera línia a la dreta mitja roda i el timó d'un carro, en aŀlusió al barri d'Ushimachi («barri del bou»). El nom prové de 1634, any en què es van portar a Edo nombrosos bous per a participar en els treballs de construcció del temple familiar dels Tokugawa, el Zōjōji. Takanawa era la porta sud d'Edo, que a través de la via del Tōkaidō conduïa a Kyōto. A través de la roda es veu la badia d'Edo, plagada de velers, on s'aprecien els terraplens daiba construïts com a mesura defensiva entre 1853 i 1855, després de l'arribada de la flota estatunidenca de l'almirall Perry. Als peus de la roda es troben dos gossos, entre algunes deixalles com rodanxes de síndria i una sandàlia de palla, que mossega un dels gossos. Al cel apareix un arc de sant Martí, que s'entrecreua amb el timó del carro. Així, tant la roda com l'arc de sant Martí aŀludeixen a Takanawa, que significa «roda alta». | Seguint el model compositiu per plans contrastats, es veu en primera línia a la dreta mitja roda i el timó d'un carro, en aŀlusió al barri d'Ushimachi («barri del bou»). El nom prové de 1634, any en què es van portar a Edo nombrosos bous per a participar en els treballs de construcció del temple familiar dels Tokugawa, el Zōjōji. Takanawa era la porta sud d'Edo, que a través de la via del Tōkaidō conduïa a Kyōto. A través de la roda es veu la badia d'Edo, plagada de velers, on s'aprecien els terraplens daiba construïts com a mesura defensiva entre 1853 i 1855, després de l'arribada de la flota estatunidenca de l'almirall Perry. Als peus de la roda es troben dos gossos, entre algunes deixalles com rodanxes de síndria i una sandàlia de palla, que mossega un dels gossos. Al cel apareix un arc de sant Martí, que s'entrecreua amb el timó del carro. Així, tant la roda com l'arc de sant Martí aŀludeixen a Takanawa, que significa «roda alta». | Seguint el model compositiu per plans contrastats, es veu en primera línia a la dreta mitja roda i el timó d'un carro, en aŀlusió al barri d'Ushimachi («barri del bou»). El nom prové de 1634, any en què es van portar a Edo nombrosos bous per a participar en els treballs de construcció del temple familiar dels Tokugawa, el Zōjōji. Takanawa era la porta sud d'Edo, que a través de la via del Tōkaidō conduïa a Kyōto. A través de la roda es veu la badia d'Edo, plagada de velers, on s'aprecien els terraplens daiba construïts com a mesura defensiva entre 1853 i 1855, després de l'arribada de la flota estatunidenca de l'almirall Perry. Als peus de la roda es troben dos gossos, entre algunes deixalles com rodanxes de síndria i una sandàlia de palla, que mossega un dels gossos. Al cel apareix un arc de sant Martí, que s'entrecreua amb el timó del carro. Així, tant la roda com l'arc de sant Martí aŀludeixen a Takanawa, que significa «roda alta». | Seguint el model compositiu per plans contrastats, es veu en primera línia a la dreta mitja roda i el timó d'un carro, en aŀlusió al barri d'Ushimachi («barri del bou»). El nom prové de 1634, any en què es van portar a Edo nombrosos bous per a participar en els treballs de construcció del temple familiar dels Tokugawa, el Zōjōji. Takanawa era la porta sud d'Edo, que a través de la via del Tōkaidō conduïa a Kyōto. A través de la roda es veu la badia d'Edo, plagada de velers, on s'aprecien els terraplens daiba construïts com a mesura defensiva entre 1853 i 1855, després de l'arribada de la flota estatunidenca de l'almirall Perry. Als peus de la roda es troben dos gossos, entre algunes deixalles com rodanxes de síndria i una sandàlia de palla, que mossega un dels gossos. Al cel apareix un arc de sant Martí, que s'entrecreua amb el timó del carro. Així, tant la roda com l'arc de sant Martí aŀludeixen a Takanawa, que significa «roda alta». |
| Contemplació de la lluna                                           | 82. Contemplació de la lluna (月の岬, Tsuki no misaki) (8-1857)                                                                                   | 82. Contemplació de la lluna (月の岬, Tsuki no misaki) (8-1857)                                                                                   | 82. Contemplació de la lluna (月の岬, Tsuki no misaki) (8-1857)                                                                                   | De nou una estampa nocturna a la suau llum de la lluna, que apareix entretallada pel mirador i creuada per una bandada d'ocells. Es tracta del barri de Shinagawa, que també apareix a la làmina següent. A través d'unes portes corredisses fusuma es veu una habitació que dona accés a una magnífica vista de la badia d'Edo, plena de velers ancorats. Al fons, sobre el tatami verd, es troben les restes d'un sopar: wasabi i sashimi sobre una safata de laca vermella, gots de sake, tovallons, una llàntia i un ventall. A ambdós costats apareixen figures entretallades: a la dreta, una geisha que acaba de deixar el shamisen al terra; a l'esquerra, una cortesana que s'està desvestint per anar-se a dormir. La imatge presenta doncs una successió cronològica: de dreta a esquerra –com es llegeix en japonès– el sopar és passat, la lluna present i la figura que va a dormir futur. Tot això evoca un ambient líric i serè, quina aparent quotidianeïtat transcendeix el seu valor mundà per a ser una metàfora de placidesa i felicitat. | De nou una estampa nocturna a la suau llum de la lluna, que apareix entretallada pel mirador i creuada per una bandada d'ocells. Es tracta del barri de Shinagawa, que també apareix a la làmina següent. A través d'unes portes corredisses fusuma es veu una habitació que dona accés a una magnífica vista de la badia d'Edo, plena de velers ancorats. Al fons, sobre el tatami verd, es troben les restes d'un sopar: wasabi i sashimi sobre una safata de laca vermella, gots de sake, tovallons, una llàntia i un ventall. A ambdós costats apareixen figures entretallades: a la dreta, una geisha que acaba de deixar el shamisen al terra; a l'esquerra, una cortesana que s'està desvestint per anar-se a dormir. La imatge presenta doncs una successió cronològica: de dreta a esquerra –com es llegeix en japonès– el sopar és passat, la lluna present i la figura que va a dormir futur. Tot això evoca un ambient líric i serè, quina aparent quotidianeïtat transcendeix el seu valor mundà per a ser una metàfora de placidesa i felicitat. | De nou una estampa nocturna a la suau llum de la lluna, que apareix entretallada pel mirador i creuada per una bandada d'ocells. Es tracta del barri de Shinagawa, que també apareix a la làmina següent. A través d'unes portes corredisses fusuma es veu una habitació que dona accés a una magnífica vista de la badia d'Edo, plena de velers ancorats. Al fons, sobre el tatami verd, es troben les restes d'un sopar: wasabi i sashimi sobre una safata de laca vermella, gots de sake, tovallons, una llàntia i un ventall. A ambdós costats apareixen figures entretallades: a la dreta, una geisha que acaba de deixar el shamisen al terra; a l'esquerra, una cortesana que s'està desvestint per anar-se a dormir. La imatge presenta doncs una successió cronològica: de dreta a esquerra –com es llegeix en japonès– el sopar és passat, la lluna present i la figura que va a dormir futur. Tot això evoca un ambient líric i serè, quina aparent quotidianeïtat transcendeix el seu valor mundà per a ser una metàfora de placidesa i felicitat. | De nou una estampa nocturna a la suau llum de la lluna, que apareix entretallada pel mirador i creuada per una bandada d'ocells. Es tracta del barri de Shinagawa, que també apareix a la làmina següent. A través d'unes portes corredisses fusuma es veu una habitació que dona accés a una magnífica vista de la badia d'Edo, plena de velers ancorats. Al fons, sobre el tatami verd, es troben les restes d'un sopar: wasabi i sashimi sobre una safata de laca vermella, gots de sake, tovallons, una llàntia i un ventall. A ambdós costats apareixen figures entretallades: a la dreta, una geisha que acaba de deixar el shamisen al terra; a l'esquerra, una cortesana que s'està desvestint per anar-se a dormir. La imatge presenta doncs una successió cronològica: de dreta a esquerra –com es llegeix en japonès– el sopar és passat, la lluna present i la figura que va a dormir futur. Tot això evoca un ambient líric i serè, quina aparent quotidianeïtat transcendeix el seu valor mundà per a ser una metàfora de placidesa i felicitat. | De nou una estampa nocturna a la suau llum de la lluna, que apareix entretallada pel mirador i creuada per una bandada d'ocells. Es tracta del barri de Shinagawa, que també apareix a la làmina següent. A través d'unes portes corredisses fusuma es veu una habitació que dona accés a una magnífica vista de la badia d'Edo, plena de velers ancorats. Al fons, sobre el tatami verd, es troben les restes d'un sopar: wasabi i sashimi sobre una safata de laca vermella, gots de sake, tovallons, una llàntia i un ventall. A ambdós costats apareixen figures entretallades: a la dreta, una geisha que acaba de deixar el shamisen al terra; a l'esquerra, una cortesana que s'està desvestint per anar-se a dormir. La imatge presenta doncs una successió cronològica: de dreta a esquerra –com es llegeix en japonès– el sopar és passat, la lluna present i la figura que va a dormir futur. Tot això evoca un ambient líric i serè, quina aparent quotidianeïtat transcendeix el seu valor mundà per a ser una metàfora de placidesa i felicitat. | De nou una estampa nocturna a la suau llum de la lluna, que apareix entretallada pel mirador i creuada per una bandada d'ocells. Es tracta del barri de Shinagawa, que també apareix a la làmina següent. A través d'unes portes corredisses fusuma es veu una habitació que dona accés a una magnífica vista de la badia d'Edo, plena de velers ancorats. Al fons, sobre el tatami verd, es troben les restes d'un sopar: wasabi i sashimi sobre una safata de laca vermella, gots de sake, tovallons, una llàntia i un ventall. A ambdós costats apareixen figures entretallades: a la dreta, una geisha que acaba de deixar el shamisen al terra; a l'esquerra, una cortesana que s'està desvestint per anar-se a dormir. La imatge presenta doncs una successió cronològica: de dreta a esquerra –com es llegeix en japonès– el sopar és passat, la lluna present i la figura que va a dormir futur. Tot això evoca un ambient líric i serè, quina aparent quotidianeïtat transcendeix el seu valor mundà per a ser una metàfora de placidesa i felicitat. |
| Llengua de terra a Shinagawa                                       | 83. Llengua de terra a Shinagawa (品川すさき, Shinagawa Susaki) (4-1856)                                                                          | 83. Llengua de terra a Shinagawa (品川すさき, Shinagawa Susaki) (4-1856)                                                                          | 83. Llengua de terra a Shinagawa (品川すさき, Shinagawa Susaki) (4-1856)                                                                          | Es mostra una ampla panoràmica aèria de la badia d'Edo des del barri de Shinagawa, el mateix de la làmina anterior –probablement, el local que apareixia a la llum de la lluna sigui el de la cantonada inferior esquerra–. A la part inferior apareix el riu Meguro, creuat per un pont que dona accés a la llengua de terra del títol, on se situa el santuari de Benten, l'edifici principal del qual es veu clarament iŀluminat, i al que s'accedeix per una porta torii de color vermell. Benten és diminutiu de Benzaiten (Sarasvati en sànscrit), una deïtat budista patrona de rius i llacs, així com de la sort als negocis. Altres santuaris de Benten apareixen a les làmines 72, 87, 88 i 117. Sobre la petita península s'aprecien les clares aigües de la badia, on es distingeixen les vetes de la fusta utilitzada per la xilografia, i diverses embarcacions transiten per la pacífica badia. El cel suggereix la posta de sol, solcat novament per bandades d'ocells. | Es mostra una ampla panoràmica aèria de la badia d'Edo des del barri de Shinagawa, el mateix de la làmina anterior –probablement, el local que apareixia a la llum de la lluna sigui el de la cantonada inferior esquerra–. A la part inferior apareix el riu Meguro, creuat per un pont que dona accés a la llengua de terra del títol, on se situa el santuari de Benten, l'edifici principal del qual es veu clarament iŀluminat, i al que s'accedeix per una porta torii de color vermell. Benten és diminutiu de Benzaiten (Sarasvati en sànscrit), una deïtat budista patrona de rius i llacs, així com de la sort als negocis. Altres santuaris de Benten apareixen a les làmines 72, 87, 88 i 117. Sobre la petita península s'aprecien les clares aigües de la badia, on es distingeixen les vetes de la fusta utilitzada per la xilografia, i diverses embarcacions transiten per la pacífica badia. El cel suggereix la posta de sol, solcat novament per bandades d'ocells. | Es mostra una ampla panoràmica aèria de la badia d'Edo des del barri de Shinagawa, el mateix de la làmina anterior –probablement, el local que apareixia a la llum de la lluna sigui el de la cantonada inferior esquerra–. A la part inferior apareix el riu Meguro, creuat per un pont que dona accés a la llengua de terra del títol, on se situa el santuari de Benten, l'edifici principal del qual es veu clarament iŀluminat, i al que s'accedeix per una porta torii de color vermell. Benten és diminutiu de Benzaiten (Sarasvati en sànscrit), una deïtat budista patrona de rius i llacs, així com de la sort als negocis. Altres santuaris de Benten apareixen a les làmines 72, 87, 88 i 117. Sobre la petita península s'aprecien les clares aigües de la badia, on es distingeixen les vetes de la fusta utilitzada per la xilografia, i diverses embarcacions transiten per la pacífica badia. El cel suggereix la posta de sol, solcat novament per bandades d'ocells. | Es mostra una ampla panoràmica aèria de la badia d'Edo des del barri de Shinagawa, el mateix de la làmina anterior –probablement, el local que apareixia a la llum de la lluna sigui el de la cantonada inferior esquerra–. A la part inferior apareix el riu Meguro, creuat per un pont que dona accés a la llengua de terra del títol, on se situa el santuari de Benten, l'edifici principal del qual es veu clarament iŀluminat, i al que s'accedeix per una porta torii de color vermell. Benten és diminutiu de Benzaiten (Sarasvati en sànscrit), una deïtat budista patrona de rius i llacs, així com de la sort als negocis. Altres santuaris de Benten apareixen a les làmines 72, 87, 88 i 117. Sobre la petita península s'aprecien les clares aigües de la badia, on es distingeixen les vetes de la fusta utilitzada per la xilografia, i diverses embarcacions transiten per la pacífica badia. El cel suggereix la posta de sol, solcat novament per bandades d'ocells. | Es mostra una ampla panoràmica aèria de la badia d'Edo des del barri de Shinagawa, el mateix de la làmina anterior –probablement, el local que apareixia a la llum de la lluna sigui el de la cantonada inferior esquerra–. A la part inferior apareix el riu Meguro, creuat per un pont que dona accés a la llengua de terra del títol, on se situa el santuari de Benten, l'edifici principal del qual es veu clarament iŀluminat, i al que s'accedeix per una porta torii de color vermell. Benten és diminutiu de Benzaiten (Sarasvati en sànscrit), una deïtat budista patrona de rius i llacs, així com de la sort als negocis. Altres santuaris de Benten apareixen a les làmines 72, 87, 88 i 117. Sobre la petita península s'aprecien les clares aigües de la badia, on es distingeixen les vetes de la fusta utilitzada per la xilografia, i diverses embarcacions transiten per la pacífica badia. El cel suggereix la posta de sol, solcat novament per bandades d'ocells. | Es mostra una ampla panoràmica aèria de la badia d'Edo des del barri de Shinagawa, el mateix de la làmina anterior –probablement, el local que apareixia a la llum de la lluna sigui el de la cantonada inferior esquerra–. A la part inferior apareix el riu Meguro, creuat per un pont que dona accés a la llengua de terra del títol, on se situa el santuari de Benten, l'edifici principal del qual es veu clarament iŀluminat, i al que s'accedeix per una porta torii de color vermell. Benten és diminutiu de Benzaiten (Sarasvati en sànscrit), una deïtat budista patrona de rius i llacs, així com de la sort als negocis. Altres santuaris de Benten apareixen a les làmines 72, 87, 88 i 117. Sobre la petita península s'aprecien les clares aigües de la badia, on es distingeixen les vetes de la fusta utilitzada per la xilografia, i diverses embarcacions transiten per la pacífica badia. El cel suggereix la posta de sol, solcat novament per bandades d'ocells. |
| La casa de te «L'avi» a Meguro                                     | 84. La casa de te «L'avi» a Meguro (目黒爺々が茶屋, Meguro jijigachaya) (4-1857)                                                                  | 84. La casa de te «L'avi» a Meguro (目黒爺々が茶屋, Meguro jijigachaya) (4-1857)                                                                  | 84. La casa de te «L'avi» a Meguro (目黒爺々が茶屋, Meguro jijigachaya) (4-1857)                                                                  | Entre dos turons de pins circula el camí que recorria la regió de Meguro, en un de quins retombs es trobava el local citat al títol, on els viatgers feien una aturada en el camí. En pla mitjà s'obre una ampla vall, que antigament servia de terreny per a la falconeria reservat al shōgun; actualment, Meguro és un barri benestant al sud de Tòquio. Al fons s'alça el mont Fuji, entre altres muntanyes que s'alcen sobre la boira, mentre al cel destaquen les siluetes dels pins de l'esquerra. Aquest paisatge era molt estimat pels artistes japonesos, apareixent a les calcografies que Shiba Kōkan realitzà a finals del segle xviii utilitzant la perspectiva occidental. | Entre dos turons de pins circula el camí que recorria la regió de Meguro, en un de quins retombs es trobava el local citat al títol, on els viatgers feien una aturada en el camí. En pla mitjà s'obre una ampla vall, que antigament servia de terreny per a la falconeria reservat al shōgun; actualment, Meguro és un barri benestant al sud de Tòquio. Al fons s'alça el mont Fuji, entre altres muntanyes que s'alcen sobre la boira, mentre al cel destaquen les siluetes dels pins de l'esquerra. Aquest paisatge era molt estimat pels artistes japonesos, apareixent a les calcografies que Shiba Kōkan realitzà a finals del segle xviii utilitzant la perspectiva occidental. | Entre dos turons de pins circula el camí que recorria la regió de Meguro, en un de quins retombs es trobava el local citat al títol, on els viatgers feien una aturada en el camí. En pla mitjà s'obre una ampla vall, que antigament servia de terreny per a la falconeria reservat al shōgun; actualment, Meguro és un barri benestant al sud de Tòquio. Al fons s'alça el mont Fuji, entre altres muntanyes que s'alcen sobre la boira, mentre al cel destaquen les siluetes dels pins de l'esquerra. Aquest paisatge era molt estimat pels artistes japonesos, apareixent a les calcografies que Shiba Kōkan realitzà a finals del segle xviii utilitzant la perspectiva occidental. | Entre dos turons de pins circula el camí que recorria la regió de Meguro, en un de quins retombs es trobava el local citat al títol, on els viatgers feien una aturada en el camí. En pla mitjà s'obre una ampla vall, que antigament servia de terreny per a la falconeria reservat al shōgun; actualment, Meguro és un barri benestant al sud de Tòquio. Al fons s'alça el mont Fuji, entre altres muntanyes que s'alcen sobre la boira, mentre al cel destaquen les siluetes dels pins de l'esquerra. Aquest paisatge era molt estimat pels artistes japonesos, apareixent a les calcografies que Shiba Kōkan realitzà a finals del segle xviii utilitzant la perspectiva occidental. | Entre dos turons de pins circula el camí que recorria la regió de Meguro, en un de quins retombs es trobava el local citat al títol, on els viatgers feien una aturada en el camí. En pla mitjà s'obre una ampla vall, que antigament servia de terreny per a la falconeria reservat al shōgun; actualment, Meguro és un barri benestant al sud de Tòquio. Al fons s'alça el mont Fuji, entre altres muntanyes que s'alcen sobre la boira, mentre al cel destaquen les siluetes dels pins de l'esquerra. Aquest paisatge era molt estimat pels artistes japonesos, apareixent a les calcografies que Shiba Kōkan realitzà a finals del segle xviii utilitzant la perspectiva occidental. | Entre dos turons de pins circula el camí que recorria la regió de Meguro, en un de quins retombs es trobava el local citat al títol, on els viatgers feien una aturada en el camí. En pla mitjà s'obre una ampla vall, que antigament servia de terreny per a la falconeria reservat al shōgun; actualment, Meguro és un barri benestant al sud de Tòquio. Al fons s'alça el mont Fuji, entre altres muntanyes que s'alcen sobre la boira, mentre al cel destaquen les siluetes dels pins de l'esquerra. Aquest paisatge era molt estimat pels artistes japonesos, apareixent a les calcografies que Shiba Kōkan realitzà a finals del segle xviii utilitzant la perspectiva occidental. |
| El turó Kinokunizaka i Akasaka amb l'estany Tameike a la llunyania | 85. El turó Kinokunizaka i Akasaka amb l'estany Tameike a la llunyania (紀ノ国坂赤坂溜池遠景, Kinokunizaka Akasakaike Tameike enkei) (9-1857)     | 85. El turó Kinokunizaka i Akasaka amb l'estany Tameike a la llunyania (紀ノ国坂赤坂溜池遠景, Kinokunizaka Akasakaike Tameike enkei) (9-1857)     | 85. El turó Kinokunizaka i Akasaka amb l'estany Tameike a la llunyania (紀ノ国坂赤坂溜池遠景, Kinokunizaka Akasakaike Tameike enkei) (9-1857)     | El motiu principal està constituït per una processó de samurais que ascendeix el turó Kinokunizaka, bordejant el fossat d'aigua de Benkeibori, que rodejava el Palau Imperial. A la jaqueta del cabdill es veu el símbol del lliri (shōbu), que també es llegia com «respecte de l'esperit guerrer». Les figures estan tractades amb freda marcialitat, mentre que els seus gestos tenen un deix una mica caricaturesc. Al fons apareix un barri densament poblat pertanyent a la classe urbana proletària (chōnin), composta d'artesans, obrers i comerciants. El contrast entre aquests dos estaments socials resulta paradigmàtic de la societat nipona d'aquest temps: les classes baixes suposaven més de la meitat de la població d'Edo (entre 1,5 i 2 milions d'habitants), encara que tan sols tenien un 20% de la superfície habitable. | El motiu principal està constituït per una processó de samurais que ascendeix el turó Kinokunizaka, bordejant el fossat d'aigua de Benkeibori, que rodejava el Palau Imperial. A la jaqueta del cabdill es veu el símbol del lliri (shōbu), que també es llegia com «respecte de l'esperit guerrer». Les figures estan tractades amb freda marcialitat, mentre que els seus gestos tenen un deix una mica caricaturesc. Al fons apareix un barri densament poblat pertanyent a la classe urbana proletària (chōnin), composta d'artesans, obrers i comerciants. El contrast entre aquests dos estaments socials resulta paradigmàtic de la societat nipona d'aquest temps: les classes baixes suposaven més de la meitat de la població d'Edo (entre 1,5 i 2 milions d'habitants), encara que tan sols tenien un 20% de la superfície habitable. | El motiu principal està constituït per una processó de samurais que ascendeix el turó Kinokunizaka, bordejant el fossat d'aigua de Benkeibori, que rodejava el Palau Imperial. A la jaqueta del cabdill es veu el símbol del lliri (shōbu), que també es llegia com «respecte de l'esperit guerrer». Les figures estan tractades amb freda marcialitat, mentre que els seus gestos tenen un deix una mica caricaturesc. Al fons apareix un barri densament poblat pertanyent a la classe urbana proletària (chōnin), composta d'artesans, obrers i comerciants. El contrast entre aquests dos estaments socials resulta paradigmàtic de la societat nipona d'aquest temps: les classes baixes suposaven més de la meitat de la població d'Edo (entre 1,5 i 2 milions d'habitants), encara que tan sols tenien un 20% de la superfície habitable. | El motiu principal està constituït per una processó de samurais que ascendeix el turó Kinokunizaka, bordejant el fossat d'aigua de Benkeibori, que rodejava el Palau Imperial. A la jaqueta del cabdill es veu el símbol del lliri (shōbu), que també es llegia com «respecte de l'esperit guerrer». Les figures estan tractades amb freda marcialitat, mentre que els seus gestos tenen un deix una mica caricaturesc. Al fons apareix un barri densament poblat pertanyent a la classe urbana proletària (chōnin), composta d'artesans, obrers i comerciants. El contrast entre aquests dos estaments socials resulta paradigmàtic de la societat nipona d'aquest temps: les classes baixes suposaven més de la meitat de la població d'Edo (entre 1,5 i 2 milions d'habitants), encara que tan sols tenien un 20% de la superfície habitable. | El motiu principal està constituït per una processó de samurais que ascendeix el turó Kinokunizaka, bordejant el fossat d'aigua de Benkeibori, que rodejava el Palau Imperial. A la jaqueta del cabdill es veu el símbol del lliri (shōbu), que també es llegia com «respecte de l'esperit guerrer». Les figures estan tractades amb freda marcialitat, mentre que els seus gestos tenen un deix una mica caricaturesc. Al fons apareix un barri densament poblat pertanyent a la classe urbana proletària (chōnin), composta d'artesans, obrers i comerciants. El contrast entre aquests dos estaments socials resulta paradigmàtic de la societat nipona d'aquest temps: les classes baixes suposaven més de la meitat de la població d'Edo (entre 1,5 i 2 milions d'habitants), encara que tan sols tenien un 20% de la superfície habitable. | El motiu principal està constituït per una processó de samurais que ascendeix el turó Kinokunizaka, bordejant el fossat d'aigua de Benkeibori, que rodejava el Palau Imperial. A la jaqueta del cabdill es veu el símbol del lliri (shōbu), que també es llegia com «respecte de l'esperit guerrer». Les figures estan tractades amb freda marcialitat, mentre que els seus gestos tenen un deix una mica caricaturesc. Al fons apareix un barri densament poblat pertanyent a la classe urbana proletària (chōnin), composta d'artesans, obrers i comerciants. El contrast entre aquests dos estaments socials resulta paradigmàtic de la societat nipona d'aquest temps: les classes baixes suposaven més de la meitat de la població d'Edo (entre 1,5 i 2 milions d'habitants), encara que tan sols tenien un 20% de la superfície habitable. |
| Naitō Shinjuku a Yotsuya                                           | 86. Naitō Shinjuku a Yotsuya (四ッ谷内藤新宿, Yotsuya Naitō Shinjuku) (11-1857)                                                                   | 86. Naitō Shinjuku a Yotsuya (四ッ谷内藤新宿, Yotsuya Naitō Shinjuku) (11-1857)                                                                   | 86. Naitō Shinjuku a Yotsuya (四ッ谷内藤新宿, Yotsuya Naitō Shinjuku) (11-1857)                                                                   | Nova mostra de l'originalitat compositiva de l'autor, que mostra l'estampa a través de les potes d'uns cavalls, quins excrements apareixen al terra, imatge sense dubte bastant irreverent a la seva època. Al fons es veu un transitat carrer comercial de Shinjuku («nova estació postal»), primera etapa de la via Kōshūkaidō, que dirigia a Shimo-Suwa (prefectura de Nagano), i era un lloc habitual de prostitució. La imatge probablement aŀludeix a una cita del llibre El meravellós somni del mestre Orooro (Kinkin sensei eiga no yume, 1775), on es descriu a les prostitutes com «flors que creixen sobre el fems de cavall». | Nova mostra de l'originalitat compositiva de l'autor, que mostra l'estampa a través de les potes d'uns cavalls, quins excrements apareixen al terra, imatge sense dubte bastant irreverent a la seva època. Al fons es veu un transitat carrer comercial de Shinjuku («nova estació postal»), primera etapa de la via Kōshūkaidō, que dirigia a Shimo-Suwa (prefectura de Nagano), i era un lloc habitual de prostitució. La imatge probablement aŀludeix a una cita del llibre El meravellós somni del mestre Orooro (Kinkin sensei eiga no yume, 1775), on es descriu a les prostitutes com «flors que creixen sobre el fems de cavall». | Nova mostra de l'originalitat compositiva de l'autor, que mostra l'estampa a través de les potes d'uns cavalls, quins excrements apareixen al terra, imatge sense dubte bastant irreverent a la seva època. Al fons es veu un transitat carrer comercial de Shinjuku («nova estació postal»), primera etapa de la via Kōshūkaidō, que dirigia a Shimo-Suwa (prefectura de Nagano), i era un lloc habitual de prostitució. La imatge probablement aŀludeix a una cita del llibre El meravellós somni del mestre Orooro (Kinkin sensei eiga no yume, 1775), on es descriu a les prostitutes com «flors que creixen sobre el fems de cavall». | Nova mostra de l'originalitat compositiva de l'autor, que mostra l'estampa a través de les potes d'uns cavalls, quins excrements apareixen al terra, imatge sense dubte bastant irreverent a la seva època. Al fons es veu un transitat carrer comercial de Shinjuku («nova estació postal»), primera etapa de la via Kōshūkaidō, que dirigia a Shimo-Suwa (prefectura de Nagano), i era un lloc habitual de prostitució. La imatge probablement aŀludeix a una cita del llibre El meravellós somni del mestre Orooro (Kinkin sensei eiga no yume, 1775), on es descriu a les prostitutes com «flors que creixen sobre el fems de cavall». | Nova mostra de l'originalitat compositiva de l'autor, que mostra l'estampa a través de les potes d'uns cavalls, quins excrements apareixen al terra, imatge sense dubte bastant irreverent a la seva època. Al fons es veu un transitat carrer comercial de Shinjuku («nova estació postal»), primera etapa de la via Kōshūkaidō, que dirigia a Shimo-Suwa (prefectura de Nagano), i era un lloc habitual de prostitució. La imatge probablement aŀludeix a una cita del llibre El meravellós somni del mestre Orooro (Kinkin sensei eiga no yume, 1775), on es descriu a les prostitutes com «flors que creixen sobre el fems de cavall». | Nova mostra de l'originalitat compositiva de l'autor, que mostra l'estampa a través de les potes d'uns cavalls, quins excrements apareixen al terra, imatge sense dubte bastant irreverent a la seva època. Al fons es veu un transitat carrer comercial de Shinjuku («nova estació postal»), primera etapa de la via Kōshūkaidō, que dirigia a Shimo-Suwa (prefectura de Nagano), i era un lloc habitual de prostitució. La imatge probablement aŀludeix a una cita del llibre El meravellós somni del mestre Orooro (Kinkin sensei eiga no yume, 1775), on es descriu a les prostitutes com «flors que creixen sobre el fems de cavall». |
| El santuari de Benten a l'estany d'Inokashira no ike               | 87. El santuari de Benten a l'estany d'Inokashira no ike (井の頭の池弁天の社, Inokashira no ike Benten no yashiro) (4-1856)                       | 87. El santuari de Benten a l'estany d'Inokashira no ike (井の頭の池弁天の社, Inokashira no ike Benten no yashiro) (4-1856)                       | 87. El santuari de Benten a l'estany d'Inokashira no ike (井の頭の池弁天の社, Inokashira no ike Benten no yashiro) (4-1856)                       | Una perspectiva aèria ens ofereix una ampla vista de l'estany d'Inokashira no ike, d'on partia l'aqüeducte de Kanda que portava aigua potable a la ciutat. A la part inferior apareix en una illa el santuari de Benten, deïtat protectora de les aigües, com es veié a les estampes 72 i 83. Aquest santuari fou fundat el 1197 pel cabdill militar Minamoto no Yoritomo, mentre la seva estàtua principal era obra de Dengyō Daishi, fundador de l'escola budista Tendai. En pla mitjà es troba una illa plagada de canyars a les vores, mentre al fons apareixen un bosc i una cadena muntanyenca envoltada en la boira. Per sobre l'estany volen diverses garses reials. Aquest lloc, situat a l'oest d'Edo, representa el punt més allunyat de la ciutat de tota la sèrie. | Una perspectiva aèria ens ofereix una ampla vista de l'estany d'Inokashira no ike, d'on partia l'aqüeducte de Kanda que portava aigua potable a la ciutat. A la part inferior apareix en una illa el santuari de Benten, deïtat protectora de les aigües, com es veié a les estampes 72 i 83. Aquest santuari fou fundat el 1197 pel cabdill militar Minamoto no Yoritomo, mentre la seva estàtua principal era obra de Dengyō Daishi, fundador de l'escola budista Tendai. En pla mitjà es troba una illa plagada de canyars a les vores, mentre al fons apareixen un bosc i una cadena muntanyenca envoltada en la boira. Per sobre l'estany volen diverses garses reials. Aquest lloc, situat a l'oest d'Edo, representa el punt més allunyat de la ciutat de tota la sèrie. | Una perspectiva aèria ens ofereix una ampla vista de l'estany d'Inokashira no ike, d'on partia l'aqüeducte de Kanda que portava aigua potable a la ciutat. A la part inferior apareix en una illa el santuari de Benten, deïtat protectora de les aigües, com es veié a les estampes 72 i 83. Aquest santuari fou fundat el 1197 pel cabdill militar Minamoto no Yoritomo, mentre la seva estàtua principal era obra de Dengyō Daishi, fundador de l'escola budista Tendai. En pla mitjà es troba una illa plagada de canyars a les vores, mentre al fons apareixen un bosc i una cadena muntanyenca envoltada en la boira. Per sobre l'estany volen diverses garses reials. Aquest lloc, situat a l'oest d'Edo, representa el punt més allunyat de la ciutat de tota la sèrie. | Una perspectiva aèria ens ofereix una ampla vista de l'estany d'Inokashira no ike, d'on partia l'aqüeducte de Kanda que portava aigua potable a la ciutat. A la part inferior apareix en una illa el santuari de Benten, deïtat protectora de les aigües, com es veié a les estampes 72 i 83. Aquest santuari fou fundat el 1197 pel cabdill militar Minamoto no Yoritomo, mentre la seva estàtua principal era obra de Dengyō Daishi, fundador de l'escola budista Tendai. En pla mitjà es troba una illa plagada de canyars a les vores, mentre al fons apareixen un bosc i una cadena muntanyenca envoltada en la boira. Per sobre l'estany volen diverses garses reials. Aquest lloc, situat a l'oest d'Edo, representa el punt més allunyat de la ciutat de tota la sèrie. | Una perspectiva aèria ens ofereix una ampla vista de l'estany d'Inokashira no ike, d'on partia l'aqüeducte de Kanda que portava aigua potable a la ciutat. A la part inferior apareix en una illa el santuari de Benten, deïtat protectora de les aigües, com es veié a les estampes 72 i 83. Aquest santuari fou fundat el 1197 pel cabdill militar Minamoto no Yoritomo, mentre la seva estàtua principal era obra de Dengyō Daishi, fundador de l'escola budista Tendai. En pla mitjà es troba una illa plagada de canyars a les vores, mentre al fons apareixen un bosc i una cadena muntanyenca envoltada en la boira. Per sobre l'estany volen diverses garses reials. Aquest lloc, situat a l'oest d'Edo, representa el punt més allunyat de la ciutat de tota la sèrie. | Una perspectiva aèria ens ofereix una ampla vista de l'estany d'Inokashira no ike, d'on partia l'aqüeducte de Kanda que portava aigua potable a la ciutat. A la part inferior apareix en una illa el santuari de Benten, deïtat protectora de les aigües, com es veié a les estampes 72 i 83. Aquest santuari fou fundat el 1197 pel cabdill militar Minamoto no Yoritomo, mentre la seva estàtua principal era obra de Dengyō Daishi, fundador de l'escola budista Tendai. En pla mitjà es troba una illa plagada de canyars a les vores, mentre al fons apareixen un bosc i una cadena muntanyenca envoltada en la boira. Per sobre l'estany volen diverses garses reials. Aquest lloc, situat a l'oest d'Edo, representa el punt més allunyat de la ciutat de tota la sèrie. |
| El riu Takinogawa a Ōji                                            | 88. El riu Takinogawa a Ōji (王子滝の川, Ōji Takinogawa) (4-1856)                                                                                 | 88. El riu Takinogawa a Ōji (王子滝の川, Ōji Takinogawa) (4-1856)                                                                                 | 88. El riu Takinogawa a Ōji (王子滝の川, Ōji Takinogawa) (4-1856)                                                                                 | Aquesta és una típica estampa autumnal, marcada per les fulles vermelles dels aurons. Si a la primavera la principal atracció paisatgística era la contemplació dels cirerers en flor, a la tardor eren els aurons els que atreien gran nombre de visitants, especialment a la regió d'Ōji, on havien sigut plantats gran quantitat d'aquests arbres pel shōgun Tokugawa Yoshimune a la dècada de 1730. El color marró vermellós d'aquests arbres s'aconseguia amb el pigment tan, obtingut del plom o d'òxid fèrric. De nou es percep una vista aèria on destaca un alt turó que és rodejat pel riu Shakujiigawa, que era anomenat en aquest tram Takinogawa («riu de cascades») pels seus nombrosos salts d'aigua, com el que es veu a la dreta. A la part inferior apareix una petita illa amb una pèrgola, i diversos banyistes realitzen les seves ablucions a l'aigua. Una mica enrere es veu l'arc torii d'accés a un recinte sagrat, situat en una gruta dedicada a Benzaiten, el déu de les aigües, pertanyent al santuari de Matsubashi-Benten, del que es perceben els sostres a la part superior dreta, darrere del turó coronat de pins. El riu es troba travessat per un pont, que unia la ruta Nakasendō cap a Kyōto, i on es trobava el santuari Ōji Gongen i el temple de Kinrinji. Darrere el pont, un camí dirigeix a unes cases de te entre els arbres. | Aquesta és una típica estampa autumnal, marcada per les fulles vermelles dels aurons. Si a la primavera la principal atracció paisatgística era la contemplació dels cirerers en flor, a la tardor eren els aurons els que atreien gran nombre de visitants, especialment a la regió d'Ōji, on havien sigut plantats gran quantitat d'aquests arbres pel shōgun Tokugawa Yoshimune a la dècada de 1730. El color marró vermellós d'aquests arbres s'aconseguia amb el pigment tan, obtingut del plom o d'òxid fèrric. De nou es percep una vista aèria on destaca un alt turó que és rodejat pel riu Shakujiigawa, que era anomenat en aquest tram Takinogawa («riu de cascades») pels seus nombrosos salts d'aigua, com el que es veu a la dreta. A la part inferior apareix una petita illa amb una pèrgola, i diversos banyistes realitzen les seves ablucions a l'aigua. Una mica enrere es veu l'arc torii d'accés a un recinte sagrat, situat en una gruta dedicada a Benzaiten, el déu de les aigües, pertanyent al santuari de Matsubashi-Benten, del que es perceben els sostres a la part superior dreta, darrere del turó coronat de pins. El riu es troba travessat per un pont, que unia la ruta Nakasendō cap a Kyōto, i on es trobava el santuari Ōji Gongen i el temple de Kinrinji. Darrere el pont, un camí dirigeix a unes cases de te entre els arbres. | Aquesta és una típica estampa autumnal, marcada per les fulles vermelles dels aurons. Si a la primavera la principal atracció paisatgística era la contemplació dels cirerers en flor, a la tardor eren els aurons els que atreien gran nombre de visitants, especialment a la regió d'Ōji, on havien sigut plantats gran quantitat d'aquests arbres pel shōgun Tokugawa Yoshimune a la dècada de 1730. El color marró vermellós d'aquests arbres s'aconseguia amb el pigment tan, obtingut del plom o d'òxid fèrric. De nou es percep una vista aèria on destaca un alt turó que és rodejat pel riu Shakujiigawa, que era anomenat en aquest tram Takinogawa («riu de cascades») pels seus nombrosos salts d'aigua, com el que es veu a la dreta. A la part inferior apareix una petita illa amb una pèrgola, i diversos banyistes realitzen les seves ablucions a l'aigua. Una mica enrere es veu l'arc torii d'accés a un recinte sagrat, situat en una gruta dedicada a Benzaiten, el déu de les aigües, pertanyent al santuari de Matsubashi-Benten, del que es perceben els sostres a la part superior dreta, darrere del turó coronat de pins. El riu es troba travessat per un pont, que unia la ruta Nakasendō cap a Kyōto, i on es trobava el santuari Ōji Gongen i el temple de Kinrinji. Darrere el pont, un camí dirigeix a unes cases de te entre els arbres. | Aquesta és una típica estampa autumnal, marcada per les fulles vermelles dels aurons. Si a la primavera la principal atracció paisatgística era la contemplació dels cirerers en flor, a la tardor eren els aurons els que atreien gran nombre de visitants, especialment a la regió d'Ōji, on havien sigut plantats gran quantitat d'aquests arbres pel shōgun Tokugawa Yoshimune a la dècada de 1730. El color marró vermellós d'aquests arbres s'aconseguia amb el pigment tan, obtingut del plom o d'òxid fèrric. De nou es percep una vista aèria on destaca un alt turó que és rodejat pel riu Shakujiigawa, que era anomenat en aquest tram Takinogawa («riu de cascades») pels seus nombrosos salts d'aigua, com el que es veu a la dreta. A la part inferior apareix una petita illa amb una pèrgola, i diversos banyistes realitzen les seves ablucions a l'aigua. Una mica enrere es veu l'arc torii d'accés a un recinte sagrat, situat en una gruta dedicada a Benzaiten, el déu de les aigües, pertanyent al santuari de Matsubashi-Benten, del que es perceben els sostres a la part superior dreta, darrere del turó coronat de pins. El riu es troba travessat per un pont, que unia la ruta Nakasendō cap a Kyōto, i on es trobava el santuari Ōji Gongen i el temple de Kinrinji. Darrere el pont, un camí dirigeix a unes cases de te entre els arbres. | Aquesta és una típica estampa autumnal, marcada per les fulles vermelles dels aurons. Si a la primavera la principal atracció paisatgística era la contemplació dels cirerers en flor, a la tardor eren els aurons els que atreien gran nombre de visitants, especialment a la regió d'Ōji, on havien sigut plantats gran quantitat d'aquests arbres pel shōgun Tokugawa Yoshimune a la dècada de 1730. El color marró vermellós d'aquests arbres s'aconseguia amb el pigment tan, obtingut del plom o d'òxid fèrric. De nou es percep una vista aèria on destaca un alt turó que és rodejat pel riu Shakujiigawa, que era anomenat en aquest tram Takinogawa («riu de cascades») pels seus nombrosos salts d'aigua, com el que es veu a la dreta. A la part inferior apareix una petita illa amb una pèrgola, i diversos banyistes realitzen les seves ablucions a l'aigua. Una mica enrere es veu l'arc torii d'accés a un recinte sagrat, situat en una gruta dedicada a Benzaiten, el déu de les aigües, pertanyent al santuari de Matsubashi-Benten, del que es perceben els sostres a la part superior dreta, darrere del turó coronat de pins. El riu es troba travessat per un pont, que unia la ruta Nakasendō cap a Kyōto, i on es trobava el santuari Ōji Gongen i el temple de Kinrinji. Darrere el pont, un camí dirigeix a unes cases de te entre els arbres. | Aquesta és una típica estampa autumnal, marcada per les fulles vermelles dels aurons. Si a la primavera la principal atracció paisatgística era la contemplació dels cirerers en flor, a la tardor eren els aurons els que atreien gran nombre de visitants, especialment a la regió d'Ōji, on havien sigut plantats gran quantitat d'aquests arbres pel shōgun Tokugawa Yoshimune a la dècada de 1730. El color marró vermellós d'aquests arbres s'aconseguia amb el pigment tan, obtingut del plom o d'òxid fèrric. De nou es percep una vista aèria on destaca un alt turó que és rodejat pel riu Shakujiigawa, que era anomenat en aquest tram Takinogawa («riu de cascades») pels seus nombrosos salts d'aigua, com el que es veu a la dreta. A la part inferior apareix una petita illa amb una pèrgola, i diversos banyistes realitzen les seves ablucions a l'aigua. Una mica enrere es veu l'arc torii d'accés a un recinte sagrat, situat en una gruta dedicada a Benzaiten, el déu de les aigües, pertanyent al santuari de Matsubashi-Benten, del que es perceben els sostres a la part superior dreta, darrere del turó coronat de pins. El riu es troba travessat per un pont, que unia la ruta Nakasendō cap a Kyōto, i on es trobava el santuari Ōji Gongen i el temple de Kinrinji. Darrere el pont, un camí dirigeix a unes cases de te entre els arbres. |
| El «pi de lluna» a Ueno                                            | 89. El «pi de lluna» a Ueno (上野山内月のまつ, Ueno sannai tsuki no matsu) (8-1857)                                                               | 89. El «pi de lluna» a Ueno (上野山内月のまつ, Ueno sannai tsuki no matsu) (8-1857)                                                               | 89. El «pi de lluna» a Ueno (上野山内月のまつ, Ueno sannai tsuki no matsu) (8-1857)                                                               | Aquest pi –que ja apareixia a la làmina 11– rebé el seu nom per la forma inusual d'una de les seves branques, corbada en un cercle quasi perfecte. Als japonesos els agradava posar noms a arbres singulars o d'especial significació, com s'aprecia a les estampes 26, 61 i 110. De nou la composició s'estructura des d'un primer pla que dona accés a la vista del fons, on darrere l'estany de Shinobazu no ike es troben uns terrenys que pertanyien al poderós daimyō Maeda, senyor de Kaga (prefectura d'Ishikawa), i que actualment estan ocupats per la Universitat de Tòquio. Més prop de l'espectador, a l'angle inferior dret, es troben diverses edificacions situades en una illa construïda com imitació de l'illa Chikubushima del llac Biwako, al nord-est de Kyōto, i on destaca en color vermell un santuari dedicat novament a Benten. | Aquest pi –que ja apareixia a la làmina 11– rebé el seu nom per la forma inusual d'una de les seves branques, corbada en un cercle quasi perfecte. Als japonesos els agradava posar noms a arbres singulars o d'especial significació, com s'aprecia a les estampes 26, 61 i 110. De nou la composició s'estructura des d'un primer pla que dona accés a la vista del fons, on darrere l'estany de Shinobazu no ike es troben uns terrenys que pertanyien al poderós daimyō Maeda, senyor de Kaga (prefectura d'Ishikawa), i que actualment estan ocupats per la Universitat de Tòquio. Més prop de l'espectador, a l'angle inferior dret, es troben diverses edificacions situades en una illa construïda com imitació de l'illa Chikubushima del llac Biwako, al nord-est de Kyōto, i on destaca en color vermell un santuari dedicat novament a Benten. | Aquest pi –que ja apareixia a la làmina 11– rebé el seu nom per la forma inusual d'una de les seves branques, corbada en un cercle quasi perfecte. Als japonesos els agradava posar noms a arbres singulars o d'especial significació, com s'aprecia a les estampes 26, 61 i 110. De nou la composició s'estructura des d'un primer pla que dona accés a la vista del fons, on darrere l'estany de Shinobazu no ike es troben uns terrenys que pertanyien al poderós daimyō Maeda, senyor de Kaga (prefectura d'Ishikawa), i que actualment estan ocupats per la Universitat de Tòquio. Més prop de l'espectador, a l'angle inferior dret, es troben diverses edificacions situades en una illa construïda com imitació de l'illa Chikubushima del llac Biwako, al nord-est de Kyōto, i on destaca en color vermell un santuari dedicat novament a Benten. | Aquest pi –que ja apareixia a la làmina 11– rebé el seu nom per la forma inusual d'una de les seves branques, corbada en un cercle quasi perfecte. Als japonesos els agradava posar noms a arbres singulars o d'especial significació, com s'aprecia a les estampes 26, 61 i 110. De nou la composició s'estructura des d'un primer pla que dona accés a la vista del fons, on darrere l'estany de Shinobazu no ike es troben uns terrenys que pertanyien al poderós daimyō Maeda, senyor de Kaga (prefectura d'Ishikawa), i que actualment estan ocupats per la Universitat de Tòquio. Més prop de l'espectador, a l'angle inferior dret, es troben diverses edificacions situades en una illa construïda com imitació de l'illa Chikubushima del llac Biwako, al nord-est de Kyōto, i on destaca en color vermell un santuari dedicat novament a Benten. | Aquest pi –que ja apareixia a la làmina 11– rebé el seu nom per la forma inusual d'una de les seves branques, corbada en un cercle quasi perfecte. Als japonesos els agradava posar noms a arbres singulars o d'especial significació, com s'aprecia a les estampes 26, 61 i 110. De nou la composició s'estructura des d'un primer pla que dona accés a la vista del fons, on darrere l'estany de Shinobazu no ike es troben uns terrenys que pertanyien al poderós daimyō Maeda, senyor de Kaga (prefectura d'Ishikawa), i que actualment estan ocupats per la Universitat de Tòquio. Més prop de l'espectador, a l'angle inferior dret, es troben diverses edificacions situades en una illa construïda com imitació de l'illa Chikubushima del llac Biwako, al nord-est de Kyōto, i on destaca en color vermell un santuari dedicat novament a Benten. | Aquest pi –que ja apareixia a la làmina 11– rebé el seu nom per la forma inusual d'una de les seves branques, corbada en un cercle quasi perfecte. Als japonesos els agradava posar noms a arbres singulars o d'especial significació, com s'aprecia a les estampes 26, 61 i 110. De nou la composició s'estructura des d'un primer pla que dona accés a la vista del fons, on darrere l'estany de Shinobazu no ike es troben uns terrenys que pertanyien al poderós daimyō Maeda, senyor de Kaga (prefectura d'Ishikawa), i que actualment estan ocupats per la Universitat de Tòquio. Més prop de l'espectador, a l'angle inferior dret, es troben diverses edificacions situades en una illa construïda com imitació de l'illa Chikubushima del llac Biwako, al nord-est de Kyōto, i on destaca en color vermell un santuari dedicat novament a Benten. |
| Vista vespertina del barri Saruwaka-machi                          | 90. Vista vespertina del barri Saruwaka-machi (猿わか町よるの景, Saruwaka-machi yoru no kei) (9-1856)                                             | 90. Vista vespertina del barri Saruwaka-machi (猿わか町よるの景, Saruwaka-machi yoru no kei) (9-1856)                                             | 90. Vista vespertina del barri Saruwaka-machi (猿わか町よるの景, Saruwaka-machi yoru no kei) (9-1856)                                             | En una nova vista nocturna l'autor utilitza un cop més la perspectiva occidental per a suggerir la profunditat del carrer representat, amb un punt de fuga inclinat a l'esquerra i una mica baix respecte al centre de la imatge. El carrer està ocupat principalment per teatres de titelles i de representació kabuki, transitat per nombrosos vianants quina ombra reflecteix la llum de la lluna. Després de l'incendi de 1841 els teatres se situaren al barri Saruwaka-machi. Els teatres oficials es denoten per la seva yagura, l'estructura que apareix en alguns sostres. A aquestes hores la majoria estan tancats, excepte el teatre Morita, que es veu iŀluminat a l'esquerra, que acabava d'obrir després de l'incendi de 1855. Des de 1830 Hiroshige investigà amplament els efectes lumínics i atmosfèrics de les imatges nocturnes, com a la seva sèrie Siluetes improvisades i el tríptic Nit d'estiu amb clar de lluna, de la sèrie Neu, lluna i flors. | En una nova vista nocturna l'autor utilitza un cop més la perspectiva occidental per a suggerir la profunditat del carrer representat, amb un punt de fuga inclinat a l'esquerra i una mica baix respecte al centre de la imatge. El carrer està ocupat principalment per teatres de titelles i de representació kabuki, transitat per nombrosos vianants quina ombra reflecteix la llum de la lluna. Després de l'incendi de 1841 els teatres se situaren al barri Saruwaka-machi. Els teatres oficials es denoten per la seva yagura, l'estructura que apareix en alguns sostres. A aquestes hores la majoria estan tancats, excepte el teatre Morita, que es veu iŀluminat a l'esquerra, que acabava d'obrir després de l'incendi de 1855. Des de 1830 Hiroshige investigà amplament els efectes lumínics i atmosfèrics de les imatges nocturnes, com a la seva sèrie Siluetes improvisades i el tríptic Nit d'estiu amb clar de lluna, de la sèrie Neu, lluna i flors. | En una nova vista nocturna l'autor utilitza un cop més la perspectiva occidental per a suggerir la profunditat del carrer representat, amb un punt de fuga inclinat a l'esquerra i una mica baix respecte al centre de la imatge. El carrer està ocupat principalment per teatres de titelles i de representació kabuki, transitat per nombrosos vianants quina ombra reflecteix la llum de la lluna. Després de l'incendi de 1841 els teatres se situaren al barri Saruwaka-machi. Els teatres oficials es denoten per la seva yagura, l'estructura que apareix en alguns sostres. A aquestes hores la majoria estan tancats, excepte el teatre Morita, que es veu iŀluminat a l'esquerra, que acabava d'obrir després de l'incendi de 1855. Des de 1830 Hiroshige investigà amplament els efectes lumínics i atmosfèrics de les imatges nocturnes, com a la seva sèrie Siluetes improvisades i el tríptic Nit d'estiu amb clar de lluna, de la sèrie Neu, lluna i flors. | En una nova vista nocturna l'autor utilitza un cop més la perspectiva occidental per a suggerir la profunditat del carrer representat, amb un punt de fuga inclinat a l'esquerra i una mica baix respecte al centre de la imatge. El carrer està ocupat principalment per teatres de titelles i de representació kabuki, transitat per nombrosos vianants quina ombra reflecteix la llum de la lluna. Després de l'incendi de 1841 els teatres se situaren al barri Saruwaka-machi. Els teatres oficials es denoten per la seva yagura, l'estructura que apareix en alguns sostres. A aquestes hores la majoria estan tancats, excepte el teatre Morita, que es veu iŀluminat a l'esquerra, que acabava d'obrir després de l'incendi de 1855. Des de 1830 Hiroshige investigà amplament els efectes lumínics i atmosfèrics de les imatges nocturnes, com a la seva sèrie Siluetes improvisades i el tríptic Nit d'estiu amb clar de lluna, de la sèrie Neu, lluna i flors. | En una nova vista nocturna l'autor utilitza un cop més la perspectiva occidental per a suggerir la profunditat del carrer representat, amb un punt de fuga inclinat a l'esquerra i una mica baix respecte al centre de la imatge. El carrer està ocupat principalment per teatres de titelles i de representació kabuki, transitat per nombrosos vianants quina ombra reflecteix la llum de la lluna. Després de l'incendi de 1841 els teatres se situaren al barri Saruwaka-machi. Els teatres oficials es denoten per la seva yagura, l'estructura que apareix en alguns sostres. A aquestes hores la majoria estan tancats, excepte el teatre Morita, que es veu iŀluminat a l'esquerra, que acabava d'obrir després de l'incendi de 1855. Des de 1830 Hiroshige investigà amplament els efectes lumínics i atmosfèrics de les imatges nocturnes, com a la seva sèrie Siluetes improvisades i el tríptic Nit d'estiu amb clar de lluna, de la sèrie Neu, lluna i flors. | En una nova vista nocturna l'autor utilitza un cop més la perspectiva occidental per a suggerir la profunditat del carrer representat, amb un punt de fuga inclinat a l'esquerra i una mica baix respecte al centre de la imatge. El carrer està ocupat principalment per teatres de titelles i de representació kabuki, transitat per nombrosos vianants quina ombra reflecteix la llum de la lluna. Després de l'incendi de 1841 els teatres se situaren al barri Saruwaka-machi. Els teatres oficials es denoten per la seva yagura, l'estructura que apareix en alguns sostres. A aquestes hores la majoria estan tancats, excepte el teatre Morita, que es veu iŀluminat a l'esquerra, que acabava d'obrir després de l'incendi de 1855. Des de 1830 Hiroshige investigà amplament els efectes lumínics i atmosfèrics de les imatges nocturnes, com a la seva sèrie Siluetes improvisades i el tríptic Nit d'estiu amb clar de lluna, de la sèrie Neu, lluna i flors. |
| Al santuari d'Akiba a Ukeji                                        | 91. Al santuari d'Akiba a Ukeji (請地秋葉の境内, Ukeji Akiba no keidai) (8-1857)                                                                  | 91. Al santuari d'Akiba a Ukeji (請地秋葉の境内, Ukeji Akiba no keidai) (8-1857)                                                                  | 91. Al santuari d'Akiba a Ukeji (請地秋葉の境内, Ukeji Akiba no keidai) (8-1857)                                                                  | Es percep novament a vista d'ocell una composició que enfronta entorn a l'estany el pla mitjà de la dreta amb un de superior i altre inferior a l'esquerra. Es tracta del bell jardí del santuari d'Akiba, quines divinitats protegien contra els incendis. Destaca el colorit entre taronja i ocre de les fulles d'auró, quina ombra es reflecteix a les aigües. A la cantonada inferior esquerra es veu un pavelló de te, on un monjo està pintant el paisatge que té enfront, possible autoretrat de Hiroshige, segons l'estudiós Henry D. Smith. En aquest cas, la dona i la noia que té al costat podrien ser la seva dona, Yasu, i la seva filla Tatsu. Un fet que corroboraria aquesta hipòtesi és l'especial relació de la família amb el santuari d'Akiba, on Hiroshige III, el darrer deixeble de l'autor de la sèrie i espòs de la seva filla Tatsu, col·locà una làpida commemorativa en el 25 aniversari de la mort de l'artista. | Es percep novament a vista d'ocell una composició que enfronta entorn a l'estany el pla mitjà de la dreta amb un de superior i altre inferior a l'esquerra. Es tracta del bell jardí del santuari d'Akiba, quines divinitats protegien contra els incendis. Destaca el colorit entre taronja i ocre de les fulles d'auró, quina ombra es reflecteix a les aigües. A la cantonada inferior esquerra es veu un pavelló de te, on un monjo està pintant el paisatge que té enfront, possible autoretrat de Hiroshige, segons l'estudiós Henry D. Smith. En aquest cas, la dona i la noia que té al costat podrien ser la seva dona, Yasu, i la seva filla Tatsu. Un fet que corroboraria aquesta hipòtesi és l'especial relació de la família amb el santuari d'Akiba, on Hiroshige III, el darrer deixeble de l'autor de la sèrie i espòs de la seva filla Tatsu, col·locà una làpida commemorativa en el 25 aniversari de la mort de l'artista. | Es percep novament a vista d'ocell una composició que enfronta entorn a l'estany el pla mitjà de la dreta amb un de superior i altre inferior a l'esquerra. Es tracta del bell jardí del santuari d'Akiba, quines divinitats protegien contra els incendis. Destaca el colorit entre taronja i ocre de les fulles d'auró, quina ombra es reflecteix a les aigües. A la cantonada inferior esquerra es veu un pavelló de te, on un monjo està pintant el paisatge que té enfront, possible autoretrat de Hiroshige, segons l'estudiós Henry D. Smith. En aquest cas, la dona i la noia que té al costat podrien ser la seva dona, Yasu, i la seva filla Tatsu. Un fet que corroboraria aquesta hipòtesi és l'especial relació de la família amb el santuari d'Akiba, on Hiroshige III, el darrer deixeble de l'autor de la sèrie i espòs de la seva filla Tatsu, col·locà una làpida commemorativa en el 25 aniversari de la mort de l'artista. | Es percep novament a vista d'ocell una composició que enfronta entorn a l'estany el pla mitjà de la dreta amb un de superior i altre inferior a l'esquerra. Es tracta del bell jardí del santuari d'Akiba, quines divinitats protegien contra els incendis. Destaca el colorit entre taronja i ocre de les fulles d'auró, quina ombra es reflecteix a les aigües. A la cantonada inferior esquerra es veu un pavelló de te, on un monjo està pintant el paisatge que té enfront, possible autoretrat de Hiroshige, segons l'estudiós Henry D. Smith. En aquest cas, la dona i la noia que té al costat podrien ser la seva dona, Yasu, i la seva filla Tatsu. Un fet que corroboraria aquesta hipòtesi és l'especial relació de la família amb el santuari d'Akiba, on Hiroshige III, el darrer deixeble de l'autor de la sèrie i espòs de la seva filla Tatsu, col·locà una làpida commemorativa en el 25 aniversari de la mort de l'artista. | Es percep novament a vista d'ocell una composició que enfronta entorn a l'estany el pla mitjà de la dreta amb un de superior i altre inferior a l'esquerra. Es tracta del bell jardí del santuari d'Akiba, quines divinitats protegien contra els incendis. Destaca el colorit entre taronja i ocre de les fulles d'auró, quina ombra es reflecteix a les aigües. A la cantonada inferior esquerra es veu un pavelló de te, on un monjo està pintant el paisatge que té enfront, possible autoretrat de Hiroshige, segons l'estudiós Henry D. Smith. En aquest cas, la dona i la noia que té al costat podrien ser la seva dona, Yasu, i la seva filla Tatsu. Un fet que corroboraria aquesta hipòtesi és l'especial relació de la família amb el santuari d'Akiba, on Hiroshige III, el darrer deixeble de l'autor de la sèrie i espòs de la seva filla Tatsu, col·locà una làpida commemorativa en el 25 aniversari de la mort de l'artista. | Es percep novament a vista d'ocell una composició que enfronta entorn a l'estany el pla mitjà de la dreta amb un de superior i altre inferior a l'esquerra. Es tracta del bell jardí del santuari d'Akiba, quines divinitats protegien contra els incendis. Destaca el colorit entre taronja i ocre de les fulles d'auró, quina ombra es reflecteix a les aigües. A la cantonada inferior esquerra es veu un pavelló de te, on un monjo està pintant el paisatge que té enfront, possible autoretrat de Hiroshige, segons l'estudiós Henry D. Smith. En aquest cas, la dona i la noia que té al costat podrien ser la seva dona, Yasu, i la seva filla Tatsu. Un fet que corroboraria aquesta hipòtesi és l'especial relació de la família amb el santuari d'Akiba, on Hiroshige III, el darrer deixeble de l'autor de la sèrie i espòs de la seva filla Tatsu, col·locà una làpida commemorativa en el 25 aniversari de la mort de l'artista. |
| El temple de Mokuboji i camps de verdura a la badia d'Uchigawa     | 92. El temple de Mokuboji i camps de verdura a la badia d'Uchigawa (木母寺内川御前栽畑, Mokuboji Uchigawa Gozensaihata) (12-1857)                 | 92. El temple de Mokuboji i camps de verdura a la badia d'Uchigawa (木母寺内川御前栽畑, Mokuboji Uchigawa Gozensaihata) (12-1857)                 | 92. El temple de Mokuboji i camps de verdura a la badia d'Uchigawa (木母寺内川御前栽畑, Mokuboji Uchigawa Gozensaihata) (12-1857)                 | La badia d'Uchigawa pertanyia al riu Sumida, el principal conducte fluvial de la ciutat. Als seus terrenys es trobava el temple de Mokuboji, fundat el segle X com a túmul funerari d'un jove de la noblesa anomenat Umewaka, protagonista d'una tragèdia que fou plasmada en una obra de teatre nō titulada Sumidagawa: havent-se perdut, el noi caigué en mans d'un tractant d'esclaus, per acabar morint malalt i esgotat a les vores del riu Sumida, mentre la seva mare ho cercava desesperadament. Malgrat tot, el temple no apareix en aquesta imatge, ja que l'edifici que apareix entretallat a la dreta és el restaurant Uehan (acrònim del seu propietari, Uekiya Han'emon), especialitzat en peix i marisc. El conjunt de temple, restaurant i jardins era un destí turístic bastant freqüentat, com s'aprecia per les dues elegants dames que baixen d'una barca i es dirigeixen al restaurant. L'hort de Gozensaihata que apareix al títol era conreat pels pescadors de l'entorn, amb 36 espècies de verdures que estaven destinades al shōgun. El propi Tokugawa Iesada havia estat a la zona un mes abans, motiu pel qual potser Hiroshige feu aquesta composició, ja que un dels objectius de la sèrie era mostrar les novetats al públic. | La badia d'Uchigawa pertanyia al riu Sumida, el principal conducte fluvial de la ciutat. Als seus terrenys es trobava el temple de Mokuboji, fundat el segle X com a túmul funerari d'un jove de la noblesa anomenat Umewaka, protagonista d'una tragèdia que fou plasmada en una obra de teatre nō titulada Sumidagawa: havent-se perdut, el noi caigué en mans d'un tractant d'esclaus, per acabar morint malalt i esgotat a les vores del riu Sumida, mentre la seva mare ho cercava desesperadament. Malgrat tot, el temple no apareix en aquesta imatge, ja que l'edifici que apareix entretallat a la dreta és el restaurant Uehan (acrònim del seu propietari, Uekiya Han'emon), especialitzat en peix i marisc. El conjunt de temple, restaurant i jardins era un destí turístic bastant freqüentat, com s'aprecia per les dues elegants dames que baixen d'una barca i es dirigeixen al restaurant. L'hort de Gozensaihata que apareix al títol era conreat pels pescadors de l'entorn, amb 36 espècies de verdures que estaven destinades al shōgun. El propi Tokugawa Iesada havia estat a la zona un mes abans, motiu pel qual potser Hiroshige feu aquesta composició, ja que un dels objectius de la sèrie era mostrar les novetats al públic. | La badia d'Uchigawa pertanyia al riu Sumida, el principal conducte fluvial de la ciutat. Als seus terrenys es trobava el temple de Mokuboji, fundat el segle X com a túmul funerari d'un jove de la noblesa anomenat Umewaka, protagonista d'una tragèdia que fou plasmada en una obra de teatre nō titulada Sumidagawa: havent-se perdut, el noi caigué en mans d'un tractant d'esclaus, per acabar morint malalt i esgotat a les vores del riu Sumida, mentre la seva mare ho cercava desesperadament. Malgrat tot, el temple no apareix en aquesta imatge, ja que l'edifici que apareix entretallat a la dreta és el restaurant Uehan (acrònim del seu propietari, Uekiya Han'emon), especialitzat en peix i marisc. El conjunt de temple, restaurant i jardins era un destí turístic bastant freqüentat, com s'aprecia per les dues elegants dames que baixen d'una barca i es dirigeixen al restaurant. L'hort de Gozensaihata que apareix al títol era conreat pels pescadors de l'entorn, amb 36 espècies de verdures que estaven destinades al shōgun. El propi Tokugawa Iesada havia estat a la zona un mes abans, motiu pel qual potser Hiroshige feu aquesta composició, ja que un dels objectius de la sèrie era mostrar les novetats al públic. | La badia d'Uchigawa pertanyia al riu Sumida, el principal conducte fluvial de la ciutat. Als seus terrenys es trobava el temple de Mokuboji, fundat el segle X com a túmul funerari d'un jove de la noblesa anomenat Umewaka, protagonista d'una tragèdia que fou plasmada en una obra de teatre nō titulada Sumidagawa: havent-se perdut, el noi caigué en mans d'un tractant d'esclaus, per acabar morint malalt i esgotat a les vores del riu Sumida, mentre la seva mare ho cercava desesperadament. Malgrat tot, el temple no apareix en aquesta imatge, ja que l'edifici que apareix entretallat a la dreta és el restaurant Uehan (acrònim del seu propietari, Uekiya Han'emon), especialitzat en peix i marisc. El conjunt de temple, restaurant i jardins era un destí turístic bastant freqüentat, com s'aprecia per les dues elegants dames que baixen d'una barca i es dirigeixen al restaurant. L'hort de Gozensaihata que apareix al títol era conreat pels pescadors de l'entorn, amb 36 espècies de verdures que estaven destinades al shōgun. El propi Tokugawa Iesada havia estat a la zona un mes abans, motiu pel qual potser Hiroshige feu aquesta composició, ja que un dels objectius de la sèrie era mostrar les novetats al públic. | La badia d'Uchigawa pertanyia al riu Sumida, el principal conducte fluvial de la ciutat. Als seus terrenys es trobava el temple de Mokuboji, fundat el segle X com a túmul funerari d'un jove de la noblesa anomenat Umewaka, protagonista d'una tragèdia que fou plasmada en una obra de teatre nō titulada Sumidagawa: havent-se perdut, el noi caigué en mans d'un tractant d'esclaus, per acabar morint malalt i esgotat a les vores del riu Sumida, mentre la seva mare ho cercava desesperadament. Malgrat tot, el temple no apareix en aquesta imatge, ja que l'edifici que apareix entretallat a la dreta és el restaurant Uehan (acrònim del seu propietari, Uekiya Han'emon), especialitzat en peix i marisc. El conjunt de temple, restaurant i jardins era un destí turístic bastant freqüentat, com s'aprecia per les dues elegants dames que baixen d'una barca i es dirigeixen al restaurant. L'hort de Gozensaihata que apareix al títol era conreat pels pescadors de l'entorn, amb 36 espècies de verdures que estaven destinades al shōgun. El propi Tokugawa Iesada havia estat a la zona un mes abans, motiu pel qual potser Hiroshige feu aquesta composició, ja que un dels objectius de la sèrie era mostrar les novetats al públic. | La badia d'Uchigawa pertanyia al riu Sumida, el principal conducte fluvial de la ciutat. Als seus terrenys es trobava el temple de Mokuboji, fundat el segle X com a túmul funerari d'un jove de la noblesa anomenat Umewaka, protagonista d'una tragèdia que fou plasmada en una obra de teatre nō titulada Sumidagawa: havent-se perdut, el noi caigué en mans d'un tractant d'esclaus, per acabar morint malalt i esgotat a les vores del riu Sumida, mentre la seva mare ho cercava desesperadament. Malgrat tot, el temple no apareix en aquesta imatge, ja que l'edifici que apareix entretallat a la dreta és el restaurant Uehan (acrònim del seu propietari, Uekiya Han'emon), especialitzat en peix i marisc. El conjunt de temple, restaurant i jardins era un destí turístic bastant freqüentat, com s'aprecia per les dues elegants dames que baixen d'una barca i es dirigeixen al restaurant. L'hort de Gozensaihata que apareix al títol era conreat pels pescadors de l'entorn, amb 36 espècies de verdures que estaven destinades al shōgun. El propi Tokugawa Iesada havia estat a la zona un mes abans, motiu pel qual potser Hiroshige feu aquesta composició, ja que un dels objectius de la sèrie era mostrar les novetats al públic. |
| El transbordador de Niijuku                                        | 93. El transbordador de Niijuku (にい宿のわたし, Niijuku no watashi) (2-1857)                                                                     | 93. El transbordador de Niijuku (にい宿のわたし, Niijuku no watashi) (2-1857)                                                                     | 93. El transbordador de Niijuku (にい宿のわたし, Niijuku no watashi) (2-1857)                                                                     | El transbordador de Niijuku servia per a creuar el riu Nakagawa –que era la frontera nord-est d'Edo–, tot i que aquí es troba tallat a la cantonada inferior dreta, pel que la seva aŀlusió tan sols és un pretext per a presentar una ampla panoràmica del paisatge de l'entorn. Apareix a la part inferior un restaurant clarament iŀluminat, on es dirigeixen diverses figures, mentre que altres es troben a l'embarcador, una amb un cavall al que renta les peülles a l'aigua. Entre els alts pins de la vora es veu a un home pescant, i pel riu transiten diverses gavarres de mercaderies. El fons apareix desdibuixat per la boira, d'un color vermellós que assenyala l'hora vespertina, i el cel se'ns presenta amb l'habitual gradació de color bokashi. | El transbordador de Niijuku servia per a creuar el riu Nakagawa –que era la frontera nord-est d'Edo–, tot i que aquí es troba tallat a la cantonada inferior dreta, pel que la seva aŀlusió tan sols és un pretext per a presentar una ampla panoràmica del paisatge de l'entorn. Apareix a la part inferior un restaurant clarament iŀluminat, on es dirigeixen diverses figures, mentre que altres es troben a l'embarcador, una amb un cavall al que renta les peülles a l'aigua. Entre els alts pins de la vora es veu a un home pescant, i pel riu transiten diverses gavarres de mercaderies. El fons apareix desdibuixat per la boira, d'un color vermellós que assenyala l'hora vespertina, i el cel se'ns presenta amb l'habitual gradació de color bokashi. | El transbordador de Niijuku servia per a creuar el riu Nakagawa –que era la frontera nord-est d'Edo–, tot i que aquí es troba tallat a la cantonada inferior dreta, pel que la seva aŀlusió tan sols és un pretext per a presentar una ampla panoràmica del paisatge de l'entorn. Apareix a la part inferior un restaurant clarament iŀluminat, on es dirigeixen diverses figures, mentre que altres es troben a l'embarcador, una amb un cavall al que renta les peülles a l'aigua. Entre els alts pins de la vora es veu a un home pescant, i pel riu transiten diverses gavarres de mercaderies. El fons apareix desdibuixat per la boira, d'un color vermellós que assenyala l'hora vespertina, i el cel se'ns presenta amb l'habitual gradació de color bokashi. | El transbordador de Niijuku servia per a creuar el riu Nakagawa –que era la frontera nord-est d'Edo–, tot i que aquí es troba tallat a la cantonada inferior dreta, pel que la seva aŀlusió tan sols és un pretext per a presentar una ampla panoràmica del paisatge de l'entorn. Apareix a la part inferior un restaurant clarament iŀluminat, on es dirigeixen diverses figures, mentre que altres es troben a l'embarcador, una amb un cavall al que renta les peülles a l'aigua. Entre els alts pins de la vora es veu a un home pescant, i pel riu transiten diverses gavarres de mercaderies. El fons apareix desdibuixat per la boira, d'un color vermellós que assenyala l'hora vespertina, i el cel se'ns presenta amb l'habitual gradació de color bokashi. | El transbordador de Niijuku servia per a creuar el riu Nakagawa –que era la frontera nord-est d'Edo–, tot i que aquí es troba tallat a la cantonada inferior dreta, pel que la seva aŀlusió tan sols és un pretext per a presentar una ampla panoràmica del paisatge de l'entorn. Apareix a la part inferior un restaurant clarament iŀluminat, on es dirigeixen diverses figures, mentre que altres es troben a l'embarcador, una amb un cavall al que renta les peülles a l'aigua. Entre els alts pins de la vora es veu a un home pescant, i pel riu transiten diverses gavarres de mercaderies. El fons apareix desdibuixat per la boira, d'un color vermellós que assenyala l'hora vespertina, i el cel se'ns presenta amb l'habitual gradació de color bokashi. | El transbordador de Niijuku servia per a creuar el riu Nakagawa –que era la frontera nord-est d'Edo–, tot i que aquí es troba tallat a la cantonada inferior dreta, pel que la seva aŀlusió tan sols és un pretext per a presentar una ampla panoràmica del paisatge de l'entorn. Apareix a la part inferior un restaurant clarament iŀluminat, on es dirigeixen diverses figures, mentre que altres es troben a l'embarcador, una amb un cavall al que renta les peülles a l'aigua. Entre els alts pins de la vora es veu a un home pescant, i pel riu transiten diverses gavarres de mercaderies. El fons apareix desdibuixat per la boira, d'un color vermellós que assenyala l'hora vespertina, i el cel se'ns presenta amb l'habitual gradació de color bokashi. |
| Aurons de Mama, el santuari de Tekona i el pont Tsugihashi         | 94. Aurons de Mama, el santuari de Tekona i el pont Tsugihashi (真間の紅葉手古那の社継はし, Mama no momiji Tekona no yashiro Tsuguhashi) (1-1857) | 94. Aurons de Mama, el santuari de Tekona i el pont Tsugihashi (真間の紅葉手古那の社継はし, Mama no momiji Tekona no yashiro Tsuguhashi) (1-1857) | 94. Aurons de Mama, el santuari de Tekona i el pont Tsugihashi (真間の紅葉手古那の社継はし, Mama no momiji Tekona no yashiro Tsuguhashi) (1-1857) | Es mostren a ambdós costats dos aurons quines branques s'entrecreuen, amb unes fulles autumnals d'un color burell negrós una mica distint del vermellós d'estampes anteriors, degut a una variació química del color tan utilitzat. El poble de Mama es trobava a l'est d'Edo, a les vores del riu Edogawa, i era molt visitat a la tardor per admirar els seus aurons. En aquesta localitat es trobava el temple budista de Guhōji, que comptava amb un altar dedicat a Tekona, una noia camperola de gran bellesa, que per escapar dels seus múltiples pretenents que li feien la vida impossible es llençà al riu. La seva llegenda està plasmada en la famosa obra Man'yōshū (Col·lecció de deu mil fulles), antologia de poemes que es remunta al segle viii. El 1501 es creà el seu culte al temple mencionat, on es demanava ajut per un bon part i protecció contra la varicel·la. Apareix en el paisatge del fons a l'esquerra, amb la seva estructura alçada del terra i sostre a dues aigües, i precedit d'un arc torii. El pont Tsugihashi («pont prolongat») –que es veu al centre del paisatge de fons– també estava relacionat amb aquesta llegenda: en altra poesia de l'antologia mencionada, un pretenent de Tekona es lamentava sobre el pont de no poder creuar-lo cada nit per veure a la seva estimada. La composició reticular entre les fulles i la suau llum vespertina atorguen un aire líric a aquesta escena, en consonància amb la llegenda representada. | Es mostren a ambdós costats dos aurons quines branques s'entrecreuen, amb unes fulles autumnals d'un color burell negrós una mica distint del vermellós d'estampes anteriors, degut a una variació química del color tan utilitzat. El poble de Mama es trobava a l'est d'Edo, a les vores del riu Edogawa, i era molt visitat a la tardor per admirar els seus aurons. En aquesta localitat es trobava el temple budista de Guhōji, que comptava amb un altar dedicat a Tekona, una noia camperola de gran bellesa, que per escapar dels seus múltiples pretenents que li feien la vida impossible es llençà al riu. La seva llegenda està plasmada en la famosa obra Man'yōshū (Col·lecció de deu mil fulles), antologia de poemes que es remunta al segle viii. El 1501 es creà el seu culte al temple mencionat, on es demanava ajut per un bon part i protecció contra la varicel·la. Apareix en el paisatge del fons a l'esquerra, amb la seva estructura alçada del terra i sostre a dues aigües, i precedit d'un arc torii. El pont Tsugihashi («pont prolongat») –que es veu al centre del paisatge de fons– també estava relacionat amb aquesta llegenda: en altra poesia de l'antologia mencionada, un pretenent de Tekona es lamentava sobre el pont de no poder creuar-lo cada nit per veure a la seva estimada. La composició reticular entre les fulles i la suau llum vespertina atorguen un aire líric a aquesta escena, en consonància amb la llegenda representada. | Es mostren a ambdós costats dos aurons quines branques s'entrecreuen, amb unes fulles autumnals d'un color burell negrós una mica distint del vermellós d'estampes anteriors, degut a una variació química del color tan utilitzat. El poble de Mama es trobava a l'est d'Edo, a les vores del riu Edogawa, i era molt visitat a la tardor per admirar els seus aurons. En aquesta localitat es trobava el temple budista de Guhōji, que comptava amb un altar dedicat a Tekona, una noia camperola de gran bellesa, que per escapar dels seus múltiples pretenents que li feien la vida impossible es llençà al riu. La seva llegenda està plasmada en la famosa obra Man'yōshū (Col·lecció de deu mil fulles), antologia de poemes que es remunta al segle viii. El 1501 es creà el seu culte al temple mencionat, on es demanava ajut per un bon part i protecció contra la varicel·la. Apareix en el paisatge del fons a l'esquerra, amb la seva estructura alçada del terra i sostre a dues aigües, i precedit d'un arc torii. El pont Tsugihashi («pont prolongat») –que es veu al centre del paisatge de fons– també estava relacionat amb aquesta llegenda: en altra poesia de l'antologia mencionada, un pretenent de Tekona es lamentava sobre el pont de no poder creuar-lo cada nit per veure a la seva estimada. La composició reticular entre les fulles i la suau llum vespertina atorguen un aire líric a aquesta escena, en consonància amb la llegenda representada. | Es mostren a ambdós costats dos aurons quines branques s'entrecreuen, amb unes fulles autumnals d'un color burell negrós una mica distint del vermellós d'estampes anteriors, degut a una variació química del color tan utilitzat. El poble de Mama es trobava a l'est d'Edo, a les vores del riu Edogawa, i era molt visitat a la tardor per admirar els seus aurons. En aquesta localitat es trobava el temple budista de Guhōji, que comptava amb un altar dedicat a Tekona, una noia camperola de gran bellesa, que per escapar dels seus múltiples pretenents que li feien la vida impossible es llençà al riu. La seva llegenda està plasmada en la famosa obra Man'yōshū (Col·lecció de deu mil fulles), antologia de poemes que es remunta al segle viii. El 1501 es creà el seu culte al temple mencionat, on es demanava ajut per un bon part i protecció contra la varicel·la. Apareix en el paisatge del fons a l'esquerra, amb la seva estructura alçada del terra i sostre a dues aigües, i precedit d'un arc torii. El pont Tsugihashi («pont prolongat») –que es veu al centre del paisatge de fons– també estava relacionat amb aquesta llegenda: en altra poesia de l'antologia mencionada, un pretenent de Tekona es lamentava sobre el pont de no poder creuar-lo cada nit per veure a la seva estimada. La composició reticular entre les fulles i la suau llum vespertina atorguen un aire líric a aquesta escena, en consonància amb la llegenda representada. | Es mostren a ambdós costats dos aurons quines branques s'entrecreuen, amb unes fulles autumnals d'un color burell negrós una mica distint del vermellós d'estampes anteriors, degut a una variació química del color tan utilitzat. El poble de Mama es trobava a l'est d'Edo, a les vores del riu Edogawa, i era molt visitat a la tardor per admirar els seus aurons. En aquesta localitat es trobava el temple budista de Guhōji, que comptava amb un altar dedicat a Tekona, una noia camperola de gran bellesa, que per escapar dels seus múltiples pretenents que li feien la vida impossible es llençà al riu. La seva llegenda està plasmada en la famosa obra Man'yōshū (Col·lecció de deu mil fulles), antologia de poemes que es remunta al segle viii. El 1501 es creà el seu culte al temple mencionat, on es demanava ajut per un bon part i protecció contra la varicel·la. Apareix en el paisatge del fons a l'esquerra, amb la seva estructura alçada del terra i sostre a dues aigües, i precedit d'un arc torii. El pont Tsugihashi («pont prolongat») –que es veu al centre del paisatge de fons– també estava relacionat amb aquesta llegenda: en altra poesia de l'antologia mencionada, un pretenent de Tekona es lamentava sobre el pont de no poder creuar-lo cada nit per veure a la seva estimada. La composició reticular entre les fulles i la suau llum vespertina atorguen un aire líric a aquesta escena, en consonància amb la llegenda representada. | Es mostren a ambdós costats dos aurons quines branques s'entrecreuen, amb unes fulles autumnals d'un color burell negrós una mica distint del vermellós d'estampes anteriors, degut a una variació química del color tan utilitzat. El poble de Mama es trobava a l'est d'Edo, a les vores del riu Edogawa, i era molt visitat a la tardor per admirar els seus aurons. En aquesta localitat es trobava el temple budista de Guhōji, que comptava amb un altar dedicat a Tekona, una noia camperola de gran bellesa, que per escapar dels seus múltiples pretenents que li feien la vida impossible es llençà al riu. La seva llegenda està plasmada en la famosa obra Man'yōshū (Col·lecció de deu mil fulles), antologia de poemes que es remunta al segle viii. El 1501 es creà el seu culte al temple mencionat, on es demanava ajut per un bon part i protecció contra la varicel·la. Apareix en el paisatge del fons a l'esquerra, amb la seva estructura alçada del terra i sostre a dues aigües, i precedit d'un arc torii. El pont Tsugihashi («pont prolongat») –que es veu al centre del paisatge de fons– també estava relacionat amb aquesta llegenda: en altra poesia de l'antologia mencionada, un pretenent de Tekona es lamentava sobre el pont de no poder creuar-lo cada nit per veure a la seva estimada. La composició reticular entre les fulles i la suau llum vespertina atorguen un aire líric a aquesta escena, en consonància amb la llegenda representada. |
| Vista de Kōnodai i del riu Tonegawa                                | 95. Vista de Kōnodai i del riu Tonegawa (鴻の台とね川風景, Kōnodai Tonegawa fūkei) (5-1856)                                                       | 95. Vista de Kōnodai i del riu Tonegawa (鴻の台とね川風景, Kōnodai Tonegawa fūkei) (5-1856)                                                       | 95. Vista de Kōnodai i del riu Tonegawa (鴻の台とね川風景, Kōnodai Tonegawa fūkei) (5-1856)                                                       | L'escarpat turó de Kōnodai es trobava a la vora del riu Tonegawa –anomenat actualment Edogawa– i era un important bastió de defensa. En aquesta imatge domina el costat esquerre de la composició, irrompent el sortint rocós de forma lateral, a l'estil xinès. Està coronat d'alts pins, i tres petites figures conversen animadament a dalt del turó, atorgant amb la seva mida una clara proporció de l'altura del turó. Aquest lloc era conegut especialment per una obra literària, Biografies dels vuit gossos (Nansō Satomi hakkenden), de Kyokutei Bakin. El riu està solcat per gavarres de mercaderies que es dirigeixen a la ciutat, mentre que al nuvolat horitzó s'alça la figura del mont Fuji, en un cel esgrogueït que assenyala un límpid matí. El color blau de la part superior del cel està novament marcat per les vetes de la fusta utilitzada per a la impressió. | L'escarpat turó de Kōnodai es trobava a la vora del riu Tonegawa –anomenat actualment Edogawa– i era un important bastió de defensa. En aquesta imatge domina el costat esquerre de la composició, irrompent el sortint rocós de forma lateral, a l'estil xinès. Està coronat d'alts pins, i tres petites figures conversen animadament a dalt del turó, atorgant amb la seva mida una clara proporció de l'altura del turó. Aquest lloc era conegut especialment per una obra literària, Biografies dels vuit gossos (Nansō Satomi hakkenden), de Kyokutei Bakin. El riu està solcat per gavarres de mercaderies que es dirigeixen a la ciutat, mentre que al nuvolat horitzó s'alça la figura del mont Fuji, en un cel esgrogueït que assenyala un límpid matí. El color blau de la part superior del cel està novament marcat per les vetes de la fusta utilitzada per a la impressió. | L'escarpat turó de Kōnodai es trobava a la vora del riu Tonegawa –anomenat actualment Edogawa– i era un important bastió de defensa. En aquesta imatge domina el costat esquerre de la composició, irrompent el sortint rocós de forma lateral, a l'estil xinès. Està coronat d'alts pins, i tres petites figures conversen animadament a dalt del turó, atorgant amb la seva mida una clara proporció de l'altura del turó. Aquest lloc era conegut especialment per una obra literària, Biografies dels vuit gossos (Nansō Satomi hakkenden), de Kyokutei Bakin. El riu està solcat per gavarres de mercaderies que es dirigeixen a la ciutat, mentre que al nuvolat horitzó s'alça la figura del mont Fuji, en un cel esgrogueït que assenyala un límpid matí. El color blau de la part superior del cel està novament marcat per les vetes de la fusta utilitzada per a la impressió. | L'escarpat turó de Kōnodai es trobava a la vora del riu Tonegawa –anomenat actualment Edogawa– i era un important bastió de defensa. En aquesta imatge domina el costat esquerre de la composició, irrompent el sortint rocós de forma lateral, a l'estil xinès. Està coronat d'alts pins, i tres petites figures conversen animadament a dalt del turó, atorgant amb la seva mida una clara proporció de l'altura del turó. Aquest lloc era conegut especialment per una obra literària, Biografies dels vuit gossos (Nansō Satomi hakkenden), de Kyokutei Bakin. El riu està solcat per gavarres de mercaderies que es dirigeixen a la ciutat, mentre que al nuvolat horitzó s'alça la figura del mont Fuji, en un cel esgrogueït que assenyala un límpid matí. El color blau de la part superior del cel està novament marcat per les vetes de la fusta utilitzada per a la impressió. | L'escarpat turó de Kōnodai es trobava a la vora del riu Tonegawa –anomenat actualment Edogawa– i era un important bastió de defensa. En aquesta imatge domina el costat esquerre de la composició, irrompent el sortint rocós de forma lateral, a l'estil xinès. Està coronat d'alts pins, i tres petites figures conversen animadament a dalt del turó, atorgant amb la seva mida una clara proporció de l'altura del turó. Aquest lloc era conegut especialment per una obra literària, Biografies dels vuit gossos (Nansō Satomi hakkenden), de Kyokutei Bakin. El riu està solcat per gavarres de mercaderies que es dirigeixen a la ciutat, mentre que al nuvolat horitzó s'alça la figura del mont Fuji, en un cel esgrogueït que assenyala un límpid matí. El color blau de la part superior del cel està novament marcat per les vetes de la fusta utilitzada per a la impressió. | L'escarpat turó de Kōnodai es trobava a la vora del riu Tonegawa –anomenat actualment Edogawa– i era un important bastió de defensa. En aquesta imatge domina el costat esquerre de la composició, irrompent el sortint rocós de forma lateral, a l'estil xinès. Està coronat d'alts pins, i tres petites figures conversen animadament a dalt del turó, atorgant amb la seva mida una clara proporció de l'altura del turó. Aquest lloc era conegut especialment per una obra literària, Biografies dels vuit gossos (Nansō Satomi hakkenden), de Kyokutei Bakin. El riu està solcat per gavarres de mercaderies que es dirigeixen a la ciutat, mentre que al nuvolat horitzó s'alça la figura del mont Fuji, en un cel esgrogueït que assenyala un límpid matí. El color blau de la part superior del cel està novament marcat per les vetes de la fusta utilitzada per a la impressió. |
| Horie i Nekozane                                                   | 96. Horie i Nekozane (堀江ねこざね, Horie Nekozane) (2-1856)                                                                                      | 96. Horie i Nekozane (堀江ねこざね, Horie Nekozane) (2-1856)                                                                                      | 96. Horie i Nekozane (堀江ねこざね, Horie Nekozane) (2-1856)                                                                                      | Horie i Nekozane eren dos pobles situats en vores oposades del riu Kyūedo («Edo Vell») –un afluent de l'Edogawa–, coneguts pel seu excel·lent marisc. El riu vertebra zigzaguejant tota la composició, fugant-se cap al fons, on es trobava la badia d'Edo. A la part inferior destaca una llengua de terra on apareixen dos personatges caçant ocells, mitjançant una xarxa que han enterrat a la sorra. La part central està ocupada pels dos pobles, units per dos ponts que creuen el riu, ple de barques. A la dreta, mig ocult pel bosc de pins, es veu un petit santuari amb un arc torii. El fons està sumit en la boira, d'on emergeix novament la imponent silueta del mont Fuji, banyat en una llum crepuscular de to vermellós. El segell del censor porta la marca del segon mes d'Ansei 3 (1856), pel que aquesta fou una de les primeres estampes de la sèrie realitzades per l'autor. | Horie i Nekozane eren dos pobles situats en vores oposades del riu Kyūedo («Edo Vell») –un afluent de l'Edogawa–, coneguts pel seu excel·lent marisc. El riu vertebra zigzaguejant tota la composició, fugant-se cap al fons, on es trobava la badia d'Edo. A la part inferior destaca una llengua de terra on apareixen dos personatges caçant ocells, mitjançant una xarxa que han enterrat a la sorra. La part central està ocupada pels dos pobles, units per dos ponts que creuen el riu, ple de barques. A la dreta, mig ocult pel bosc de pins, es veu un petit santuari amb un arc torii. El fons està sumit en la boira, d'on emergeix novament la imponent silueta del mont Fuji, banyat en una llum crepuscular de to vermellós. El segell del censor porta la marca del segon mes d'Ansei 3 (1856), pel que aquesta fou una de les primeres estampes de la sèrie realitzades per l'autor. | Horie i Nekozane eren dos pobles situats en vores oposades del riu Kyūedo («Edo Vell») –un afluent de l'Edogawa–, coneguts pel seu excel·lent marisc. El riu vertebra zigzaguejant tota la composició, fugant-se cap al fons, on es trobava la badia d'Edo. A la part inferior destaca una llengua de terra on apareixen dos personatges caçant ocells, mitjançant una xarxa que han enterrat a la sorra. La part central està ocupada pels dos pobles, units per dos ponts que creuen el riu, ple de barques. A la dreta, mig ocult pel bosc de pins, es veu un petit santuari amb un arc torii. El fons està sumit en la boira, d'on emergeix novament la imponent silueta del mont Fuji, banyat en una llum crepuscular de to vermellós. El segell del censor porta la marca del segon mes d'Ansei 3 (1856), pel que aquesta fou una de les primeres estampes de la sèrie realitzades per l'autor. | Horie i Nekozane eren dos pobles situats en vores oposades del riu Kyūedo («Edo Vell») –un afluent de l'Edogawa–, coneguts pel seu excel·lent marisc. El riu vertebra zigzaguejant tota la composició, fugant-se cap al fons, on es trobava la badia d'Edo. A la part inferior destaca una llengua de terra on apareixen dos personatges caçant ocells, mitjançant una xarxa que han enterrat a la sorra. La part central està ocupada pels dos pobles, units per dos ponts que creuen el riu, ple de barques. A la dreta, mig ocult pel bosc de pins, es veu un petit santuari amb un arc torii. El fons està sumit en la boira, d'on emergeix novament la imponent silueta del mont Fuji, banyat en una llum crepuscular de to vermellós. El segell del censor porta la marca del segon mes d'Ansei 3 (1856), pel que aquesta fou una de les primeres estampes de la sèrie realitzades per l'autor. | Horie i Nekozane eren dos pobles situats en vores oposades del riu Kyūedo («Edo Vell») –un afluent de l'Edogawa–, coneguts pel seu excel·lent marisc. El riu vertebra zigzaguejant tota la composició, fugant-se cap al fons, on es trobava la badia d'Edo. A la part inferior destaca una llengua de terra on apareixen dos personatges caçant ocells, mitjançant una xarxa que han enterrat a la sorra. La part central està ocupada pels dos pobles, units per dos ponts que creuen el riu, ple de barques. A la dreta, mig ocult pel bosc de pins, es veu un petit santuari amb un arc torii. El fons està sumit en la boira, d'on emergeix novament la imponent silueta del mont Fuji, banyat en una llum crepuscular de to vermellós. El segell del censor porta la marca del segon mes d'Ansei 3 (1856), pel que aquesta fou una de les primeres estampes de la sèrie realitzades per l'autor. | Horie i Nekozane eren dos pobles situats en vores oposades del riu Kyūedo («Edo Vell») –un afluent de l'Edogawa–, coneguts pel seu excel·lent marisc. El riu vertebra zigzaguejant tota la composició, fugant-se cap al fons, on es trobava la badia d'Edo. A la part inferior destaca una llengua de terra on apareixen dos personatges caçant ocells, mitjançant una xarxa que han enterrat a la sorra. La part central està ocupada pels dos pobles, units per dos ponts que creuen el riu, ple de barques. A la dreta, mig ocult pel bosc de pins, es veu un petit santuari amb un arc torii. El fons està sumit en la boira, d'on emergeix novament la imponent silueta del mont Fuji, banyat en una llum crepuscular de to vermellós. El segell del censor porta la marca del segon mes d'Ansei 3 (1856), pel que aquesta fou una de les primeres estampes de la sèrie realitzades per l'autor. |
| Els «cinc pins» i el canal Onagigawa                               | 97. Els «cinc pins» i el canal Onagigawa (小奈木川五本まつ, Onagigawa Gohonmatsu) (7-1856)                                                        | 97. Els «cinc pins» i el canal Onagigawa (小奈木川五本まつ, Onagigawa Gohonmatsu) (7-1856)                                                        | 97. Els «cinc pins» i el canal Onagigawa (小奈木川五本まつ, Onagigawa Gohonmatsu) (7-1856)                                                        | Seguint el principal segell estilístic de la sèrie, la composició s'articula a través d'un primer pla ocupat per les branques d'un vell pi que ha de ser sostingut per bigues de fusta, entre quines retícules s'aprecia el paisatge del fons. El toponímic Gohonmatsu («cinc pins») donava nom a un barri d'Edo, i es remuntava a cinc ancestrals pins que es trobaven a la vora del canal Onagigawa, segons una referència de 1732, tot i que en època de Hiroshige tan sols quedava un, el de la imatge. El terreny on es trobava pertanyia al senyor feudal d'Ayabe. En aquesta ocasió l'autor deforma la realitat per aconseguir un major efecte escenogràfic, ja que el canal era totalment recte i no descrivia la corba que aquí es veu. La barca del centre, amb dos remers i diversos passatgers, la prengué Hiroshige d'una obra de Katsushika Hokusai, Posta de sol pel pont Ryōgoku, on es reprodueix el mateix detall del passatger que introdueix un mocador a l'aigua. | Seguint el principal segell estilístic de la sèrie, la composició s'articula a través d'un primer pla ocupat per les branques d'un vell pi que ha de ser sostingut per bigues de fusta, entre quines retícules s'aprecia el paisatge del fons. El toponímic Gohonmatsu («cinc pins») donava nom a un barri d'Edo, i es remuntava a cinc ancestrals pins que es trobaven a la vora del canal Onagigawa, segons una referència de 1732, tot i que en època de Hiroshige tan sols quedava un, el de la imatge. El terreny on es trobava pertanyia al senyor feudal d'Ayabe. En aquesta ocasió l'autor deforma la realitat per aconseguir un major efecte escenogràfic, ja que el canal era totalment recte i no descrivia la corba que aquí es veu. La barca del centre, amb dos remers i diversos passatgers, la prengué Hiroshige d'una obra de Katsushika Hokusai, Posta de sol pel pont Ryōgoku, on es reprodueix el mateix detall del passatger que introdueix un mocador a l'aigua. | Seguint el principal segell estilístic de la sèrie, la composició s'articula a través d'un primer pla ocupat per les branques d'un vell pi que ha de ser sostingut per bigues de fusta, entre quines retícules s'aprecia el paisatge del fons. El toponímic Gohonmatsu («cinc pins») donava nom a un barri d'Edo, i es remuntava a cinc ancestrals pins que es trobaven a la vora del canal Onagigawa, segons una referència de 1732, tot i que en època de Hiroshige tan sols quedava un, el de la imatge. El terreny on es trobava pertanyia al senyor feudal d'Ayabe. En aquesta ocasió l'autor deforma la realitat per aconseguir un major efecte escenogràfic, ja que el canal era totalment recte i no descrivia la corba que aquí es veu. La barca del centre, amb dos remers i diversos passatgers, la prengué Hiroshige d'una obra de Katsushika Hokusai, Posta de sol pel pont Ryōgoku, on es reprodueix el mateix detall del passatger que introdueix un mocador a l'aigua. | Seguint el principal segell estilístic de la sèrie, la composició s'articula a través d'un primer pla ocupat per les branques d'un vell pi que ha de ser sostingut per bigues de fusta, entre quines retícules s'aprecia el paisatge del fons. El toponímic Gohonmatsu («cinc pins») donava nom a un barri d'Edo, i es remuntava a cinc ancestrals pins que es trobaven a la vora del canal Onagigawa, segons una referència de 1732, tot i que en època de Hiroshige tan sols quedava un, el de la imatge. El terreny on es trobava pertanyia al senyor feudal d'Ayabe. En aquesta ocasió l'autor deforma la realitat per aconseguir un major efecte escenogràfic, ja que el canal era totalment recte i no descrivia la corba que aquí es veu. La barca del centre, amb dos remers i diversos passatgers, la prengué Hiroshige d'una obra de Katsushika Hokusai, Posta de sol pel pont Ryōgoku, on es reprodueix el mateix detall del passatger que introdueix un mocador a l'aigua. | Seguint el principal segell estilístic de la sèrie, la composició s'articula a través d'un primer pla ocupat per les branques d'un vell pi que ha de ser sostingut per bigues de fusta, entre quines retícules s'aprecia el paisatge del fons. El toponímic Gohonmatsu («cinc pins») donava nom a un barri d'Edo, i es remuntava a cinc ancestrals pins que es trobaven a la vora del canal Onagigawa, segons una referència de 1732, tot i que en època de Hiroshige tan sols quedava un, el de la imatge. El terreny on es trobava pertanyia al senyor feudal d'Ayabe. En aquesta ocasió l'autor deforma la realitat per aconseguir un major efecte escenogràfic, ja que el canal era totalment recte i no descrivia la corba que aquí es veu. La barca del centre, amb dos remers i diversos passatgers, la prengué Hiroshige d'una obra de Katsushika Hokusai, Posta de sol pel pont Ryōgoku, on es reprodueix el mateix detall del passatger que introdueix un mocador a l'aigua. | Seguint el principal segell estilístic de la sèrie, la composició s'articula a través d'un primer pla ocupat per les branques d'un vell pi que ha de ser sostingut per bigues de fusta, entre quines retícules s'aprecia el paisatge del fons. El toponímic Gohonmatsu («cinc pins») donava nom a un barri d'Edo, i es remuntava a cinc ancestrals pins que es trobaven a la vora del canal Onagigawa, segons una referència de 1732, tot i que en època de Hiroshige tan sols quedava un, el de la imatge. El terreny on es trobava pertanyia al senyor feudal d'Ayabe. En aquesta ocasió l'autor deforma la realitat per aconseguir un major efecte escenogràfic, ja que el canal era totalment recte i no descrivia la corba que aquí es veu. La barca del centre, amb dos remers i diversos passatgers, la prengué Hiroshige d'una obra de Katsushika Hokusai, Posta de sol pel pont Ryōgoku, on es reprodueix el mateix detall del passatger que introdueix un mocador a l'aigua. |
| Focs artificials al pont Ryōgoku                                   | 98. Focs artificials al pont Ryōgoku (両国花火, Ryōgoku hanabi) (8-1858)                                                                          | 98. Focs artificials al pont Ryōgoku (両国花火, Ryōgoku hanabi) (8-1858)                                                                          | 98. Focs artificials al pont Ryōgoku (両国花火, Ryōgoku hanabi) (8-1858)                                                                          | Aquesta és una de les estampes més conegudes de la sèrie, i una nova mostra de la genial habilitat de l'autor per als ambients nocturns i les perspectives aèries i de gran verticalitat. El pont Ryōgoku creuava el riu Sumida, i era un dels més grans de la ciutat. El dia 28 del cinquè mes se celebrava la festa del kawabiraki («obertura del riu»), on es feia un ritual d'ablucions per allunyar els mals esperits. Els primers focs artificials daten de 1733, promoguts pel shōgun Tokugawa Yoshimune, tot i que amb el temps s'estengueren a nombroses ocasions a part de la cerimònia oficial anual, sobretot en les nits estivals. Solien estar patrocinats per empreses de lloguer de barques i restaurants, que eren els principals negocis beneficiats amb l'espectacle. Així, es veu el riu plagat d'embarcacions, des de les petites yanebune (barques cobertes) fins a les grans yakatabune («barques-palau»), així com urourobune, embarcacions que venien menjar i beguda. Els focs artificials ressalten a la cantonada superior dreta en forma d'estrelles brillantment iŀluminades, mentre que a la zona central una alta bengala descriu una pronunciada corba al cel, d'un color fosc de formes marcades per les vetes de la fusta. | Aquesta és una de les estampes més conegudes de la sèrie, i una nova mostra de la genial habilitat de l'autor per als ambients nocturns i les perspectives aèries i de gran verticalitat. El pont Ryōgoku creuava el riu Sumida, i era un dels més grans de la ciutat. El dia 28 del cinquè mes se celebrava la festa del kawabiraki («obertura del riu»), on es feia un ritual d'ablucions per allunyar els mals esperits. Els primers focs artificials daten de 1733, promoguts pel shōgun Tokugawa Yoshimune, tot i que amb el temps s'estengueren a nombroses ocasions a part de la cerimònia oficial anual, sobretot en les nits estivals. Solien estar patrocinats per empreses de lloguer de barques i restaurants, que eren els principals negocis beneficiats amb l'espectacle. Així, es veu el riu plagat d'embarcacions, des de les petites yanebune (barques cobertes) fins a les grans yakatabune («barques-palau»), així com urourobune, embarcacions que venien menjar i beguda. Els focs artificials ressalten a la cantonada superior dreta en forma d'estrelles brillantment iŀluminades, mentre que a la zona central una alta bengala descriu una pronunciada corba al cel, d'un color fosc de formes marcades per les vetes de la fusta. | Aquesta és una de les estampes més conegudes de la sèrie, i una nova mostra de la genial habilitat de l'autor per als ambients nocturns i les perspectives aèries i de gran verticalitat. El pont Ryōgoku creuava el riu Sumida, i era un dels més grans de la ciutat. El dia 28 del cinquè mes se celebrava la festa del kawabiraki («obertura del riu»), on es feia un ritual d'ablucions per allunyar els mals esperits. Els primers focs artificials daten de 1733, promoguts pel shōgun Tokugawa Yoshimune, tot i que amb el temps s'estengueren a nombroses ocasions a part de la cerimònia oficial anual, sobretot en les nits estivals. Solien estar patrocinats per empreses de lloguer de barques i restaurants, que eren els principals negocis beneficiats amb l'espectacle. Així, es veu el riu plagat d'embarcacions, des de les petites yanebune (barques cobertes) fins a les grans yakatabune («barques-palau»), així com urourobune, embarcacions que venien menjar i beguda. Els focs artificials ressalten a la cantonada superior dreta en forma d'estrelles brillantment iŀluminades, mentre que a la zona central una alta bengala descriu una pronunciada corba al cel, d'un color fosc de formes marcades per les vetes de la fusta. | Aquesta és una de les estampes més conegudes de la sèrie, i una nova mostra de la genial habilitat de l'autor per als ambients nocturns i les perspectives aèries i de gran verticalitat. El pont Ryōgoku creuava el riu Sumida, i era un dels més grans de la ciutat. El dia 28 del cinquè mes se celebrava la festa del kawabiraki («obertura del riu»), on es feia un ritual d'ablucions per allunyar els mals esperits. Els primers focs artificials daten de 1733, promoguts pel shōgun Tokugawa Yoshimune, tot i que amb el temps s'estengueren a nombroses ocasions a part de la cerimònia oficial anual, sobretot en les nits estivals. Solien estar patrocinats per empreses de lloguer de barques i restaurants, que eren els principals negocis beneficiats amb l'espectacle. Així, es veu el riu plagat d'embarcacions, des de les petites yanebune (barques cobertes) fins a les grans yakatabune («barques-palau»), així com urourobune, embarcacions que venien menjar i beguda. Els focs artificials ressalten a la cantonada superior dreta en forma d'estrelles brillantment iŀluminades, mentre que a la zona central una alta bengala descriu una pronunciada corba al cel, d'un color fosc de formes marcades per les vetes de la fusta. | Aquesta és una de les estampes més conegudes de la sèrie, i una nova mostra de la genial habilitat de l'autor per als ambients nocturns i les perspectives aèries i de gran verticalitat. El pont Ryōgoku creuava el riu Sumida, i era un dels més grans de la ciutat. El dia 28 del cinquè mes se celebrava la festa del kawabiraki («obertura del riu»), on es feia un ritual d'ablucions per allunyar els mals esperits. Els primers focs artificials daten de 1733, promoguts pel shōgun Tokugawa Yoshimune, tot i que amb el temps s'estengueren a nombroses ocasions a part de la cerimònia oficial anual, sobretot en les nits estivals. Solien estar patrocinats per empreses de lloguer de barques i restaurants, que eren els principals negocis beneficiats amb l'espectacle. Així, es veu el riu plagat d'embarcacions, des de les petites yanebune (barques cobertes) fins a les grans yakatabune («barques-palau»), així com urourobune, embarcacions que venien menjar i beguda. Els focs artificials ressalten a la cantonada superior dreta en forma d'estrelles brillantment iŀluminades, mentre que a la zona central una alta bengala descriu una pronunciada corba al cel, d'un color fosc de formes marcades per les vetes de la fusta. | Aquesta és una de les estampes més conegudes de la sèrie, i una nova mostra de la genial habilitat de l'autor per als ambients nocturns i les perspectives aèries i de gran verticalitat. El pont Ryōgoku creuava el riu Sumida, i era un dels més grans de la ciutat. El dia 28 del cinquè mes se celebrava la festa del kawabiraki («obertura del riu»), on es feia un ritual d'ablucions per allunyar els mals esperits. Els primers focs artificials daten de 1733, promoguts pel shōgun Tokugawa Yoshimune, tot i que amb el temps s'estengueren a nombroses ocasions a part de la cerimònia oficial anual, sobretot en les nits estivals. Solien estar patrocinats per empreses de lloguer de barques i restaurants, que eren els principals negocis beneficiats amb l'espectacle. Així, es veu el riu plagat d'embarcacions, des de les petites yanebune (barques cobertes) fins a les grans yakatabune («barques-palau»), així com urourobune, embarcacions que venien menjar i beguda. Els focs artificials ressalten a la cantonada superior dreta en forma d'estrelles brillantment iŀluminades, mentre que a la zona central una alta bengala descriu una pronunciada corba al cel, d'un color fosc de formes marcades per les vetes de la fusta. |

### Hivern
| Hivern                                                              | | | | | | | | | |
| El temple de Kinryūzan a Asakusa                                    | 99. El temple de Kinryūzan a Asakusa (浅草金龍山, Asakusa Kinryūzan) (7-1856)                                                                          | 99. El temple de Kinryūzan a Asakusa (浅草金龍山, Asakusa Kinryūzan) (7-1856)                                                                          | 99. El temple de Kinryūzan a Asakusa (浅草金龍山, Asakusa Kinryūzan) (7-1856)                                                                          | Amb aquesta estampa comença la sèrie de l'hivern. El temple de Kinryūzan estava dedicat al bodhisattva Kannon, i es trobava al barri d'Asakusa. Com és habitual a la sèrie, es mostra el fons a través de diversos elements en primer pla, en aquest cas uns batents de color vermell i verd de la porta Kaminarimon («porta del tro»), al costat esquerre, i una gran llanterna votiva que ocupa la part superior, on s'aprecia el signe Shinbashi dels donants. Aquesta perspectiva dirigeix la mirada cap a un paisatge nevat on un grup de persones es dirigeix cap a l'interior del temple, del que es perceben una pagoda a la dreta i el Niōmon («porta dels dos reis vigilants») a la part central, en un intens color vermell que contrasta amb el blanc de la neu. La pagoda acabava de ser reconstruïda dos mesos abans, després del terratrèmol de 1855. El cel, graduat del blanc al negre passant per diverses tonalitats de gris, està cobert de flocs de neu. | Amb aquesta estampa comença la sèrie de l'hivern. El temple de Kinryūzan estava dedicat al bodhisattva Kannon, i es trobava al barri d'Asakusa. Com és habitual a la sèrie, es mostra el fons a través de diversos elements en primer pla, en aquest cas uns batents de color vermell i verd de la porta Kaminarimon («porta del tro»), al costat esquerre, i una gran llanterna votiva que ocupa la part superior, on s'aprecia el signe Shinbashi dels donants. Aquesta perspectiva dirigeix la mirada cap a un paisatge nevat on un grup de persones es dirigeix cap a l'interior del temple, del que es perceben una pagoda a la dreta i el Niōmon («porta dels dos reis vigilants») a la part central, en un intens color vermell que contrasta amb el blanc de la neu. La pagoda acabava de ser reconstruïda dos mesos abans, després del terratrèmol de 1855. El cel, graduat del blanc al negre passant per diverses tonalitats de gris, està cobert de flocs de neu. | Amb aquesta estampa comença la sèrie de l'hivern. El temple de Kinryūzan estava dedicat al bodhisattva Kannon, i es trobava al barri d'Asakusa. Com és habitual a la sèrie, es mostra el fons a través de diversos elements en primer pla, en aquest cas uns batents de color vermell i verd de la porta Kaminarimon («porta del tro»), al costat esquerre, i una gran llanterna votiva que ocupa la part superior, on s'aprecia el signe Shinbashi dels donants. Aquesta perspectiva dirigeix la mirada cap a un paisatge nevat on un grup de persones es dirigeix cap a l'interior del temple, del que es perceben una pagoda a la dreta i el Niōmon («porta dels dos reis vigilants») a la part central, en un intens color vermell que contrasta amb el blanc de la neu. La pagoda acabava de ser reconstruïda dos mesos abans, després del terratrèmol de 1855. El cel, graduat del blanc al negre passant per diverses tonalitats de gris, està cobert de flocs de neu. | Amb aquesta estampa comença la sèrie de l'hivern. El temple de Kinryūzan estava dedicat al bodhisattva Kannon, i es trobava al barri d'Asakusa. Com és habitual a la sèrie, es mostra el fons a través de diversos elements en primer pla, en aquest cas uns batents de color vermell i verd de la porta Kaminarimon («porta del tro»), al costat esquerre, i una gran llanterna votiva que ocupa la part superior, on s'aprecia el signe Shinbashi dels donants. Aquesta perspectiva dirigeix la mirada cap a un paisatge nevat on un grup de persones es dirigeix cap a l'interior del temple, del que es perceben una pagoda a la dreta i el Niōmon («porta dels dos reis vigilants») a la part central, en un intens color vermell que contrasta amb el blanc de la neu. La pagoda acabava de ser reconstruïda dos mesos abans, després del terratrèmol de 1855. El cel, graduat del blanc al negre passant per diverses tonalitats de gris, està cobert de flocs de neu. | Amb aquesta estampa comença la sèrie de l'hivern. El temple de Kinryūzan estava dedicat al bodhisattva Kannon, i es trobava al barri d'Asakusa. Com és habitual a la sèrie, es mostra el fons a través de diversos elements en primer pla, en aquest cas uns batents de color vermell i verd de la porta Kaminarimon («porta del tro»), al costat esquerre, i una gran llanterna votiva que ocupa la part superior, on s'aprecia el signe Shinbashi dels donants. Aquesta perspectiva dirigeix la mirada cap a un paisatge nevat on un grup de persones es dirigeix cap a l'interior del temple, del que es perceben una pagoda a la dreta i el Niōmon («porta dels dos reis vigilants») a la part central, en un intens color vermell que contrasta amb el blanc de la neu. La pagoda acabava de ser reconstruïda dos mesos abans, després del terratrèmol de 1855. El cel, graduat del blanc al negre passant per diverses tonalitats de gris, està cobert de flocs de neu. | Amb aquesta estampa comença la sèrie de l'hivern. El temple de Kinryūzan estava dedicat al bodhisattva Kannon, i es trobava al barri d'Asakusa. Com és habitual a la sèrie, es mostra el fons a través de diversos elements en primer pla, en aquest cas uns batents de color vermell i verd de la porta Kaminarimon («porta del tro»), al costat esquerre, i una gran llanterna votiva que ocupa la part superior, on s'aprecia el signe Shinbashi dels donants. Aquesta perspectiva dirigeix la mirada cap a un paisatge nevat on un grup de persones es dirigeix cap a l'interior del temple, del que es perceben una pagoda a la dreta i el Niōmon («porta dels dos reis vigilants») a la part central, en un intens color vermell que contrasta amb el blanc de la neu. La pagoda acabava de ser reconstruïda dos mesos abans, després del terratrèmol de 1855. El cel, graduat del blanc al negre passant per diverses tonalitats de gris, està cobert de flocs de neu. |
| El dic Nihontsutsumi i Yoshiwara                                    | 100. El dic Nihontsutsumi i Yoshiwara (よし原日本堤, Yoshiwara Nihontsutsumi) (4-1857)                                                                 | 100. El dic Nihontsutsumi i Yoshiwara (よし原日本堤, Yoshiwara Nihontsutsumi) (4-1857)                                                                 | 100. El dic Nihontsutsumi i Yoshiwara (よし原日本堤, Yoshiwara Nihontsutsumi) (4-1857)                                                                 | El dic Nihontsutsumi suposava l'últim tram en el camí al barri de diversió de Shin-Yoshiwara. Sota la pàŀlida llum de la lluna creixent una multitud de gent vaga pel camí en ambdós sentits, alguns en palanquins portats per traginadors. A ambdós costats del camí es troben diverses casetes on se servia el te. Al fons a la dreta, darrere de l'espessor del bosc, apareixen els sostres dels bordells de Yoshiwara, envoltats en una boira de to violeta. Al final del camí i tocant aquests sostres, com a nexe d'unió, es veu un desmai, el famós Mikaeri Yanagi («desmai de la vista enrere») on els clients dels bordells feien una darrera ullada enrere abans de submergir-se en l'ambient dissolut del barri de Yoshiwara. Aquest motiu, junt a la bandada d'oques silvestres que creuen el cel nocturn en diagonal, donen a la imatge un aire una mica malenconiós. | El dic Nihontsutsumi suposava l'últim tram en el camí al barri de diversió de Shin-Yoshiwara. Sota la pàŀlida llum de la lluna creixent una multitud de gent vaga pel camí en ambdós sentits, alguns en palanquins portats per traginadors. A ambdós costats del camí es troben diverses casetes on se servia el te. Al fons a la dreta, darrere de l'espessor del bosc, apareixen els sostres dels bordells de Yoshiwara, envoltats en una boira de to violeta. Al final del camí i tocant aquests sostres, com a nexe d'unió, es veu un desmai, el famós Mikaeri Yanagi («desmai de la vista enrere») on els clients dels bordells feien una darrera ullada enrere abans de submergir-se en l'ambient dissolut del barri de Yoshiwara. Aquest motiu, junt a la bandada d'oques silvestres que creuen el cel nocturn en diagonal, donen a la imatge un aire una mica malenconiós. | El dic Nihontsutsumi suposava l'últim tram en el camí al barri de diversió de Shin-Yoshiwara. Sota la pàŀlida llum de la lluna creixent una multitud de gent vaga pel camí en ambdós sentits, alguns en palanquins portats per traginadors. A ambdós costats del camí es troben diverses casetes on se servia el te. Al fons a la dreta, darrere de l'espessor del bosc, apareixen els sostres dels bordells de Yoshiwara, envoltats en una boira de to violeta. Al final del camí i tocant aquests sostres, com a nexe d'unió, es veu un desmai, el famós Mikaeri Yanagi («desmai de la vista enrere») on els clients dels bordells feien una darrera ullada enrere abans de submergir-se en l'ambient dissolut del barri de Yoshiwara. Aquest motiu, junt a la bandada d'oques silvestres que creuen el cel nocturn en diagonal, donen a la imatge un aire una mica malenconiós. | El dic Nihontsutsumi suposava l'últim tram en el camí al barri de diversió de Shin-Yoshiwara. Sota la pàŀlida llum de la lluna creixent una multitud de gent vaga pel camí en ambdós sentits, alguns en palanquins portats per traginadors. A ambdós costats del camí es troben diverses casetes on se servia el te. Al fons a la dreta, darrere de l'espessor del bosc, apareixen els sostres dels bordells de Yoshiwara, envoltats en una boira de to violeta. Al final del camí i tocant aquests sostres, com a nexe d'unió, es veu un desmai, el famós Mikaeri Yanagi («desmai de la vista enrere») on els clients dels bordells feien una darrera ullada enrere abans de submergir-se en l'ambient dissolut del barri de Yoshiwara. Aquest motiu, junt a la bandada d'oques silvestres que creuen el cel nocturn en diagonal, donen a la imatge un aire una mica malenconiós. | El dic Nihontsutsumi suposava l'últim tram en el camí al barri de diversió de Shin-Yoshiwara. Sota la pàŀlida llum de la lluna creixent una multitud de gent vaga pel camí en ambdós sentits, alguns en palanquins portats per traginadors. A ambdós costats del camí es troben diverses casetes on se servia el te. Al fons a la dreta, darrere de l'espessor del bosc, apareixen els sostres dels bordells de Yoshiwara, envoltats en una boira de to violeta. Al final del camí i tocant aquests sostres, com a nexe d'unió, es veu un desmai, el famós Mikaeri Yanagi («desmai de la vista enrere») on els clients dels bordells feien una darrera ullada enrere abans de submergir-se en l'ambient dissolut del barri de Yoshiwara. Aquest motiu, junt a la bandada d'oques silvestres que creuen el cel nocturn en diagonal, donen a la imatge un aire una mica malenconiós. | El dic Nihontsutsumi suposava l'últim tram en el camí al barri de diversió de Shin-Yoshiwara. Sota la pàŀlida llum de la lluna creixent una multitud de gent vaga pel camí en ambdós sentits, alguns en palanquins portats per traginadors. A ambdós costats del camí es troben diverses casetes on se servia el te. Al fons a la dreta, darrere de l'espessor del bosc, apareixen els sostres dels bordells de Yoshiwara, envoltats en una boira de to violeta. Al final del camí i tocant aquests sostres, com a nexe d'unió, es veu un desmai, el famós Mikaeri Yanagi («desmai de la vista enrere») on els clients dels bordells feien una darrera ullada enrere abans de submergir-se en l'ambient dissolut del barri de Yoshiwara. Aquest motiu, junt a la bandada d'oques silvestres que creuen el cel nocturn en diagonal, donen a la imatge un aire una mica malenconiós. |
| Camps d'arròs a Asakusa i la festa Torinomachi                      | 101. Camps d'arròs a Asakusa i la festa Torinomachi (浅草田甫酉の町詣, Asakusa tanbo Torinomachi mōde) (11-1857)                                       | 101. Camps d'arròs a Asakusa i la festa Torinomachi (浅草田甫酉の町詣, Asakusa tanbo Torinomachi mōde) (11-1857)                                       | 101. Camps d'arròs a Asakusa i la festa Torinomachi (浅草田甫酉の町詣, Asakusa tanbo Torinomachi mōde) (11-1857)                                       | Novament es percep el paisatge des d'una perspectiva en primer pla, en aquest cas a l'interior d'una habitació i a través d'una finestra, que forma un enreixat que dona pas al fons. Probablement es tracta d'un bordell del barri de Yoshiwara, en el moment posterior a l'abandó de l'estança per part d'un client: s'aprecia una tovallola i un pot d'aigua al peu de la finestra, així com uns onkotogami («tovalloles per a l'acte honorable») que sobresurten del paravent, a l'esquerra; al costat es troben unes kumate kanzashi («forquetes d'urpa d'os») que probablement ha regalat l'hoste a la cortesana. Aquest motiu aŀludeix simbòlicament a la festivitat del títol, que se celebrava el Dia del Gall de l'onzè mes, on era costum portar rastells en forma d'urpa d'os, que simbolitzaven la felicitat. A la part central del paisatge del fons es pot veure la processó d'aquesta festa, que es dirigeix al temple de Chōkokuji. Més al fons s'alça el mont Fuji, amb la seva forma cònica tallada per la meitat de forma simètrica per un post de la finestra. Un dels elements més singulars d'aquesta estampa és el gat que mira el paisatge des de la finestra, i que representa –de nou simbòlicament– a la cortesana. Està realitzat amb la tècnica kimedashi («gofrat»), en què una planxa es pressiona sobre el paper, imprimint les línies i contorns. Aquesta obra agradà molt a Occident, i fou utilitzada per a iŀlustrar un article sobre Hiroshige de William Anderson, que aparegué a la revista Le Japon Artistique. | Novament es percep el paisatge des d'una perspectiva en primer pla, en aquest cas a l'interior d'una habitació i a través d'una finestra, que forma un enreixat que dona pas al fons. Probablement es tracta d'un bordell del barri de Yoshiwara, en el moment posterior a l'abandó de l'estança per part d'un client: s'aprecia una tovallola i un pot d'aigua al peu de la finestra, així com uns onkotogami («tovalloles per a l'acte honorable») que sobresurten del paravent, a l'esquerra; al costat es troben unes kumate kanzashi («forquetes d'urpa d'os») que probablement ha regalat l'hoste a la cortesana. Aquest motiu aŀludeix simbòlicament a la festivitat del títol, que se celebrava el Dia del Gall de l'onzè mes, on era costum portar rastells en forma d'urpa d'os, que simbolitzaven la felicitat. A la part central del paisatge del fons es pot veure la processó d'aquesta festa, que es dirigeix al temple de Chōkokuji. Més al fons s'alça el mont Fuji, amb la seva forma cònica tallada per la meitat de forma simètrica per un post de la finestra. Un dels elements més singulars d'aquesta estampa és el gat que mira el paisatge des de la finestra, i que representa –de nou simbòlicament– a la cortesana. Està realitzat amb la tècnica kimedashi («gofrat»), en què una planxa es pressiona sobre el paper, imprimint les línies i contorns. Aquesta obra agradà molt a Occident, i fou utilitzada per a iŀlustrar un article sobre Hiroshige de William Anderson, que aparegué a la revista Le Japon Artistique. | Novament es percep el paisatge des d'una perspectiva en primer pla, en aquest cas a l'interior d'una habitació i a través d'una finestra, que forma un enreixat que dona pas al fons. Probablement es tracta d'un bordell del barri de Yoshiwara, en el moment posterior a l'abandó de l'estança per part d'un client: s'aprecia una tovallola i un pot d'aigua al peu de la finestra, així com uns onkotogami («tovalloles per a l'acte honorable») que sobresurten del paravent, a l'esquerra; al costat es troben unes kumate kanzashi («forquetes d'urpa d'os») que probablement ha regalat l'hoste a la cortesana. Aquest motiu aŀludeix simbòlicament a la festivitat del títol, que se celebrava el Dia del Gall de l'onzè mes, on era costum portar rastells en forma d'urpa d'os, que simbolitzaven la felicitat. A la part central del paisatge del fons es pot veure la processó d'aquesta festa, que es dirigeix al temple de Chōkokuji. Més al fons s'alça el mont Fuji, amb la seva forma cònica tallada per la meitat de forma simètrica per un post de la finestra. Un dels elements més singulars d'aquesta estampa és el gat que mira el paisatge des de la finestra, i que representa –de nou simbòlicament– a la cortesana. Està realitzat amb la tècnica kimedashi («gofrat»), en què una planxa es pressiona sobre el paper, imprimint les línies i contorns. Aquesta obra agradà molt a Occident, i fou utilitzada per a iŀlustrar un article sobre Hiroshige de William Anderson, que aparegué a la revista Le Japon Artistique. | Novament es percep el paisatge des d'una perspectiva en primer pla, en aquest cas a l'interior d'una habitació i a través d'una finestra, que forma un enreixat que dona pas al fons. Probablement es tracta d'un bordell del barri de Yoshiwara, en el moment posterior a l'abandó de l'estança per part d'un client: s'aprecia una tovallola i un pot d'aigua al peu de la finestra, així com uns onkotogami («tovalloles per a l'acte honorable») que sobresurten del paravent, a l'esquerra; al costat es troben unes kumate kanzashi («forquetes d'urpa d'os») que probablement ha regalat l'hoste a la cortesana. Aquest motiu aŀludeix simbòlicament a la festivitat del títol, que se celebrava el Dia del Gall de l'onzè mes, on era costum portar rastells en forma d'urpa d'os, que simbolitzaven la felicitat. A la part central del paisatge del fons es pot veure la processó d'aquesta festa, que es dirigeix al temple de Chōkokuji. Més al fons s'alça el mont Fuji, amb la seva forma cònica tallada per la meitat de forma simètrica per un post de la finestra. Un dels elements més singulars d'aquesta estampa és el gat que mira el paisatge des de la finestra, i que representa –de nou simbòlicament– a la cortesana. Està realitzat amb la tècnica kimedashi («gofrat»), en què una planxa es pressiona sobre el paper, imprimint les línies i contorns. Aquesta obra agradà molt a Occident, i fou utilitzada per a iŀlustrar un article sobre Hiroshige de William Anderson, que aparegué a la revista Le Japon Artistique. | Novament es percep el paisatge des d'una perspectiva en primer pla, en aquest cas a l'interior d'una habitació i a través d'una finestra, que forma un enreixat que dona pas al fons. Probablement es tracta d'un bordell del barri de Yoshiwara, en el moment posterior a l'abandó de l'estança per part d'un client: s'aprecia una tovallola i un pot d'aigua al peu de la finestra, així com uns onkotogami («tovalloles per a l'acte honorable») que sobresurten del paravent, a l'esquerra; al costat es troben unes kumate kanzashi («forquetes d'urpa d'os») que probablement ha regalat l'hoste a la cortesana. Aquest motiu aŀludeix simbòlicament a la festivitat del títol, que se celebrava el Dia del Gall de l'onzè mes, on era costum portar rastells en forma d'urpa d'os, que simbolitzaven la felicitat. A la part central del paisatge del fons es pot veure la processó d'aquesta festa, que es dirigeix al temple de Chōkokuji. Més al fons s'alça el mont Fuji, amb la seva forma cònica tallada per la meitat de forma simètrica per un post de la finestra. Un dels elements més singulars d'aquesta estampa és el gat que mira el paisatge des de la finestra, i que representa –de nou simbòlicament– a la cortesana. Està realitzat amb la tècnica kimedashi («gofrat»), en què una planxa es pressiona sobre el paper, imprimint les línies i contorns. Aquesta obra agradà molt a Occident, i fou utilitzada per a iŀlustrar un article sobre Hiroshige de William Anderson, que aparegué a la revista Le Japon Artistique. | Novament es percep el paisatge des d'una perspectiva en primer pla, en aquest cas a l'interior d'una habitació i a través d'una finestra, que forma un enreixat que dona pas al fons. Probablement es tracta d'un bordell del barri de Yoshiwara, en el moment posterior a l'abandó de l'estança per part d'un client: s'aprecia una tovallola i un pot d'aigua al peu de la finestra, així com uns onkotogami («tovalloles per a l'acte honorable») que sobresurten del paravent, a l'esquerra; al costat es troben unes kumate kanzashi («forquetes d'urpa d'os») que probablement ha regalat l'hoste a la cortesana. Aquest motiu aŀludeix simbòlicament a la festivitat del títol, que se celebrava el Dia del Gall de l'onzè mes, on era costum portar rastells en forma d'urpa d'os, que simbolitzaven la felicitat. A la part central del paisatge del fons es pot veure la processó d'aquesta festa, que es dirigeix al temple de Chōkokuji. Més al fons s'alça el mont Fuji, amb la seva forma cònica tallada per la meitat de forma simètrica per un post de la finestra. Un dels elements més singulars d'aquesta estampa és el gat que mira el paisatge des de la finestra, i que representa –de nou simbòlicament– a la cortesana. Està realitzat amb la tècnica kimedashi («gofrat»), en què una planxa es pressiona sobre el paper, imprimint les línies i contorns. Aquesta obra agradà molt a Occident, i fou utilitzada per a iŀlustrar un article sobre Hiroshige de William Anderson, que aparegué a la revista Le Japon Artistique. |
| Minowa, Kanasugi i Mikawashima                                      | 102. Minowa, Kanasugi i Mikawashima (蓑輪金杉三河しま, Minowa Kanasugi Mikawashima) (i5-1857)                                                          | 102. Minowa, Kanasugi i Mikawashima (蓑輪金杉三河しま, Minowa Kanasugi Mikawashima) (i5-1857)                                                          | 102. Minowa, Kanasugi i Mikawashima (蓑輪金杉三河しま, Minowa Kanasugi Mikawashima) (i5-1857)                                                          | En aquesta imatge destaquen dues garses de Manxúria (tanchōzuru), una que xipolleja en l'aiguamoll i altra que apareix sobrevolant l'escena i ocupant tota la part superior de la imatge. Els tres llocs mencionats al títol es troben mirant cap al nord-oest dels barris del plaer de Yoshiwara, prop del camí Ōshūkaidō. A l'hivern, el shōgun acostumava caçar garses (tsuru no onari, «excursió de garses») en aquests camps, utilitzant falcons ensinistrats. Per atreure-les, els camperols les posaven menjar com esquer, fet al que probablement aŀludeix la presència del camperol que s'allunya per l'esquerra. El plomatge de les garses està realitzat amb la tècnica karazuri («impressió buida»), un tipus d'impressió en sec en què la planxa es premsa contra el paper amb un tipus de tampó anomenat baren. Les garses simbolitzaven longevitat, felicitat i fidelitat matrimonial, ja que la seva unió en parella solia durar tota la vida. El motiu d'una parella de garses era comú a la pintura xinesa, tradició que recull Hiroshige. | En aquesta imatge destaquen dues garses de Manxúria (tanchōzuru), una que xipolleja en l'aiguamoll i altra que apareix sobrevolant l'escena i ocupant tota la part superior de la imatge. Els tres llocs mencionats al títol es troben mirant cap al nord-oest dels barris del plaer de Yoshiwara, prop del camí Ōshūkaidō. A l'hivern, el shōgun acostumava caçar garses (tsuru no onari, «excursió de garses») en aquests camps, utilitzant falcons ensinistrats. Per atreure-les, els camperols les posaven menjar com esquer, fet al que probablement aŀludeix la presència del camperol que s'allunya per l'esquerra. El plomatge de les garses està realitzat amb la tècnica karazuri («impressió buida»), un tipus d'impressió en sec en què la planxa es premsa contra el paper amb un tipus de tampó anomenat baren. Les garses simbolitzaven longevitat, felicitat i fidelitat matrimonial, ja que la seva unió en parella solia durar tota la vida. El motiu d'una parella de garses era comú a la pintura xinesa, tradició que recull Hiroshige. | En aquesta imatge destaquen dues garses de Manxúria (tanchōzuru), una que xipolleja en l'aiguamoll i altra que apareix sobrevolant l'escena i ocupant tota la part superior de la imatge. Els tres llocs mencionats al títol es troben mirant cap al nord-oest dels barris del plaer de Yoshiwara, prop del camí Ōshūkaidō. A l'hivern, el shōgun acostumava caçar garses (tsuru no onari, «excursió de garses») en aquests camps, utilitzant falcons ensinistrats. Per atreure-les, els camperols les posaven menjar com esquer, fet al que probablement aŀludeix la presència del camperol que s'allunya per l'esquerra. El plomatge de les garses està realitzat amb la tècnica karazuri («impressió buida»), un tipus d'impressió en sec en què la planxa es premsa contra el paper amb un tipus de tampó anomenat baren. Les garses simbolitzaven longevitat, felicitat i fidelitat matrimonial, ja que la seva unió en parella solia durar tota la vida. El motiu d'una parella de garses era comú a la pintura xinesa, tradició que recull Hiroshige. | En aquesta imatge destaquen dues garses de Manxúria (tanchōzuru), una que xipolleja en l'aiguamoll i altra que apareix sobrevolant l'escena i ocupant tota la part superior de la imatge. Els tres llocs mencionats al títol es troben mirant cap al nord-oest dels barris del plaer de Yoshiwara, prop del camí Ōshūkaidō. A l'hivern, el shōgun acostumava caçar garses (tsuru no onari, «excursió de garses») en aquests camps, utilitzant falcons ensinistrats. Per atreure-les, els camperols les posaven menjar com esquer, fet al que probablement aŀludeix la presència del camperol que s'allunya per l'esquerra. El plomatge de les garses està realitzat amb la tècnica karazuri («impressió buida»), un tipus d'impressió en sec en què la planxa es premsa contra el paper amb un tipus de tampó anomenat baren. Les garses simbolitzaven longevitat, felicitat i fidelitat matrimonial, ja que la seva unió en parella solia durar tota la vida. El motiu d'una parella de garses era comú a la pintura xinesa, tradició que recull Hiroshige. | En aquesta imatge destaquen dues garses de Manxúria (tanchōzuru), una que xipolleja en l'aiguamoll i altra que apareix sobrevolant l'escena i ocupant tota la part superior de la imatge. Els tres llocs mencionats al títol es troben mirant cap al nord-oest dels barris del plaer de Yoshiwara, prop del camí Ōshūkaidō. A l'hivern, el shōgun acostumava caçar garses (tsuru no onari, «excursió de garses») en aquests camps, utilitzant falcons ensinistrats. Per atreure-les, els camperols les posaven menjar com esquer, fet al que probablement aŀludeix la presència del camperol que s'allunya per l'esquerra. El plomatge de les garses està realitzat amb la tècnica karazuri («impressió buida»), un tipus d'impressió en sec en què la planxa es premsa contra el paper amb un tipus de tampó anomenat baren. Les garses simbolitzaven longevitat, felicitat i fidelitat matrimonial, ja que la seva unió en parella solia durar tota la vida. El motiu d'una parella de garses era comú a la pintura xinesa, tradició que recull Hiroshige. | En aquesta imatge destaquen dues garses de Manxúria (tanchōzuru), una que xipolleja en l'aiguamoll i altra que apareix sobrevolant l'escena i ocupant tota la part superior de la imatge. Els tres llocs mencionats al títol es troben mirant cap al nord-oest dels barris del plaer de Yoshiwara, prop del camí Ōshūkaidō. A l'hivern, el shōgun acostumava caçar garses (tsuru no onari, «excursió de garses») en aquests camps, utilitzant falcons ensinistrats. Per atreure-les, els camperols les posaven menjar com esquer, fet al que probablement aŀludeix la presència del camperol que s'allunya per l'esquerra. El plomatge de les garses està realitzat amb la tècnica karazuri («impressió buida»), un tipus d'impressió en sec en què la planxa es premsa contra el paper amb un tipus de tampó anomenat baren. Les garses simbolitzaven longevitat, felicitat i fidelitat matrimonial, ja que la seva unió en parella solia durar tota la vida. El motiu d'una parella de garses era comú a la pintura xinesa, tradició que recull Hiroshige. |
| El Gran Pont de Senju                                               | 103. El Gran Pont de Senju (千住の大はし, Senju no ōhashi) (2-1856)                                                                                    | 103. El Gran Pont de Senju (千住の大はし, Senju no ōhashi) (2-1856)                                                                                    | 103. El Gran Pont de Senju (千住の大はし, Senju no ōhashi) (2-1856)                                                                                    | Aquesta és una de les primeres imatges de la sèrie, per la data marcada pel censor, i suposa el límit septentrional d'Edo, pel que l'autor potser volgué delimitar els límits geogràfics en què anava a moure's. El Gran Pont de Senju creuava el riu Arakawa al camí Ōshūkaidō, i havia sigut construït el 1594 per Tokugawa Ieyasu. Era habitual que els shōguns el passessin durant la seva peregrinació a Nikkō, on es trobava la tomba de Ieyasu, el fundador de la dinastia. A la imatge, la seva sòlida estructura –aquest pont havia sortejat nombroses catàstrofes naturals– creua de forma obliqua tota la part inferior de la làmina, transitat per diversos viatgers, un d'ells a cavall i altre portat en palanquí. Darrere del pont es troba un poblat de pescadors, i apareixen al riu nombroses barques i rais de transport de fusta, així com alguns velers que s'allunyen a l'horitzó. El fons és el quasi prototípic de Hiroshige, unes muntanyes envoltades de boira, amb la llum vermellosa del capvespre. | Aquesta és una de les primeres imatges de la sèrie, per la data marcada pel censor, i suposa el límit septentrional d'Edo, pel que l'autor potser volgué delimitar els límits geogràfics en què anava a moure's. El Gran Pont de Senju creuava el riu Arakawa al camí Ōshūkaidō, i havia sigut construït el 1594 per Tokugawa Ieyasu. Era habitual que els shōguns el passessin durant la seva peregrinació a Nikkō, on es trobava la tomba de Ieyasu, el fundador de la dinastia. A la imatge, la seva sòlida estructura –aquest pont havia sortejat nombroses catàstrofes naturals– creua de forma obliqua tota la part inferior de la làmina, transitat per diversos viatgers, un d'ells a cavall i altre portat en palanquí. Darrere del pont es troba un poblat de pescadors, i apareixen al riu nombroses barques i rais de transport de fusta, així com alguns velers que s'allunyen a l'horitzó. El fons és el quasi prototípic de Hiroshige, unes muntanyes envoltades de boira, amb la llum vermellosa del capvespre. | Aquesta és una de les primeres imatges de la sèrie, per la data marcada pel censor, i suposa el límit septentrional d'Edo, pel que l'autor potser volgué delimitar els límits geogràfics en què anava a moure's. El Gran Pont de Senju creuava el riu Arakawa al camí Ōshūkaidō, i havia sigut construït el 1594 per Tokugawa Ieyasu. Era habitual que els shōguns el passessin durant la seva peregrinació a Nikkō, on es trobava la tomba de Ieyasu, el fundador de la dinastia. A la imatge, la seva sòlida estructura –aquest pont havia sortejat nombroses catàstrofes naturals– creua de forma obliqua tota la part inferior de la làmina, transitat per diversos viatgers, un d'ells a cavall i altre portat en palanquí. Darrere del pont es troba un poblat de pescadors, i apareixen al riu nombroses barques i rais de transport de fusta, així com alguns velers que s'allunyen a l'horitzó. El fons és el quasi prototípic de Hiroshige, unes muntanyes envoltades de boira, amb la llum vermellosa del capvespre. | Aquesta és una de les primeres imatges de la sèrie, per la data marcada pel censor, i suposa el límit septentrional d'Edo, pel que l'autor potser volgué delimitar els límits geogràfics en què anava a moure's. El Gran Pont de Senju creuava el riu Arakawa al camí Ōshūkaidō, i havia sigut construït el 1594 per Tokugawa Ieyasu. Era habitual que els shōguns el passessin durant la seva peregrinació a Nikkō, on es trobava la tomba de Ieyasu, el fundador de la dinastia. A la imatge, la seva sòlida estructura –aquest pont havia sortejat nombroses catàstrofes naturals– creua de forma obliqua tota la part inferior de la làmina, transitat per diversos viatgers, un d'ells a cavall i altre portat en palanquí. Darrere del pont es troba un poblat de pescadors, i apareixen al riu nombroses barques i rais de transport de fusta, així com alguns velers que s'allunyen a l'horitzó. El fons és el quasi prototípic de Hiroshige, unes muntanyes envoltades de boira, amb la llum vermellosa del capvespre. | Aquesta és una de les primeres imatges de la sèrie, per la data marcada pel censor, i suposa el límit septentrional d'Edo, pel que l'autor potser volgué delimitar els límits geogràfics en què anava a moure's. El Gran Pont de Senju creuava el riu Arakawa al camí Ōshūkaidō, i havia sigut construït el 1594 per Tokugawa Ieyasu. Era habitual que els shōguns el passessin durant la seva peregrinació a Nikkō, on es trobava la tomba de Ieyasu, el fundador de la dinastia. A la imatge, la seva sòlida estructura –aquest pont havia sortejat nombroses catàstrofes naturals– creua de forma obliqua tota la part inferior de la làmina, transitat per diversos viatgers, un d'ells a cavall i altre portat en palanquí. Darrere del pont es troba un poblat de pescadors, i apareixen al riu nombroses barques i rais de transport de fusta, així com alguns velers que s'allunyen a l'horitzó. El fons és el quasi prototípic de Hiroshige, unes muntanyes envoltades de boira, amb la llum vermellosa del capvespre. | Aquesta és una de les primeres imatges de la sèrie, per la data marcada pel censor, i suposa el límit septentrional d'Edo, pel que l'autor potser volgué delimitar els límits geogràfics en què anava a moure's. El Gran Pont de Senju creuava el riu Arakawa al camí Ōshūkaidō, i havia sigut construït el 1594 per Tokugawa Ieyasu. Era habitual que els shōguns el passessin durant la seva peregrinació a Nikkō, on es trobava la tomba de Ieyasu, el fundador de la dinastia. A la imatge, la seva sòlida estructura –aquest pont havia sortejat nombroses catàstrofes naturals– creua de forma obliqua tota la part inferior de la làmina, transitat per diversos viatgers, un d'ells a cavall i altre portat en palanquí. Darrere del pont es troba un poblat de pescadors, i apareixen al riu nombroses barques i rais de transport de fusta, així com alguns velers que s'allunyen a l'horitzó. El fons és el quasi prototípic de Hiroshige, unes muntanyes envoltades de boira, amb la llum vermellosa del capvespre. |
| Prop del dic de Koumetsutsumi                                       | 104. Prop del dic de Koumetsutsumi (小梅堤, Koumetsutsumi) (2-1857)                                                                                    | 104. Prop del dic de Koumetsutsumi (小梅堤, Koumetsutsumi) (2-1857)                                                                                    | 104. Prop del dic de Koumetsutsumi (小梅堤, Koumetsutsumi) (2-1857)                                                                                    | El canal Yotsugi dōri – que apareixia a la làmina 33 – s'utilitzava per al transport, tot i que en aquesta imatge no apareix cap barca, i es mostra d'una forma quasi idíŀlica, creuat per diversos ponts. Aquest punt es trobava al costat oriental del riu Sumida, al nord del barri de Honjo, prop del petit poblat de Koume. El canal creua la imatge diagonalment, perdent-se en el fons després d'un brusc gir. La tonalitat més fosca del blau del centre denota la profunditat del canal. Al costat dret s'alcen uns alts verns (hannoki), als peus dels quals uns nois joguen amb uns gossos. Dues dames creuen el pont, vestides amb haoris d'hivern, mentre que a l'altre costat es veu un transitat carrer amb diversos establiments comercials. Al centre es pot apreciar un pescador solitari que introdueix la seva canya al riu. El fons està cobert d'una variada vegetació, mentre que al cel l'autor col·loca novament una bandada d'ocells per a trencar la monotonia de la part superior de la imatge. | El canal Yotsugi dōri – que apareixia a la làmina 33 – s'utilitzava per al transport, tot i que en aquesta imatge no apareix cap barca, i es mostra d'una forma quasi idíŀlica, creuat per diversos ponts. Aquest punt es trobava al costat oriental del riu Sumida, al nord del barri de Honjo, prop del petit poblat de Koume. El canal creua la imatge diagonalment, perdent-se en el fons després d'un brusc gir. La tonalitat més fosca del blau del centre denota la profunditat del canal. Al costat dret s'alcen uns alts verns (hannoki), als peus dels quals uns nois joguen amb uns gossos. Dues dames creuen el pont, vestides amb haoris d'hivern, mentre que a l'altre costat es veu un transitat carrer amb diversos establiments comercials. Al centre es pot apreciar un pescador solitari que introdueix la seva canya al riu. El fons està cobert d'una variada vegetació, mentre que al cel l'autor col·loca novament una bandada d'ocells per a trencar la monotonia de la part superior de la imatge. | El canal Yotsugi dōri – que apareixia a la làmina 33 – s'utilitzava per al transport, tot i que en aquesta imatge no apareix cap barca, i es mostra d'una forma quasi idíŀlica, creuat per diversos ponts. Aquest punt es trobava al costat oriental del riu Sumida, al nord del barri de Honjo, prop del petit poblat de Koume. El canal creua la imatge diagonalment, perdent-se en el fons després d'un brusc gir. La tonalitat més fosca del blau del centre denota la profunditat del canal. Al costat dret s'alcen uns alts verns (hannoki), als peus dels quals uns nois joguen amb uns gossos. Dues dames creuen el pont, vestides amb haoris d'hivern, mentre que a l'altre costat es veu un transitat carrer amb diversos establiments comercials. Al centre es pot apreciar un pescador solitari que introdueix la seva canya al riu. El fons està cobert d'una variada vegetació, mentre que al cel l'autor col·loca novament una bandada d'ocells per a trencar la monotonia de la part superior de la imatge. | El canal Yotsugi dōri – que apareixia a la làmina 33 – s'utilitzava per al transport, tot i que en aquesta imatge no apareix cap barca, i es mostra d'una forma quasi idíŀlica, creuat per diversos ponts. Aquest punt es trobava al costat oriental del riu Sumida, al nord del barri de Honjo, prop del petit poblat de Koume. El canal creua la imatge diagonalment, perdent-se en el fons després d'un brusc gir. La tonalitat més fosca del blau del centre denota la profunditat del canal. Al costat dret s'alcen uns alts verns (hannoki), als peus dels quals uns nois joguen amb uns gossos. Dues dames creuen el pont, vestides amb haoris d'hivern, mentre que a l'altre costat es veu un transitat carrer amb diversos establiments comercials. Al centre es pot apreciar un pescador solitari que introdueix la seva canya al riu. El fons està cobert d'una variada vegetació, mentre que al cel l'autor col·loca novament una bandada d'ocells per a trencar la monotonia de la part superior de la imatge. | El canal Yotsugi dōri – que apareixia a la làmina 33 – s'utilitzava per al transport, tot i que en aquesta imatge no apareix cap barca, i es mostra d'una forma quasi idíŀlica, creuat per diversos ponts. Aquest punt es trobava al costat oriental del riu Sumida, al nord del barri de Honjo, prop del petit poblat de Koume. El canal creua la imatge diagonalment, perdent-se en el fons després d'un brusc gir. La tonalitat més fosca del blau del centre denota la profunditat del canal. Al costat dret s'alcen uns alts verns (hannoki), als peus dels quals uns nois joguen amb uns gossos. Dues dames creuen el pont, vestides amb haoris d'hivern, mentre que a l'altre costat es veu un transitat carrer amb diversos establiments comercials. Al centre es pot apreciar un pescador solitari que introdueix la seva canya al riu. El fons està cobert d'una variada vegetació, mentre que al cel l'autor col·loca novament una bandada d'ocells per a trencar la monotonia de la part superior de la imatge. | El canal Yotsugi dōri – que apareixia a la làmina 33 – s'utilitzava per al transport, tot i que en aquesta imatge no apareix cap barca, i es mostra d'una forma quasi idíŀlica, creuat per diversos ponts. Aquest punt es trobava al costat oriental del riu Sumida, al nord del barri de Honjo, prop del petit poblat de Koume. El canal creua la imatge diagonalment, perdent-se en el fons després d'un brusc gir. La tonalitat més fosca del blau del centre denota la profunditat del canal. Al costat dret s'alcen uns alts verns (hannoki), als peus dels quals uns nois joguen amb uns gossos. Dues dames creuen el pont, vestides amb haoris d'hivern, mentre que a l'altre costat es veu un transitat carrer amb diversos establiments comercials. Al centre es pot apreciar un pescador solitari que introdueix la seva canya al riu. El fons està cobert d'una variada vegetació, mentre que al cel l'autor col·loca novament una bandada d'ocells per a trencar la monotonia de la part superior de la imatge. |
| Oumayagashi                                                         | 105. Oumayagashi (御厩河岸, Oumayagashi) (12-1857) | 105. Oumayagashi (御厩河岸, Oumayagashi) (12-1857) | 105. Oumayagashi (御厩河岸, Oumayagashi) (12-1857) | De nou una imatge nocturna, en consonància amb el tema representat: les dones de l'esquerra són les anomenades yotaka («falcons nocturns»), una de les formes més baixes de prostitució. Solien anar acompanyades del seu pare o un germà, i portaven una estora de palla per a poder oferir els seus serveis en qualsevol lloc. Sovint els seus rostres estaven desfigurats per alguna malaltia, pel que es posaven molt maquillatge, com es veu a la imatge, en què les seves cares quasi semblen màscares. El riu està representat amb un fort onatge, i diverses embarcacions més transiten per les seves aigües. El costat dret està ocupat per les branques dels arbres, i el fons de color gris presenta novament les vetes deixades per la fusta a la impressió. | De nou una imatge nocturna, en consonància amb el tema representat: les dones de l'esquerra són les anomenades yotaka («falcons nocturns»), una de les formes més baixes de prostitució. Solien anar acompanyades del seu pare o un germà, i portaven una estora de palla per a poder oferir els seus serveis en qualsevol lloc. Sovint els seus rostres estaven desfigurats per alguna malaltia, pel que es posaven molt maquillatge, com es veu a la imatge, en què les seves cares quasi semblen màscares. El riu està representat amb un fort onatge, i diverses embarcacions més transiten per les seves aigües. El costat dret està ocupat per les branques dels arbres, i el fons de color gris presenta novament les vetes deixades per la fusta a la impressió. | De nou una imatge nocturna, en consonància amb el tema representat: les dones de l'esquerra són les anomenades yotaka («falcons nocturns»), una de les formes més baixes de prostitució. Solien anar acompanyades del seu pare o un germà, i portaven una estora de palla per a poder oferir els seus serveis en qualsevol lloc. Sovint els seus rostres estaven desfigurats per alguna malaltia, pel que es posaven molt maquillatge, com es veu a la imatge, en què les seves cares quasi semblen màscares. El riu està representat amb un fort onatge, i diverses embarcacions més transiten per les seves aigües. El costat dret està ocupat per les branques dels arbres, i el fons de color gris presenta novament les vetes deixades per la fusta a la impressió. | De nou una imatge nocturna, en consonància amb el tema representat: les dones de l'esquerra són les anomenades yotaka («falcons nocturns»), una de les formes més baixes de prostitució. Solien anar acompanyades del seu pare o un germà, i portaven una estora de palla per a poder oferir els seus serveis en qualsevol lloc. Sovint els seus rostres estaven desfigurats per alguna malaltia, pel que es posaven molt maquillatge, com es veu a la imatge, en què les seves cares quasi semblen màscares. El riu està representat amb un fort onatge, i diverses embarcacions més transiten per les seves aigües. El costat dret està ocupat per les branques dels arbres, i el fons de color gris presenta novament les vetes deixades per la fusta a la impressió. | De nou una imatge nocturna, en consonància amb el tema representat: les dones de l'esquerra són les anomenades yotaka («falcons nocturns»), una de les formes més baixes de prostitució. Solien anar acompanyades del seu pare o un germà, i portaven una estora de palla per a poder oferir els seus serveis en qualsevol lloc. Sovint els seus rostres estaven desfigurats per alguna malaltia, pel que es posaven molt maquillatge, com es veu a la imatge, en què les seves cares quasi semblen màscares. El riu està representat amb un fort onatge, i diverses embarcacions més transiten per les seves aigües. El costat dret està ocupat per les branques dels arbres, i el fons de color gris presenta novament les vetes deixades per la fusta a la impressió. | De nou una imatge nocturna, en consonància amb el tema representat: les dones de l'esquerra són les anomenades yotaka («falcons nocturns»), una de les formes més baixes de prostitució. Solien anar acompanyades del seu pare o un germà, i portaven una estora de palla per a poder oferir els seus serveis en qualsevol lloc. Sovint els seus rostres estaven desfigurats per alguna malaltia, pel que es posaven molt maquillatge, com es veu a la imatge, en què les seves cares quasi semblen màscares. El riu està representat amb un fort onatge, i diverses embarcacions més transiten per les seves aigües. El costat dret està ocupat per les branques dels arbres, i el fons de color gris presenta novament les vetes deixades per la fusta a la impressió. |
| El magatzem de fusta de construcció a Fukagawa                      | 106. El magatzem de fusta de construcció a Fukagawa (深川木場, Fukagawa kiba) (8-1856)                                                                 | 106. El magatzem de fusta de construcció a Fukagawa (深川木場, Fukagawa kiba) (8-1856)                                                                 | 106. El magatzem de fusta de construcció a Fukagawa (深川木場, Fukagawa kiba) (8-1856)                                                                 | Aquesta estampa sorprèn pel paisatge completament cobert de neu, oferint una imatge de freda desolació, fet accentuat pel cel gris solcat de flocs i pel blau intens de l'aigua del riu, que li dona un aspecte glacial. Com és habitual, l'autor introdueix diversos elements anecdòtics, com dos pardals sobrevolant l'escena i dos gossos a l'angle inferior esquerre, així com un paraigües groc a la part inferior central, on es llegeix novament el signe sakana («peix») propi de l'editor, Sakanaya Eikichi. Els magatzems de fusta s'havien situat fora de la ciutat per evitar incendis, concretament a Fukagawa, a l'est del riu Sumida. A la imatge es veuen diverses bigues de fusta que travessen l'escena diagonalment, a dreta i esquerra, circumstància que junt al moviment zigzaguejant del riu atorguen a la imatge un aspecte dinàmic que contrasta amb la silenciosa immobilitat del paisatge nevat. | Aquesta estampa sorprèn pel paisatge completament cobert de neu, oferint una imatge de freda desolació, fet accentuat pel cel gris solcat de flocs i pel blau intens de l'aigua del riu, que li dona un aspecte glacial. Com és habitual, l'autor introdueix diversos elements anecdòtics, com dos pardals sobrevolant l'escena i dos gossos a l'angle inferior esquerre, així com un paraigües groc a la part inferior central, on es llegeix novament el signe sakana («peix») propi de l'editor, Sakanaya Eikichi. Els magatzems de fusta s'havien situat fora de la ciutat per evitar incendis, concretament a Fukagawa, a l'est del riu Sumida. A la imatge es veuen diverses bigues de fusta que travessen l'escena diagonalment, a dreta i esquerra, circumstància que junt al moviment zigzaguejant del riu atorguen a la imatge un aspecte dinàmic que contrasta amb la silenciosa immobilitat del paisatge nevat. | Aquesta estampa sorprèn pel paisatge completament cobert de neu, oferint una imatge de freda desolació, fet accentuat pel cel gris solcat de flocs i pel blau intens de l'aigua del riu, que li dona un aspecte glacial. Com és habitual, l'autor introdueix diversos elements anecdòtics, com dos pardals sobrevolant l'escena i dos gossos a l'angle inferior esquerre, així com un paraigües groc a la part inferior central, on es llegeix novament el signe sakana («peix») propi de l'editor, Sakanaya Eikichi. Els magatzems de fusta s'havien situat fora de la ciutat per evitar incendis, concretament a Fukagawa, a l'est del riu Sumida. A la imatge es veuen diverses bigues de fusta que travessen l'escena diagonalment, a dreta i esquerra, circumstància que junt al moviment zigzaguejant del riu atorguen a la imatge un aspecte dinàmic que contrasta amb la silenciosa immobilitat del paisatge nevat. | Aquesta estampa sorprèn pel paisatge completament cobert de neu, oferint una imatge de freda desolació, fet accentuat pel cel gris solcat de flocs i pel blau intens de l'aigua del riu, que li dona un aspecte glacial. Com és habitual, l'autor introdueix diversos elements anecdòtics, com dos pardals sobrevolant l'escena i dos gossos a l'angle inferior esquerre, així com un paraigües groc a la part inferior central, on es llegeix novament el signe sakana («peix») propi de l'editor, Sakanaya Eikichi. Els magatzems de fusta s'havien situat fora de la ciutat per evitar incendis, concretament a Fukagawa, a l'est del riu Sumida. A la imatge es veuen diverses bigues de fusta que travessen l'escena diagonalment, a dreta i esquerra, circumstància que junt al moviment zigzaguejant del riu atorguen a la imatge un aspecte dinàmic que contrasta amb la silenciosa immobilitat del paisatge nevat. | Aquesta estampa sorprèn pel paisatge completament cobert de neu, oferint una imatge de freda desolació, fet accentuat pel cel gris solcat de flocs i pel blau intens de l'aigua del riu, que li dona un aspecte glacial. Com és habitual, l'autor introdueix diversos elements anecdòtics, com dos pardals sobrevolant l'escena i dos gossos a l'angle inferior esquerre, així com un paraigües groc a la part inferior central, on es llegeix novament el signe sakana («peix») propi de l'editor, Sakanaya Eikichi. Els magatzems de fusta s'havien situat fora de la ciutat per evitar incendis, concretament a Fukagawa, a l'est del riu Sumida. A la imatge es veuen diverses bigues de fusta que travessen l'escena diagonalment, a dreta i esquerra, circumstància que junt al moviment zigzaguejant del riu atorguen a la imatge un aspecte dinàmic que contrasta amb la silenciosa immobilitat del paisatge nevat. | Aquesta estampa sorprèn pel paisatge completament cobert de neu, oferint una imatge de freda desolació, fet accentuat pel cel gris solcat de flocs i pel blau intens de l'aigua del riu, que li dona un aspecte glacial. Com és habitual, l'autor introdueix diversos elements anecdòtics, com dos pardals sobrevolant l'escena i dos gossos a l'angle inferior esquerre, així com un paraigües groc a la part inferior central, on es llegeix novament el signe sakana («peix») propi de l'editor, Sakanaya Eikichi. Els magatzems de fusta s'havien situat fora de la ciutat per evitar incendis, concretament a Fukagawa, a l'est del riu Sumida. A la imatge es veuen diverses bigues de fusta que travessen l'escena diagonalment, a dreta i esquerra, circumstància que junt al moviment zigzaguejant del riu atorguen a la imatge un aspecte dinàmic que contrasta amb la silenciosa immobilitat del paisatge nevat. |
| Fukagawa Susaki i Jūmantsubo                                        | 107. Fukagawa Susaki i Jūmantsubo (深川州崎十万坪, Fukagawa Susaki Jūmantsubo) (i5-1857)                                                               | 107. Fukagawa Susaki i Jūmantsubo (深川州崎十万坪, Fukagawa Susaki Jūmantsubo) (i5-1857)                                                               | 107. Fukagawa Susaki i Jūmantsubo (深川州崎十万坪, Fukagawa Susaki Jūmantsubo) (i5-1857)                                                               | Com a la làmina 102, la part superior de la imatge l'ocupa una au, en aquest cas un àguila, perfectament traçada en els seus diversos plomatges i la seva variada tonalitat de grisos, aconseguits amb impressió de mica, mentre que les ungles de l'urpa estan impreses amb cola animal (nikawa), que proporcionava sensació de lluentor. Sobrevola un camp nevat, solcat per un riu a la seva part inferior, destacant-se al fons la silueta del mont Tsukubasan. Fukagawa Susaki es trobava a l'est del riu Sumida, mentre que Jūmantsubo era una zona terraplenada el 1720 al nord-est de Susaki, pertanyent a un daimyō. El seu nom indica la mida de la finca: jūman tsubo, 100.000 tsubo (un tsubo és una unitat japonesa de mesura, igual a 3.306 m²; en aquest cas, 100.000 tsubo són 0,3 km²). Aquesta làmina fou una de les més exitoses de la sèrie, junt a la 58 i la 118. | Com a la làmina 102, la part superior de la imatge l'ocupa una au, en aquest cas un àguila, perfectament traçada en els seus diversos plomatges i la seva variada tonalitat de grisos, aconseguits amb impressió de mica, mentre que les ungles de l'urpa estan impreses amb cola animal (nikawa), que proporcionava sensació de lluentor. Sobrevola un camp nevat, solcat per un riu a la seva part inferior, destacant-se al fons la silueta del mont Tsukubasan. Fukagawa Susaki es trobava a l'est del riu Sumida, mentre que Jūmantsubo era una zona terraplenada el 1720 al nord-est de Susaki, pertanyent a un daimyō. El seu nom indica la mida de la finca: jūman tsubo, 100.000 tsubo (un tsubo és una unitat japonesa de mesura, igual a 3.306 m²; en aquest cas, 100.000 tsubo són 0,3 km²). Aquesta làmina fou una de les més exitoses de la sèrie, junt a la 58 i la 118. | Com a la làmina 102, la part superior de la imatge l'ocupa una au, en aquest cas un àguila, perfectament traçada en els seus diversos plomatges i la seva variada tonalitat de grisos, aconseguits amb impressió de mica, mentre que les ungles de l'urpa estan impreses amb cola animal (nikawa), que proporcionava sensació de lluentor. Sobrevola un camp nevat, solcat per un riu a la seva part inferior, destacant-se al fons la silueta del mont Tsukubasan. Fukagawa Susaki es trobava a l'est del riu Sumida, mentre que Jūmantsubo era una zona terraplenada el 1720 al nord-est de Susaki, pertanyent a un daimyō. El seu nom indica la mida de la finca: jūman tsubo, 100.000 tsubo (un tsubo és una unitat japonesa de mesura, igual a 3.306 m²; en aquest cas, 100.000 tsubo són 0,3 km²). Aquesta làmina fou una de les més exitoses de la sèrie, junt a la 58 i la 118. | Com a la làmina 102, la part superior de la imatge l'ocupa una au, en aquest cas un àguila, perfectament traçada en els seus diversos plomatges i la seva variada tonalitat de grisos, aconseguits amb impressió de mica, mentre que les ungles de l'urpa estan impreses amb cola animal (nikawa), que proporcionava sensació de lluentor. Sobrevola un camp nevat, solcat per un riu a la seva part inferior, destacant-se al fons la silueta del mont Tsukubasan. Fukagawa Susaki es trobava a l'est del riu Sumida, mentre que Jūmantsubo era una zona terraplenada el 1720 al nord-est de Susaki, pertanyent a un daimyō. El seu nom indica la mida de la finca: jūman tsubo, 100.000 tsubo (un tsubo és una unitat japonesa de mesura, igual a 3.306 m²; en aquest cas, 100.000 tsubo són 0,3 km²). Aquesta làmina fou una de les més exitoses de la sèrie, junt a la 58 i la 118. | Com a la làmina 102, la part superior de la imatge l'ocupa una au, en aquest cas un àguila, perfectament traçada en els seus diversos plomatges i la seva variada tonalitat de grisos, aconseguits amb impressió de mica, mentre que les ungles de l'urpa estan impreses amb cola animal (nikawa), que proporcionava sensació de lluentor. Sobrevola un camp nevat, solcat per un riu a la seva part inferior, destacant-se al fons la silueta del mont Tsukubasan. Fukagawa Susaki es trobava a l'est del riu Sumida, mentre que Jūmantsubo era una zona terraplenada el 1720 al nord-est de Susaki, pertanyent a un daimyō. El seu nom indica la mida de la finca: jūman tsubo, 100.000 tsubo (un tsubo és una unitat japonesa de mesura, igual a 3.306 m²; en aquest cas, 100.000 tsubo són 0,3 km²). Aquesta làmina fou una de les més exitoses de la sèrie, junt a la 58 i la 118. | Com a la làmina 102, la part superior de la imatge l'ocupa una au, en aquest cas un àguila, perfectament traçada en els seus diversos plomatges i la seva variada tonalitat de grisos, aconseguits amb impressió de mica, mentre que les ungles de l'urpa estan impreses amb cola animal (nikawa), que proporcionava sensació de lluentor. Sobrevola un camp nevat, solcat per un riu a la seva part inferior, destacant-se al fons la silueta del mont Tsukubasan. Fukagawa Susaki es trobava a l'est del riu Sumida, mentre que Jūmantsubo era una zona terraplenada el 1720 al nord-est de Susaki, pertanyent a un daimyō. El seu nom indica la mida de la finca: jūman tsubo, 100.000 tsubo (un tsubo és una unitat japonesa de mesura, igual a 3.306 m²; en aquest cas, 100.000 tsubo són 0,3 km²). Aquesta làmina fou una de les més exitoses de la sèrie, junt a la 58 i la 118. |
| El paisatge de la costa de Shibaura                                 | 108. El paisatge de la costa de Shibaura (芝うらの風景, Shibaura no fūkei) (2-1856)                                                                    | 108. El paisatge de la costa de Shibaura (芝うらの風景, Shibaura no fūkei) (2-1856)                                                                    | 108. El paisatge de la costa de Shibaura (芝うらの風景, Shibaura no fūkei) (2-1856)                                                                    | Aquesta imatge portuària presenta diversos elements que suggereixen profunditat: en primer lloc, apareixen dues bandades de gavines, una més propera a la part inferior, sobrevolant el mar en primer pla, i altra més llunyana en segon terme, creuant la línia de l'horitzó sobre el cel; altre element que denota perspectiva són les estructures de fusta en forma d'A que assenyalen un canal marítim, una en primer pla al costat esquerre de la imatge, i altra una mica més lluny, darrere seu; en darrer lloc, un conjunt de quatre barques que es van empetitint a la llunyania atorguen igualment sensació de profunditat. A l'horitzó, al costat esquerre, apareixen diversos terraplens daiba construïts com a defensa després de l'arribada dels Vaixells Negres estatunidencs. La península que s'introdueix a l'escena des del costat dret és la Vil·la Hama del shōgun, construïda en uns terrenys guanyats al mar. A la cartel·la groga de la cantonada inferior esquerra apareix el segell del gravador, Horisen (Hori Sennosuke), de forma inusual dins de la imatge, potser per ser una de les primeres estampes de la sèrie (en altres ocasions apareix al marge, com a les làmines 17, 28 i 83). | Aquesta imatge portuària presenta diversos elements que suggereixen profunditat: en primer lloc, apareixen dues bandades de gavines, una més propera a la part inferior, sobrevolant el mar en primer pla, i altra més llunyana en segon terme, creuant la línia de l'horitzó sobre el cel; altre element que denota perspectiva són les estructures de fusta en forma d'A que assenyalen un canal marítim, una en primer pla al costat esquerre de la imatge, i altra una mica més lluny, darrere seu; en darrer lloc, un conjunt de quatre barques que es van empetitint a la llunyania atorguen igualment sensació de profunditat. A l'horitzó, al costat esquerre, apareixen diversos terraplens daiba construïts com a defensa després de l'arribada dels Vaixells Negres estatunidencs. La península que s'introdueix a l'escena des del costat dret és la Vil·la Hama del shōgun, construïda en uns terrenys guanyats al mar. A la cartel·la groga de la cantonada inferior esquerra apareix el segell del gravador, Horisen (Hori Sennosuke), de forma inusual dins de la imatge, potser per ser una de les primeres estampes de la sèrie (en altres ocasions apareix al marge, com a les làmines 17, 28 i 83). | Aquesta imatge portuària presenta diversos elements que suggereixen profunditat: en primer lloc, apareixen dues bandades de gavines, una més propera a la part inferior, sobrevolant el mar en primer pla, i altra més llunyana en segon terme, creuant la línia de l'horitzó sobre el cel; altre element que denota perspectiva són les estructures de fusta en forma d'A que assenyalen un canal marítim, una en primer pla al costat esquerre de la imatge, i altra una mica més lluny, darrere seu; en darrer lloc, un conjunt de quatre barques que es van empetitint a la llunyania atorguen igualment sensació de profunditat. A l'horitzó, al costat esquerre, apareixen diversos terraplens daiba construïts com a defensa després de l'arribada dels Vaixells Negres estatunidencs. La península que s'introdueix a l'escena des del costat dret és la Vil·la Hama del shōgun, construïda en uns terrenys guanyats al mar. A la cartel·la groga de la cantonada inferior esquerra apareix el segell del gravador, Horisen (Hori Sennosuke), de forma inusual dins de la imatge, potser per ser una de les primeres estampes de la sèrie (en altres ocasions apareix al marge, com a les làmines 17, 28 i 83). | Aquesta imatge portuària presenta diversos elements que suggereixen profunditat: en primer lloc, apareixen dues bandades de gavines, una més propera a la part inferior, sobrevolant el mar en primer pla, i altra més llunyana en segon terme, creuant la línia de l'horitzó sobre el cel; altre element que denota perspectiva són les estructures de fusta en forma d'A que assenyalen un canal marítim, una en primer pla al costat esquerre de la imatge, i altra una mica més lluny, darrere seu; en darrer lloc, un conjunt de quatre barques que es van empetitint a la llunyania atorguen igualment sensació de profunditat. A l'horitzó, al costat esquerre, apareixen diversos terraplens daiba construïts com a defensa després de l'arribada dels Vaixells Negres estatunidencs. La península que s'introdueix a l'escena des del costat dret és la Vil·la Hama del shōgun, construïda en uns terrenys guanyats al mar. A la cartel·la groga de la cantonada inferior esquerra apareix el segell del gravador, Horisen (Hori Sennosuke), de forma inusual dins de la imatge, potser per ser una de les primeres estampes de la sèrie (en altres ocasions apareix al marge, com a les làmines 17, 28 i 83). | Aquesta imatge portuària presenta diversos elements que suggereixen profunditat: en primer lloc, apareixen dues bandades de gavines, una més propera a la part inferior, sobrevolant el mar en primer pla, i altra més llunyana en segon terme, creuant la línia de l'horitzó sobre el cel; altre element que denota perspectiva són les estructures de fusta en forma d'A que assenyalen un canal marítim, una en primer pla al costat esquerre de la imatge, i altra una mica més lluny, darrere seu; en darrer lloc, un conjunt de quatre barques que es van empetitint a la llunyania atorguen igualment sensació de profunditat. A l'horitzó, al costat esquerre, apareixen diversos terraplens daiba construïts com a defensa després de l'arribada dels Vaixells Negres estatunidencs. La península que s'introdueix a l'escena des del costat dret és la Vil·la Hama del shōgun, construïda en uns terrenys guanyats al mar. A la cartel·la groga de la cantonada inferior esquerra apareix el segell del gravador, Horisen (Hori Sennosuke), de forma inusual dins de la imatge, potser per ser una de les primeres estampes de la sèrie (en altres ocasions apareix al marge, com a les làmines 17, 28 i 83). | Aquesta imatge portuària presenta diversos elements que suggereixen profunditat: en primer lloc, apareixen dues bandades de gavines, una més propera a la part inferior, sobrevolant el mar en primer pla, i altra més llunyana en segon terme, creuant la línia de l'horitzó sobre el cel; altre element que denota perspectiva són les estructures de fusta en forma d'A que assenyalen un canal marítim, una en primer pla al costat esquerre de la imatge, i altra una mica més lluny, darrere seu; en darrer lloc, un conjunt de quatre barques que es van empetitint a la llunyania atorguen igualment sensació de profunditat. A l'horitzó, al costat esquerre, apareixen diversos terraplens daiba construïts com a defensa després de l'arribada dels Vaixells Negres estatunidencs. La península que s'introdueix a l'escena des del costat dret és la Vil·la Hama del shōgun, construïda en uns terrenys guanyats al mar. A la cartel·la groga de la cantonada inferior esquerra apareix el segell del gravador, Horisen (Hori Sennosuke), de forma inusual dins de la imatge, potser per ser una de les primeres estampes de la sèrie (en altres ocasions apareix al marge, com a les làmines 17, 28 i 83). |
| Minami Shinagawa i la costa prop de Samezu                          | 109. Minami Shinagawa i la costa prop de Samezu (南品川鮫洲海岸, Minami Shinagawa Samezu kaigan) (2-1857)                                              | 109. Minami Shinagawa i la costa prop de Samezu (南品川鮫洲海岸, Minami Shinagawa Samezu kaigan) (2-1857)                                              | 109. Minami Shinagawa i la costa prop de Samezu (南品川鮫洲海岸, Minami Shinagawa Samezu kaigan) (2-1857)                                              | Es mostra una elevada panoràmica de la badia d'Edo, a la zona coneguda com Shinagawa. En aquesta zona es conreaven unes excel·lents algues, que creixien en arbres i branques soterrats pels pescadors en aigües poc profundes a la tardor, i que es recollien a l'hivern per a convertir-les en nori, unes fines fulles d'alga que servien per a condiment o per a fer sushi. S'aprecien així a la part inferior diverses barques que recoŀlecten les algues aprofitant la marea baixa. Al fons de la badia es veu el sector de Samezu («banc de sorra de taurons»), on segons la llegenda un tauró arribà a la costa, trobant-se al seu interior una estàtua del bodhisattva Kannon, per a la que es construí el temple zen Kaianji al segle xiii, quina porta d'entrada es distingeix a l'esquerra de la població. Al fons apareix la doble silueta del mont Tsukubasan, que s'alça entre els núvols, sobrevolat per una bandada d'ocells. | Es mostra una elevada panoràmica de la badia d'Edo, a la zona coneguda com Shinagawa. En aquesta zona es conreaven unes excel·lents algues, que creixien en arbres i branques soterrats pels pescadors en aigües poc profundes a la tardor, i que es recollien a l'hivern per a convertir-les en nori, unes fines fulles d'alga que servien per a condiment o per a fer sushi. S'aprecien així a la part inferior diverses barques que recoŀlecten les algues aprofitant la marea baixa. Al fons de la badia es veu el sector de Samezu («banc de sorra de taurons»), on segons la llegenda un tauró arribà a la costa, trobant-se al seu interior una estàtua del bodhisattva Kannon, per a la que es construí el temple zen Kaianji al segle xiii, quina porta d'entrada es distingeix a l'esquerra de la població. Al fons apareix la doble silueta del mont Tsukubasan, que s'alça entre els núvols, sobrevolat per una bandada d'ocells. | Es mostra una elevada panoràmica de la badia d'Edo, a la zona coneguda com Shinagawa. En aquesta zona es conreaven unes excel·lents algues, que creixien en arbres i branques soterrats pels pescadors en aigües poc profundes a la tardor, i que es recollien a l'hivern per a convertir-les en nori, unes fines fulles d'alga que servien per a condiment o per a fer sushi. S'aprecien així a la part inferior diverses barques que recoŀlecten les algues aprofitant la marea baixa. Al fons de la badia es veu el sector de Samezu («banc de sorra de taurons»), on segons la llegenda un tauró arribà a la costa, trobant-se al seu interior una estàtua del bodhisattva Kannon, per a la que es construí el temple zen Kaianji al segle xiii, quina porta d'entrada es distingeix a l'esquerra de la població. Al fons apareix la doble silueta del mont Tsukubasan, que s'alça entre els núvols, sobrevolat per una bandada d'ocells. | Es mostra una elevada panoràmica de la badia d'Edo, a la zona coneguda com Shinagawa. En aquesta zona es conreaven unes excel·lents algues, que creixien en arbres i branques soterrats pels pescadors en aigües poc profundes a la tardor, i que es recollien a l'hivern per a convertir-les en nori, unes fines fulles d'alga que servien per a condiment o per a fer sushi. S'aprecien així a la part inferior diverses barques que recoŀlecten les algues aprofitant la marea baixa. Al fons de la badia es veu el sector de Samezu («banc de sorra de taurons»), on segons la llegenda un tauró arribà a la costa, trobant-se al seu interior una estàtua del bodhisattva Kannon, per a la que es construí el temple zen Kaianji al segle xiii, quina porta d'entrada es distingeix a l'esquerra de la població. Al fons apareix la doble silueta del mont Tsukubasan, que s'alça entre els núvols, sobrevolat per una bandada d'ocells. | Es mostra una elevada panoràmica de la badia d'Edo, a la zona coneguda com Shinagawa. En aquesta zona es conreaven unes excel·lents algues, que creixien en arbres i branques soterrats pels pescadors en aigües poc profundes a la tardor, i que es recollien a l'hivern per a convertir-les en nori, unes fines fulles d'alga que servien per a condiment o per a fer sushi. S'aprecien així a la part inferior diverses barques que recoŀlecten les algues aprofitant la marea baixa. Al fons de la badia es veu el sector de Samezu («banc de sorra de taurons»), on segons la llegenda un tauró arribà a la costa, trobant-se al seu interior una estàtua del bodhisattva Kannon, per a la que es construí el temple zen Kaianji al segle xiii, quina porta d'entrada es distingeix a l'esquerra de la població. Al fons apareix la doble silueta del mont Tsukubasan, que s'alça entre els núvols, sobrevolat per una bandada d'ocells. | Es mostra una elevada panoràmica de la badia d'Edo, a la zona coneguda com Shinagawa. En aquesta zona es conreaven unes excel·lents algues, que creixien en arbres i branques soterrats pels pescadors en aigües poc profundes a la tardor, i que es recollien a l'hivern per a convertir-les en nori, unes fines fulles d'alga que servien per a condiment o per a fer sushi. S'aprecien així a la part inferior diverses barques que recoŀlecten les algues aprofitant la marea baixa. Al fons de la badia es veu el sector de Samezu («banc de sorra de taurons»), on segons la llegenda un tauró arribà a la costa, trobant-se al seu interior una estàtua del bodhisattva Kannon, per a la que es construí el temple zen Kaianji al segle xiii, quina porta d'entrada es distingeix a l'esquerra de la població. Al fons apareix la doble silueta del mont Tsukubasan, que s'alça entre els núvols, sobrevolat per una bandada d'ocells. |
| El «pi per a penjar la capa del monjo» al llac Senzoku no ike       | 110. El «pi per a penjar la capa del monjo» al llac Senzoku no ike (千束の池袈裟懸松, Senzoku no ike Kesakakematsu) (2-1856)                           | 110. El «pi per a penjar la capa del monjo» al llac Senzoku no ike (千束の池袈裟懸松, Senzoku no ike Kesakakematsu) (2-1856)                           | 110. El «pi per a penjar la capa del monjo» al llac Senzoku no ike (千束の池袈裟懸松, Senzoku no ike Kesakakematsu) (2-1856)                           | El «pi per a penjar la capa del monjo» (Kesakakematsu) rebé aquest nom perquè en aquest lloc el monjo Nichiren feu un alto en el camí, penjant la seva capa en aquest famós arbre. Apareix en una llengua de terra que s'endinsa en el llac, a la part central del costat dret de la imatge, amb la seva retorçada forma i rodejat d'una tanca, al peu del qual s'agrupen diversos visitants. A la part inferior s'aprecia una caseta de menjars i begudes, al camí que bordejava el llac, per on circulen diversos viatgers. Al llac destaca la zona de color blau més fosc, que forma una mitja lluna, per on volen tres garses reials. A l'altre costat de la vora es pot veure entre l'espessor del bosc el santuari de Hachiman de Senzoku, i el fons muntanyós apareix com és habitual als paisatges de Hiroshige envoltat en la boira. El color vermell de l'horitzó suggereix l'hora vespertina. | El «pi per a penjar la capa del monjo» (Kesakakematsu) rebé aquest nom perquè en aquest lloc el monjo Nichiren feu un alto en el camí, penjant la seva capa en aquest famós arbre. Apareix en una llengua de terra que s'endinsa en el llac, a la part central del costat dret de la imatge, amb la seva retorçada forma i rodejat d'una tanca, al peu del qual s'agrupen diversos visitants. A la part inferior s'aprecia una caseta de menjars i begudes, al camí que bordejava el llac, per on circulen diversos viatgers. Al llac destaca la zona de color blau més fosc, que forma una mitja lluna, per on volen tres garses reials. A l'altre costat de la vora es pot veure entre l'espessor del bosc el santuari de Hachiman de Senzoku, i el fons muntanyós apareix com és habitual als paisatges de Hiroshige envoltat en la boira. El color vermell de l'horitzó suggereix l'hora vespertina. | El «pi per a penjar la capa del monjo» (Kesakakematsu) rebé aquest nom perquè en aquest lloc el monjo Nichiren feu un alto en el camí, penjant la seva capa en aquest famós arbre. Apareix en una llengua de terra que s'endinsa en el llac, a la part central del costat dret de la imatge, amb la seva retorçada forma i rodejat d'una tanca, al peu del qual s'agrupen diversos visitants. A la part inferior s'aprecia una caseta de menjars i begudes, al camí que bordejava el llac, per on circulen diversos viatgers. Al llac destaca la zona de color blau més fosc, que forma una mitja lluna, per on volen tres garses reials. A l'altre costat de la vora es pot veure entre l'espessor del bosc el santuari de Hachiman de Senzoku, i el fons muntanyós apareix com és habitual als paisatges de Hiroshige envoltat en la boira. El color vermell de l'horitzó suggereix l'hora vespertina. | El «pi per a penjar la capa del monjo» (Kesakakematsu) rebé aquest nom perquè en aquest lloc el monjo Nichiren feu un alto en el camí, penjant la seva capa en aquest famós arbre. Apareix en una llengua de terra que s'endinsa en el llac, a la part central del costat dret de la imatge, amb la seva retorçada forma i rodejat d'una tanca, al peu del qual s'agrupen diversos visitants. A la part inferior s'aprecia una caseta de menjars i begudes, al camí que bordejava el llac, per on circulen diversos viatgers. Al llac destaca la zona de color blau més fosc, que forma una mitja lluna, per on volen tres garses reials. A l'altre costat de la vora es pot veure entre l'espessor del bosc el santuari de Hachiman de Senzoku, i el fons muntanyós apareix com és habitual als paisatges de Hiroshige envoltat en la boira. El color vermell de l'horitzó suggereix l'hora vespertina. | El «pi per a penjar la capa del monjo» (Kesakakematsu) rebé aquest nom perquè en aquest lloc el monjo Nichiren feu un alto en el camí, penjant la seva capa en aquest famós arbre. Apareix en una llengua de terra que s'endinsa en el llac, a la part central del costat dret de la imatge, amb la seva retorçada forma i rodejat d'una tanca, al peu del qual s'agrupen diversos visitants. A la part inferior s'aprecia una caseta de menjars i begudes, al camí que bordejava el llac, per on circulen diversos viatgers. Al llac destaca la zona de color blau més fosc, que forma una mitja lluna, per on volen tres garses reials. A l'altre costat de la vora es pot veure entre l'espessor del bosc el santuari de Hachiman de Senzoku, i el fons muntanyós apareix com és habitual als paisatges de Hiroshige envoltat en la boira. El color vermell de l'horitzó suggereix l'hora vespertina. | El «pi per a penjar la capa del monjo» (Kesakakematsu) rebé aquest nom perquè en aquest lloc el monjo Nichiren feu un alto en el camí, penjant la seva capa en aquest famós arbre. Apareix en una llengua de terra que s'endinsa en el llac, a la part central del costat dret de la imatge, amb la seva retorçada forma i rodejat d'una tanca, al peu del qual s'agrupen diversos visitants. A la part inferior s'aprecia una caseta de menjars i begudes, al camí que bordejava el llac, per on circulen diversos viatgers. Al llac destaca la zona de color blau més fosc, que forma una mitja lluna, per on volen tres garses reials. A l'altre costat de la vora es pot veure entre l'espessor del bosc el santuari de Hachiman de Senzoku, i el fons muntanyós apareix com és habitual als paisatges de Hiroshige envoltat en la boira. El color vermell de l'horitzó suggereix l'hora vespertina. |
| El pont-tambor de Meguro i el «turó de la posta del sol»            | 111. El pont-tambor de Meguro i el «turó de la posta del sol» (目黒太鼓橋夕日の岡, Meguro Taikobashi Yūhi no oka) (4-1857)                             | 111. El pont-tambor de Meguro i el «turó de la posta del sol» (目黒太鼓橋夕日の岡, Meguro Taikobashi Yūhi no oka) (4-1857)                             | 111. El pont-tambor de Meguro i el «turó de la posta del sol» (目黒太鼓橋夕日の岡, Meguro Taikobashi Yūhi no oka) (4-1857)                             | En aquest nou paisatge nevat destaca el pont-tambor de Meguro, a la part inferior, un pont excepcional per ser de pedra i no de fusta. El taikobashi («pont tambor») era un tipus de pont d'influència xinesa, la forma semicircular del qual, en conjunció amb el seu reflex en l'aigua, atorgaven la forma d'un tambor, com es pogué veure a la làmina 65. Aquest camí portava a un famós temple de Meguro dedicat al rei del coneixement esotèric, Fudō Myōō. Abans de creuar el pont, a la cantonada inferior dreta, es veu el sostre de la casa de te Shōgatsuya, famosa per la seva sopa de mongetes dolces (shiruko mochi). Diversos viatgers s'afanyen pel pont entre la neu, cobrint-se amb paraigües o barrets, o amb una capa de palla el caminant a l'altre costat del pont. Al costat esquerre s'alça el coneguda com Yūhi no oka («turó de la posta del sol»), que oferia una formosa vista de la vall de Meguro. En l'aspecte cromàtic, el blanc de la neu contrasta amb el blau de Prússia del riu Megurogawa, mentre que el gris del cel està tacat de flocs de neu confeccionats senzillament deixant el paper en blanc. | En aquest nou paisatge nevat destaca el pont-tambor de Meguro, a la part inferior, un pont excepcional per ser de pedra i no de fusta. El taikobashi («pont tambor») era un tipus de pont d'influència xinesa, la forma semicircular del qual, en conjunció amb el seu reflex en l'aigua, atorgaven la forma d'un tambor, com es pogué veure a la làmina 65. Aquest camí portava a un famós temple de Meguro dedicat al rei del coneixement esotèric, Fudō Myōō. Abans de creuar el pont, a la cantonada inferior dreta, es veu el sostre de la casa de te Shōgatsuya, famosa per la seva sopa de mongetes dolces (shiruko mochi). Diversos viatgers s'afanyen pel pont entre la neu, cobrint-se amb paraigües o barrets, o amb una capa de palla el caminant a l'altre costat del pont. Al costat esquerre s'alça el coneguda com Yūhi no oka («turó de la posta del sol»), que oferia una formosa vista de la vall de Meguro. En l'aspecte cromàtic, el blanc de la neu contrasta amb el blau de Prússia del riu Megurogawa, mentre que el gris del cel està tacat de flocs de neu confeccionats senzillament deixant el paper en blanc. | En aquest nou paisatge nevat destaca el pont-tambor de Meguro, a la part inferior, un pont excepcional per ser de pedra i no de fusta. El taikobashi («pont tambor») era un tipus de pont d'influència xinesa, la forma semicircular del qual, en conjunció amb el seu reflex en l'aigua, atorgaven la forma d'un tambor, com es pogué veure a la làmina 65. Aquest camí portava a un famós temple de Meguro dedicat al rei del coneixement esotèric, Fudō Myōō. Abans de creuar el pont, a la cantonada inferior dreta, es veu el sostre de la casa de te Shōgatsuya, famosa per la seva sopa de mongetes dolces (shiruko mochi). Diversos viatgers s'afanyen pel pont entre la neu, cobrint-se amb paraigües o barrets, o amb una capa de palla el caminant a l'altre costat del pont. Al costat esquerre s'alça el coneguda com Yūhi no oka («turó de la posta del sol»), que oferia una formosa vista de la vall de Meguro. En l'aspecte cromàtic, el blanc de la neu contrasta amb el blau de Prússia del riu Megurogawa, mentre que el gris del cel està tacat de flocs de neu confeccionats senzillament deixant el paper en blanc. | En aquest nou paisatge nevat destaca el pont-tambor de Meguro, a la part inferior, un pont excepcional per ser de pedra i no de fusta. El taikobashi («pont tambor») era un tipus de pont d'influència xinesa, la forma semicircular del qual, en conjunció amb el seu reflex en l'aigua, atorgaven la forma d'un tambor, com es pogué veure a la làmina 65. Aquest camí portava a un famós temple de Meguro dedicat al rei del coneixement esotèric, Fudō Myōō. Abans de creuar el pont, a la cantonada inferior dreta, es veu el sostre de la casa de te Shōgatsuya, famosa per la seva sopa de mongetes dolces (shiruko mochi). Diversos viatgers s'afanyen pel pont entre la neu, cobrint-se amb paraigües o barrets, o amb una capa de palla el caminant a l'altre costat del pont. Al costat esquerre s'alça el coneguda com Yūhi no oka («turó de la posta del sol»), que oferia una formosa vista de la vall de Meguro. En l'aspecte cromàtic, el blanc de la neu contrasta amb el blau de Prússia del riu Megurogawa, mentre que el gris del cel està tacat de flocs de neu confeccionats senzillament deixant el paper en blanc. | En aquest nou paisatge nevat destaca el pont-tambor de Meguro, a la part inferior, un pont excepcional per ser de pedra i no de fusta. El taikobashi («pont tambor») era un tipus de pont d'influència xinesa, la forma semicircular del qual, en conjunció amb el seu reflex en l'aigua, atorgaven la forma d'un tambor, com es pogué veure a la làmina 65. Aquest camí portava a un famós temple de Meguro dedicat al rei del coneixement esotèric, Fudō Myōō. Abans de creuar el pont, a la cantonada inferior dreta, es veu el sostre de la casa de te Shōgatsuya, famosa per la seva sopa de mongetes dolces (shiruko mochi). Diversos viatgers s'afanyen pel pont entre la neu, cobrint-se amb paraigües o barrets, o amb una capa de palla el caminant a l'altre costat del pont. Al costat esquerre s'alça el coneguda com Yūhi no oka («turó de la posta del sol»), que oferia una formosa vista de la vall de Meguro. En l'aspecte cromàtic, el blanc de la neu contrasta amb el blau de Prússia del riu Megurogawa, mentre que el gris del cel està tacat de flocs de neu confeccionats senzillament deixant el paper en blanc. | En aquest nou paisatge nevat destaca el pont-tambor de Meguro, a la part inferior, un pont excepcional per ser de pedra i no de fusta. El taikobashi («pont tambor») era un tipus de pont d'influència xinesa, la forma semicircular del qual, en conjunció amb el seu reflex en l'aigua, atorgaven la forma d'un tambor, com es pogué veure a la làmina 65. Aquest camí portava a un famós temple de Meguro dedicat al rei del coneixement esotèric, Fudō Myōō. Abans de creuar el pont, a la cantonada inferior dreta, es veu el sostre de la casa de te Shōgatsuya, famosa per la seva sopa de mongetes dolces (shiruko mochi). Diversos viatgers s'afanyen pel pont entre la neu, cobrint-se amb paraigües o barrets, o amb una capa de palla el caminant a l'altre costat del pont. Al costat esquerre s'alça el coneguda com Yūhi no oka («turó de la posta del sol»), que oferia una formosa vista de la vall de Meguro. En l'aspecte cromàtic, el blanc de la neu contrasta amb el blau de Prússia del riu Megurogawa, mentre que el gris del cel està tacat de flocs de neu confeccionats senzillament deixant el paper en blanc. |
| Atagoshita i el carrer Yabukōji                                     | 112. Atagoshita i el carrer Yabukōji (愛宕下薮小路, Atagoshita Yabukōji) (12-1857)                                                                     | 112. Atagoshita i el carrer Yabukōji (愛宕下薮小路, Atagoshita Yabukōji) (12-1857)                                                                     | 112. Atagoshita i el carrer Yabukōji (愛宕下薮小路, Atagoshita Yabukōji) (12-1857)                                                                     | Una nova estampa hivernal on la protagonista és la neu, que cobreix tota l'escena. El barri d'Atagoshita («a sota de l'Atago») rebia el seu nom per estar situat a sota del mont Atago (Atagoyama), i contenia nombroses residències de senyors feudals (daimyō), com la del clan Katō de Minakuchi, que apareix al fons davant de la porta vermella del santuari d'Atagosha, o la del clan Hijikata de Komono (prefectura de Mie), que és el llarg edifici de l'esquerra. Del carrer Yabukōji, situat a la dreta del canal d'aigua que circula per l'angle inferior dret, tan sols es veu una alta canya de bambú (yabu), les branques del qual es torcen amb el pes de la neu, ocupant l'espai de la part dreta del cel, per on volen uns pardals. El bambú, com els pardals, eren símbol d'amistat i mansuetud, i presagiaven felicitat. En aquesta composició, el rigor del fred hivernal queda diluït pel contrast accentuat de colors, on junt al blau fosc del canal i el verd del bambú destaquen els tons vermells, blancs i blau clar del cel. | Una nova estampa hivernal on la protagonista és la neu, que cobreix tota l'escena. El barri d'Atagoshita («a sota de l'Atago») rebia el seu nom per estar situat a sota del mont Atago (Atagoyama), i contenia nombroses residències de senyors feudals (daimyō), com la del clan Katō de Minakuchi, que apareix al fons davant de la porta vermella del santuari d'Atagosha, o la del clan Hijikata de Komono (prefectura de Mie), que és el llarg edifici de l'esquerra. Del carrer Yabukōji, situat a la dreta del canal d'aigua que circula per l'angle inferior dret, tan sols es veu una alta canya de bambú (yabu), les branques del qual es torcen amb el pes de la neu, ocupant l'espai de la part dreta del cel, per on volen uns pardals. El bambú, com els pardals, eren símbol d'amistat i mansuetud, i presagiaven felicitat. En aquesta composició, el rigor del fred hivernal queda diluït pel contrast accentuat de colors, on junt al blau fosc del canal i el verd del bambú destaquen els tons vermells, blancs i blau clar del cel. | Una nova estampa hivernal on la protagonista és la neu, que cobreix tota l'escena. El barri d'Atagoshita («a sota de l'Atago») rebia el seu nom per estar situat a sota del mont Atago (Atagoyama), i contenia nombroses residències de senyors feudals (daimyō), com la del clan Katō de Minakuchi, que apareix al fons davant de la porta vermella del santuari d'Atagosha, o la del clan Hijikata de Komono (prefectura de Mie), que és el llarg edifici de l'esquerra. Del carrer Yabukōji, situat a la dreta del canal d'aigua que circula per l'angle inferior dret, tan sols es veu una alta canya de bambú (yabu), les branques del qual es torcen amb el pes de la neu, ocupant l'espai de la part dreta del cel, per on volen uns pardals. El bambú, com els pardals, eren símbol d'amistat i mansuetud, i presagiaven felicitat. En aquesta composició, el rigor del fred hivernal queda diluït pel contrast accentuat de colors, on junt al blau fosc del canal i el verd del bambú destaquen els tons vermells, blancs i blau clar del cel. | Una nova estampa hivernal on la protagonista és la neu, que cobreix tota l'escena. El barri d'Atagoshita («a sota de l'Atago») rebia el seu nom per estar situat a sota del mont Atago (Atagoyama), i contenia nombroses residències de senyors feudals (daimyō), com la del clan Katō de Minakuchi, que apareix al fons davant de la porta vermella del santuari d'Atagosha, o la del clan Hijikata de Komono (prefectura de Mie), que és el llarg edifici de l'esquerra. Del carrer Yabukōji, situat a la dreta del canal d'aigua que circula per l'angle inferior dret, tan sols es veu una alta canya de bambú (yabu), les branques del qual es torcen amb el pes de la neu, ocupant l'espai de la part dreta del cel, per on volen uns pardals. El bambú, com els pardals, eren símbol d'amistat i mansuetud, i presagiaven felicitat. En aquesta composició, el rigor del fred hivernal queda diluït pel contrast accentuat de colors, on junt al blau fosc del canal i el verd del bambú destaquen els tons vermells, blancs i blau clar del cel. | Una nova estampa hivernal on la protagonista és la neu, que cobreix tota l'escena. El barri d'Atagoshita («a sota de l'Atago») rebia el seu nom per estar situat a sota del mont Atago (Atagoyama), i contenia nombroses residències de senyors feudals (daimyō), com la del clan Katō de Minakuchi, que apareix al fons davant de la porta vermella del santuari d'Atagosha, o la del clan Hijikata de Komono (prefectura de Mie), que és el llarg edifici de l'esquerra. Del carrer Yabukōji, situat a la dreta del canal d'aigua que circula per l'angle inferior dret, tan sols es veu una alta canya de bambú (yabu), les branques del qual es torcen amb el pes de la neu, ocupant l'espai de la part dreta del cel, per on volen uns pardals. El bambú, com els pardals, eren símbol d'amistat i mansuetud, i presagiaven felicitat. En aquesta composició, el rigor del fred hivernal queda diluït pel contrast accentuat de colors, on junt al blau fosc del canal i el verd del bambú destaquen els tons vermells, blancs i blau clar del cel. | Una nova estampa hivernal on la protagonista és la neu, que cobreix tota l'escena. El barri d'Atagoshita («a sota de l'Atago») rebia el seu nom per estar situat a sota del mont Atago (Atagoyama), i contenia nombroses residències de senyors feudals (daimyō), com la del clan Katō de Minakuchi, que apareix al fons davant de la porta vermella del santuari d'Atagosha, o la del clan Hijikata de Komono (prefectura de Mie), que és el llarg edifici de l'esquerra. Del carrer Yabukōji, situat a la dreta del canal d'aigua que circula per l'angle inferior dret, tan sols es veu una alta canya de bambú (yabu), les branques del qual es torcen amb el pes de la neu, ocupant l'espai de la part dreta del cel, per on volen uns pardals. El bambú, com els pardals, eren símbol d'amistat i mansuetud, i presagiaven felicitat. En aquesta composició, el rigor del fred hivernal queda diluït pel contrast accentuat de colors, on junt al blau fosc del canal i el verd del bambú destaquen els tons vermells, blancs i blau clar del cel. |
| El pendent d'Aoizaka fora de la porta de Toranomon                  | 113. El pendent d'Aoizaka fora de la porta de Toranomon (虎の門外あふひ坂, Toranomon-soto Aoizaka) (11-1857)                                           | 113. El pendent d'Aoizaka fora de la porta de Toranomon (虎の門外あふひ坂, Toranomon-soto Aoizaka) (11-1857)                                           | 113. El pendent d'Aoizaka fora de la porta de Toranomon (虎の門外あふひ坂, Toranomon-soto Aoizaka) (11-1857)                                           | S'aprecia una nova estampa nocturna iŀluminada per la suau llum d'una mitja lluna inscrita entre un núvol de color gris fosc i una bandada d'ocells, en una composició en forma d'X. A l'horitzó, entre pins i lledoners (enoki), es veuen els edificis del santuari de Konpira, situat a la finca del daimyō Kyōgoku (de la ciutat de Marugame a l'illa de Shikoku), que s'obria al públic el dia 13 de cada mes. Al centre del costat dret de la imatge es veu un salt d'aigua del fossat exterior del palau, mentre que a l'esquerra s'alça el pendent d'Aoizaka, per on transiten diversos pelegrins amb fanals i dues cantines portàtils de mercaders ambulants: un porta la inscripció nihachi («dos per vuit»), oferint fideus de fajol per 16 mon; l'altre ven ōhira shippoku (pasta amb ou fregit, bolets, castanyes d'aigua o pastís de peix). A la part inferior se situen dos gats i, com principal element anecdòtic, dos aprenents d'artesà que realitzen exercicis ascètics al sortir de l'aigua després d'un bany purificador, vestits amb tapalls i portant unes llànties. | S'aprecia una nova estampa nocturna iŀluminada per la suau llum d'una mitja lluna inscrita entre un núvol de color gris fosc i una bandada d'ocells, en una composició en forma d'X. A l'horitzó, entre pins i lledoners (enoki), es veuen els edificis del santuari de Konpira, situat a la finca del daimyō Kyōgoku (de la ciutat de Marugame a l'illa de Shikoku), que s'obria al públic el dia 13 de cada mes. Al centre del costat dret de la imatge es veu un salt d'aigua del fossat exterior del palau, mentre que a l'esquerra s'alça el pendent d'Aoizaka, per on transiten diversos pelegrins amb fanals i dues cantines portàtils de mercaders ambulants: un porta la inscripció nihachi («dos per vuit»), oferint fideus de fajol per 16 mon; l'altre ven ōhira shippoku (pasta amb ou fregit, bolets, castanyes d'aigua o pastís de peix). A la part inferior se situen dos gats i, com principal element anecdòtic, dos aprenents d'artesà que realitzen exercicis ascètics al sortir de l'aigua després d'un bany purificador, vestits amb tapalls i portant unes llànties. | S'aprecia una nova estampa nocturna iŀluminada per la suau llum d'una mitja lluna inscrita entre un núvol de color gris fosc i una bandada d'ocells, en una composició en forma d'X. A l'horitzó, entre pins i lledoners (enoki), es veuen els edificis del santuari de Konpira, situat a la finca del daimyō Kyōgoku (de la ciutat de Marugame a l'illa de Shikoku), que s'obria al públic el dia 13 de cada mes. Al centre del costat dret de la imatge es veu un salt d'aigua del fossat exterior del palau, mentre que a l'esquerra s'alça el pendent d'Aoizaka, per on transiten diversos pelegrins amb fanals i dues cantines portàtils de mercaders ambulants: un porta la inscripció nihachi («dos per vuit»), oferint fideus de fajol per 16 mon; l'altre ven ōhira shippoku (pasta amb ou fregit, bolets, castanyes d'aigua o pastís de peix). A la part inferior se situen dos gats i, com principal element anecdòtic, dos aprenents d'artesà que realitzen exercicis ascètics al sortir de l'aigua després d'un bany purificador, vestits amb tapalls i portant unes llànties. | S'aprecia una nova estampa nocturna iŀluminada per la suau llum d'una mitja lluna inscrita entre un núvol de color gris fosc i una bandada d'ocells, en una composició en forma d'X. A l'horitzó, entre pins i lledoners (enoki), es veuen els edificis del santuari de Konpira, situat a la finca del daimyō Kyōgoku (de la ciutat de Marugame a l'illa de Shikoku), que s'obria al públic el dia 13 de cada mes. Al centre del costat dret de la imatge es veu un salt d'aigua del fossat exterior del palau, mentre que a l'esquerra s'alça el pendent d'Aoizaka, per on transiten diversos pelegrins amb fanals i dues cantines portàtils de mercaders ambulants: un porta la inscripció nihachi («dos per vuit»), oferint fideus de fajol per 16 mon; l'altre ven ōhira shippoku (pasta amb ou fregit, bolets, castanyes d'aigua o pastís de peix). A la part inferior se situen dos gats i, com principal element anecdòtic, dos aprenents d'artesà que realitzen exercicis ascètics al sortir de l'aigua després d'un bany purificador, vestits amb tapalls i portant unes llànties. | S'aprecia una nova estampa nocturna iŀluminada per la suau llum d'una mitja lluna inscrita entre un núvol de color gris fosc i una bandada d'ocells, en una composició en forma d'X. A l'horitzó, entre pins i lledoners (enoki), es veuen els edificis del santuari de Konpira, situat a la finca del daimyō Kyōgoku (de la ciutat de Marugame a l'illa de Shikoku), que s'obria al públic el dia 13 de cada mes. Al centre del costat dret de la imatge es veu un salt d'aigua del fossat exterior del palau, mentre que a l'esquerra s'alça el pendent d'Aoizaka, per on transiten diversos pelegrins amb fanals i dues cantines portàtils de mercaders ambulants: un porta la inscripció nihachi («dos per vuit»), oferint fideus de fajol per 16 mon; l'altre ven ōhira shippoku (pasta amb ou fregit, bolets, castanyes d'aigua o pastís de peix). A la part inferior se situen dos gats i, com principal element anecdòtic, dos aprenents d'artesà que realitzen exercicis ascètics al sortir de l'aigua després d'un bany purificador, vestits amb tapalls i portant unes llànties. | S'aprecia una nova estampa nocturna iŀluminada per la suau llum d'una mitja lluna inscrita entre un núvol de color gris fosc i una bandada d'ocells, en una composició en forma d'X. A l'horitzó, entre pins i lledoners (enoki), es veuen els edificis del santuari de Konpira, situat a la finca del daimyō Kyōgoku (de la ciutat de Marugame a l'illa de Shikoku), que s'obria al públic el dia 13 de cada mes. Al centre del costat dret de la imatge es veu un salt d'aigua del fossat exterior del palau, mentre que a l'esquerra s'alça el pendent d'Aoizaka, per on transiten diversos pelegrins amb fanals i dues cantines portàtils de mercaders ambulants: un porta la inscripció nihachi («dos per vuit»), oferint fideus de fajol per 16 mon; l'altre ven ōhira shippoku (pasta amb ou fregit, bolets, castanyes d'aigua o pastís de peix). A la part inferior se situen dos gats i, com principal element anecdòtic, dos aprenents d'artesà que realitzen exercicis ascètics al sortir de l'aigua després d'un bany purificador, vestits amb tapalls i portant unes llànties. |
| El pont Bikunihashi sota la neu                                     | 114. El pont Bikunihashi sota la neu (びくにはし雪中, Bikunihashi setchū) (11-1857)                                                                    | 114. El pont Bikunihashi sota la neu (びくにはし雪中, Bikunihashi setchū) (11-1857)                                                                    | 114. El pont Bikunihashi sota la neu (びくにはし雪中, Bikunihashi setchū) (11-1857)                                                                    | En un cel nocturn i nevós on s'aprecien clarament a la part central les vetes de la fusta, s'estén un paisatge cobert de neu, amb un cartell en primer pla al marge esquerre que ofereix yama kujira («balenes de les muntanyes»), un eufemisme que indicava carn d'animals salvatges, el consum dels quals estava prohibit pel budisme, tot i que se solia fer l'ull grossa. El pont Bikunihashi es trobava pròxim al fossat exterior del Palau del Shōgun, el mur fortificat del qual es veu a la dreta, i la seva zona circumdant estava plena de bordells i locals de menjar barat. El terme bikuni designava una monja itinerant, encara que també aŀludia a les prostitutes que es disfressaven de monja per a exercir el seu ofici fora dels llocs permesos. Dels locals de menjar, a més del de l'esquerra, apareixen a la dreta diversos cistells de patates, que es venien com yakiimo, patates dolces rostides que es venien al carrer; la inscripció al·ludeix al fet que les patates (imo) es rostien senceres, i sabien millor que les castanyes. També es veu la figura d'un venedor ambulant que creua el pont. Aquesta estampa es creu realitzada per Hiroshige II (igual que la 12, 41 i 119). | En un cel nocturn i nevós on s'aprecien clarament a la part central les vetes de la fusta, s'estén un paisatge cobert de neu, amb un cartell en primer pla al marge esquerre que ofereix yama kujira («balenes de les muntanyes»), un eufemisme que indicava carn d'animals salvatges, el consum dels quals estava prohibit pel budisme, tot i que se solia fer l'ull grossa. El pont Bikunihashi es trobava pròxim al fossat exterior del Palau del Shōgun, el mur fortificat del qual es veu a la dreta, i la seva zona circumdant estava plena de bordells i locals de menjar barat. El terme bikuni designava una monja itinerant, encara que també aŀludia a les prostitutes que es disfressaven de monja per a exercir el seu ofici fora dels llocs permesos. Dels locals de menjar, a més del de l'esquerra, apareixen a la dreta diversos cistells de patates, que es venien com yakiimo, patates dolces rostides que es venien al carrer; la inscripció al·ludeix al fet que les patates (imo) es rostien senceres, i sabien millor que les castanyes. També es veu la figura d'un venedor ambulant que creua el pont. Aquesta estampa es creu realitzada per Hiroshige II (igual que la 12, 41 i 119). | En un cel nocturn i nevós on s'aprecien clarament a la part central les vetes de la fusta, s'estén un paisatge cobert de neu, amb un cartell en primer pla al marge esquerre que ofereix yama kujira («balenes de les muntanyes»), un eufemisme que indicava carn d'animals salvatges, el consum dels quals estava prohibit pel budisme, tot i que se solia fer l'ull grossa. El pont Bikunihashi es trobava pròxim al fossat exterior del Palau del Shōgun, el mur fortificat del qual es veu a la dreta, i la seva zona circumdant estava plena de bordells i locals de menjar barat. El terme bikuni designava una monja itinerant, encara que també aŀludia a les prostitutes que es disfressaven de monja per a exercir el seu ofici fora dels llocs permesos. Dels locals de menjar, a més del de l'esquerra, apareixen a la dreta diversos cistells de patates, que es venien com yakiimo, patates dolces rostides que es venien al carrer; la inscripció al·ludeix al fet que les patates (imo) es rostien senceres, i sabien millor que les castanyes. També es veu la figura d'un venedor ambulant que creua el pont. Aquesta estampa es creu realitzada per Hiroshige II (igual que la 12, 41 i 119). | En un cel nocturn i nevós on s'aprecien clarament a la part central les vetes de la fusta, s'estén un paisatge cobert de neu, amb un cartell en primer pla al marge esquerre que ofereix yama kujira («balenes de les muntanyes»), un eufemisme que indicava carn d'animals salvatges, el consum dels quals estava prohibit pel budisme, tot i que se solia fer l'ull grossa. El pont Bikunihashi es trobava pròxim al fossat exterior del Palau del Shōgun, el mur fortificat del qual es veu a la dreta, i la seva zona circumdant estava plena de bordells i locals de menjar barat. El terme bikuni designava una monja itinerant, encara que també aŀludia a les prostitutes que es disfressaven de monja per a exercir el seu ofici fora dels llocs permesos. Dels locals de menjar, a més del de l'esquerra, apareixen a la dreta diversos cistells de patates, que es venien com yakiimo, patates dolces rostides que es venien al carrer; la inscripció al·ludeix al fet que les patates (imo) es rostien senceres, i sabien millor que les castanyes. També es veu la figura d'un venedor ambulant que creua el pont. Aquesta estampa es creu realitzada per Hiroshige II (igual que la 12, 41 i 119). | En un cel nocturn i nevós on s'aprecien clarament a la part central les vetes de la fusta, s'estén un paisatge cobert de neu, amb un cartell en primer pla al marge esquerre que ofereix yama kujira («balenes de les muntanyes»), un eufemisme que indicava carn d'animals salvatges, el consum dels quals estava prohibit pel budisme, tot i que se solia fer l'ull grossa. El pont Bikunihashi es trobava pròxim al fossat exterior del Palau del Shōgun, el mur fortificat del qual es veu a la dreta, i la seva zona circumdant estava plena de bordells i locals de menjar barat. El terme bikuni designava una monja itinerant, encara que també aŀludia a les prostitutes que es disfressaven de monja per a exercir el seu ofici fora dels llocs permesos. Dels locals de menjar, a més del de l'esquerra, apareixen a la dreta diversos cistells de patates, que es venien com yakiimo, patates dolces rostides que es venien al carrer; la inscripció al·ludeix al fet que les patates (imo) es rostien senceres, i sabien millor que les castanyes. També es veu la figura d'un venedor ambulant que creua el pont. Aquesta estampa es creu realitzada per Hiroshige II (igual que la 12, 41 i 119). | En un cel nocturn i nevós on s'aprecien clarament a la part central les vetes de la fusta, s'estén un paisatge cobert de neu, amb un cartell en primer pla al marge esquerre que ofereix yama kujira («balenes de les muntanyes»), un eufemisme que indicava carn d'animals salvatges, el consum dels quals estava prohibit pel budisme, tot i que se solia fer l'ull grossa. El pont Bikunihashi es trobava pròxim al fossat exterior del Palau del Shōgun, el mur fortificat del qual es veu a la dreta, i la seva zona circumdant estava plena de bordells i locals de menjar barat. El terme bikuni designava una monja itinerant, encara que també aŀludia a les prostitutes que es disfressaven de monja per a exercir el seu ofici fora dels llocs permesos. Dels locals de menjar, a més del de l'esquerra, apareixen a la dreta diversos cistells de patates, que es venien com yakiimo, patates dolces rostides que es venien al carrer; la inscripció al·ludeix al fet que les patates (imo) es rostien senceres, i sabien millor que les castanyes. També es veu la figura d'un venedor ambulant que creua el pont. Aquesta estampa es creu realitzada per Hiroshige II (igual que la 12, 41 i 119). |
| El picador de Takata no baba                                        | 115. El picador de Takata no baba (高田の馬場, Takata no baba) (2-1857)                                                                                | 115. El picador de Takata no baba (高田の馬場, Takata no baba) (2-1857)                                                                                | 115. El picador de Takata no baba (高田の馬場, Takata no baba) (2-1857)                                                                                | El picador de Takata no baba es trobava al nord-oest d'Edo, fundat el 1636 com camp d'equitació i tir amb arc per a la noblesa. El marge esquerre l'ocupa un pi, darrere el qual apareix entretallada una diana de cuir blanc, subjecta amb cordes a uns taulons i amb diverses sagetes al terra. La diana està realitzada amb la tècnica d'impressió en sec nunomezuri, i és una nova mostra de l'originalitat compositiva de l'autor, sempre a la recerca de perspectives insòlites per astorar a l'espectador. Més al fons es veuen diversos genets muntant a cavall, mentre que alguns tiradors proven la seva punteria amb l'arc. A la distància es veu una mica desdibuixat el mont Fuji. El contrast entre la natura i una activitat humana aconseguida amb destresa capta de forma harmoniosa les virtuts del samurai propugnades pel confucianisme, quines aptituds depenien per igual de les seves habilitats innates i de la seva perícia conreada amb la pràctica. | El picador de Takata no baba es trobava al nord-oest d'Edo, fundat el 1636 com camp d'equitació i tir amb arc per a la noblesa. El marge esquerre l'ocupa un pi, darrere el qual apareix entretallada una diana de cuir blanc, subjecta amb cordes a uns taulons i amb diverses sagetes al terra. La diana està realitzada amb la tècnica d'impressió en sec nunomezuri, i és una nova mostra de l'originalitat compositiva de l'autor, sempre a la recerca de perspectives insòlites per astorar a l'espectador. Més al fons es veuen diversos genets muntant a cavall, mentre que alguns tiradors proven la seva punteria amb l'arc. A la distància es veu una mica desdibuixat el mont Fuji. El contrast entre la natura i una activitat humana aconseguida amb destresa capta de forma harmoniosa les virtuts del samurai propugnades pel confucianisme, quines aptituds depenien per igual de les seves habilitats innates i de la seva perícia conreada amb la pràctica. | El picador de Takata no baba es trobava al nord-oest d'Edo, fundat el 1636 com camp d'equitació i tir amb arc per a la noblesa. El marge esquerre l'ocupa un pi, darrere el qual apareix entretallada una diana de cuir blanc, subjecta amb cordes a uns taulons i amb diverses sagetes al terra. La diana està realitzada amb la tècnica d'impressió en sec nunomezuri, i és una nova mostra de l'originalitat compositiva de l'autor, sempre a la recerca de perspectives insòlites per astorar a l'espectador. Més al fons es veuen diversos genets muntant a cavall, mentre que alguns tiradors proven la seva punteria amb l'arc. A la distància es veu una mica desdibuixat el mont Fuji. El contrast entre la natura i una activitat humana aconseguida amb destresa capta de forma harmoniosa les virtuts del samurai propugnades pel confucianisme, quines aptituds depenien per igual de les seves habilitats innates i de la seva perícia conreada amb la pràctica. | El picador de Takata no baba es trobava al nord-oest d'Edo, fundat el 1636 com camp d'equitació i tir amb arc per a la noblesa. El marge esquerre l'ocupa un pi, darrere el qual apareix entretallada una diana de cuir blanc, subjecta amb cordes a uns taulons i amb diverses sagetes al terra. La diana està realitzada amb la tècnica d'impressió en sec nunomezuri, i és una nova mostra de l'originalitat compositiva de l'autor, sempre a la recerca de perspectives insòlites per astorar a l'espectador. Més al fons es veuen diversos genets muntant a cavall, mentre que alguns tiradors proven la seva punteria amb l'arc. A la distància es veu una mica desdibuixat el mont Fuji. El contrast entre la natura i una activitat humana aconseguida amb destresa capta de forma harmoniosa les virtuts del samurai propugnades pel confucianisme, quines aptituds depenien per igual de les seves habilitats innates i de la seva perícia conreada amb la pràctica. | El picador de Takata no baba es trobava al nord-oest d'Edo, fundat el 1636 com camp d'equitació i tir amb arc per a la noblesa. El marge esquerre l'ocupa un pi, darrere el qual apareix entretallada una diana de cuir blanc, subjecta amb cordes a uns taulons i amb diverses sagetes al terra. La diana està realitzada amb la tècnica d'impressió en sec nunomezuri, i és una nova mostra de l'originalitat compositiva de l'autor, sempre a la recerca de perspectives insòlites per astorar a l'espectador. Més al fons es veuen diversos genets muntant a cavall, mentre que alguns tiradors proven la seva punteria amb l'arc. A la distància es veu una mica desdibuixat el mont Fuji. El contrast entre la natura i una activitat humana aconseguida amb destresa capta de forma harmoniosa les virtuts del samurai propugnades pel confucianisme, quines aptituds depenien per igual de les seves habilitats innates i de la seva perícia conreada amb la pràctica. | El picador de Takata no baba es trobava al nord-oest d'Edo, fundat el 1636 com camp d'equitació i tir amb arc per a la noblesa. El marge esquerre l'ocupa un pi, darrere el qual apareix entretallada una diana de cuir blanc, subjecta amb cordes a uns taulons i amb diverses sagetes al terra. La diana està realitzada amb la tècnica d'impressió en sec nunomezuri, i és una nova mostra de l'originalitat compositiva de l'autor, sempre a la recerca de perspectives insòlites per astorar a l'espectador. Més al fons es veuen diversos genets muntant a cavall, mentre que alguns tiradors proven la seva punteria amb l'arc. A la distància es veu una mica desdibuixat el mont Fuji. El contrast entre la natura i una activitat humana aconseguida amb destresa capta de forma harmoniosa les virtuts del samurai propugnades pel confucianisme, quines aptituds depenien per igual de les seves habilitats innates i de la seva perícia conreada amb la pràctica. |
| Els ponts Sugatami i Omokage i Jariba prop de Takata                | 116. Els ponts Sugatami i Omokage i Jariba prop de Takata (高田姿見のはし俤の橋砂利場, Takata Sugatami no hashi Omokage no hashi Jariba) (1-1857)      | 116. Els ponts Sugatami i Omokage i Jariba prop de Takata (高田姿見のはし俤の橋砂利場, Takata Sugatami no hashi Omokage no hashi Jariba) (1-1857)      | 116. Els ponts Sugatami i Omokage i Jariba prop de Takata (高田姿見のはし俤の橋砂利場, Takata Sugatami no hashi Omokage no hashi Jariba) (1-1857)      | En una zona pròxima al picador de la làmina anterior es mostren els camps d'arròs de Hikawa, coberts de rostolls de color groc. Per darrere d'aquest camp es veu a la dreta el santuari de Hikawa, al que s'accedia pel pont de Sugatami. A la part inferior destaca en primer pla el pont Omokage, que descriu una pronunciada corba sobre l'aqüeducte de Kanda. Era un pont de planxes de fusta cobert amb una capa de terra i molsa, amb el que s'integrava harmònicament al paisatge. Recentment havia passat per aquí el shōgun Tokugawa Iesada de tornada d'una excursió a Ōji, amb el que aquesta estampa evidencia un cop més l'interès quasi periodístic que artista i editor impregnaren a aquesta sèrie. El fons està novament cobert d'una boira vermellosa i violeta que, junt al taronja de l'horitzó, atorguen a aquesta estampa un variat cromatisme. | En una zona pròxima al picador de la làmina anterior es mostren els camps d'arròs de Hikawa, coberts de rostolls de color groc. Per darrere d'aquest camp es veu a la dreta el santuari de Hikawa, al que s'accedia pel pont de Sugatami. A la part inferior destaca en primer pla el pont Omokage, que descriu una pronunciada corba sobre l'aqüeducte de Kanda. Era un pont de planxes de fusta cobert amb una capa de terra i molsa, amb el que s'integrava harmònicament al paisatge. Recentment havia passat per aquí el shōgun Tokugawa Iesada de tornada d'una excursió a Ōji, amb el que aquesta estampa evidencia un cop més l'interès quasi periodístic que artista i editor impregnaren a aquesta sèrie. El fons està novament cobert d'una boira vermellosa i violeta que, junt al taronja de l'horitzó, atorguen a aquesta estampa un variat cromatisme. | En una zona pròxima al picador de la làmina anterior es mostren els camps d'arròs de Hikawa, coberts de rostolls de color groc. Per darrere d'aquest camp es veu a la dreta el santuari de Hikawa, al que s'accedia pel pont de Sugatami. A la part inferior destaca en primer pla el pont Omokage, que descriu una pronunciada corba sobre l'aqüeducte de Kanda. Era un pont de planxes de fusta cobert amb una capa de terra i molsa, amb el que s'integrava harmònicament al paisatge. Recentment havia passat per aquí el shōgun Tokugawa Iesada de tornada d'una excursió a Ōji, amb el que aquesta estampa evidencia un cop més l'interès quasi periodístic que artista i editor impregnaren a aquesta sèrie. El fons està novament cobert d'una boira vermellosa i violeta que, junt al taronja de l'horitzó, atorguen a aquesta estampa un variat cromatisme. | En una zona pròxima al picador de la làmina anterior es mostren els camps d'arròs de Hikawa, coberts de rostolls de color groc. Per darrere d'aquest camp es veu a la dreta el santuari de Hikawa, al que s'accedia pel pont de Sugatami. A la part inferior destaca en primer pla el pont Omokage, que descriu una pronunciada corba sobre l'aqüeducte de Kanda. Era un pont de planxes de fusta cobert amb una capa de terra i molsa, amb el que s'integrava harmònicament al paisatge. Recentment havia passat per aquí el shōgun Tokugawa Iesada de tornada d'una excursió a Ōji, amb el que aquesta estampa evidencia un cop més l'interès quasi periodístic que artista i editor impregnaren a aquesta sèrie. El fons està novament cobert d'una boira vermellosa i violeta que, junt al taronja de l'horitzó, atorguen a aquesta estampa un variat cromatisme. | En una zona pròxima al picador de la làmina anterior es mostren els camps d'arròs de Hikawa, coberts de rostolls de color groc. Per darrere d'aquest camp es veu a la dreta el santuari de Hikawa, al que s'accedia pel pont de Sugatami. A la part inferior destaca en primer pla el pont Omokage, que descriu una pronunciada corba sobre l'aqüeducte de Kanda. Era un pont de planxes de fusta cobert amb una capa de terra i molsa, amb el que s'integrava harmònicament al paisatge. Recentment havia passat per aquí el shōgun Tokugawa Iesada de tornada d'una excursió a Ōji, amb el que aquesta estampa evidencia un cop més l'interès quasi periodístic que artista i editor impregnaren a aquesta sèrie. El fons està novament cobert d'una boira vermellosa i violeta que, junt al taronja de l'horitzó, atorguen a aquesta estampa un variat cromatisme. | En una zona pròxima al picador de la làmina anterior es mostren els camps d'arròs de Hikawa, coberts de rostolls de color groc. Per darrere d'aquest camp es veu a la dreta el santuari de Hikawa, al que s'accedia pel pont de Sugatami. A la part inferior destaca en primer pla el pont Omokage, que descriu una pronunciada corba sobre l'aqüeducte de Kanda. Era un pont de planxes de fusta cobert amb una capa de terra i molsa, amb el que s'integrava harmònicament al paisatge. Recentment havia passat per aquí el shōgun Tokugawa Iesada de tornada d'una excursió a Ōji, amb el que aquesta estampa evidencia un cop més l'interès quasi periodístic que artista i editor impregnaren a aquesta sèrie. El fons està novament cobert d'una boira vermellosa i violeta que, junt al taronja de l'horitzó, atorguen a aquesta estampa un variat cromatisme. |
| Vista des de l'altura del santuari Yushima Tenjin                   | 117. Vista des de l'altura del santuari Yushima Tenjin (湯しま天神坂上眺望, Yushima Tenjin sakaue chōbō) (4-1856)                                      | 117. Vista des de l'altura del santuari Yushima Tenjin (湯しま天神坂上眺望, Yushima Tenjin sakaue chōbō) (4-1856)                                      | 117. Vista des de l'altura del santuari Yushima Tenjin (湯しま天神坂上眺望, Yushima Tenjin sakaue chōbō) (4-1856)                                      | En una ampla panoràmica des de l'altura es veuen a diferent distància tres temples consecutius: en primer pla a l'esquerra el santuari Yushima Tenjin, del que tan sols s'aprecia l'arc torii; en una illa enmig de l'estany Shinobazu no ike el santuari de Benten, que ja havia aparegut en la làmina 89; i a l'altra vora, al fons a la dreta, el temple de Kan'ei-ji. Els dos del fons són en color vermell –segons el xintoisme, aquest color espantava als dimonis–, que contrasta intensament amb el blanc de la neu, i que junt al brillant blau del llac i el color vermellós de l'horitzó vespertí atorguen un variat cromatisme a l'escena. Per arribar al santuari Yushima Tenjin es podia pujar per dos distints trams d'escales, una més escarpada «per a homes» i altra més accessible «per a dones», com es denota a la inscripció en pedra que es pot veure a la cantonada inferior dreta, otokozaka («turó per a homes»). Al costat esquerre darrere de l'arc torii es veu una casa de te, adornada amb llànties de color vermell. | En una ampla panoràmica des de l'altura es veuen a diferent distància tres temples consecutius: en primer pla a l'esquerra el santuari Yushima Tenjin, del que tan sols s'aprecia l'arc torii; en una illa enmig de l'estany Shinobazu no ike el santuari de Benten, que ja havia aparegut en la làmina 89; i a l'altra vora, al fons a la dreta, el temple de Kan'ei-ji. Els dos del fons són en color vermell –segons el xintoisme, aquest color espantava als dimonis–, que contrasta intensament amb el blanc de la neu, i que junt al brillant blau del llac i el color vermellós de l'horitzó vespertí atorguen un variat cromatisme a l'escena. Per arribar al santuari Yushima Tenjin es podia pujar per dos distints trams d'escales, una més escarpada «per a homes» i altra més accessible «per a dones», com es denota a la inscripció en pedra que es pot veure a la cantonada inferior dreta, otokozaka («turó per a homes»). Al costat esquerre darrere de l'arc torii es veu una casa de te, adornada amb llànties de color vermell. | En una ampla panoràmica des de l'altura es veuen a diferent distància tres temples consecutius: en primer pla a l'esquerra el santuari Yushima Tenjin, del que tan sols s'aprecia l'arc torii; en una illa enmig de l'estany Shinobazu no ike el santuari de Benten, que ja havia aparegut en la làmina 89; i a l'altra vora, al fons a la dreta, el temple de Kan'ei-ji. Els dos del fons són en color vermell –segons el xintoisme, aquest color espantava als dimonis–, que contrasta intensament amb el blanc de la neu, i que junt al brillant blau del llac i el color vermellós de l'horitzó vespertí atorguen un variat cromatisme a l'escena. Per arribar al santuari Yushima Tenjin es podia pujar per dos distints trams d'escales, una més escarpada «per a homes» i altra més accessible «per a dones», com es denota a la inscripció en pedra que es pot veure a la cantonada inferior dreta, otokozaka («turó per a homes»). Al costat esquerre darrere de l'arc torii es veu una casa de te, adornada amb llànties de color vermell. | En una ampla panoràmica des de l'altura es veuen a diferent distància tres temples consecutius: en primer pla a l'esquerra el santuari Yushima Tenjin, del que tan sols s'aprecia l'arc torii; en una illa enmig de l'estany Shinobazu no ike el santuari de Benten, que ja havia aparegut en la làmina 89; i a l'altra vora, al fons a la dreta, el temple de Kan'ei-ji. Els dos del fons són en color vermell –segons el xintoisme, aquest color espantava als dimonis–, que contrasta intensament amb el blanc de la neu, i que junt al brillant blau del llac i el color vermellós de l'horitzó vespertí atorguen un variat cromatisme a l'escena. Per arribar al santuari Yushima Tenjin es podia pujar per dos distints trams d'escales, una més escarpada «per a homes» i altra més accessible «per a dones», com es denota a la inscripció en pedra que es pot veure a la cantonada inferior dreta, otokozaka («turó per a homes»). Al costat esquerre darrere de l'arc torii es veu una casa de te, adornada amb llànties de color vermell. | En una ampla panoràmica des de l'altura es veuen a diferent distància tres temples consecutius: en primer pla a l'esquerra el santuari Yushima Tenjin, del que tan sols s'aprecia l'arc torii; en una illa enmig de l'estany Shinobazu no ike el santuari de Benten, que ja havia aparegut en la làmina 89; i a l'altra vora, al fons a la dreta, el temple de Kan'ei-ji. Els dos del fons són en color vermell –segons el xintoisme, aquest color espantava als dimonis–, que contrasta intensament amb el blanc de la neu, i que junt al brillant blau del llac i el color vermellós de l'horitzó vespertí atorguen un variat cromatisme a l'escena. Per arribar al santuari Yushima Tenjin es podia pujar per dos distints trams d'escales, una més escarpada «per a homes» i altra més accessible «per a dones», com es denota a la inscripció en pedra que es pot veure a la cantonada inferior dreta, otokozaka («turó per a homes»). Al costat esquerre darrere de l'arc torii es veu una casa de te, adornada amb llànties de color vermell. | En una ampla panoràmica des de l'altura es veuen a diferent distància tres temples consecutius: en primer pla a l'esquerra el santuari Yushima Tenjin, del que tan sols s'aprecia l'arc torii; en una illa enmig de l'estany Shinobazu no ike el santuari de Benten, que ja havia aparegut en la làmina 89; i a l'altra vora, al fons a la dreta, el temple de Kan'ei-ji. Els dos del fons són en color vermell –segons el xintoisme, aquest color espantava als dimonis–, que contrasta intensament amb el blanc de la neu, i que junt al brillant blau del llac i el color vermellós de l'horitzó vespertí atorguen un variat cromatisme a l'escena. Per arribar al santuari Yushima Tenjin es podia pujar per dos distints trams d'escales, una més escarpada «per a homes» i altra més accessible «per a dones», com es denota a la inscripció en pedra que es pot veure a la cantonada inferior dreta, otokozaka («turó per a homes»). Al costat esquerre darrere de l'arc torii es veu una casa de te, adornada amb llànties de color vermell. |
| Guineus de foc en la Nit de cap d'any sota l'arbre enoki prop d'Ōji | 118. Guineus de foc en la Nit de cap d'any sota l'arbre enoki prop d'Ōji (王子装束ゑの木大晦日の狐火, Ōji Shōzoku enoki Ōmisoka no kitsunebi) (9-1857) | 118. Guineus de foc en la Nit de cap d'any sota l'arbre enoki prop d'Ōji (王子装束ゑの木大晦日の狐火, Ōji Shōzoku enoki Ōmisoka no kitsunebi) (9-1857) | 118. Guineus de foc en la Nit de cap d'any sota l'arbre enoki prop d'Ōji (王子装束ゑの木大晦日の狐火, Ōji Shōzoku enoki Ōmisoka no kitsunebi) (9-1857) | Aquesta és una de les estampes més famoses de la sèrie. En una composició nocturna es veu un cel gris blavós plagat d'estrelles, on junt a un gran lledoner (enoki) s'han reunit una gran quantitat de guineus, que fan un hàlit al respirar que semblen focs follets. S'aprecia un grup d'ells en primer pla, junt a l'arbre, mentre que en la distància apareixen molts més que es dirigeixen cap aquí, a penes petits punts de llum al fosc horitzó. La clara lluminositat dels guineus contrasta enormement amb la foscor nocturna, aportant un gran efectisme a l'escena. Segons una llegenda, la nit de cap d'any els guineus es reunien amb les forces màgiques sota aquest lledoner per a venerar al déu de l'arròs (Inari); després, es dirigien al proper santuari d'Ōji Inari (també anomenat Shōzoku Inari), on el déu els encomanava diverses tarees per a l'any nou. El nombre de guineus i les formes dels seus focs follets permetien als camperols de la regió predir com seria la pròxima collita. Hiroshige emprà una impressió a quatre tintes, traient el màxim profit a aquesta escena, de gran efecte dramàtic i ambient fantàstic. | Aquesta és una de les estampes més famoses de la sèrie. En una composició nocturna es veu un cel gris blavós plagat d'estrelles, on junt a un gran lledoner (enoki) s'han reunit una gran quantitat de guineus, que fan un hàlit al respirar que semblen focs follets. S'aprecia un grup d'ells en primer pla, junt a l'arbre, mentre que en la distància apareixen molts més que es dirigeixen cap aquí, a penes petits punts de llum al fosc horitzó. La clara lluminositat dels guineus contrasta enormement amb la foscor nocturna, aportant un gran efectisme a l'escena. Segons una llegenda, la nit de cap d'any els guineus es reunien amb les forces màgiques sota aquest lledoner per a venerar al déu de l'arròs (Inari); després, es dirigien al proper santuari d'Ōji Inari (també anomenat Shōzoku Inari), on el déu els encomanava diverses tarees per a l'any nou. El nombre de guineus i les formes dels seus focs follets permetien als camperols de la regió predir com seria la pròxima collita. Hiroshige emprà una impressió a quatre tintes, traient el màxim profit a aquesta escena, de gran efecte dramàtic i ambient fantàstic. | Aquesta és una de les estampes més famoses de la sèrie. En una composició nocturna es veu un cel gris blavós plagat d'estrelles, on junt a un gran lledoner (enoki) s'han reunit una gran quantitat de guineus, que fan un hàlit al respirar que semblen focs follets. S'aprecia un grup d'ells en primer pla, junt a l'arbre, mentre que en la distància apareixen molts més que es dirigeixen cap aquí, a penes petits punts de llum al fosc horitzó. La clara lluminositat dels guineus contrasta enormement amb la foscor nocturna, aportant un gran efectisme a l'escena. Segons una llegenda, la nit de cap d'any els guineus es reunien amb les forces màgiques sota aquest lledoner per a venerar al déu de l'arròs (Inari); després, es dirigien al proper santuari d'Ōji Inari (també anomenat Shōzoku Inari), on el déu els encomanava diverses tarees per a l'any nou. El nombre de guineus i les formes dels seus focs follets permetien als camperols de la regió predir com seria la pròxima collita. Hiroshige emprà una impressió a quatre tintes, traient el màxim profit a aquesta escena, de gran efecte dramàtic i ambient fantàstic. | Aquesta és una de les estampes més famoses de la sèrie. En una composició nocturna es veu un cel gris blavós plagat d'estrelles, on junt a un gran lledoner (enoki) s'han reunit una gran quantitat de guineus, que fan un hàlit al respirar que semblen focs follets. S'aprecia un grup d'ells en primer pla, junt a l'arbre, mentre que en la distància apareixen molts més que es dirigeixen cap aquí, a penes petits punts de llum al fosc horitzó. La clara lluminositat dels guineus contrasta enormement amb la foscor nocturna, aportant un gran efectisme a l'escena. Segons una llegenda, la nit de cap d'any els guineus es reunien amb les forces màgiques sota aquest lledoner per a venerar al déu de l'arròs (Inari); després, es dirigien al proper santuari d'Ōji Inari (també anomenat Shōzoku Inari), on el déu els encomanava diverses tarees per a l'any nou. El nombre de guineus i les formes dels seus focs follets permetien als camperols de la regió predir com seria la pròxima collita. Hiroshige emprà una impressió a quatre tintes, traient el màxim profit a aquesta escena, de gran efecte dramàtic i ambient fantàstic. | Aquesta és una de les estampes més famoses de la sèrie. En una composició nocturna es veu un cel gris blavós plagat d'estrelles, on junt a un gran lledoner (enoki) s'han reunit una gran quantitat de guineus, que fan un hàlit al respirar que semblen focs follets. S'aprecia un grup d'ells en primer pla, junt a l'arbre, mentre que en la distància apareixen molts més que es dirigeixen cap aquí, a penes petits punts de llum al fosc horitzó. La clara lluminositat dels guineus contrasta enormement amb la foscor nocturna, aportant un gran efectisme a l'escena. Segons una llegenda, la nit de cap d'any els guineus es reunien amb les forces màgiques sota aquest lledoner per a venerar al déu de l'arròs (Inari); després, es dirigien al proper santuari d'Ōji Inari (també anomenat Shōzoku Inari), on el déu els encomanava diverses tarees per a l'any nou. El nombre de guineus i les formes dels seus focs follets permetien als camperols de la regió predir com seria la pròxima collita. Hiroshige emprà una impressió a quatre tintes, traient el màxim profit a aquesta escena, de gran efecte dramàtic i ambient fantàstic. | Aquesta és una de les estampes més famoses de la sèrie. En una composició nocturna es veu un cel gris blavós plagat d'estrelles, on junt a un gran lledoner (enoki) s'han reunit una gran quantitat de guineus, que fan un hàlit al respirar que semblen focs follets. S'aprecia un grup d'ells en primer pla, junt a l'arbre, mentre que en la distància apareixen molts més que es dirigeixen cap aquí, a penes petits punts de llum al fosc horitzó. La clara lluminositat dels guineus contrasta enormement amb la foscor nocturna, aportant un gran efectisme a l'escena. Segons una llegenda, la nit de cap d'any els guineus es reunien amb les forces màgiques sota aquest lledoner per a venerar al déu de l'arròs (Inari); després, es dirigien al proper santuari d'Ōji Inari (també anomenat Shōzoku Inari), on el déu els encomanava diverses tarees per a l'any nou. El nombre de guineus i les formes dels seus focs follets permetien als camperols de la regió predir com seria la pròxima collita. Hiroshige emprà una impressió a quatre tintes, traient el màxim profit a aquesta escena, de gran efecte dramàtic i ambient fantàstic. |
| Pluja nocturna al jardí de paulòwnies a Akasaka                     | 119. Pluja nocturna al jardí de paulòwnies a Akasaka (赤坂桐畑雨中夕けい, Akasaka kiribatake uchū yūkei) (4-1859)                                      | 119. Pluja nocturna al jardí de paulòwnies a Akasaka (赤坂桐畑雨中夕けい, Akasaka kiribatake uchū yūkei) (4-1859)                                      | 119. Pluja nocturna al jardí de paulòwnies a Akasaka (赤坂桐畑雨中夕けい, Akasaka kiribatake uchū yūkei) (4-1859)                                      | Aquesta estampa és obra de Hiroshige II, i fou inclosa a la sèrie posteriorment, i per això no apareix a l'índex realitzat per Baisotei Gengyo. Així, es veu el segell aratame («examinat») del censor datat el quart mes de 1859, i a la cartel·la vermella de la signatura indica Nise Hiroshige (Hiroshige II). El deixeble havia terminat almenys tres estampes de la sèrie (12, 41 i 114) inacabades a la mort del mestre, tot i que partint dels seus esbossos; aquesta composició tot i així és enterament seva, segurament com encàrrec de l'editor, Sakanaya Eikichi, i per celebrar l'adopció del nom i segell del seu mestre. En algunes reproduccions de la sèrie no apareix aquesta darrera estampa, però al portar el títol de la sèrie a la cartel·la superior dreta, en conformitat amb l'editor, el més lògic és incloure-la. A la imatge es veu un jardí de paulòwnies a l'estany de Tameike, que ja apareixia a la làmina 52. És una imatge nocturna, on una feixuga pluja cau d'un plomós cel color gris blavós, que destaca del gris verdós dels arbres del fons. La part inferior, més clara i d'un colorit més brillant, ressalta de la part fosca del fons. La forma diagonal de l'estany es talla amb altra diagonal formada pel camí de segon pla, formant una forma de cuny. S'aprecien diversos viatgers a la part inferior, mentre que al camí del fons es distingeixen a penes diverses figures borroses, que es dirigeixen a la porta Akasakamon del Palau d'Edo.                                                         | Aquesta estampa és obra de Hiroshige II, i fou inclosa a la sèrie posteriorment, i per això no apareix a l'índex realitzat per Baisotei Gengyo. Així, es veu el segell aratame («examinat») del censor datat el quart mes de 1859, i a la cartel·la vermella de la signatura indica Nise Hiroshige (Hiroshige II). El deixeble havia terminat almenys tres estampes de la sèrie (12, 41 i 114) inacabades a la mort del mestre, tot i que partint dels seus esbossos; aquesta composició tot i així és enterament seva, segurament com encàrrec de l'editor, Sakanaya Eikichi, i per celebrar l'adopció del nom i segell del seu mestre. En algunes reproduccions de la sèrie no apareix aquesta darrera estampa, però al portar el títol de la sèrie a la cartel·la superior dreta, en conformitat amb l'editor, el més lògic és incloure-la. A la imatge es veu un jardí de paulòwnies a l'estany de Tameike, que ja apareixia a la làmina 52. És una imatge nocturna, on una feixuga pluja cau d'un plomós cel color gris blavós, que destaca del gris verdós dels arbres del fons. La part inferior, més clara i d'un colorit més brillant, ressalta de la part fosca del fons. La forma diagonal de l'estany es talla amb altra diagonal formada pel camí de segon pla, formant una forma de cuny. S'aprecien diversos viatgers a la part inferior, mentre que al camí del fons es distingeixen a penes diverses figures borroses, que es dirigeixen a la porta Akasakamon del Palau d'Edo.                                                         | Aquesta estampa és obra de Hiroshige II, i fou inclosa a la sèrie posteriorment, i per això no apareix a l'índex realitzat per Baisotei Gengyo. Així, es veu el segell aratame («examinat») del censor datat el quart mes de 1859, i a la cartel·la vermella de la signatura indica Nise Hiroshige (Hiroshige II). El deixeble havia terminat almenys tres estampes de la sèrie (12, 41 i 114) inacabades a la mort del mestre, tot i que partint dels seus esbossos; aquesta composició tot i així és enterament seva, segurament com encàrrec de l'editor, Sakanaya Eikichi, i per celebrar l'adopció del nom i segell del seu mestre. En algunes reproduccions de la sèrie no apareix aquesta darrera estampa, però al portar el títol de la sèrie a la cartel·la superior dreta, en conformitat amb l'editor, el més lògic és incloure-la. A la imatge es veu un jardí de paulòwnies a l'estany de Tameike, que ja apareixia a la làmina 52. És una imatge nocturna, on una feixuga pluja cau d'un plomós cel color gris blavós, que destaca del gris verdós dels arbres del fons. La part inferior, més clara i d'un colorit més brillant, ressalta de la part fosca del fons. La forma diagonal de l'estany es talla amb altra diagonal formada pel camí de segon pla, formant una forma de cuny. S'aprecien diversos viatgers a la part inferior, mentre que al camí del fons es distingeixen a penes diverses figures borroses, que es dirigeixen a la porta Akasakamon del Palau d'Edo.                                                         | Aquesta estampa és obra de Hiroshige II, i fou inclosa a la sèrie posteriorment, i per això no apareix a l'índex realitzat per Baisotei Gengyo. Així, es veu el segell aratame («examinat») del censor datat el quart mes de 1859, i a la cartel·la vermella de la signatura indica Nise Hiroshige (Hiroshige II). El deixeble havia terminat almenys tres estampes de la sèrie (12, 41 i 114) inacabades a la mort del mestre, tot i que partint dels seus esbossos; aquesta composició tot i així és enterament seva, segurament com encàrrec de l'editor, Sakanaya Eikichi, i per celebrar l'adopció del nom i segell del seu mestre. En algunes reproduccions de la sèrie no apareix aquesta darrera estampa, però al portar el títol de la sèrie a la cartel·la superior dreta, en conformitat amb l'editor, el més lògic és incloure-la. A la imatge es veu un jardí de paulòwnies a l'estany de Tameike, que ja apareixia a la làmina 52. És una imatge nocturna, on una feixuga pluja cau d'un plomós cel color gris blavós, que destaca del gris verdós dels arbres del fons. La part inferior, més clara i d'un colorit més brillant, ressalta de la part fosca del fons. La forma diagonal de l'estany es talla amb altra diagonal formada pel camí de segon pla, formant una forma de cuny. S'aprecien diversos viatgers a la part inferior, mentre que al camí del fons es distingeixen a penes diverses figures borroses, que es dirigeixen a la porta Akasakamon del Palau d'Edo.                                                         | Aquesta estampa és obra de Hiroshige II, i fou inclosa a la sèrie posteriorment, i per això no apareix a l'índex realitzat per Baisotei Gengyo. Així, es veu el segell aratame («examinat») del censor datat el quart mes de 1859, i a la cartel·la vermella de la signatura indica Nise Hiroshige (Hiroshige II). El deixeble havia terminat almenys tres estampes de la sèrie (12, 41 i 114) inacabades a la mort del mestre, tot i que partint dels seus esbossos; aquesta composició tot i així és enterament seva, segurament com encàrrec de l'editor, Sakanaya Eikichi, i per celebrar l'adopció del nom i segell del seu mestre. En algunes reproduccions de la sèrie no apareix aquesta darrera estampa, però al portar el títol de la sèrie a la cartel·la superior dreta, en conformitat amb l'editor, el més lògic és incloure-la. A la imatge es veu un jardí de paulòwnies a l'estany de Tameike, que ja apareixia a la làmina 52. És una imatge nocturna, on una feixuga pluja cau d'un plomós cel color gris blavós, que destaca del gris verdós dels arbres del fons. La part inferior, més clara i d'un colorit més brillant, ressalta de la part fosca del fons. La forma diagonal de l'estany es talla amb altra diagonal formada pel camí de segon pla, formant una forma de cuny. S'aprecien diversos viatgers a la part inferior, mentre que al camí del fons es distingeixen a penes diverses figures borroses, que es dirigeixen a la porta Akasakamon del Palau d'Edo.                                                         | Aquesta estampa és obra de Hiroshige II, i fou inclosa a la sèrie posteriorment, i per això no apareix a l'índex realitzat per Baisotei Gengyo. Així, es veu el segell aratame («examinat») del censor datat el quart mes de 1859, i a la cartel·la vermella de la signatura indica Nise Hiroshige (Hiroshige II). El deixeble havia terminat almenys tres estampes de la sèrie (12, 41 i 114) inacabades a la mort del mestre, tot i que partint dels seus esbossos; aquesta composició tot i així és enterament seva, segurament com encàrrec de l'editor, Sakanaya Eikichi, i per celebrar l'adopció del nom i segell del seu mestre. En algunes reproduccions de la sèrie no apareix aquesta darrera estampa, però al portar el títol de la sèrie a la cartel·la superior dreta, en conformitat amb l'editor, el més lògic és incloure-la. A la imatge es veu un jardí de paulòwnies a l'estany de Tameike, que ja apareixia a la làmina 52. És una imatge nocturna, on una feixuga pluja cau d'un plomós cel color gris blavós, que destaca del gris verdós dels arbres del fons. La part inferior, més clara i d'un colorit més brillant, ressalta de la part fosca del fons. La forma diagonal de l'estany es talla amb altra diagonal formada pel camí de segon pla, formant una forma de cuny. S'aprecien diversos viatgers a la part inferior, mentre que al camí del fons es distingeixen a penes diverses figures borroses, que es dirigeixen a la porta Akasakamon del Palau d'Edo.                                                         |

## Llegat
Les estampes de Hiroshige tingueren un gran acolliment a Occident –on sorgí la moda del japonisme–, arribant a influir en l'obra de diversos artistes: queda palès en algunes obres dels anys 1870 de James McNeill Whistler, com Thames set i Pintures nocturnes. També impressionà en gran manera al pintor holandès Vincent van Gogh, que realitzà còpies de diverses obres de Hiroshige, com Japonaiserie: Pont sota la pluja (1887) –còpia d’El pont Ōhashi a Atake sota una pluja sobtada– i  Japonaiserie: Pruner en flor (1887) –còpia de Jardí de pruners a Kameido–. Van Gogh arribà a dir el 1888: «amb ulls japonesos es veu més; se sent el color d'una forma distinta». L'obra de Hiroshige fou amplament difosa per la revista Le Japon Artistique (1888-1891), editada per Samuel Bing.
| «                   | «Hiroshige és un impressionista meravellós. Monet, Rodin i jo estem entusiasmats. ¡Quant m'ha alegrat veure pintat l'efecte de la neu i de les inundacions. Aquests artistes japonesos em confirmen en el nostre judici visual!» | » |
| — Camille Pissarro. | |   |